# Zonnegod

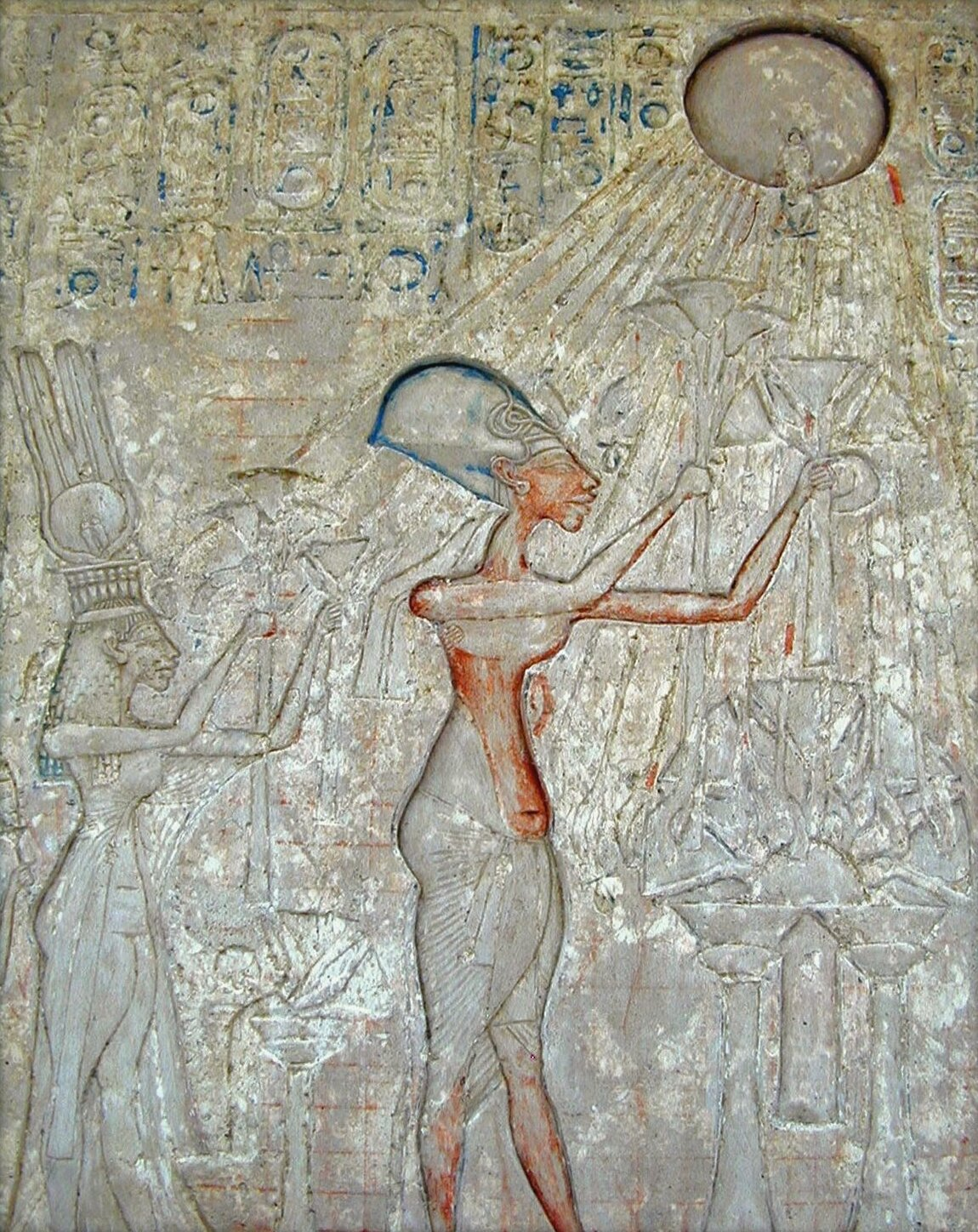
Relief van Achnaton: Nefertiti brengt een offer aan Aton, 18e dynastie van Egypte, 1372-1355 v.Chr., Egyptisch Museum (Caïro)

Een zonnegod (of godin) vertegenwoordigt de zon, veranderd of aspecten ervan zoals zonnestralen. In de mythologie van veel culturen was de zon een god. Een zonnegod werd door de geschiedenis heen vereerd in vele beschavingen, zoals in het Oude Egypte, het Oude Griekenland, Mesopotamië, het Oude China, de Kelten, de Germanen, de Inca's, de Azteken, Japan of in religies zoals het Hindoeïsme. Aangenomen wordt dat de cultus van de zon de oorsprong zou kunnen zijn van het henotheïsme en later van het monotheïsme.

## Zonneboot en zonnewagen

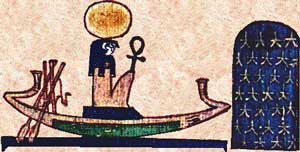
Ra op zijn zonnebark

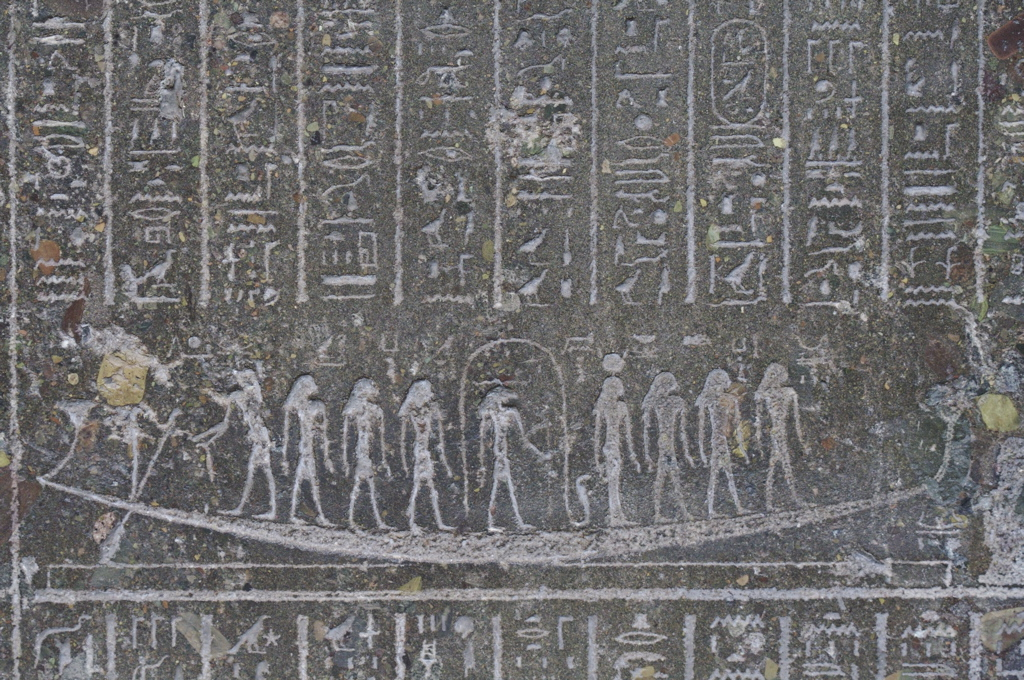
De zonnebark van de god Ra, de Piramideteksten geven aan dat Weneg een van de vele goden is die op de boot aanwezig zijn, sarcofaag van Nectanebo II, British Museum

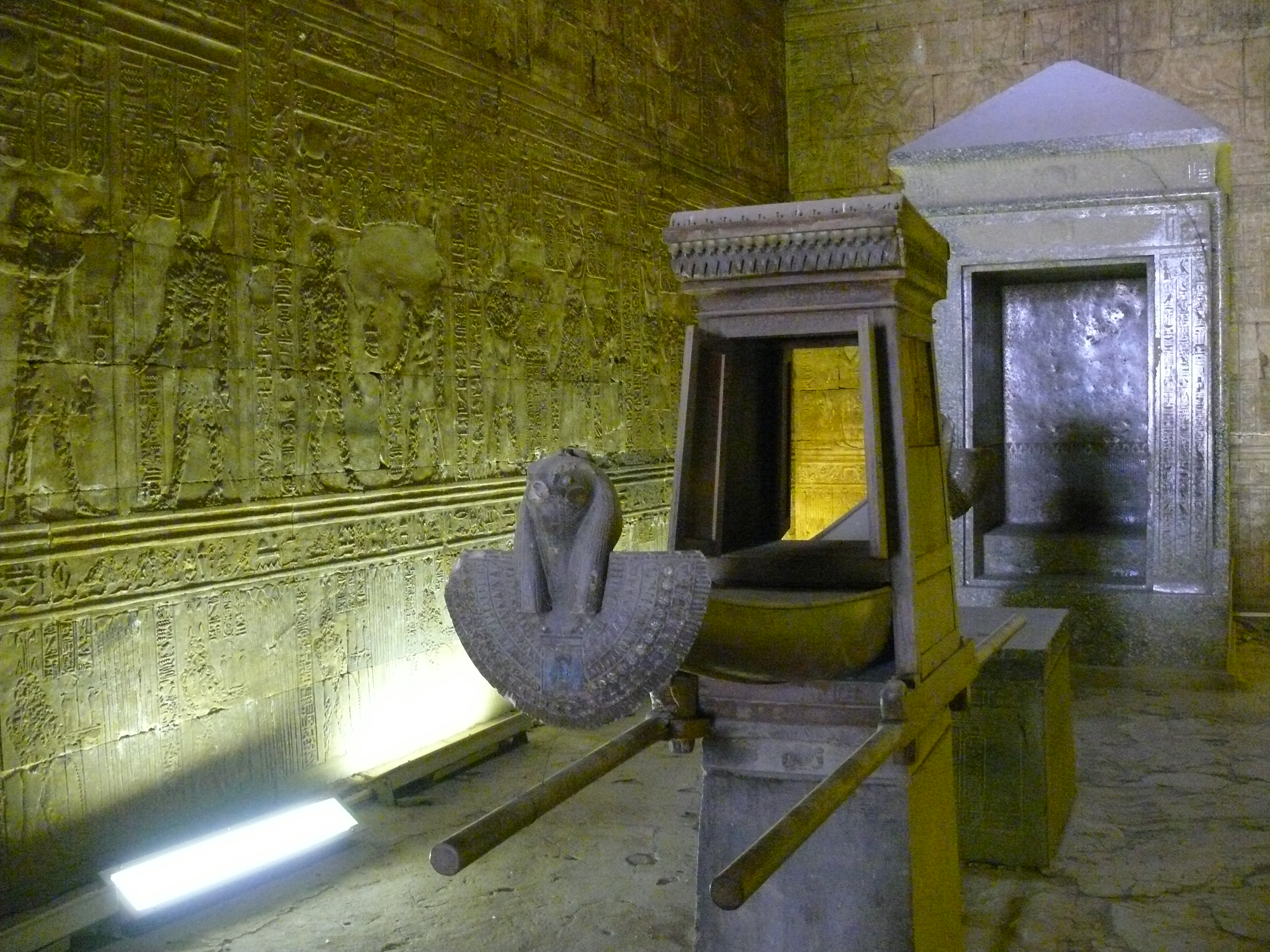
Zonnebark in de tempel van Horus

Een zonneboot is een mythologische voorstelling van de zon die een boot bestuurt.
- In het neolithicum tonen de rotstekeningen in sommige gevallen mogelijke zonneboten.
- Noorse rotstekeningen uit de bronstijd omvatten boten in verschillende sterrenbeelden.
- Steenschepen en scheepsgraven worden ook gezien als vervoermiddel naar het hiernamaals.
- De laatste toevoeging op de Hemelschijf van Nebra was nog een boog onderaan, geïdentificeerd als een "zonneboot", opnieuw gemaakt van goud, maar afkomstig van een andere oorsprong dan de eerdere bewerkingen.
- In de Necrópolis de Cabezo de Alcalá werd een hanger gevonden met een boot en zonfiguur met een centraal gat. De hanger is nu in het bezit van het Museo Arqueológico Nacional de España in Madrid en behoort tot de Urnenveldencultuur.
- Regeneratie was niet mogelijk in de geordende gedefinieerde wereld in de Egyptische mythologie. Zij was alleen mogelijk als wat oud en afgedragen is, gedompeld werd in de grenzeloze regionen die de geschapen wereld omringen, namelijk de helende en oplossende kracht van de oeroceaan Noen. Zo werd de zonnegod iedere ochtend in zijn boot verheven, zoals in het Boek der Poorten wordt geïllustreerd.
- De 43,6 meter lange boot van Jufu (Cheops) werd gevonden in het complex van de Piramide van Cheops en werd naar schatting gebouwd rond 2500 voor Christus. Het geldt als voorbeeld van het belang en de symboliek van de zonneboot voor de doortocht naar de andere wereld.
- Naast het graf in Abydos heeft koningin Merneith ook nog een graf in Saqqara. Binnen in dat graf ontdekten archeologen een zonnebark die haar moest toelaten om in het hiernamaals met de zonnegod te reizen. Dergelijke eer was doorgaans voorbehouden aan de koning.
- In een scheppingsverhaal uit Egypte wordt verteld dat Ra genoeg heeft van de aarde, die hij zelf geschapen heeft, en met zijn zonnebark langs de hemel reist om 's nachts in de onderwereld met Apep te vechten.[1]
- In Newgrange is een tekening van een zonneboot aangetroffen, aldus George Coffey, met daarboven het symbool voor de zon. Ook in Dowth is een soortgelijke afbeelding aangetroffen.[2]

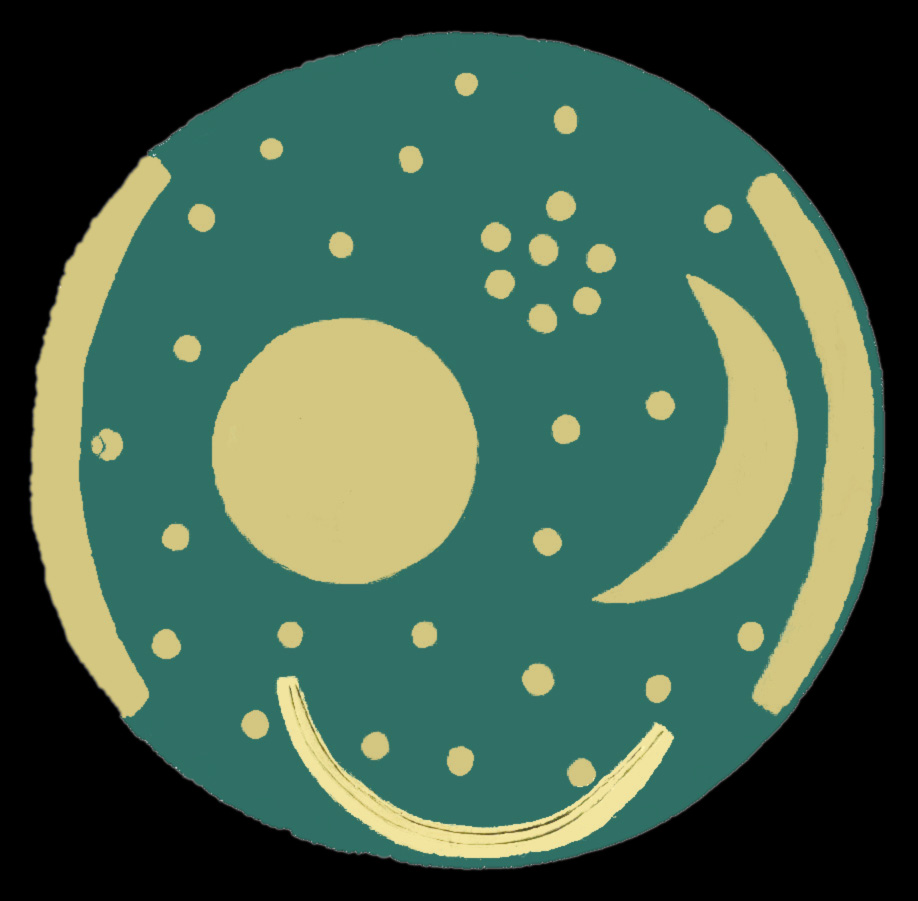
Hemelschijf van Nebra; de onderste boog zou de zonneboot zijn
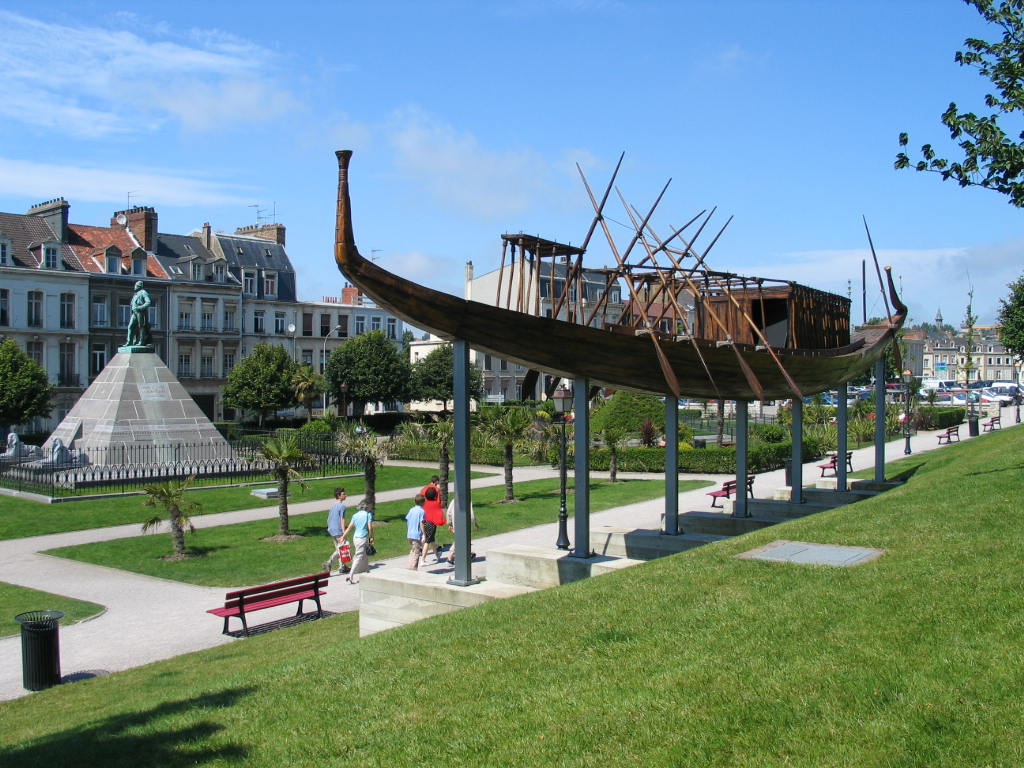
Reconstructie van de zonneboot van Cheops in Boulogne-sur-Mer
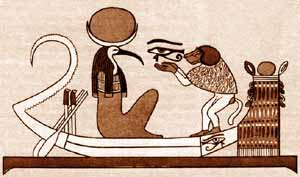
Thoth op de zonnebark, Gods of the Egyptians, 1904
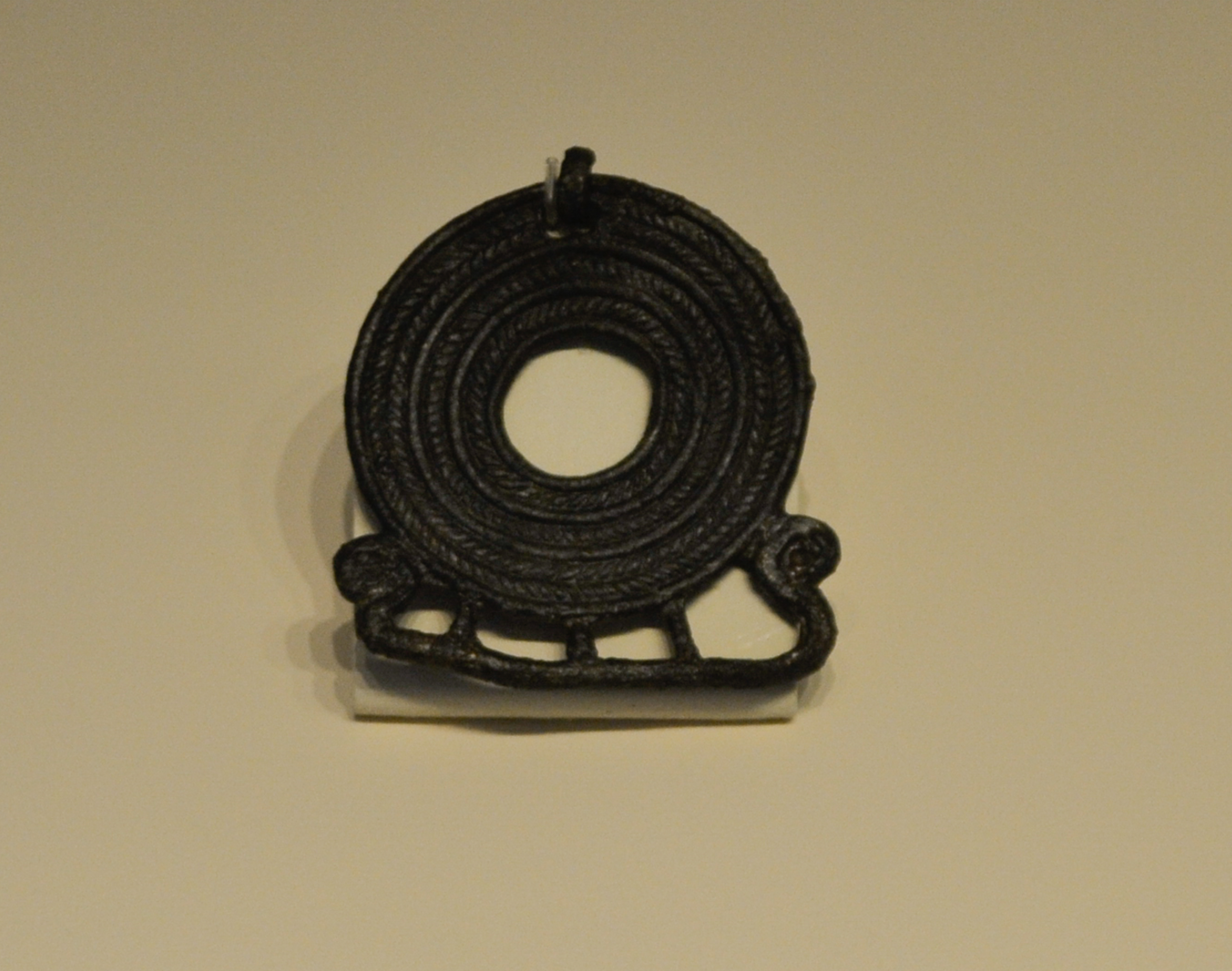
Bronzen hanger gevonden in de Necrópolis de Cabezo de Alcalá (Urnenveldencultuur), Museo Arqueológico Nacional de España
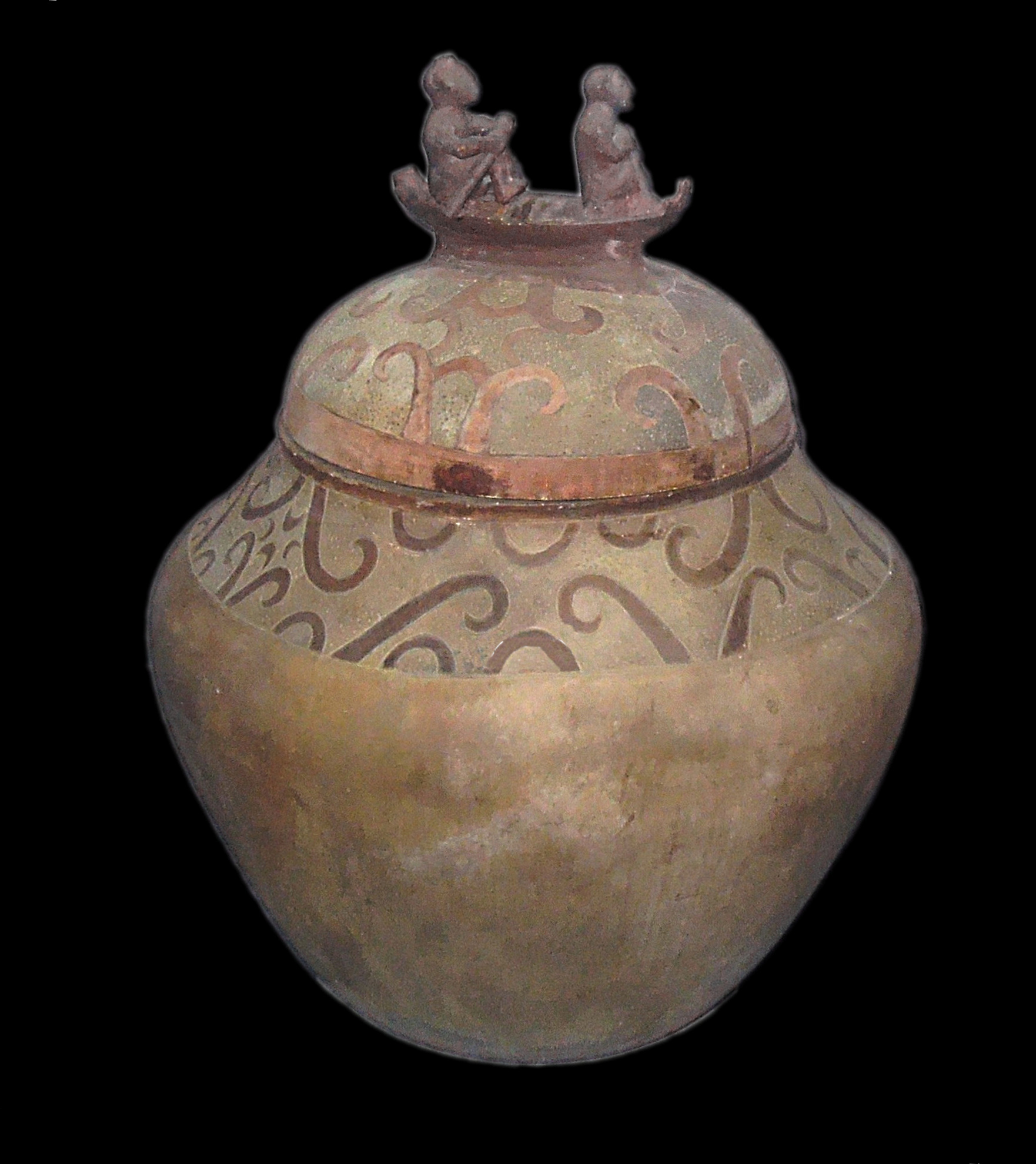
Een boot op de Manunggul-kruik (een urn uit het neolithicum)

De zonnewagen is een andere mythologische voorstelling, men neemt aan dat zijn oorsprong overeenkomt met de Indo-Europese expansie in het tweede millennium voor Christus.

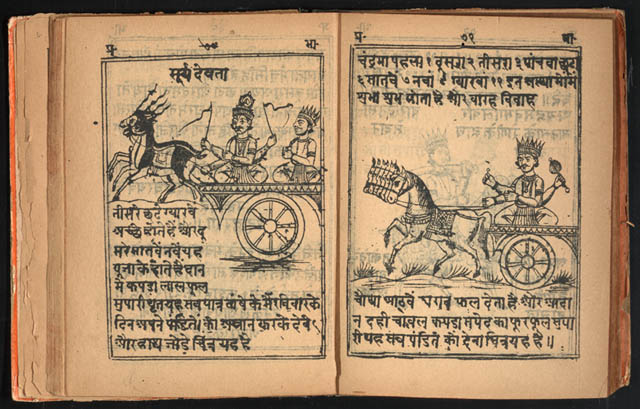
Vedische god Surya op de zonnewagen

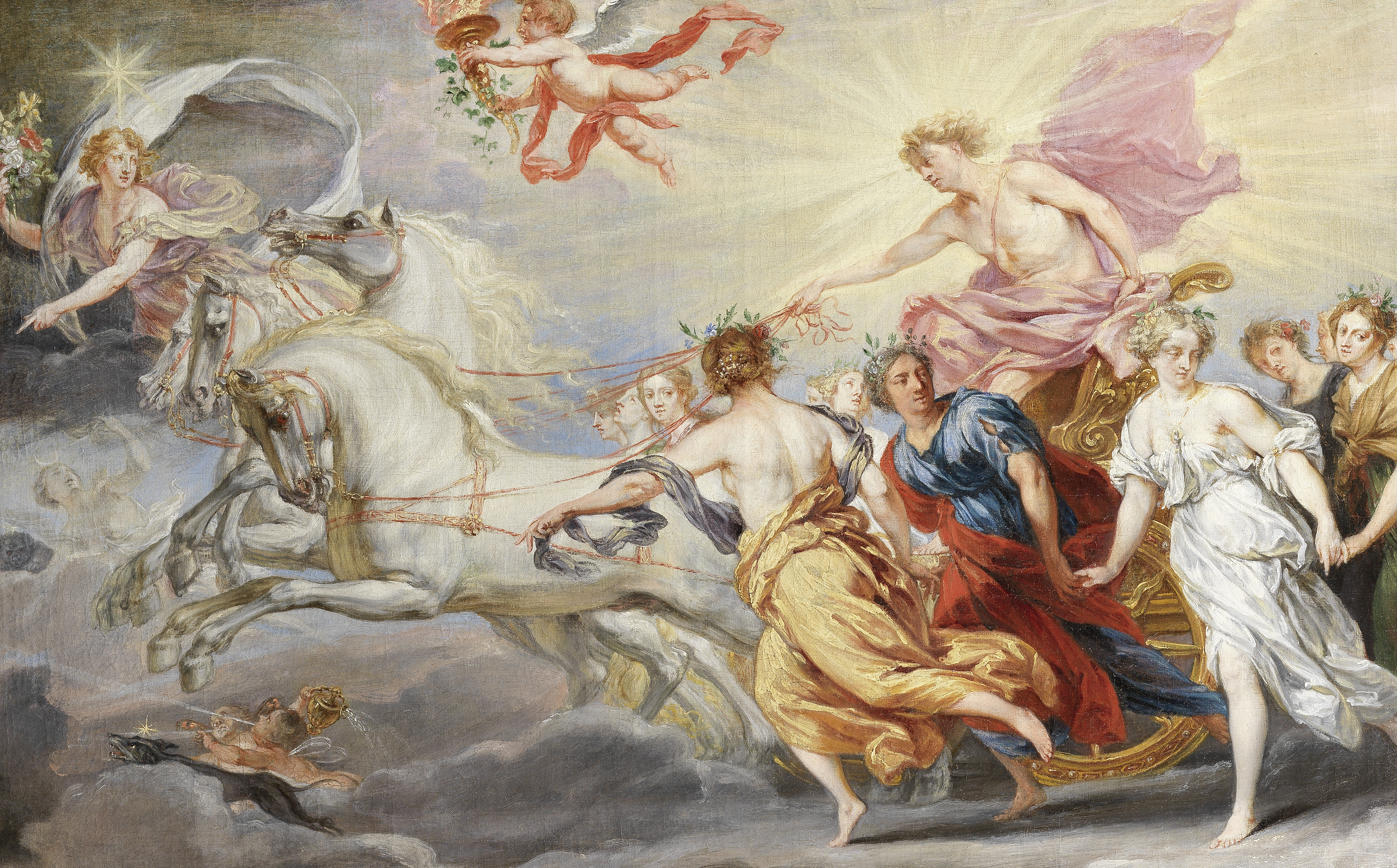
Phoebus Apollo (met aureool of stralenkrans) in het schilderij Apollo op zijn Zonnewagen (1664-1668) door Jan Boeckhorst uit de collectie van The Phoebus Foundation

- De zonnestrijdwagen van Trundholm werd gevonden in Denemarken. Het wordt gedateerd rond 1400 v.Chr.
- In de Noordse mythologie reed Sól elke dag op haar strijdwagen getrokken door de twee paarden Arvak en Alsvid. Ze werd achtervolgd door de wolf Sköll, die haar wilde verslinden.
- In Griekenland bestuurt Helios een wagen en dat doet Phaethon ook. De paarden sloegen echter op hol en Phaethon werd door een bliksemschicht geraakt die door Zeus werd gegooid. Phaethon stortte van de wagen en stierf.
- De Sol Invictus was afgebeeld op een wagen op de achterkant van een Romeinse munt.
- Elia stijgt op naar de hemel in een wagen van vuur.
- Surya is een Vedische god die de zon vertegenwoordigt in het hindoeïstische pantheon en wordt getoond terwijl hij een wagen bestuurt met zeven paarden.
- Orontes IV zou in Armavir een schrijn opgericht hebben ter ere van Apollo-Mithra: een gouden standbeeld van vier paarden die een wagen trekken met daarin Apollo als zonnegod. Deze schrijn zou in de vierde eeuw verwoest worden door het leger van de Perzische Sassaniden.

De zonnestrijdwagen van Trundholm met het zonnekruis als wielen, gedateerd rond 1400 v.Chr.
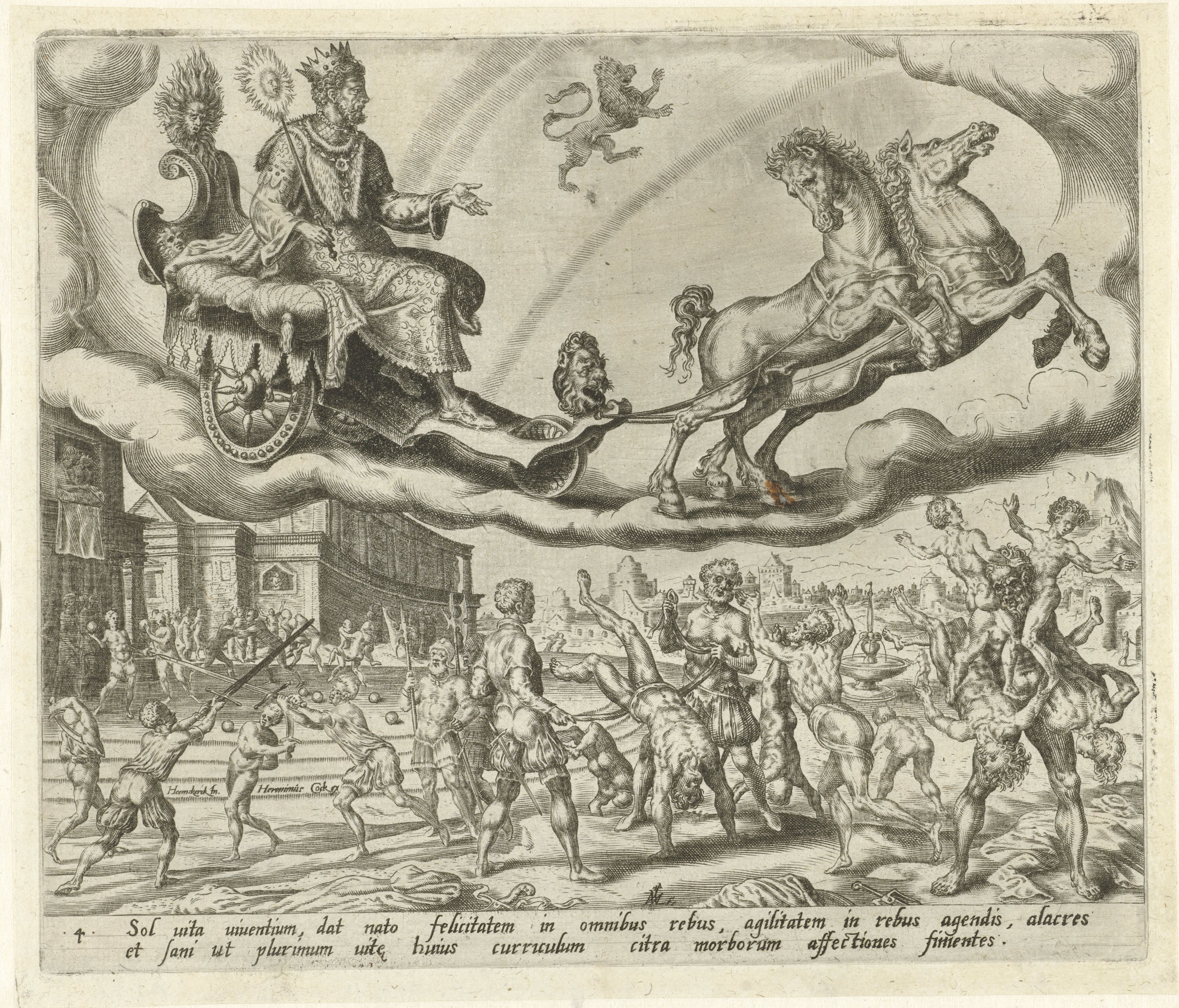
De zonnegod Sól rijdt in zijn wagen aan de hemel, getrokken door twee paarden. Het teken van de Leeuw geeft aan welke mensen tot de invloedssfeer van Sól behoren, 1638
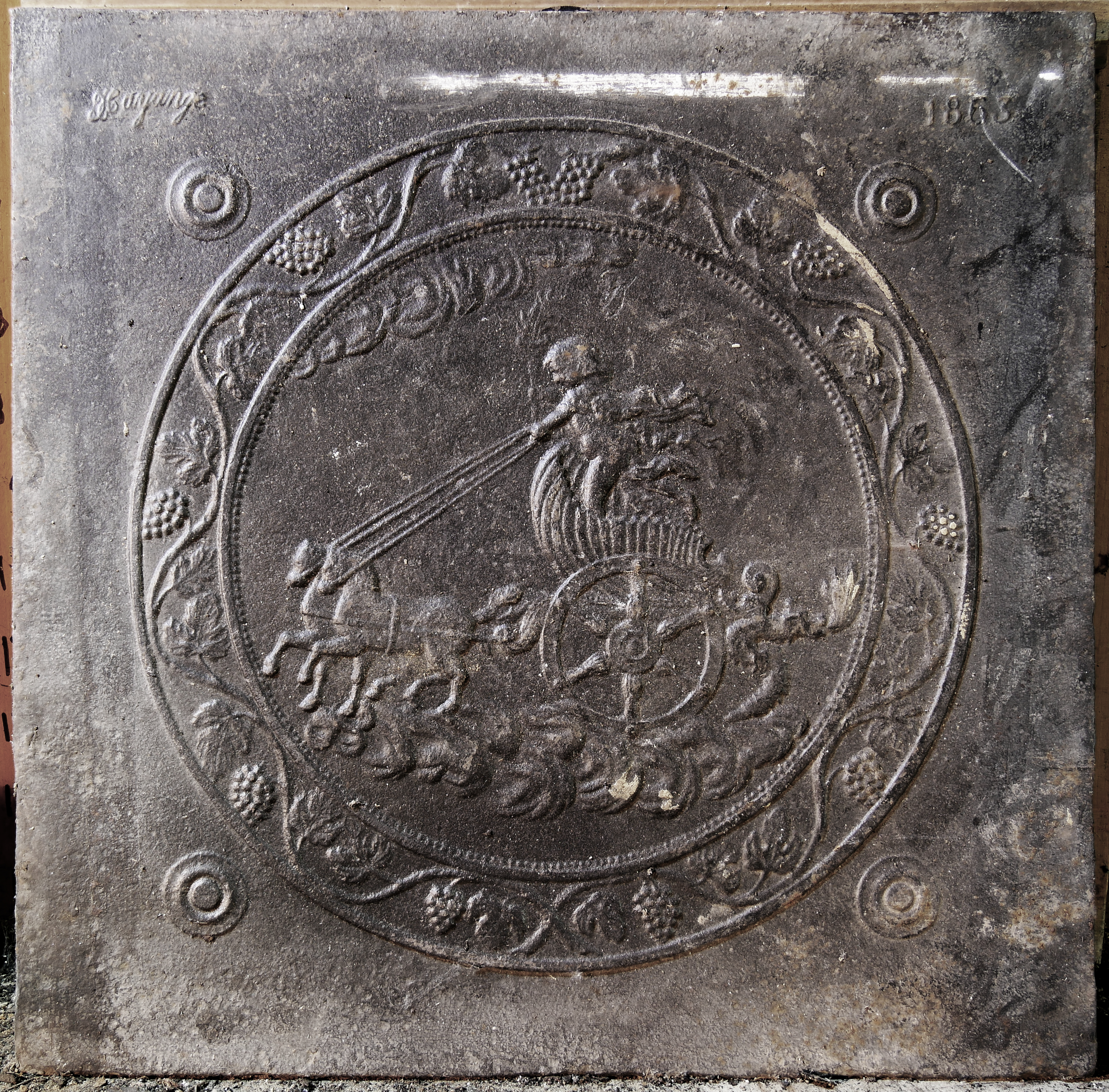
Haardplaat met Helios op zijn zonnewagen in Lotharingen, 1863
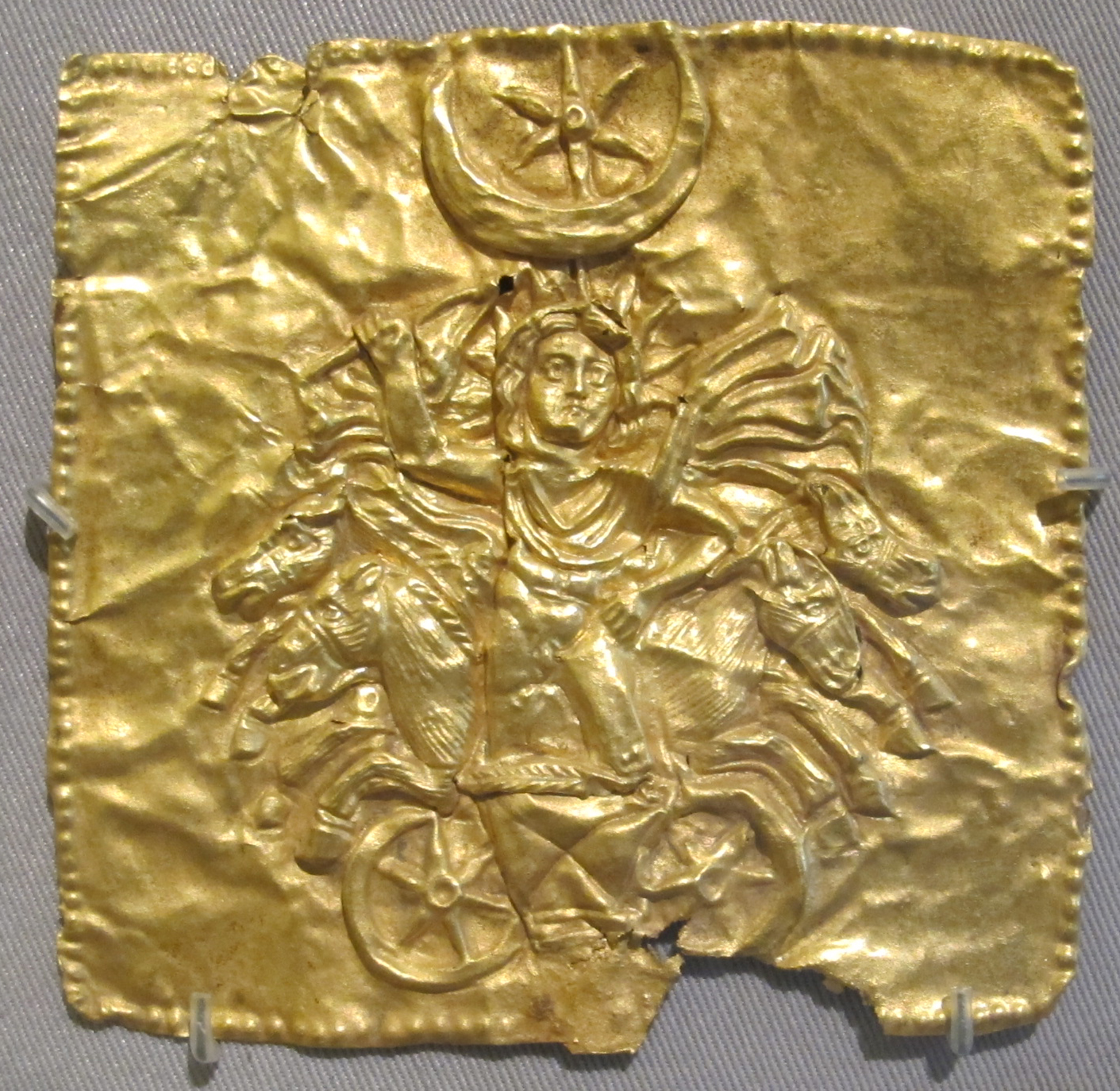
Mitra op zijn zonnewagen, sieraad uit het Romeinse Rijk, Hermitage
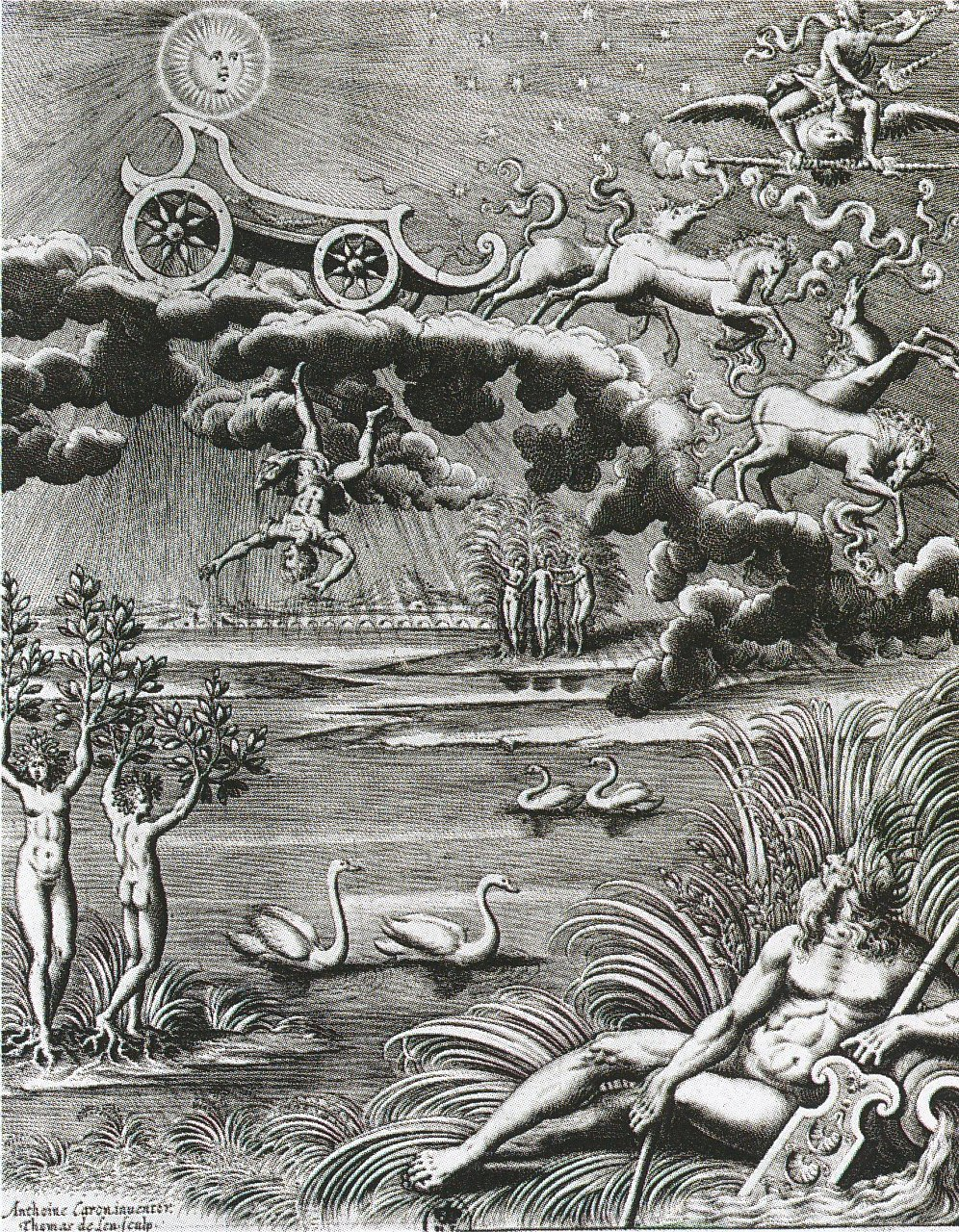
De val van Phaethon, Thomas de Leu, 1614, Bibliothèque nationale de France.

## Zonnetempel en symbolen

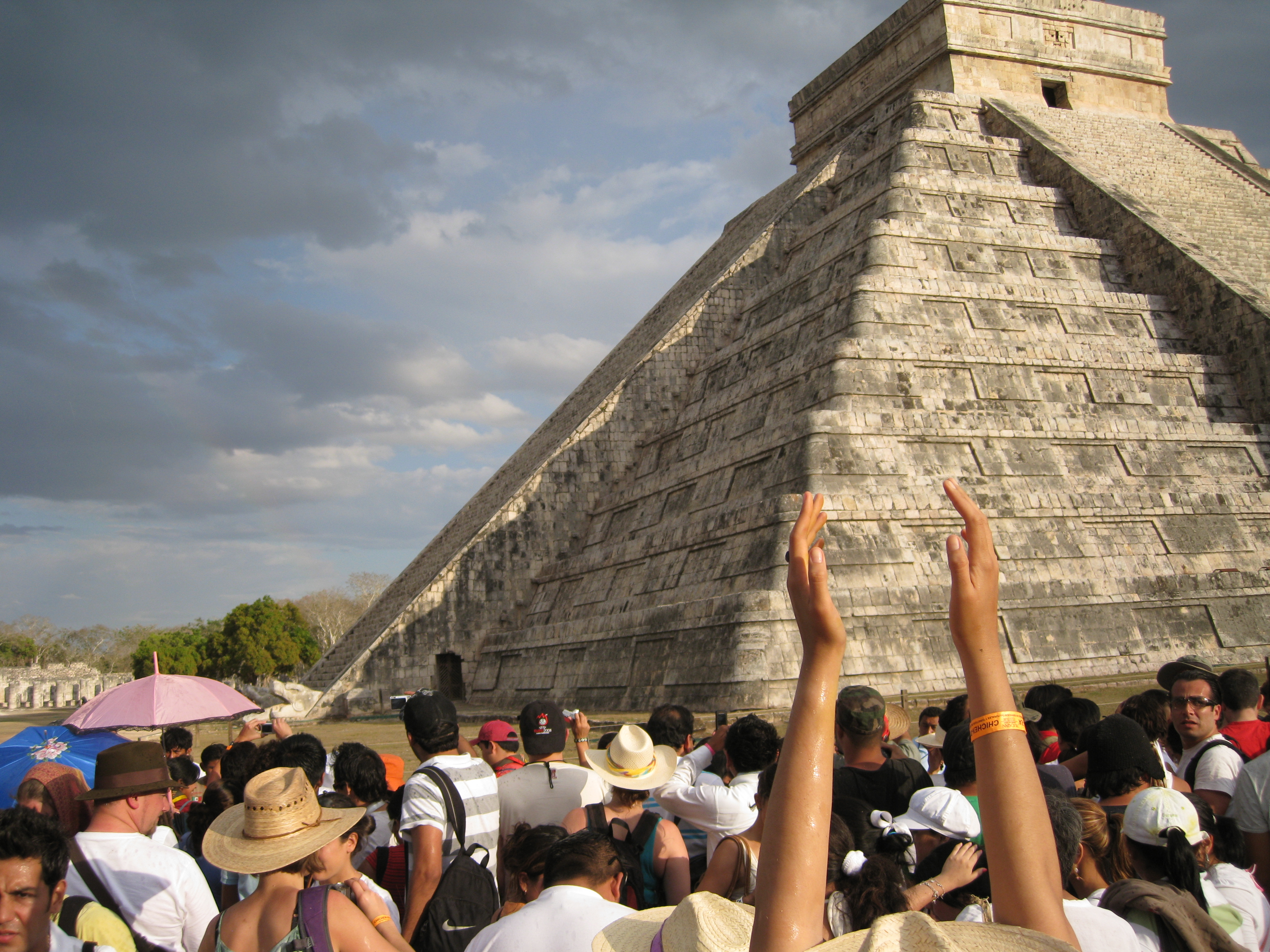
De slang verschijnt tijdens de lente-equinox op El Castillo; de Mayatempel van Kukulcan, Chichén Itzá, Mexico

Een zonnetempel wordt gebruikt om de zon/zonnegod te vereren. Er wordt gebruik gemaakt van het zonnekruis (of zonnewiel) en zonnestenen. Een aureool of stralenkrans is het symbool van zonnegoden, bijvoorbeeld bij Mithras, Apollo en Helios.
Bij de Grieken en Romeinen is de raaf het symbool voor een lang leven; hij is de boodschapper van de zonnegod Apollo. De driepotige kraai (vereenvoudigd Chinees: 三 足 乌; traditioneel Chinees: 三 足 烏; pinyin: sān zú wū) is een wezen dat voorkomt in verschillende mythologieën en kunst van Oost-Azië waar het de zon vertegenwoordigt. In de Koreaanse mythologie staat het dier bekend als Samjogo.

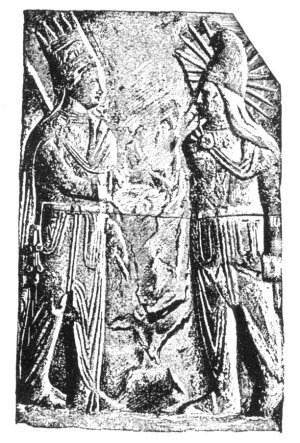
Reliëf met koning Antiochus XIII Asiaticus en Mithra (rechts met Frygische muts en aureool of stralenkrans), Taurus, Syrië, 69-31 v. Chr.
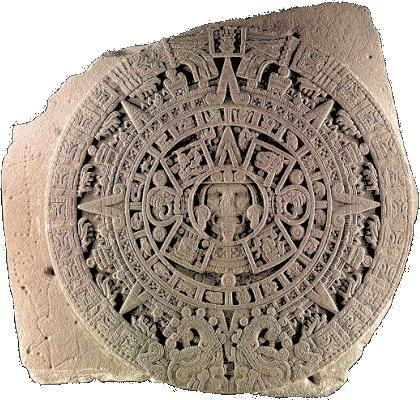
Zonnesteen van de Azteken, Nationaal Museum voor Antropologie, Mexico-Stad
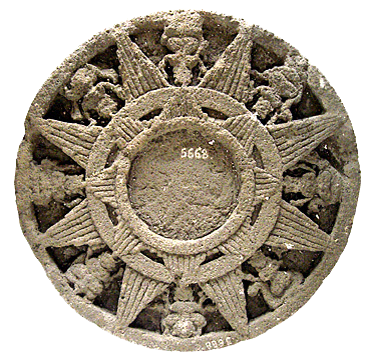
De Zon van Majapahit (ook wel Surya Majapahit) met acht zonnestralen, omringd door hindoeïstische Lokapala-goden, Indonesië
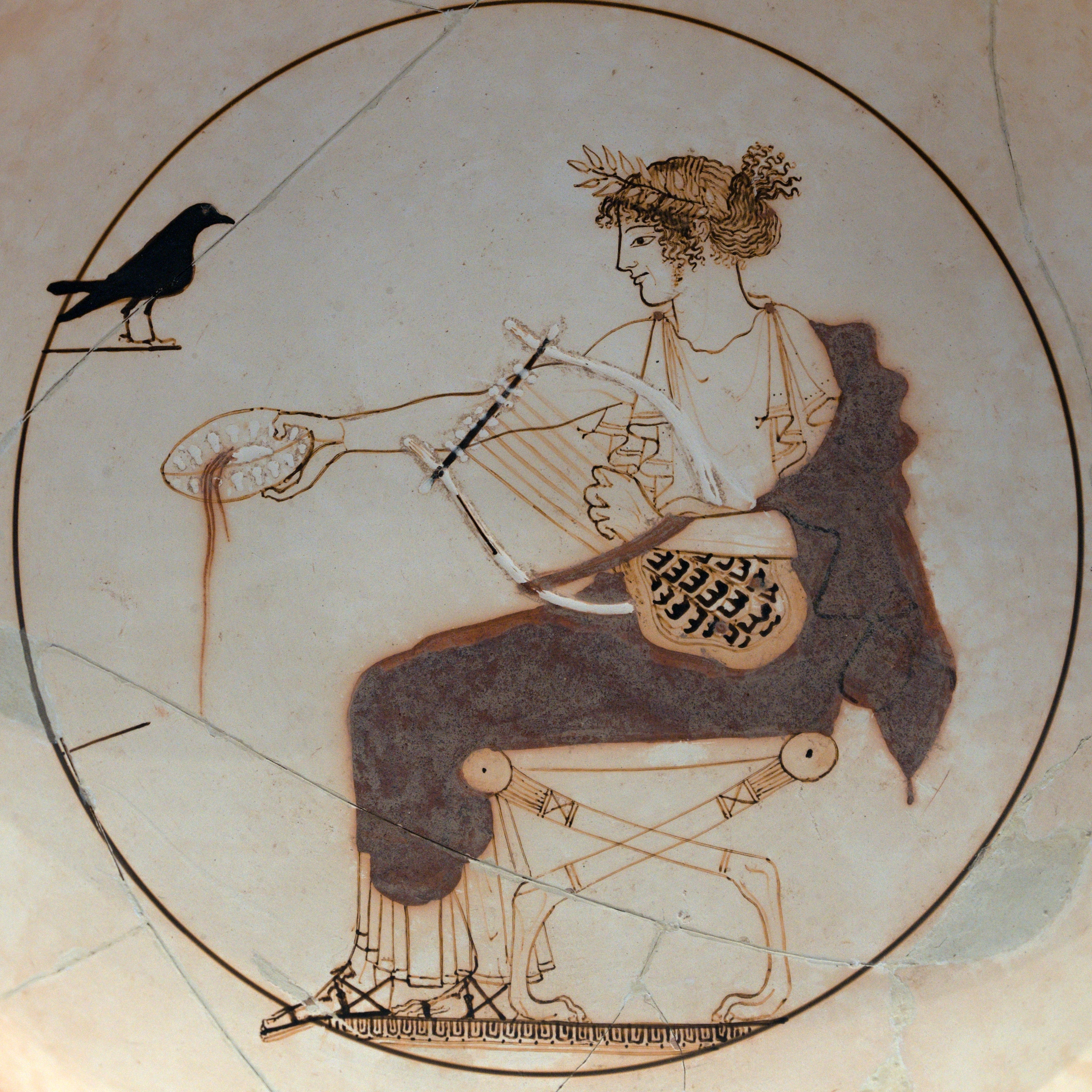
Apollo brengt een plengoffer, links zit een raaf (Apollokylix), 480-460 v.Chr., Delphi
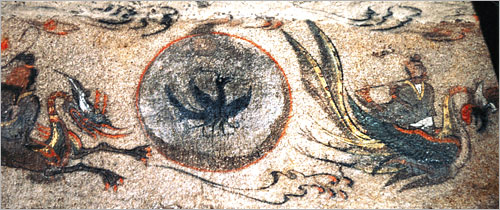
Driepotige kraai geflankeerd door draak en feniks, 6e-7e eeuw

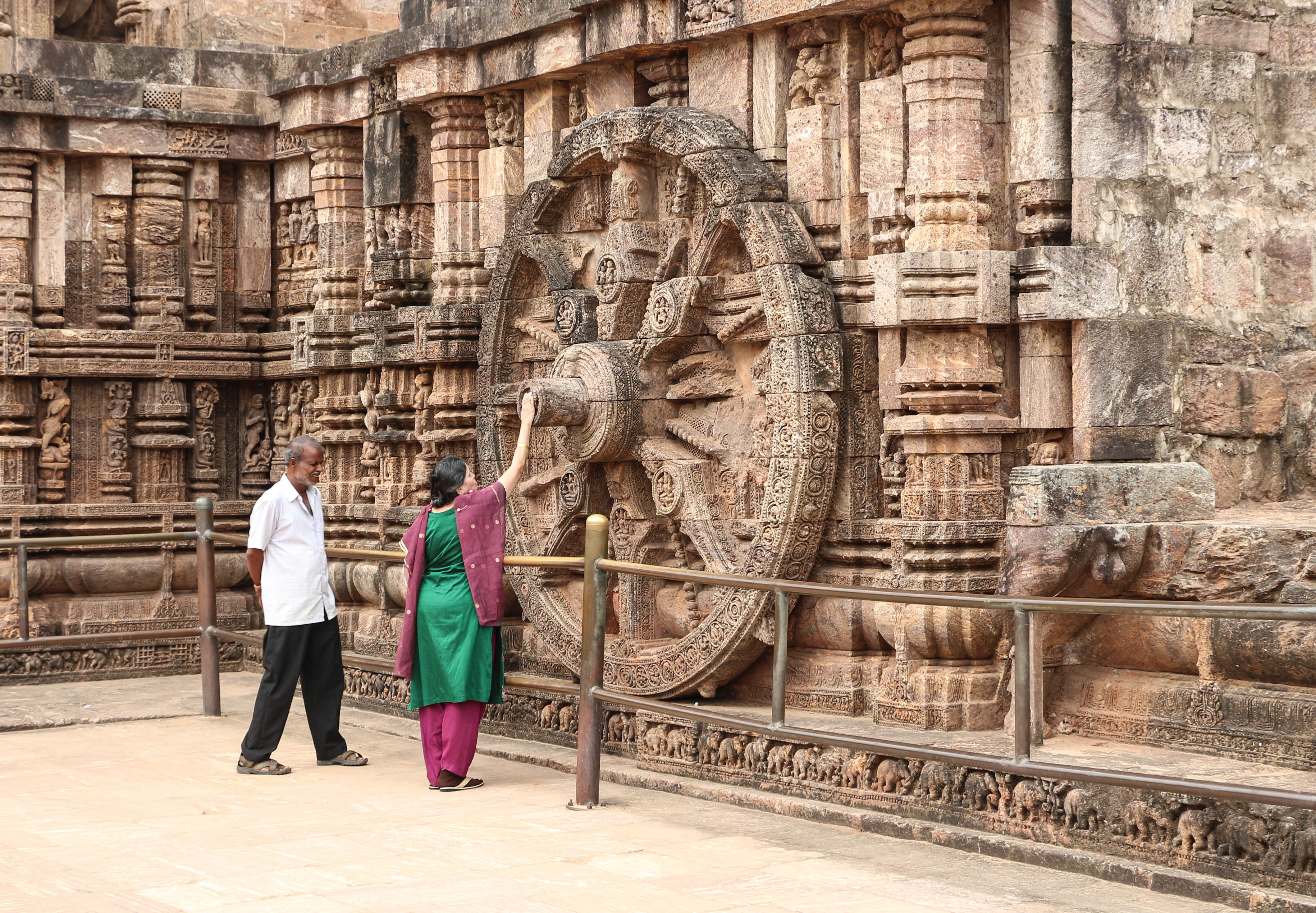
Zonnewiel in de zonnetempel van Konarak, de tempel is gebouwd als weergave van de wagen van de zonnegod Surya, India

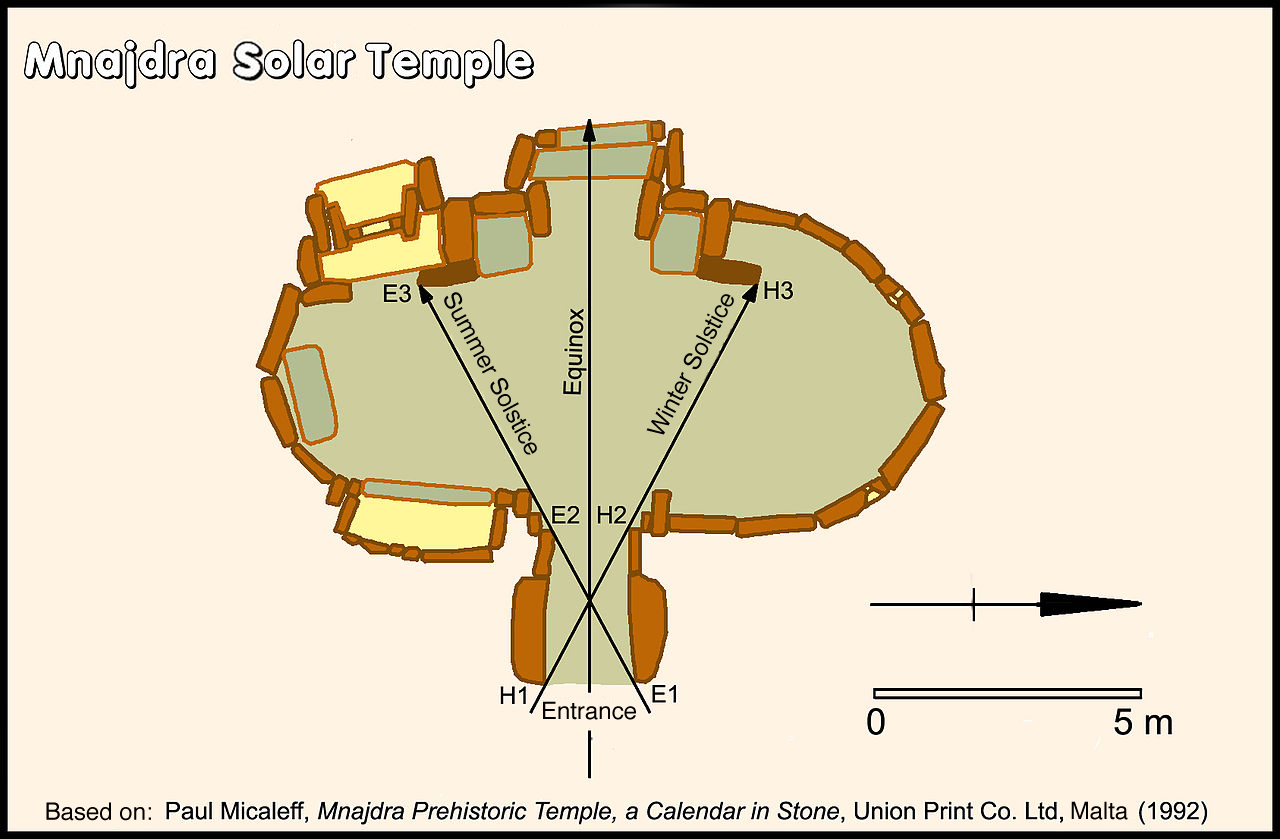
Schematische weergave van de equinoxen en zonnewendes in de Megalithische tempels van Mnajdra

De zonnetempel van Konarak is ontworpen als een weergave van de wagen van de zonnegod Surya met spaken en fraai beeldhouwwerk. De 24 wielen verwijzen naar de kringloop van seizoenen en maanden. Een span van zeven paarden trekt de wagen. De tempel is zo geplaatst dat de eerste stralen van de zon door de hoofdingang naar binnen vallen.
De Westcarpapyrus is een papyrus dat handelt over de 4e en 5e dynastie van Egypte, het maakt duidelijk dat de zonnecultus belangrijker werd onder deze twee dynastieën uit het Oude Rijk. De bouw van zonnetempels tijdens deze periode wijst hier onder andere op. Tijdens de 4e en 5e dynastie was de zon, bron van al het leven, heel belangrijk geworden. De farao werd vanaf die tijd beschouwd als de zoon van de zonnegod, tevens oppergod, Ra. In Egypte zijn twee van de zes zonnetempels terug gevonden. Dit zijn de Zonnetempel van Oeserkaf in Abu Ghurob en de Zonnetempel van Nioeserre in Aboe Gorab. In het Oude Egypte had een tempel een vast aantal onderdelen zoals een pyloon, een obelisk maar ook een Heilig meer. Elke ochtend verrees de zon uit het Heilig meer en symboliseerde de creatie van de wereld.

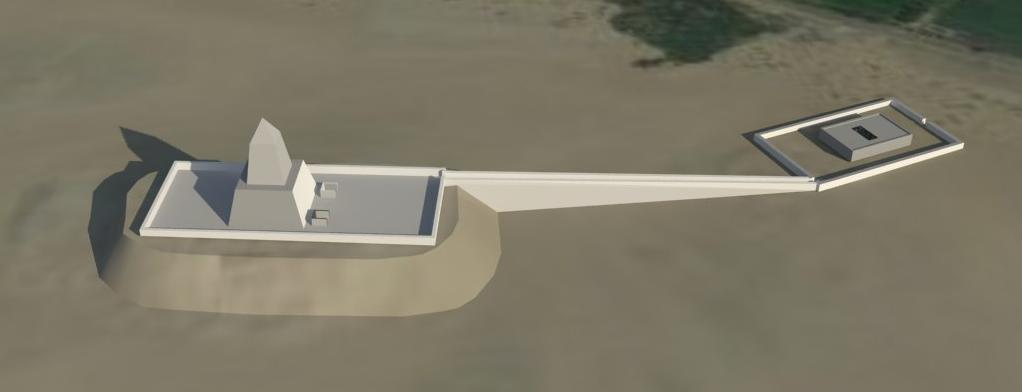
Reconstructie van de Zonnetempel van Oeserkaf
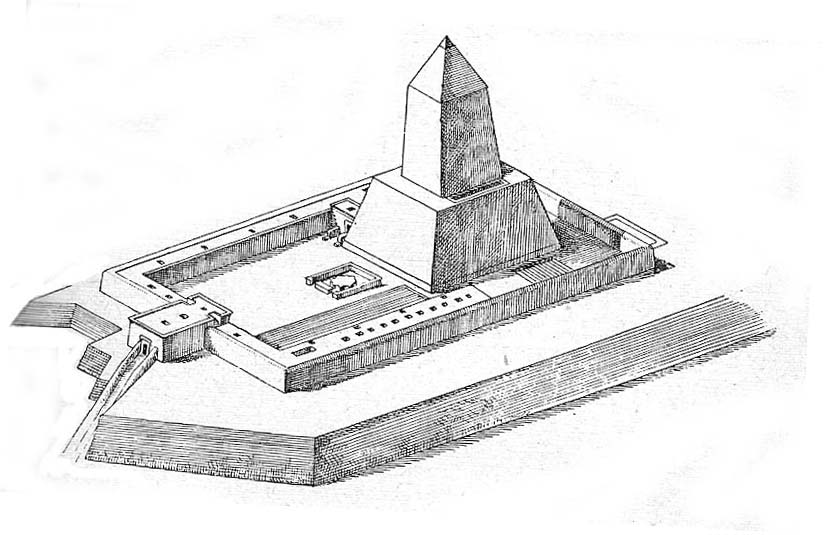
Reconstructie van de Zonnetempel van Nioeserre

De Egyptische tempel diende op de eerste plaats als 'huis' voor de netjer, maar eveneens voor het dagelijks uitvoeren van de rituelen die de netjer moesten gunstig stemmen ('rustig maken') door hem of haar te bedanken, en tegelijk aan te sporen om nieuwe gaven over het land en de mensen uit te storten. De farao of zijn vertegenwoordiger voltrok dit ritueel in veertien stappen. Buiten de tempelmuren, en ertegen aangebouwd, stonden leemtegel kapelconstructies voor het volk. Mensen verrichten ook pelgrimstochten naar belangrijke tempels en brachten eventueel een nacht door in de zuilengalerij ('tempelslaap') om in hun dromen contact met de netjer te hebben en diens raad te bekomen. Eenmaal per jaar werd het cultusbeeld uit de naos gehaald en naar het tempeldak gebracht, nadat de farao het had gezuiverd en nieuwe gewaden gegeven. Op het tempeldak waren vaak permanente of tijdelijke kapellen gebouwd. Het cultusbeeld bleef eerst een tijd in de volle zon staan schitteren vlak voor zo'n kapel, om er daarna tijdelijk in gezet te worden. Het had dan weer voldoende energie opgenomen om te functioneren. Bij het dagelijks ritueel bleef het beeld in de naos.

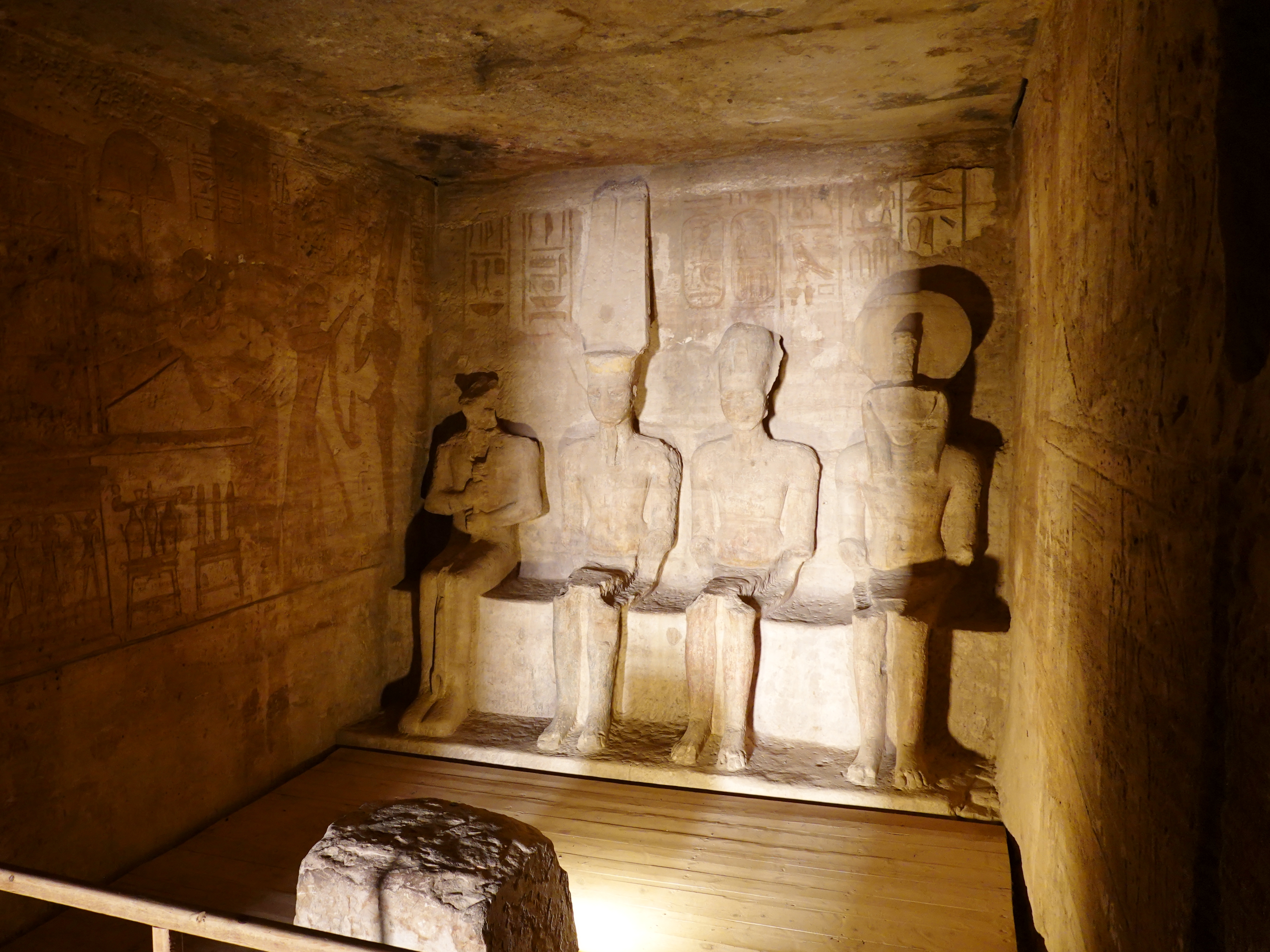
Zonlicht valt op het heilige der heiligen van de tempel: Ptah, Amon-Re, Ramses II en Re-Harachte, Aboe Simbel, Egypte

De Aton-tempels verschilden van de overige tempels in Egypte door hun open karakter. De tempels hadden geen dak. Zodoende was er ook geen behoefte aan een standbeeld voor de god, omdat de zon (Aton) elke dag zichtbaar was. De priesterklasse was minimaal, ze boden alleen offers aan de god. Aan het hoofd van de cultus stond de farao, zoals dat ook was in eerdere tijden.
Het "zonmirakel" van Aboe Simbel is een gebeurtenis die twee keer per jaar plaatsvindt. Gedurende een bepaalde periode verlichten de zonnestralen die door de tempelingang doordringen drie van de vier beelden van goden die zijn afgebeeld in een zittende positie van het heiligdom diep in de tempel: de Amon-Ra van Thebe, de vergoddelijkte Ramses en de Re-Harachte uit Heliopolis. Het standbeeld van de uiterst links zittende Ptah van Memphis, een aardgod die wordt geassocieerd met het rijk van de doden, blijft uit het zonlicht, met uitzondering van zijn linkerschouder.
De Lateraanse Obelisk stond oorspronkelijk voor de Tempel van Amon in Thebe, Egypte.
Archeologische onderzoekingen zouden hebben aangetoond dat diverse elementen in de bouwstijl en de positionering van de Egyptische piramiden verband houden met de toenmalige godenverering (zonnegoden) en dat rekening werd gehouden met de stand van de hemellichamen. Deze theorie is echter controversieel en wordt door egyptologen als piramidologie beschouwd.
De tempel van de Sfinx van Gizeh is een onafgewerkte tempel uit de 4e dynastie van Egypte die rechts voor de sfinx is ontdekt. De tempel werd gebouwd uit kalksteen en roze graniet. Er waren twee ingangen die uitkwamen op een binnenhof met centraal een offertafel. De tempel was opgericht voor de drie zonnegoden: Chepri, Ra en Atoem. In de 18e dynastie van Egypte werd iets ten noorden van de oude tempel een nieuwe gebouwd voor Harmachis.

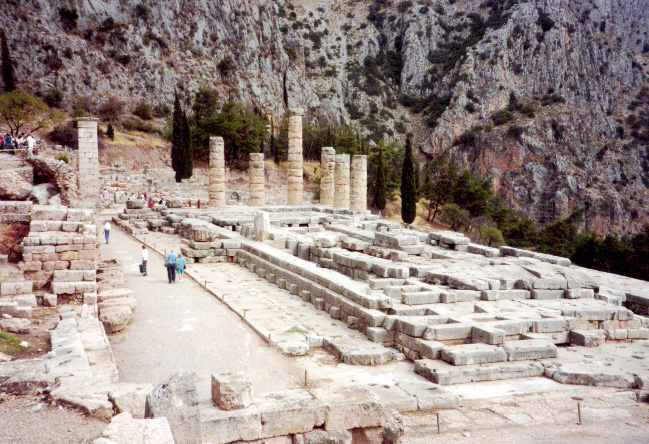
De vloer en de zes overgebleven pilaren zijn de enige restanten van de tempel van Apollon in Delphi, Delphi, Griekenland

Het Orakel van Delphi was een onderdeel van het Grieks heiligdom, dat zich in het centrum van Delphi bevond. Een profetes, de Pythia, gaf daar haar raad in de Apollotempel. De plaats was dus een orakel, een zeer belangrijk orakel, eveneens aan de zonnegod Apollo gewijd. Er zijn veel Apollotempels.
De religie van de Blemmyes was gecentreerd in de tempels van Kalabsja en Philae. De tempel van Kalabsja was een enorm lokaal architectonisch meesterwerk, waar een zonnegod in de vorm van een leeuw genaamd Mandulis werd aanbeden. Philae was een plaats van massale bedevaart, met tempels voor Isis, Mandulis en Anhoer. De Romeinse keizers Augustus en Trajanus bouwden hier vele nieuwe tempels, pleinen en monumentale werken.
El Gebal was een Fenicisch-Syrische zonnegod. El Gebal werd vereerd door priester-koningen in de zonnetempel van Emesa (Syrië) in de vorm van een zwarte steen. Elagabalus' familie had de erfelijke rechten in bezit op het priesterschap van de zonnegod El Gebal, van welke godheid Elagabalus bij Emesa (het moderne Homs) in Syrië de hogepriester was. De god El Gebal werd later in het Romeinse pantheon geïntroduceerd en daarin gelijkgesteld aan de Romeinse zonnegod die tijdens de Romeinse Republiek bekendstond onder de naam Sol Indiges en gedurende de 2e en 3e eeuw als Sol Invictus. In de Griekse taal is de naam van de zonnegod Helios, vandaar de naam Heliogabalus, een variant op de naam Elagabalus.
Een mithraeum was in de Romeinse oudheid een tempel voor het Mithraïsme, de cultus van de zonnegod Mithras. Het Mithraïsme was in de eerste eeuwen van onze jaartelling geliefd bij de Romeinse legionairs. In de belangrijkste garnizoensplaatsen en ook in Rome zelf waren mithraea gebouwd. Men vindt de resten van deze tempels tot in Engeland. Op de altaren van Mithras in het aan hem gewijde mithraeum werd de zonnegod Mithras afgebeeld terwijl hij zich wast met het bloed van een geofferde stier. De begeleidende tekst was "Gij hebt ons gered door het eeuwige bloed te vergieten".

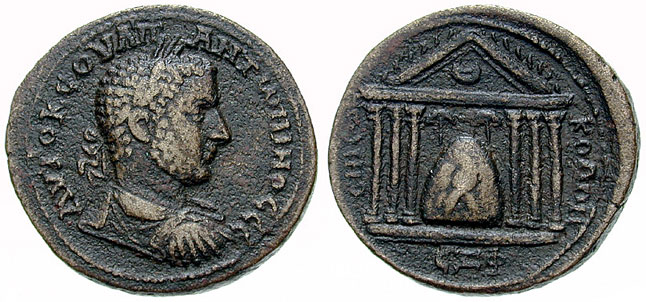
Romeinse munt met afbeelding van de tempel gewijd aan El Gebal in Emesa (Syrië)
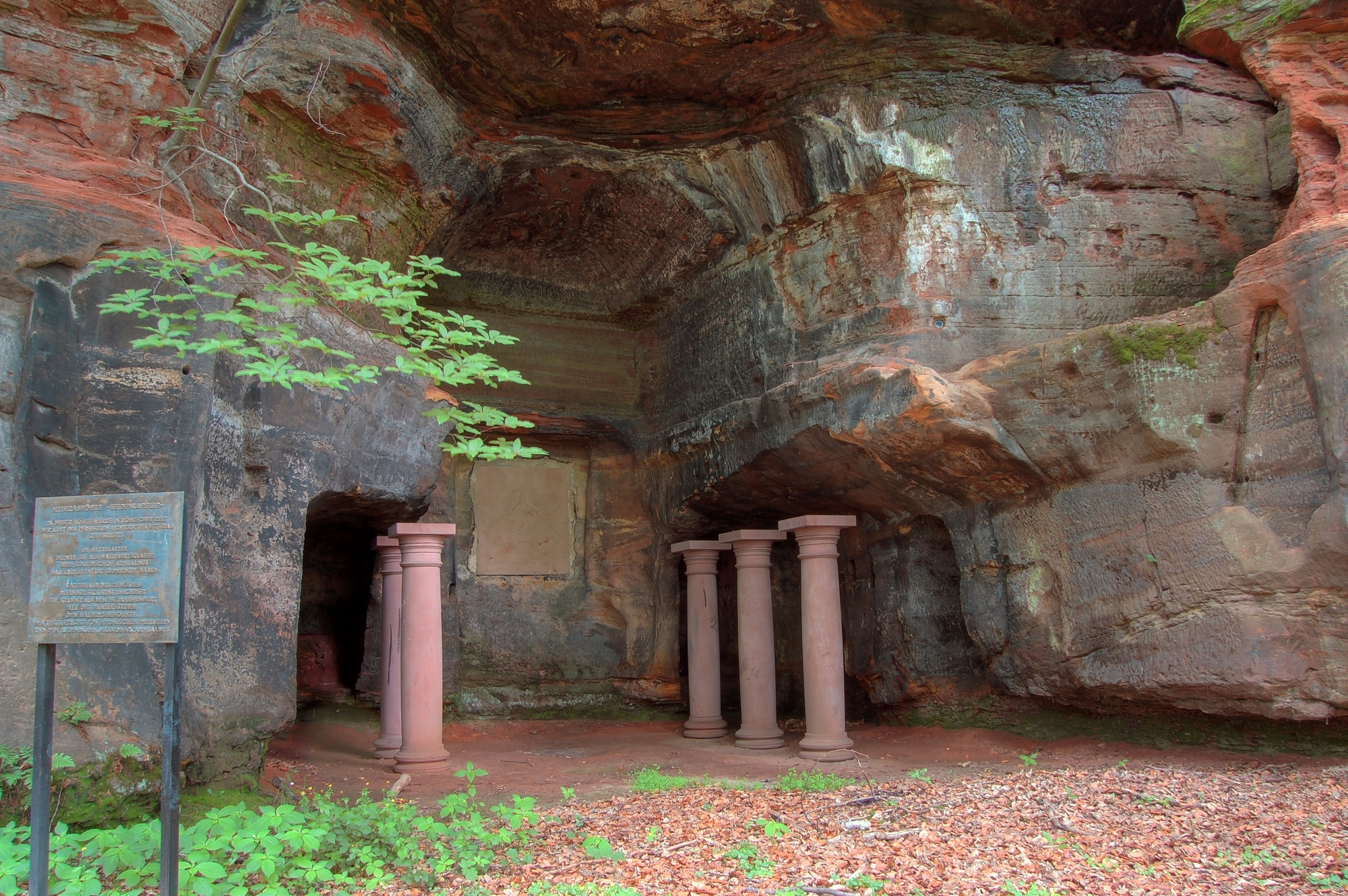
Een mithraeum op de Halberg in Saarbrücken, Duitsland
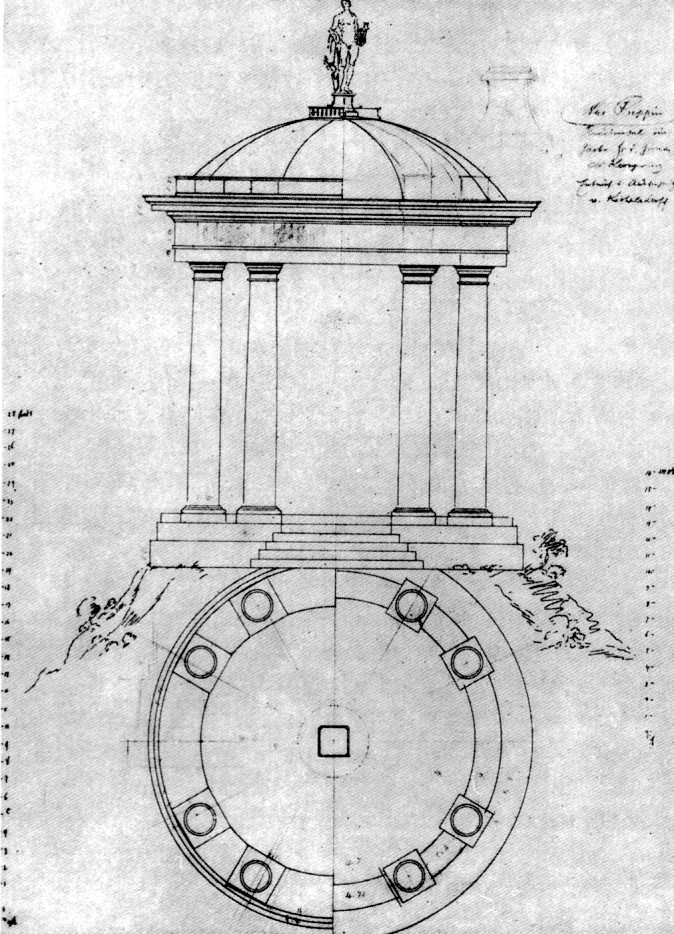
Schets van de Apollotempel in Neuruppin, Duitsland, ca. 1734
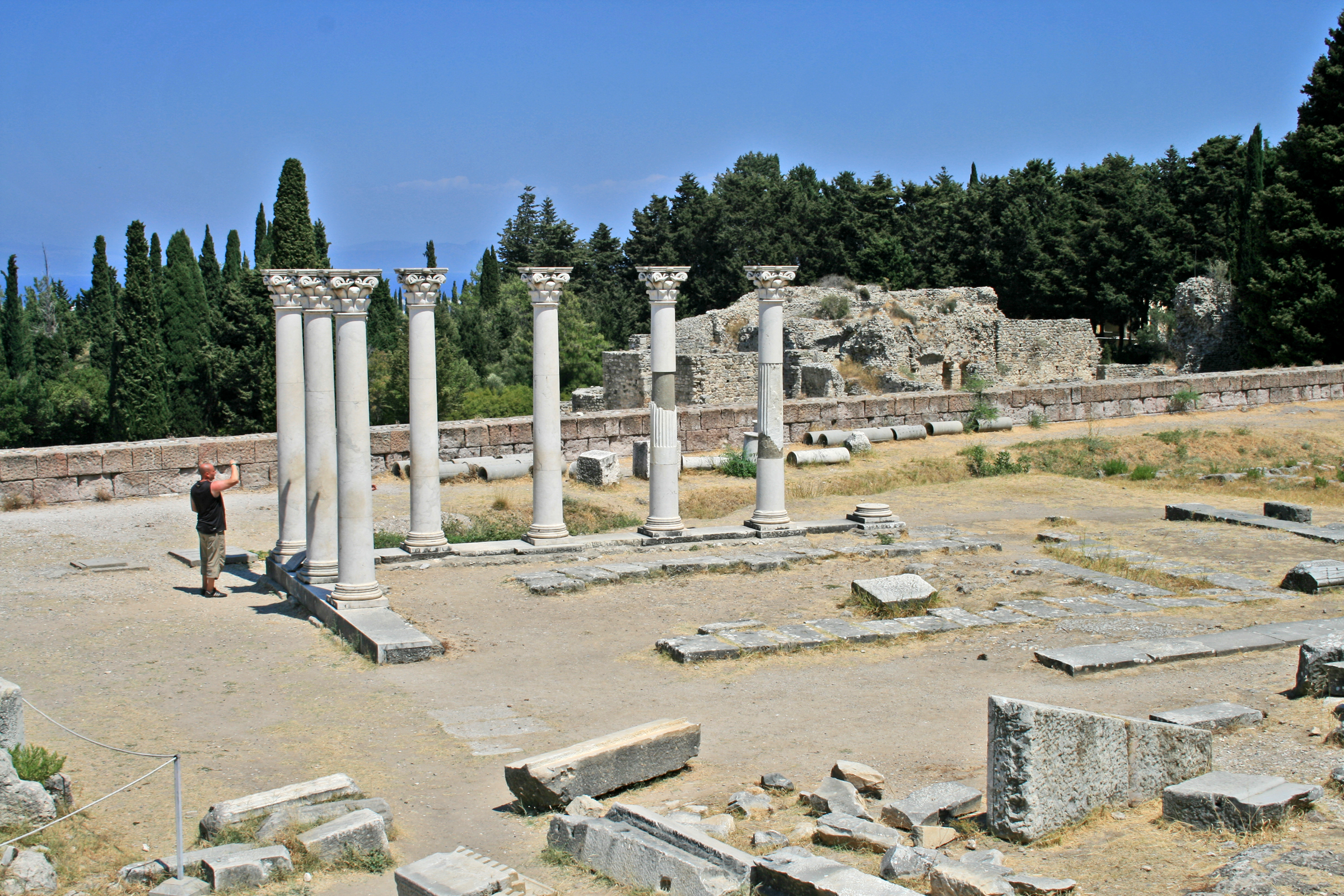
Overblijfselen van de Apollotempel bij het Asklepieion, Kos

## Zonnegoden in de Nederlanden

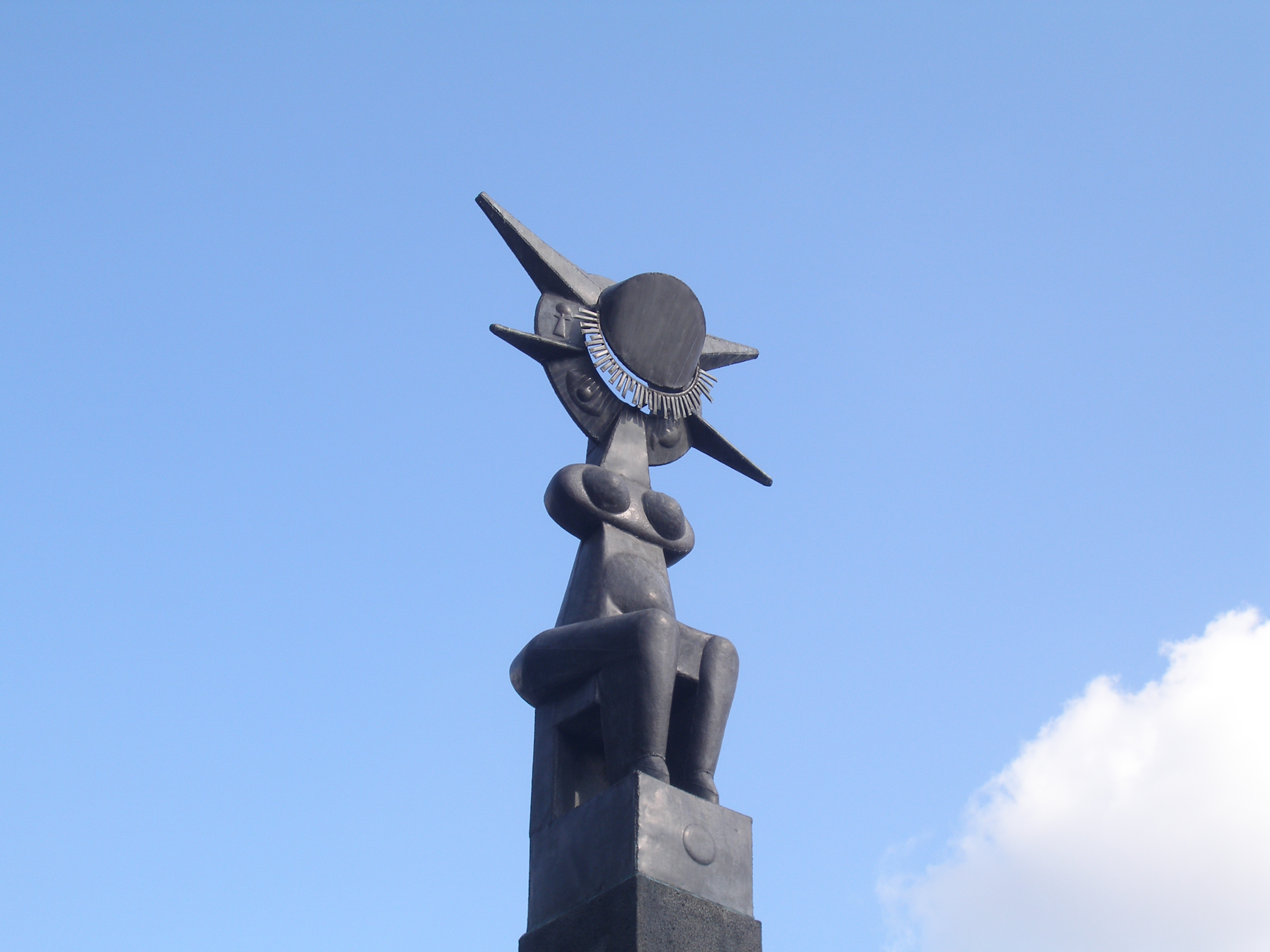
Zonnegodin op het Smaragdplein in Utrecht, André Schaller

De Germaanse mythologie speelde een rol in de Nederlanden. Ook de invloed van de Noordse mythologie is in de Lage Landen nog merkbaar, omdat zij haar oorsprong niet ver van deze landen vindt en er ook in omgang was als Nederlandse mythologie.
Zondag is genoemd naar de zonnegodin Sunna; in het Engels "sunday", in het Deens en Noors is zondag "søndag", in het Zweeds "söndag".
Nieuwe godsdiensten die aanvankelijk met de Romeinen in België en de Romeinen in Nederland waren meegekomen naar de Nederlanden en zich in de Frankische tijd in de Nederlanden al met elkaar concurreerden, zoals de Mithrascultus die voornamelijk bij de soldaten aanhang vond, of de cultus van de Zonnegod Sol Invictus en ook het christendom, hadden zich voornamelijk in de dichtbevolkte plaatsen uitgebreid. De Mithrascultus had als nadeel dat het een zeer geheim sektarisch genootschap betrof met meestal ondergrondse tempels op verborgen plaatsen, en bovendien enkel toegankelijk voor mannen. Het christendom en de zonnegodcultus waren aanvankelijk sterke concurrenten geweest, tot er een zekere fusie plaatsgreep (zie ook Christendom en syncretisme), waarbij elementen van deze laatste in het eerste waren opgenomen.
De Oudsaksische doopgelofte stamt uit het einde van de 8e eeuw (776-800) en is een christelijke tekst waarmee de bewoners van de door de Karolingen onderworpen gebieden hun geloof in de oude Germaanse religie moesten afzweren en hun geloof in God de Vader, Christus als Gods Zoon en de Heilige Geest bevestigden.

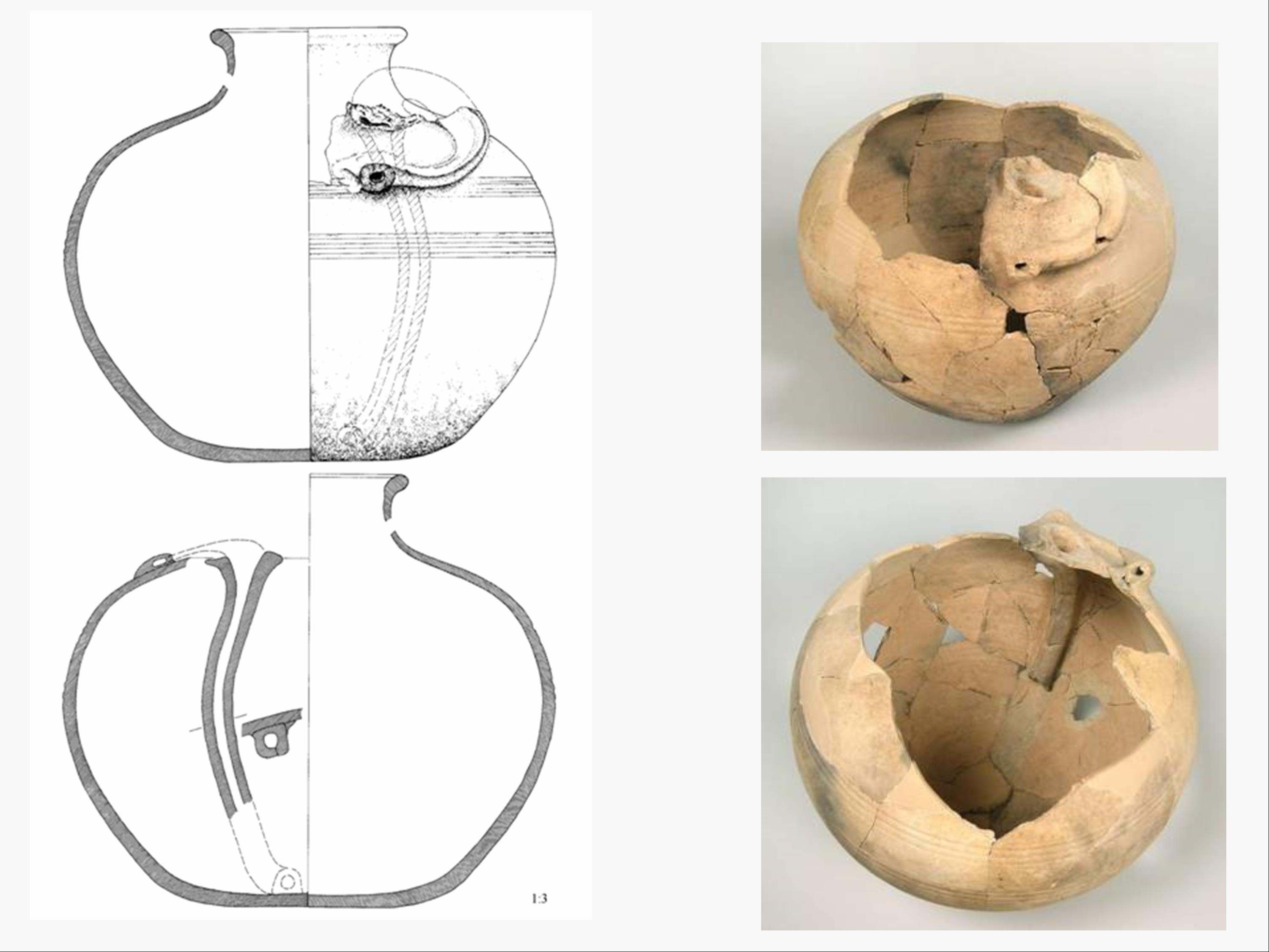
Reconstructietekening en foto's van fragmenten van slangenkruik (Tienen mithraeum)

Er is een mithraeum gevonden in Tienen, dit is opgericht in de derde eeuw. De ruïnes werden pas in 1998 ontdekt door opgraving van de vindplaats Grijpenveld. Het is nu een van de in totaal vier mithraea die alleen in België zijn gevonden. In het gebouw bevond zich op de vloer een reliëf van 2 × 2 meter van de beruchte scène van het doden van stieren. De opstelling van podia in Griekse stijl, of platforms, in de tempel was geschikt voor grote menigten die bijeenkwamen voor heilige feesten. Rituele locaties in de buurt van het mithraeum bleken bijna 14.000 dierlijke resten te bevatten. Een van de meer voor de hand liggend voorwerp die werd ontdekt, was een wierookbrander die gewoonlijk werd gebruikt tijdens religieuze ceremonies in het mithraeum. Langs het pad naar het mithraem werd een bronzen plaquette gevonden die de toewijding van de sekte aan Mithras verklaarde.

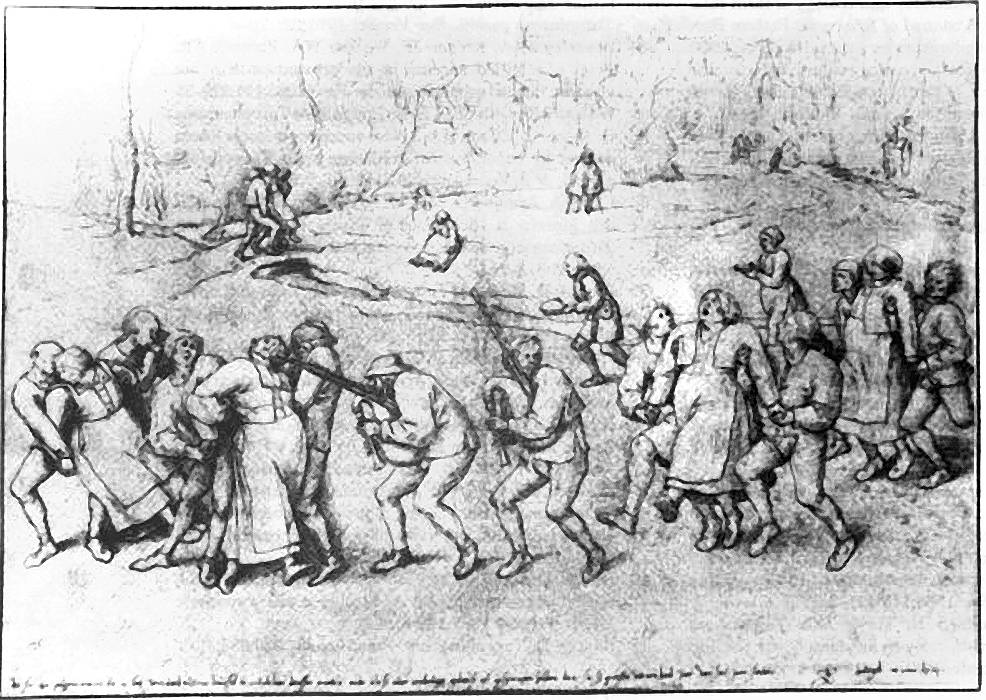
Afgebeeld is de jaarlijkse processie van epileptici naar de Sint-Janskerk van Molenbeek (bij Brussel). Ze moesten dansend over de brug om voor een jaar genezen te zijn van de "vallende sieckte". Omwoners brengen hen spijs en drank, Pieter Bruegel de Oude, 1564

In de Nederlanden werd in vroeger tijden het Midzomerfeest gevierd. De viering van midzomernacht werd gelinkt aan de zomerzonnewende. De mensen geloofden dat planten op midzomer geneeskrachtige en magische krachten hebben en hiervoor plukten ze op deze nacht, bijvoorbeeld varenzaad. Vreugdevuren werden ontstoken om zich te beschermen tegen de duistere krachten waarvan werd geloofd dat ze vrij spel hadden vanaf het moment waarop het aantal uren daglicht opnieuw afnam.
In de zevende eeuw waarschuwde Sint-Eligius de inwoners van Vlaanderen, die nog maar pas waren bekeerd tot het christelijke geloof, voor het heidense zonnewendefeest. Christenen mochten niet deelnemen aan deze feestelijkheden.
Later werd dit feest, net als de winterzonnewende op 24 december (het kerstfeest), verchristelijkt tot de feestdag ter ere van de geboorte van Johannes de Doper (St. Jan de heilige van het Licht) op 24 juni: het Sint Jansfeest. Meerdere voorchristelijke gebruiken werden in het feest opgenomen; ook in het christelijke feest is bescherming tegen het kwade en genezing een belangrijk onderdeel. Op deze dag werden (en worden) op veel plaatsen (bijvoorbeeld in Limburg en België) Sint Jansvuren ontstoken. Men schreef afweerkracht toe aan het Sint-Jansvuur; daarom werd het vee er wel doorheen gedreven. De bijnaam "jaag den duvel" geeft aan dat sint-janskruid volgens overleveringen vroeger ook wel als afweerkruid werd gebruikt om zich te beschermen tegen hekserij, magie of andere mogelijke gevaren (het wordt gebruikt als antidepressivum, ook wel stemmingsverbeteraar genoemd).
Het Solse Gat wordt in verband gebracht met zonneverering.
In volksverhalen wordt nog melding gemaakt van een zonnegod, zoals de zonnegod die iedere avond door de verre grote poorten van Asgard wegrijdt en wolkwolven die worstelen met de zonnegod. Kernhem wordt in een sage in verband gebracht met de zonnegod Kere en een heuvel nabij het landhuis zou een zonneobservatorium zijn geweest.

## Zonnegoden in diverse culturen

### Afrika

#### Egypte

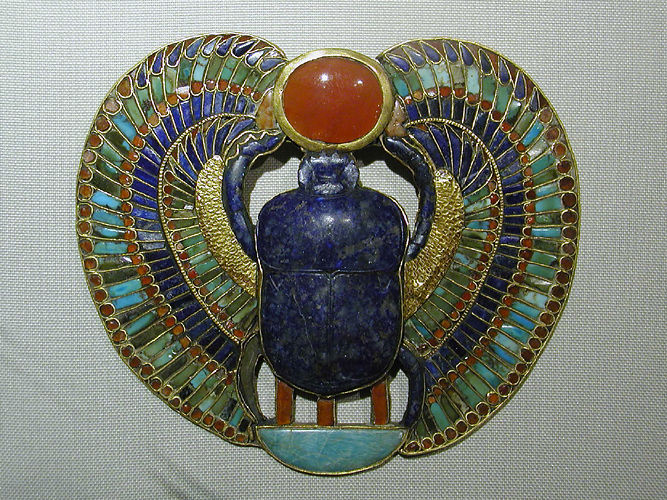
Chepri als pendant, gevonden in de tombe van Toetanchamon

Voor de Egyptenaren in het Oude Egypte vertegenwoordigde de zon kieming, warmte en licht. Dit maakte de zonnegoden belangrijk. In Egypte heerste eeuwenlang de cultus van de zon en zijn macht werd geassocieerd met vele goden, zoals:
- Ra is de god die met zijn zonnebark over de hemel voer. Hij nam 's ochtends de gedaante aan van een kever en 's avonds van een oude man. Als de ochtendzon werd hij geassocieerd met Chepri en als de avondzon met Atoem. Ra werd vereerd gedurende de geschiedenis van Egypte. Het is natuurlijk niet vreemd dat de god verschillende verschijningsvormen heeft. De god kon worden vereerd als een zonneschijf Aton met een uraeuscobra en met of zonder gestrekte vleugels. Maar meestal werd Ra vereerd in de vorm van een god in een mensenlichaam en een valkenkop, ram en scarabee met een zonneschijf op het hoofd. Vanaf de 5e dynastie van Egypte fuseren de lokale goden met Ra om syncretische goden te creëren: Atum-Ra, Min-Ra of Amon-Ra. Er is een versie van het Egyptisch scheppingsverhaal waarin niet de zonnegod Ra de god van de schepping is, maar Ptah. Deze versie staat vereeuwigd op de Steen van Palermo die ooit de tempel van Ptah in Memphis sierde. In een mythe wordt Ra door Hathor aan het lachen gebracht door het ritueel van anasyrma[9] waardoor zijn humeur opfleurde en vervolgens weer aan het werk kon.[10]
- Chepri is de ochtendzon; uitgebeeld als een mestkever. Deze vorm kreeg hij doordat de Egyptenaren dachten dat de mestkevers spontaan ontstonden en ze het vervoeren van een mestballetje vergelijkbaar was met de zon die de hemel doorkruiste. Het centrum van de cultus van Chepri lag in Heliopolis, de stad van de zon.
- Atoem (Atum) is de avondzon; uitgebeeld als een oude man met een baard. Atoem was de belangrijkste god die in Heliopolis aanbeden werd, hoewel hij soms overschaduwd werd door Ra. In het Dodenboek, dat nog actueel was in de Grieks-Romeinse periode, zou de zonnegod Atoem zijn opgestegen uit chaos- wateren met de verschijning van een slang, waarbij het dier zichzelf elke ochtend vernieuwde. In het oude koninkrijk geloofden de Egyptenaren dat Atoem de ziel van de dode koning van zijn piramide naar de sterrenhemel had verheven. Hij was ook een zonnegod, geassocieerd met de primaire zonnegod Ra.
- Horus was van origine een hemelgod. De god werd in Hierakonpolis vereerd als hemelse valk: zijn rechteroog was de zon, zijn linker de maan, zijn gespikkelde veren zijn de sterren, zijn vleugels de lucht die de wind produceert. Als de god Horachty of “Horus van de twee horizons”, kreeg het de rol van de opkomende en neergaande zon en god van het oosten. Als de god Horbehedet of Horus van Edfu werd de god vereerd als een zonneschijf met vleugels. De god Horemachet of Horus van de horizon (Grieks: Harmachis) werd als zonnegod in de vorm van een valk of leeuw afgebeeld. Harpocrates was een van de vormen van Horus, een zonnegod. Hij was het kind van Isis en Osiris.

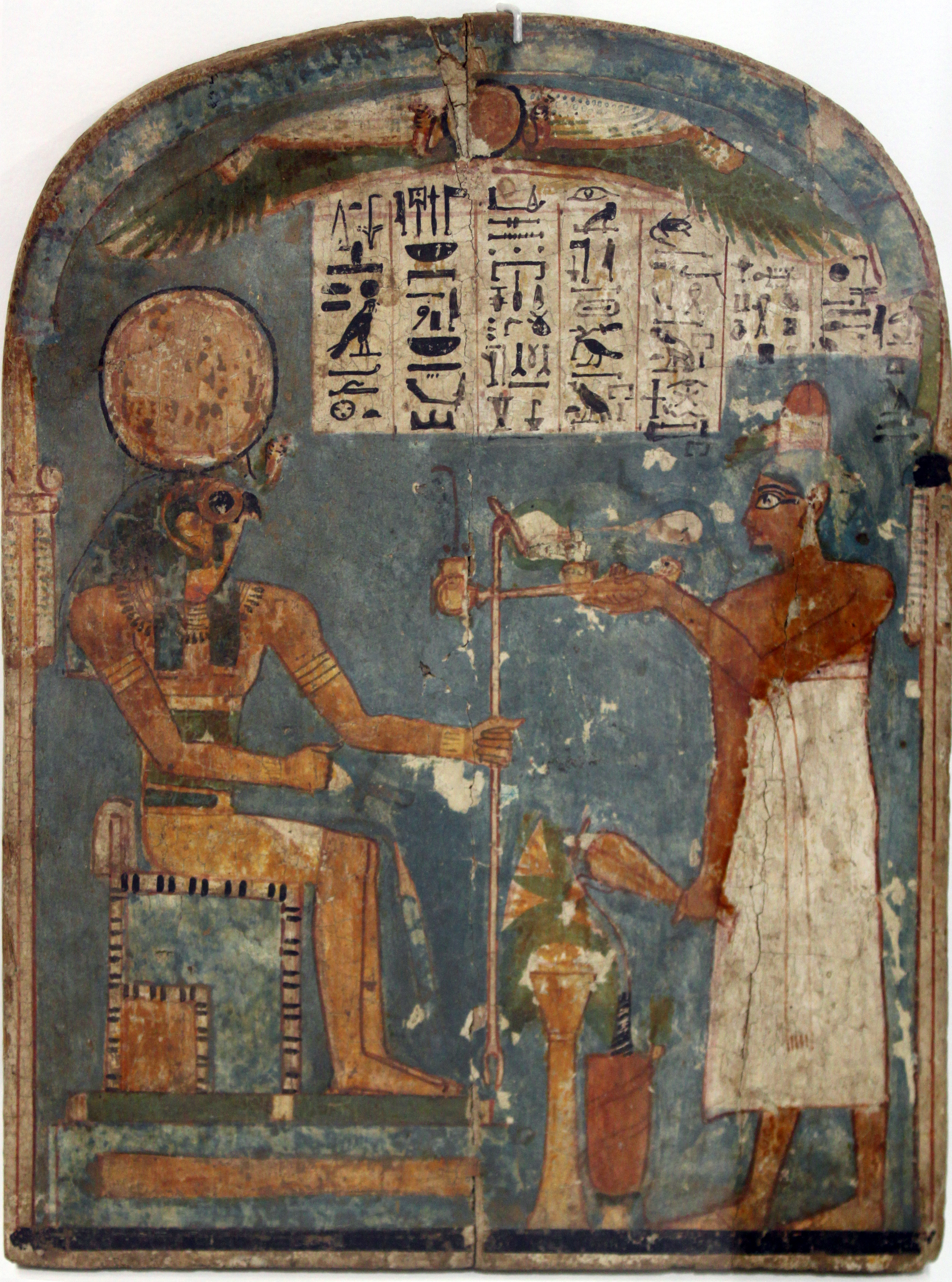
Stele voor Re-Harachte, 10e-8e eeuw v.Chr.

- Re-Harachte is een synthese van Horus en Ra; uitgebeeld als een mens met een valkenkop. Aan het einde van de regering van Amenhotep III werd de afbeelding van de god radicaal veranderd naar een zonneschijf met een ureaus.
- Aton betekende oorspronkelijk gewoon 'zon' of zonneschijf. Voordat de Amarna-periode aanving met de regering van Achnaton werd de god Aton afgebeeld als valk met een zonneschijf, vergelijkbaar met de god Ra en Re-Horachte. Aan het einde van de regering van Amenhotep III werd de afbeelding van de god radicaal veranderd naar een zonneschijf met een ureaus. Het Licht van Aton wordt in het Louvre te Parijs bewaard. De Hymne voor Aton suggereerd dat zonnegod Aton de beste of zelfs de enige god is.
- Mnevis wordt ook "Stier van het Westen" (waar de zon ondergaat) genoemd. De stier werd vernoemd als echtgenoot van zeven koeien die meestal in zijn gezelschap verkeerden.
- Mandulis was in de Egyptische mythologie een Nubische weergod en zonnegod.
- Sechmet symboliseerde de verwoestende kracht van de zon. Haar cultus vond vooral plaats in Memphis.
- Mandulis was in de Egyptische mythologie een Nubische weergod en zonnegod
- Anoeket werd al vanaf het Oude Rijk vereerd in de regio van Aswan, aldaar was ze de dochter van Ra. Zoals Kali uit de Hindoeïstische mythologie had Anoeket vier armen, ten teken van eenheid tussen het mannelijke en het vrouwelijke principe. Zij werd De Ene genoemd. Zij had 'zichzelf ontvangen en voortgebracht', en had als maagd gebleven moeder de zonnegod voortgebracht.
- Bastet was oorspronkelijk een woeste leeuwin-krijgersgodin van de zon die gedurende het grootste deel van de oude Egyptische geschiedenis werd aanbeden, maar later werd ze veranderd in de kattengodin die tegenwoordig bekend is en werd ze Bastet. Ze werd toen afgebeeld als de dochter van Ra en Isis, en de gemalin van Ptah, met wie ze een zoon Miysis had.
- Raet-tawi werd geassocieerd met de lotusbloem waaruit de zon werd geboren; een andere vorm van de godin was de ihet-koe. Raet-tawi ontving het zonnekind Hor-pa-Re-pa-chered van haar echtgenoot en daarom is zij de zonnemoeder en niet het vrouwelijke complement van Ra.
- Net als bij Bastet en Sekhmet wordt Pakhet geassocieerd met Hathor en is daardoor ook een zonnegod, die de zonneschijf als onderdeel van haar kroon draagt.

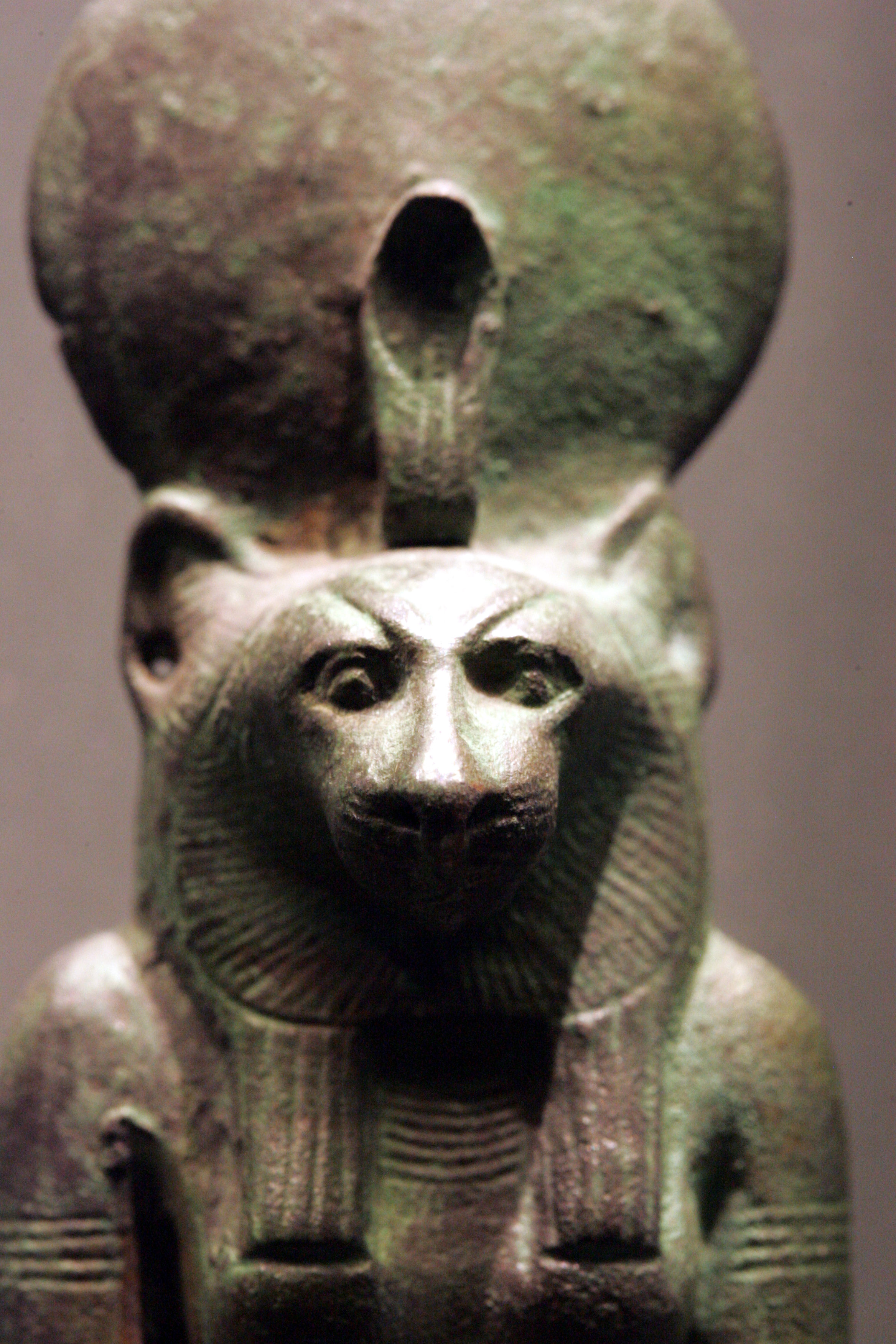
Wadjet-Bastet; Bastet met een leeuwinnen-hoofd, de zonneschijf en een cobra; Wadjet voorstellende
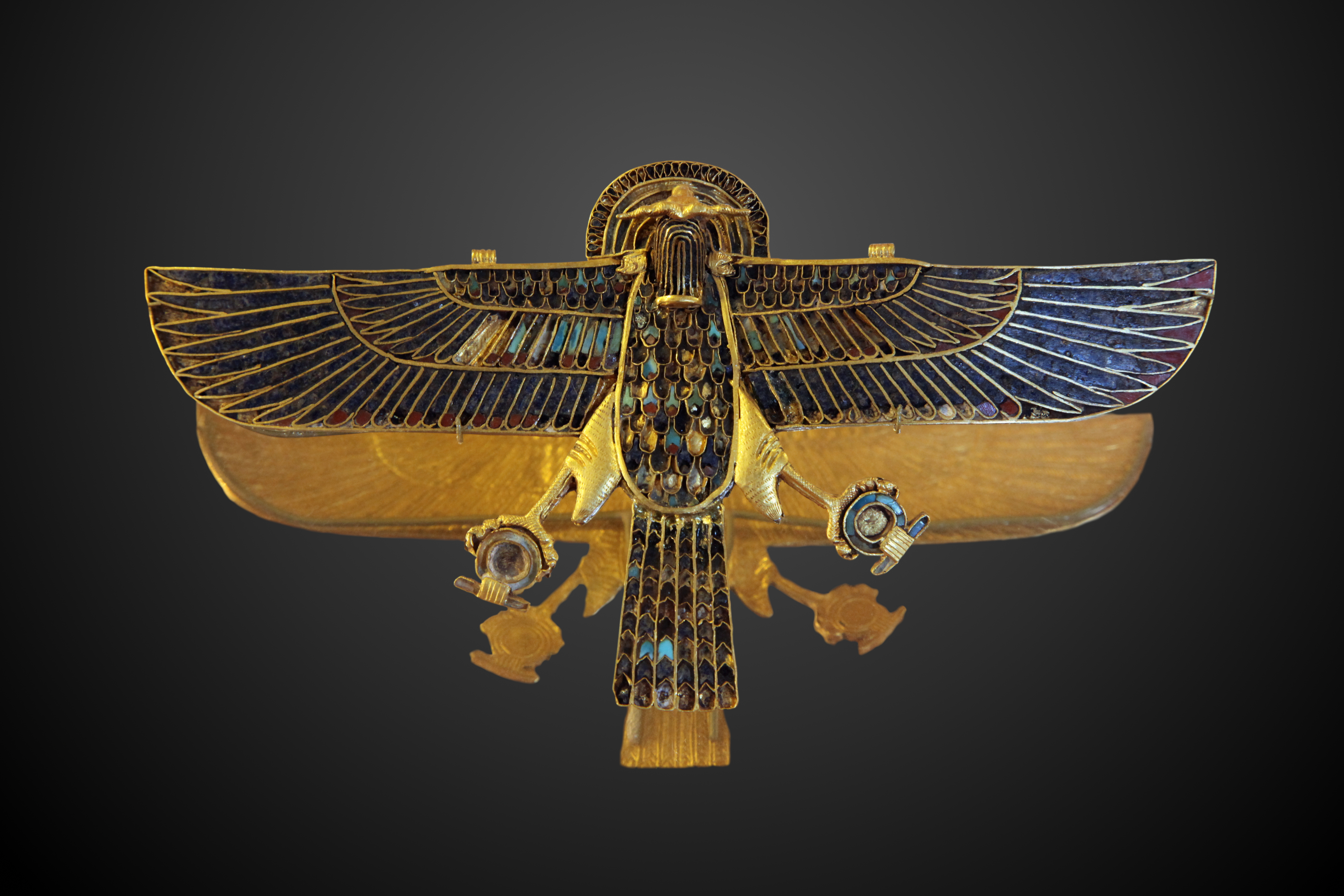
Horus (valk met ramskop) met Sjenringen in zijn klauwen, Louvre
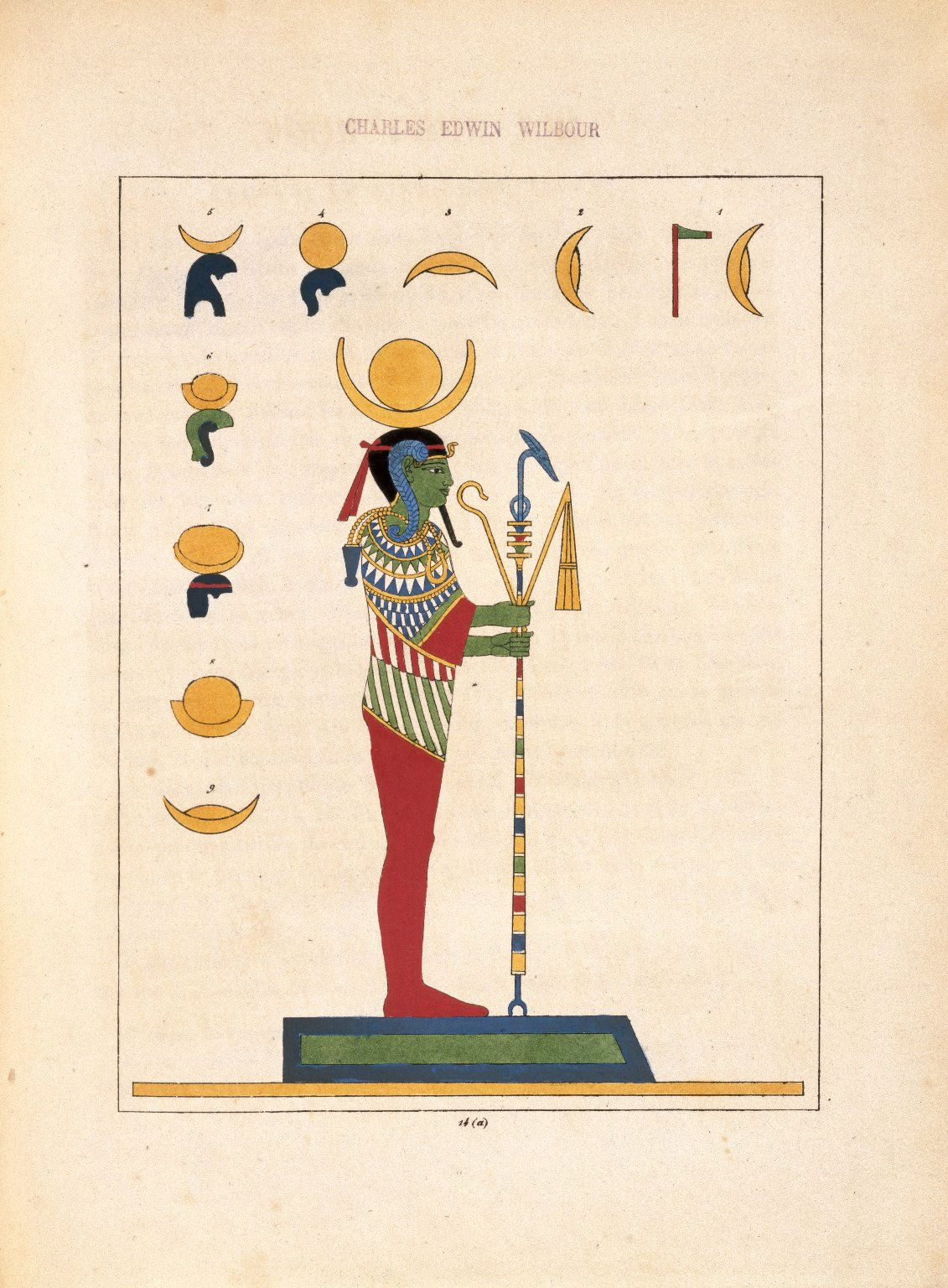
Ptah, Brooklyn Museum
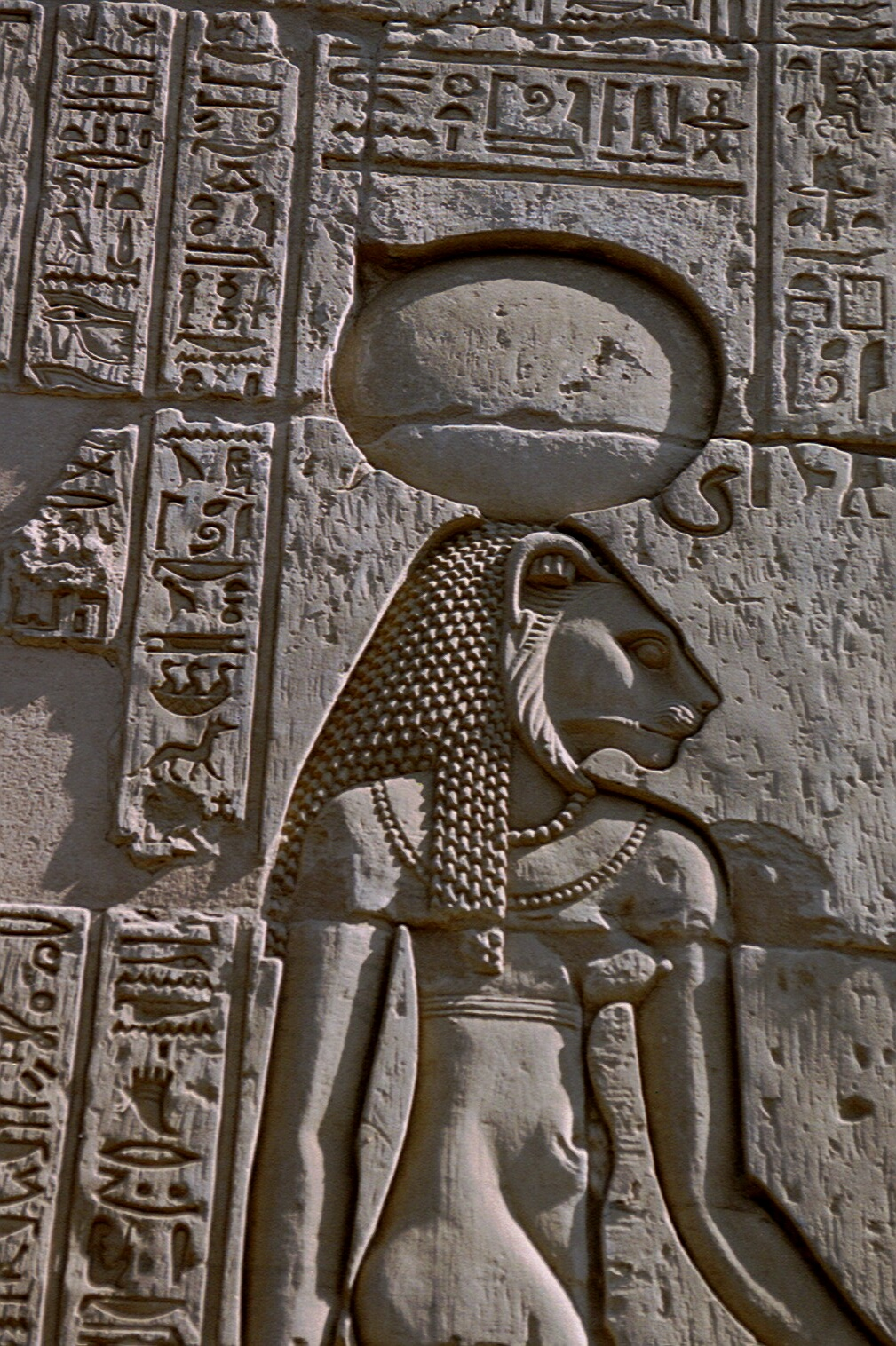
Sekhmet afgebeeld met haar zonneschijf en cobra-kroon op een reliëf in de tempel van Kom Ombo
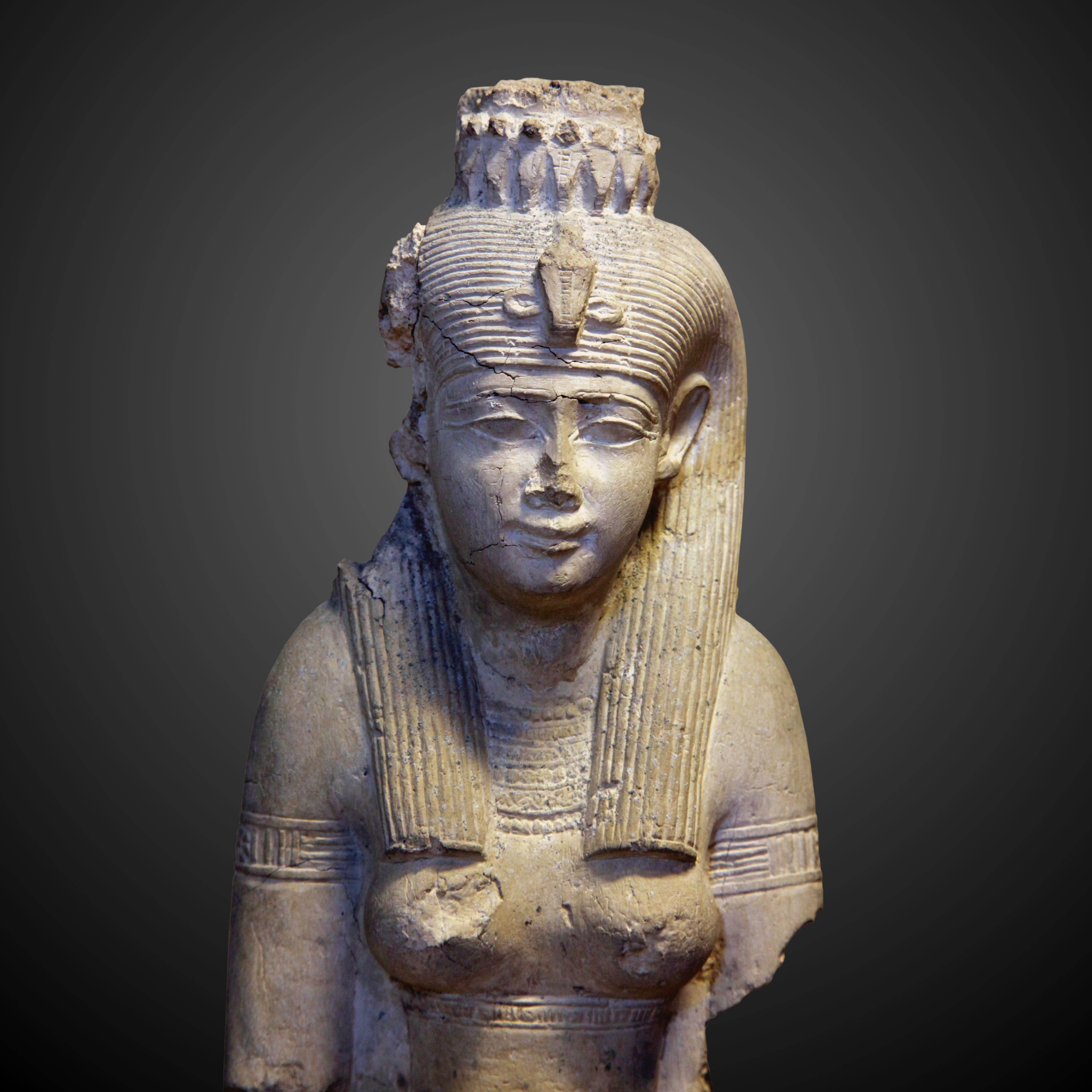
Raet-tawi, tussen 332 en 30 v.Chr, Louvre

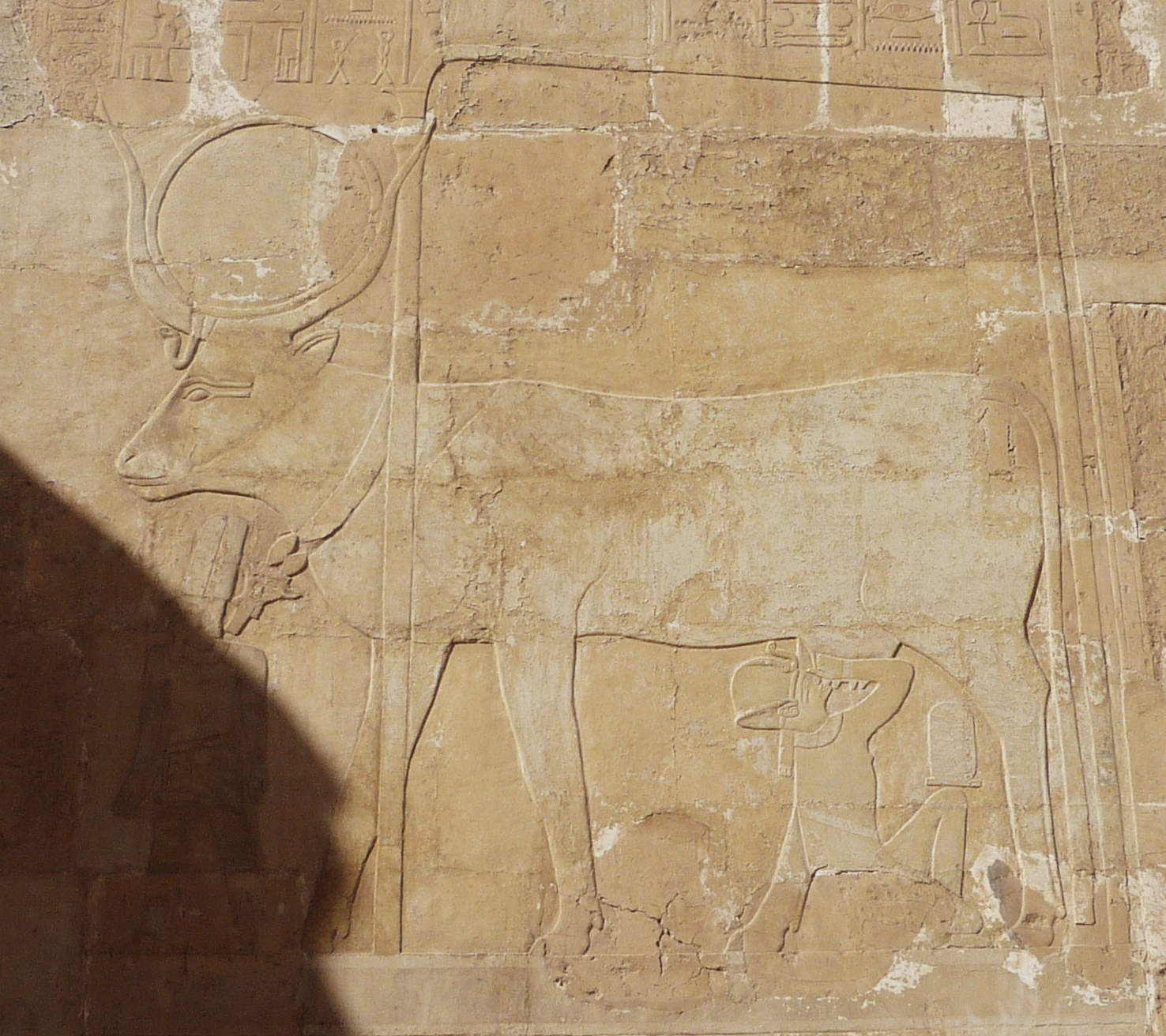
Hathor als een koe die Hatsjepsoet, een vrouwelijke farao, zoogt in de Tempel van Hatsjepsoet in Deir el-Bahri, 15e eeuw voor Christus

Er zijn ook goden en demonen die in verband kunnen worden gebracht met de zonnegoden:
- Hathor is zowel de moeder als de dochter van de zonnegod Ra. Als hemelse koegodin is Hathor de moeder van de zonnegod Ra, de oergod van de Enneade (het negental goden). Ze geldt bovendien, als Oog van Ra, ook als Ra's dochter.
- De Ogdoade van Hermopolis bevatten het potentieel voor het ontstaan van het universum. Daarom werden deze oergoden ook de "vaders en moeders" van de zonnegod genoemd.
- Noet werd uitgebeeld als een vrouw die zich over de aarde buigt, maar ze kon ook worden afgebeeld als een koe. In verband hiermee moet ook het zogenaamde Boek van de Hemelkoe (wat de redenen beschrijft voor de onvolmaakte toestand van de wereld sinds de opstand van de mensheid tegen opperste zonnegod Ra) worden vermeld. Ze stond symbool voor de ruimte waar de zonnegod doorheen reisde. Overdag voer hij over haar buik en elke avond slikte Noet de zon dan in waardoor het duister werd. De zon verbleef dan 's nachts in haar en werd de volgende dag uit haar schoot geboren. De godin Noet, die volgens de piramideteksten de zon voortbracht en volgens de sarcofaagteksten ook de maan vaak het epitheton "zij die de goden baarde".
- Isis nam mettertijd de aspecten en attributen van andere godinnen over, zoals Selket, Hathor, Neith en Noet, om die te verenigen in een enkele godheid (bijvoorbeeld de zonneschijf met de stierenhoorns van Hathor). Vanaf het Nieuwe Rijk is ze niet meer van Hathor te onderscheiden.

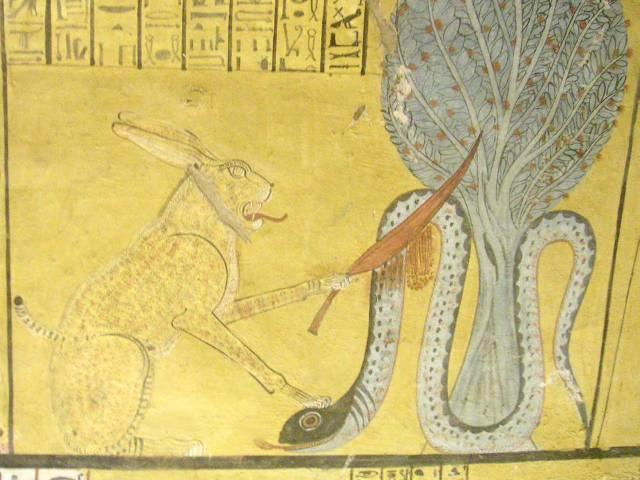
Ra verslaat de demon Aphophis, afbeelding op een tombe in Deir el-Medina (vlak bij de Vallei der Koningen)

- Aphophis probeerde bij zonsopkomst en zonsondergang de zonnegod op te slokken als die 's nachts door de onderwereld reisde. Als Apophis daar in zou slagen kwam de zon niet meer op en dan zou de wereld levenloos worden.
- Thoth staat samen met Maät in de bark van Ra. 's Nachts is Thoth als maangod de plaatsvervanger van de zonnegod. Hij wordt als schrijvergod ook beschouwd als 'secretaris' van Ra. In haar hoedanigheid van leidster van de zonnegod wordt Maät "dochter van Ra" genoemd, en "Oog van Ra", "Vrouwe van de Hemel", "Koningin van de Aarde" en "Meesteres van de Onderwereld".
- De oude Egyptenaren geloofden dat de zon 's nachts door een tunnel in de aarde reisde, een tunnel met een westelijke poort (waar de zon naar binnen ging) en een oostelijke poort (waar zij er weer uitkwam). Deze twee poorten werden respectievelijk door één leeuwgod bewaakt, die samen Aker vormden.
- Als Leeuwinnegodin droeg Moet een zonnenschijf op haar hoofd met een Uraeus en een papyrus staf en was zo de zuidelijke tegenhangster van Sekhmet.
- Iaret
- In Egypte werd Anat beschouwd als een dochter van de zonnegod Ra en vereenzelvigd met Hathor, ze was een godin van de Kanaänieten en de Feniciërs.
- Er werd gezegd dat Hoe tot ontstaan kwam uit een bloeddruppeltje van de fallus van de zonnegod en daarom verbonden was met de macht van de voorafgaande godheid Ra.
- Sopdu was de god van de oorlog en de verzengende hitte van de zomerzon.
- Pachet wordt met Bastet en Sekhmet geïdentifceerd, maar ze wordt ook nog met Hathor vereenzelvigd en daardoor draagt zij ook als zonnegodin de gouden schijf als onderdeel van haar kroon.

De eerste vaststelling van het bestaan van de zonnegod Ra begon aan het begin van de 3e dynastie van Egypte, tijdens de regering van koning Horus Netjerichet of Djoser, in de namen van hoge ambtenaren zoals Hesire. De eerste koning met de naam van de zonnegod is koning Djedefre of Radjedef, hij was de eerste koning die zijn geboortenaam verbond met de zonnegod Ra. Er wordt nu gedacht dat Raneb (2e dynastie van Egypte) de eerste koning was die religieuze ideeën had over de zon en de lucht.

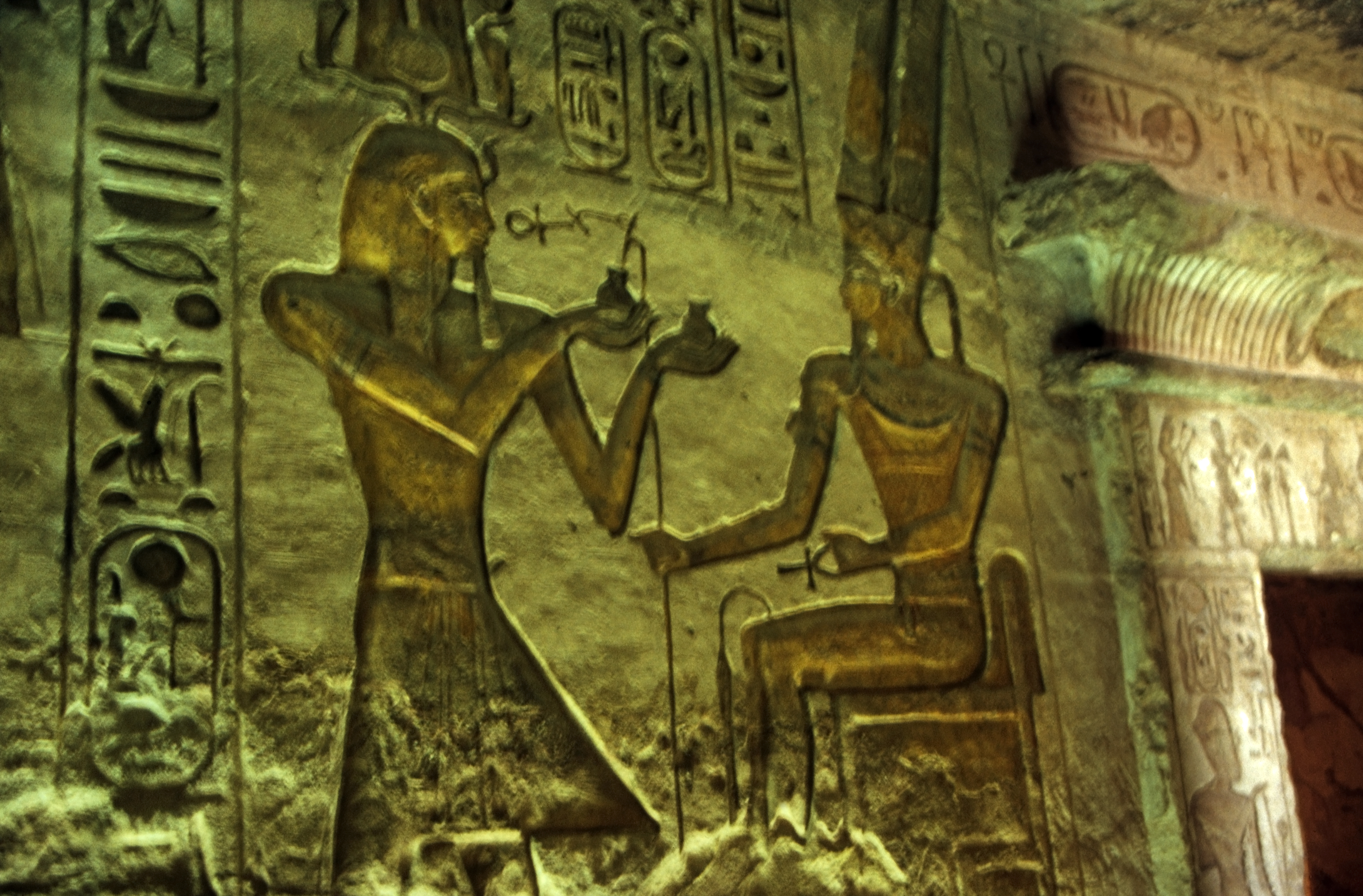
relief in de Grote Tempel van Abu Simbel, links naast de ingang van het Allerheiligste: Ramses II offert wierook en water aan Amon-Ra

Amenemhat I was als koning een aanhanger van de cultus van Amon, in plaats van Mentoe en hij deed veel om deze tot nog toe niet erg prominente godheid tot nationale bekendheid te brengen. Hij deed dat door terug te keren naar de theologie van Ioenoe en te verklaren dat Amon (scheppergod) en Ra (zonnegod) eigenlijk twee aspecten van dezelfde godheid, Amon-Ra, waren. Daarmee probeerde hij meer grip te krijgen op het noorden. Hij verplaatste ook de hoofdstad van het zuidelijke Thebe naar een nieuwe plek bij el-Lisht die hij Amenemhat-Itj-Tawy noemde.
Tijdens de 18e dynastie van Egypte veranderde farao Achnaton tijdelijk het polytheïsme dat in Egypte werd beoefend, door een monotheïsme rond Aton af te kondigen, vertegenwoordigd door de zonneschijf, mogelijk om de grote invloed van de geestelijkheid van Amon tegen te gaan. Amenhotep IV wilde de macht van de Amonpriesters breken en verordende tijdens zijn regering dat er voortaan maar één god zou mogen zijn: Aton, de zonneschijf. Hij wijzigde zijn naam in Achnaton. In het 5e regeringsjaar verplaatste hij de regeringszetel van Thebe naar de nieuw gestichte stad Achetaton. Toetanchaton erfde Egypte in een schrikbarende toestand: een religie die door velen niet aanvaard werd, moedwillige destructie van aan de oude goden gewijde tempels en beelden en een onderdrukt volk. Vanaf het tweede jaar van zijn regering stond de farao de oude religie weer toe en veranderde hij zijn naam in Toetanchamon en de naam van zijn halfzus, Anchesenpaäton, werd Anchesenamon. Volgens de Amonpriesters betekende dit een volledige terugkeer van de monarchie naar de traditionele leer. De stad Achetaton, die door zijn vader werd gebouwd, werd verlaten.
Volgens de mythologie van het Oude Egypte was er een periode van vijf dagen aan het eind van het jaar waarin de vloek die de zonnegod Ra had uitgesproken over de aardgod Keb niet gold, dankzij de maangod Thoth. Het vieren van een nieuwjaars- en/of lentefeest waarbij voor korte tijd de hele samenleving op zijn kop stond, alle maatschappelijke rollen werden omgedraaid, niemand meer werkte e.d. gaat terug tot ver in de prehistorie 99en wordt tegenwoordig nog gevierd: carnaval).
Aaloe is het paradijs in het Oude Egypte. Aaloe was het rijk van de zonnegod in het Oosten.

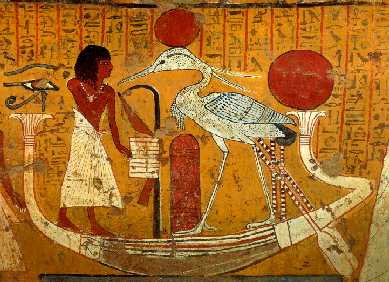
De benoe, tekening op papyrus

Benben-stenen worden in verband gebracht met cultussen voor de zonnegod. Priesters in die zonnetempel in de stad Heliopolis plaatsten de benben-steen, symbool voor de plek waar zonnegod Atoem als de benoe (voorloper van de feniks) verscheen. De opvolgers van de benben-stenen zijn obelisken. De obelisk is een symbool van de zonnegod Ra. Onder de kortdurende theologische revolutie van Echnaton werd de obelisk als een versteende zonnestraal gezien.
Heliopolis is de Griekse naam voor een stad uit het Oude Egypte, de naam betekent stad van de zon. Volgens de indeling van de stad waren er verschillende vormen die de zon kon aannemen. Mirre werd veelvuldig gebruikt in de oude Egyptische zonnestad Heliopolis, op de plek waar nu Caïro ligt. Daar werd dagelijks mirre verbrand op het hoogtepunt van de middag als de zonnegod zijn hoogste kracht had bereikt. Daarbij gebruikten de priesters een speciaal mengsel van kruiden, dat ze 'kyphi' noemden. In de zuidelijker gelegen plaats Karnak, aldus de inscripties op de tempelmuren aldaar, was het gebruikelijk deze rookoffers te brengen tijdens de zonsopkomst. De Egyptenaren gebruikten zoveel mirre dat de lucht langs de Nijl er zwanger van was. Niet alleen de hars, ook complete bomen werden geïmporteerd en in de tempeltuinen geplant. Daarmee kon de hars worden gewonnen die in grote hoeveelheden nodig was om de doden mee te mummificeren.
Het boek Amdoeat vertelt over de reis van de zonnegod Ra door de onderwereld. Het verhaal speelt zich af in de tijd dat de zon onder is. Volgens het verhaal is de onderwereld in twaalf delen verdeeld, waarvan elk deel een uur van de nacht voorstelt. Er is een soort poort bij elke overgang (er bestaat ook een Boek van de Poorten). In elk gedeelte van de nacht zijn er vijanden en vrienden van de zonnegod. In de Amdoeat worden al deze wezens bij hun naam genoemd. Bij elkaar zijn het honderden namen.

#### Berbers
Herodotus schreef dat de Libiërs offerden aan de maan en de zon:
Ze (de Libiërs) beginnen met het oor van het slachtoffer, dat ze afsnijden en over hun huizen gooien; als dit gedaan is, vermoorden ze het dier door de nek om te draaien. Ze offeren aan de zon en de maan, maar aan geen andere god. Deze verering geldt voor alle Libiërs.(boek IV.168-198)
Cicero (105-43 v.Chr.) heeft het over dezelfde cultus in zijn boek De droom van Scipio:
Toen ik [Scipio] aan hem werd voorgesteld, omarmde de oude man Massinissa, de koning van Numidië me, huilde en keek naar de hemel en riep: "Ik dank u, o machtige Zon en andere hemelse wezens, omdat ik voor te sterven Publius Cornelius Scipio in mijn koninkrijk en paleis aanschouw..."
Er zijn in Noordwest-Afrika ook Latijnse inscripties over de zonnegod, bijvoorbeeld in Souk Ahras. Het werd uitgedrukt als Solo Deo Invicto.
De Koptische Sint-Samuel werd tevergeefs door de zonaanbiddende Berbers ertoe gedwongen de zon te vereren.
De oude Libiërs vereerden de zonsondergang, wat wordt geassocieerd met Amon die ramshorens had. Naast de Zon vereerden de Berbers de bergen, (zoals het Atlasgebergte), rotsen, grotten en rivieren.

#### Canarische eilanden

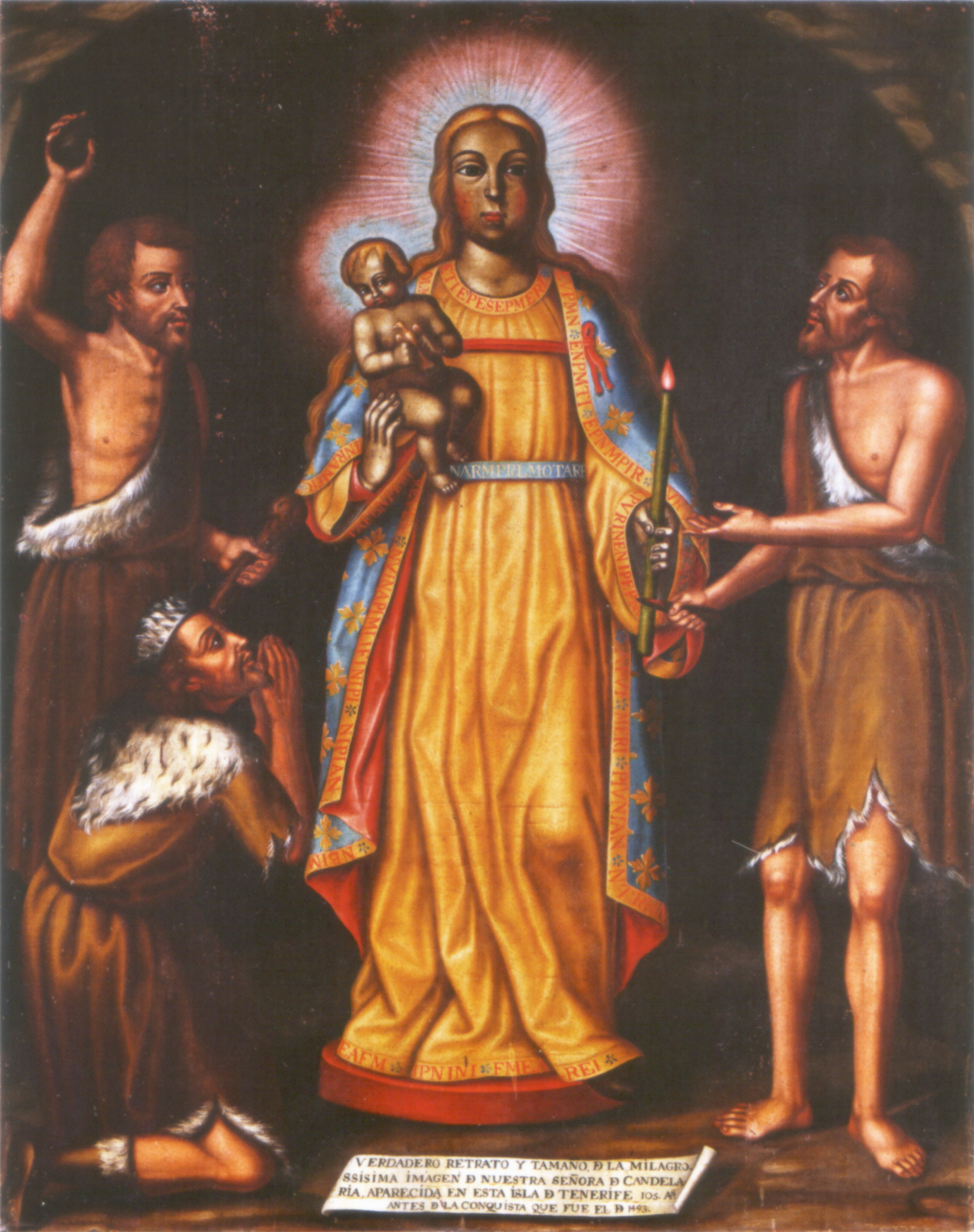
De maagd van Candelaria, 18e eeuw

Thor Heyerdahl geloofde dat de Piramides van Güímar op Tenerife aan de zon gewijd waren. Hij dacht dat de piramidecultuur door de zonaanbiddende Berbers van het Middellandse Zeegebied naar de Canarische Eilanden was gebracht. In werkelijkheid vereerden de Guanches een god genaamd Achaman aan wie ze offers in grotten gaven. Deze god was figuratief afgebeeld als de zon en hij zou verwant zijn aan de god Amon.
De Guanches vereerden ook een zonnegod in Las Palmas. Deze droeg de naam Magec en Amen, wat taalkundig de betekenis van Heer lijkt te hebben. In het Berbers van de Touareg lijkt de naam Amanaai "God" te betekenen.
Op La Palma, El Hierro en La Gomera was er sprake van een dualisme ten tijde van de Guanchen: een belangrijke goedaardige (resp. Abora (een zonnegod), Eraorahan en Orahan) en een belangrijke kwaadaardige (op La Palma de hond-god Iruene, op La Gomera Hirguan geheten) godheid.
Op Tenerife was er de goedaardige oppergod Achamán (de hemelse) en de kwaadaardige Guayota, wonend in de hel, Echeide, diep in de vulkaan Teide. Er werd een aparte zonnegod, Magec, vereerd. Boeren richtten bezweringen tot hem om goede oogsten te verkrijgen.
De cultus van een hemelgodin, Chaxiraxi, Zij die de hemel draagt (ook bekend als moeder van de zon), ging na de kerstening van de Guanchen over op de Maagd Maria en wordt geassocieerd met de maagd van Candelaria. Op Tenerife werd ook voorouderverering beoefend. Vermoedelijk werden op Tenerife, maar incidenteel ook op Gran Canaria en El Hierro, om deze reden sommige doden gemummificeerd.
Op Gran Canaria was Acoran de opper-, tevens zonnegod. Er werden veel natuurgeesten aangehangen, onder meer in de Tibicenas, ook weer kwaadaardige hond-geesten. Op Fuentaventura was sprake van een cultus ter verering van een zonne- of berggod, wiens naam niet is overgeleverd. De oorspronkelijke religie van de inwoners van Lanzarote is nagenoeg onbekend.
Op alle eilanden was Beñesmen of Beñesmer het voornaamste feest. Dit vond plaats rond midzomer, het solstitium van de zomer. Het was ook een oogstfeest. Vaak werden dan dieren (uit het vee) op brandstapels verbrand als offer aan de hemel- of zonnegod. Op Tenerife werden vermoedelijk bij deze gelegenheid ook mensenoffers gebracht.

#### Overig
- Anyanwu, is de god waarvan de Igbo geloofden dat hij in de zon woonde.
- Mawu, bij de Dahomey de godin geassocieerd met de zon en de maan. Met zijn tweelingzus Lisa kreeg hij 14 kinderen.
- uMvelinqangi, bij de Xhosa en Zoeloes de god van de zon en de lucht.
- Een scheppingsverhaal uit Centraal-Afrika vertelt hoe de god Nyambe met zijn vrouw Nasilele naar de hemel gaat en als zon en maan te zien zijn.[17]

### Europa

#### Griekenland

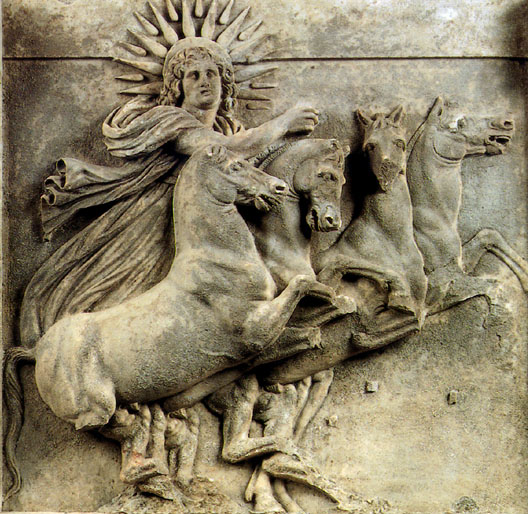
Een door Schliemann opgegraven reliëf van Helios (met stralenkrans of aureool) met zijn zonnewagen (Troje, 4e eeuw v.Chr.)

Helios is een zonnegod uit de Griekse mythologie. Volgens een van de mythen verdeelde oppergod Zeus de wereld onder de goden, maar vergat hierbij de zonnegod Helios een deel te geven. Hierop rees het eiland Rodos op uit de zee, en kwam vervolgens aan Helios toe. In 304 v.Chr. gaf Demetrius zijn pogingen tot een invasie van Rodos op en liet de belegeringstorens achter. Om de overwinning te vieren gebruikten de inwoners van Rodos de bronzen platen die op de torens waren bevestigd om er een beeld van te laten smeden. Dit beeld werd door de beeldhouwer Charis van Lindos gemaakt en stelde de beschermgod van Rodos, de zonnegod Helios (Ilios), voor. Het werd beroemd als de Kolossus van Rodos. Het wordt beschouwd als een van Zeven wereldwonderen van de antieke wereld.
De Griekse zondvloedverhalen zijn misschien oorspronkelijk afkomstig uit Kreta, met Deuakalion als zoon van Minos en de mythe wordt ook vaak met de zonnegod Helios verbonden. Ook met Zeus, die als Naios in Dodona, als Phryxios in Thessalië, als Olympios in Athene, en als Aphesios en Nemea bekend is, wordt de zondvloed vaak verbonden. Zeus wordt zo nu en dan samengevoegd met de Griekse zonnegod, Helios, die soms wordt aangeduid als het oog van Zeus. Hesiodus beschrijft bijvoorbeeld het oog van Zeus als de zon. Deze waarneming is mogelijk afkomstig uit eerdere Proto-Indo-Europese religie, waarbij de zon soms wordt voorzien als het oog van *Dyḗus Pḥatḗr (Hvare-khshaeta).
De Kretenzische Zeus Tallaios had zonne-elementen voor zijn cultus. "Talos" was het lokale equivalent van Helios.

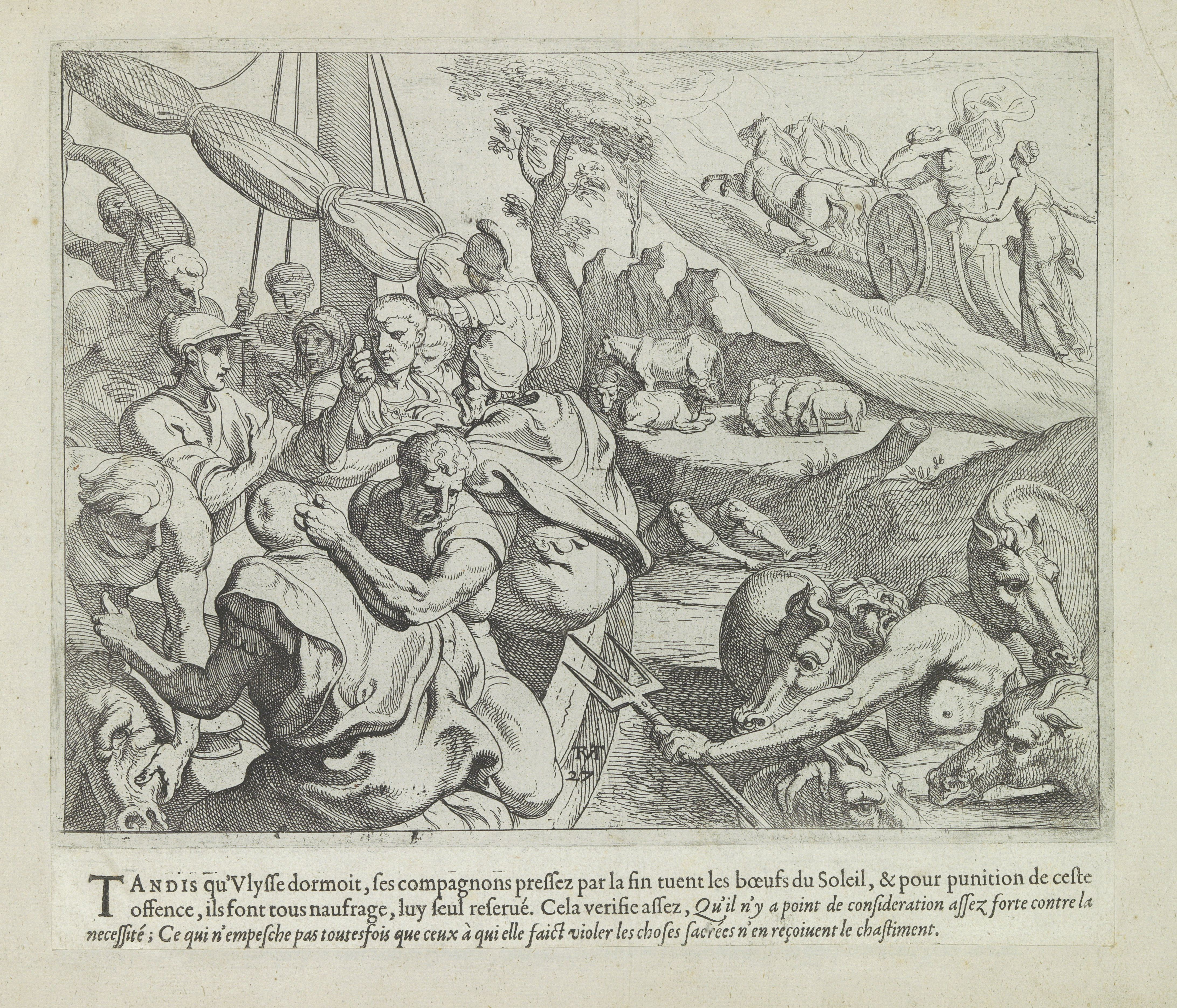
De hongerige metgezellen van Odysseus slachten aan boord een van de runderen van de zonnegod Helios. Op de achtergrond de runderen en Helios in zijn wagen. Op de voorgrond bedreigt Neptunus het schip, 1633

Thrinakia (Sicilië) is een eiland dat wordt genoemd in het 12e boek van de Odyssee van Homerus. Op het eiland graasden de runderen van de zonnegod Helios. De dieren werden verzorgd door Helios' dochter Lampetia. Odysseus had dit eiland liever gemeden, gezien de waarschuwingen van de ziener Tiresias en de tovenares Circe (dochter van de zon). In de Odyssee worden de koeien echter opgegeten door de mannen van Odysseus. Zeus straft hen door ze te doden met bliksemschichten.
Het getal van de ossen is een getal dat de oplossing vormt van een vraagstuk van Archimedes gericht aan Eratosthenes. Archimedes daagde Eratosthenes uit om het aantal runderen in de "kudde van de zonnegod" te tellen.

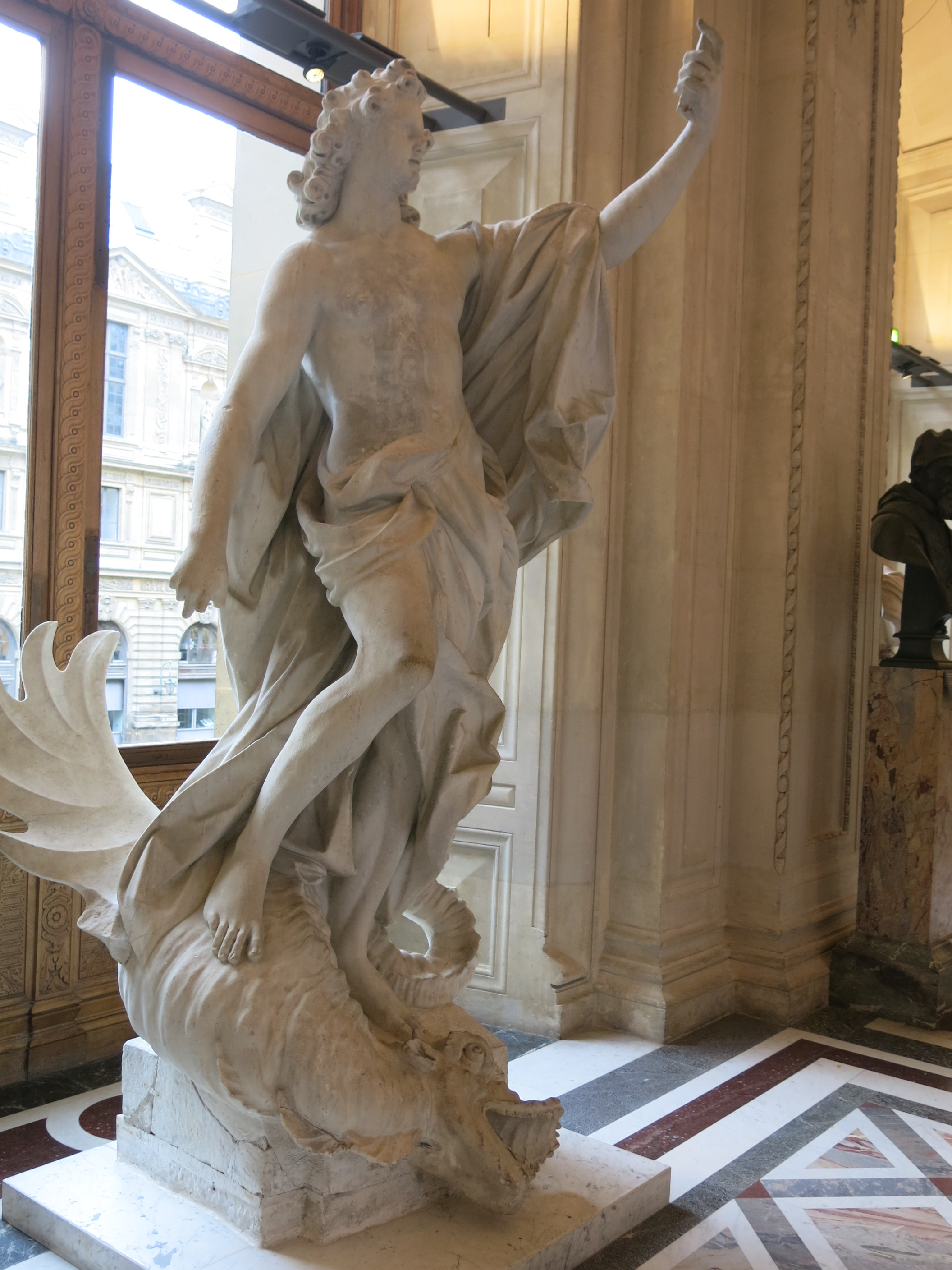
Apollo doodt Python, Louvre

Helios werd later Apollo genoemd. Apollo werd onder de bijnaam Lykios tevens vereerd als licht- en zonnegod, niet alleen in Griekenland, maar vooral ook op de kusten van Klein-Azië. Vanaf ca. 410-400 v.Chr. ontstond de filosofische gedachte van Apollo als god van de zon, die men als Phoibos beduidde. Deze bijnaam zou hij hebben ontleend aan zijn grootmoeder Phoibe en de betekenis van "profeet" hebben gehad. Ten tijde van Homeros was deze functie echter weggelegd voor de godheid Helios, die later zou opgaan in Apollo onder de naam Apollo Helios. Desondanks bleven Apollo en Helios in mythologische teksten aparte godheden.
Volgens de oude Grieken was Delos de geboorteplaats van de zonnegod Apollo en zijn zuster Artemis. Mede daardoor werd Delos in de 7e eeuw v.Chr. het godsdienstig middelpunt van Ionië. Er werden jaarlijks grote feesten georganiseerd, waarbij de geschonken schatten een graadmeter vormen voor de mate van verering. Getuige hiervan vormt het grote Apollo-beeld dat nu in fragmenten te bezichtigen is maar zeker ook de rij van marmeren leeuwen aan de heilige straat.
Apollo zou zich wreken op de kwelgeest die zijn moeder het leven zuur had gemaakt voor hij geboren werd: hij ging de Python opzoeken en doodde het monster op de plek die later Delphi zou heten en zou uitgroeien tot het belangrijkste heiligdom voor Apollo in de oudheid. Hier zijn resten van de vijfde en zesde tempel van Apollon in Delphi opgegraven. Een profetes, de Pythia, gaf daar haar raad in het Orakel van Delphi.

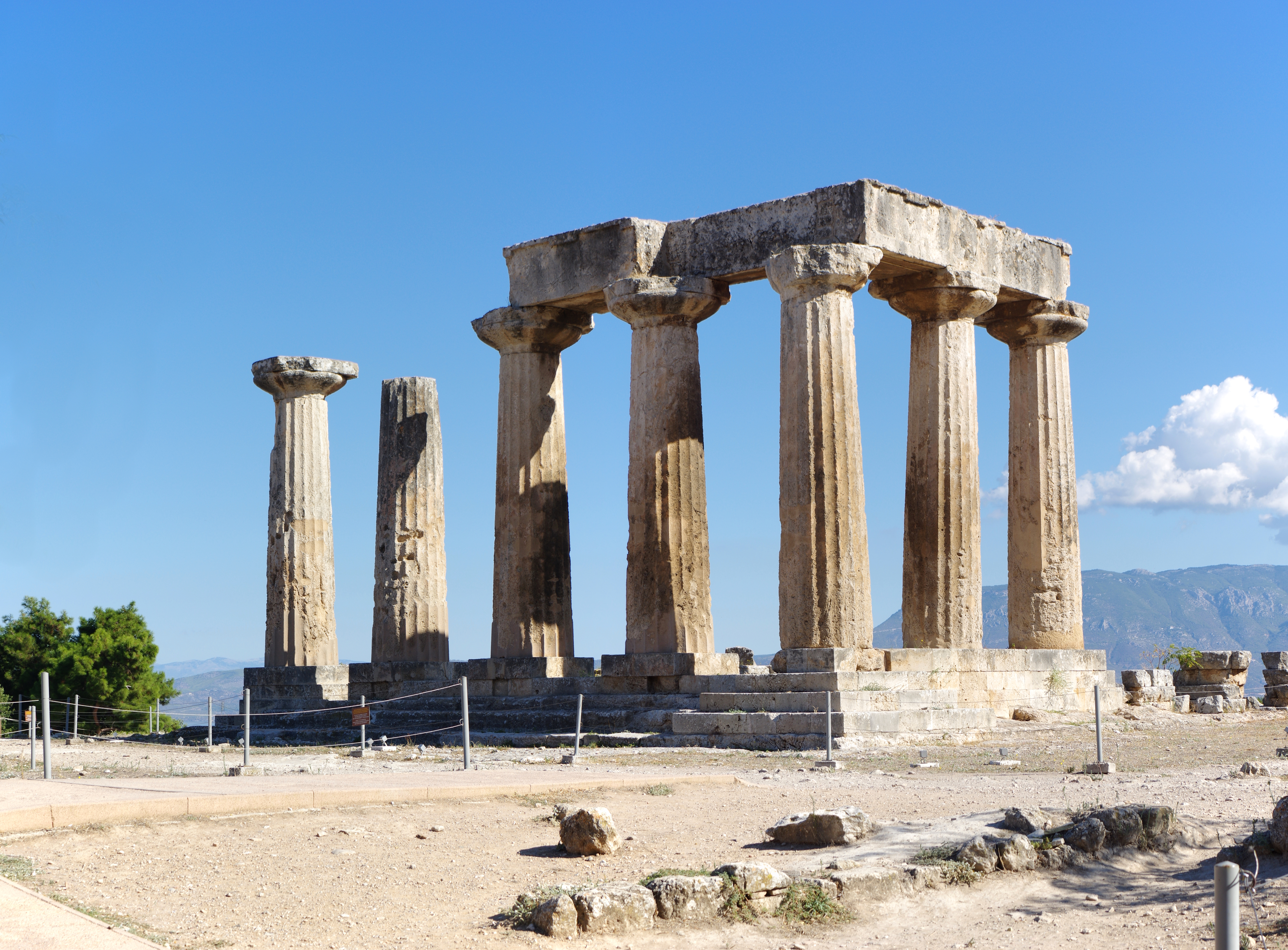
De zuilen van de Apollotempel in Korinthe

Er zijn meerdere sibillen met Apollotempels te linken, zoals de sibille van Cumae. Bij Strabo, Bepaalde passages bij Herodotus en Pindarus tonen aan dat er te Korinthe vanaf de vroege 6e eeuw v.Chr. een prominente cultus bestond van Apollo Pythius. Op basis van deze teksten en de vondst van het orakelgebouw aan de zuidoostelijke voet van de tempelheuvel (met daarop de Apollo-tempel van Korinthe) stelt onder meer Henry Robinson dat Apollo Pythius de beschermgod zou zijn geweest van de tempels op de heuvel en dat deze godheid al ten tijde van de tiran Cypselus (7e eeuw v.Chr.) zou vereerd zijn. De schatkist zou zich volgens Robinson te Delphi hebben bevonden.
Pythagoras, de zoon van de welgestelde koopman Mnesarchus en Pythais, werd rond 570 v.Chr. (569) geboren op het eiland Samos, dat toentertijd op het hoogtepunt was van zijn welvaart. Volgens de neoplatonist Jamblichus was Pythagoras' moeder Parthenis (parthenos, maagd) en was hij (net als Jezus) 'onbevlekt ontvangen' als de zoon van de zonnegod Apollo. Daarmee gaf hij de zienswijze weer, dat Pythagoras door de goddelijke wereld gestuurd was om de mensen te verlossen.

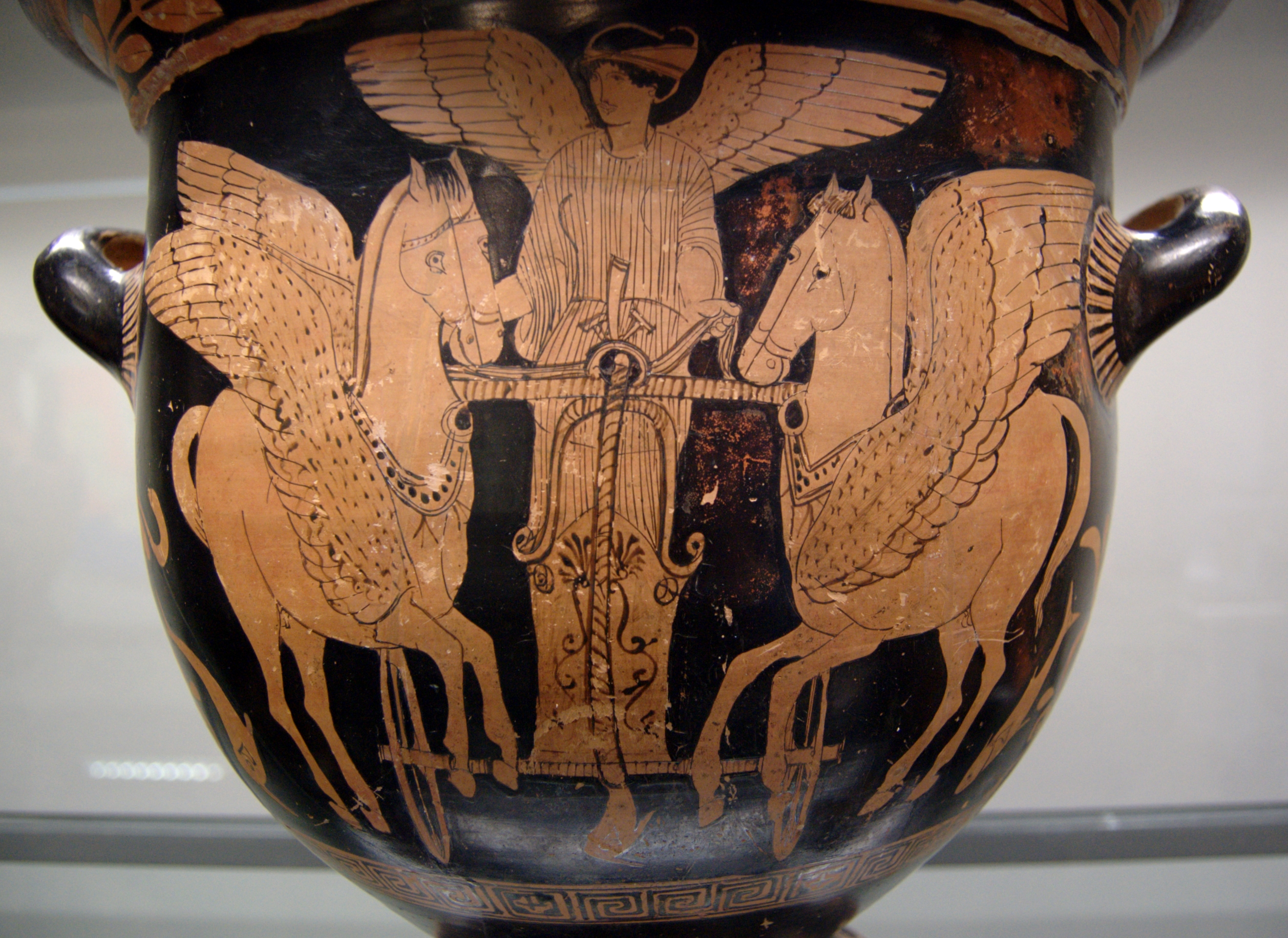
Eos in haar strijdwagen die over de zee vliegt (dolfijn links en vis rechts). Krater uit Zuid-Italië, 430-420 v.Chr., Staatliche Antikensammlungen

De godin van de dageraad, Eos, werd bijna altijd beschreven met roze vingers of roze onderarmen als ze de poorten van de hemel opende zodat de zon opkwam. Bij Homerus was haar saffraan-gekleurde gewaad geborduurd of geweven met bloemen. Met roze vingers en gouden armen wordt ze op zoldervazen afgebeeld als een mooie vrouw, bekroond met een tiara of diadeem en met de grote witgevederde vleugels van een vogel.
Eos speelde een kleine rol in de strijd van de reuzen tegen de goden; toen de aardgodin Gaia hoorde van een profetie dat de reuzen zouden omkomen door de hand van een sterveling, zocht Gaia naar een kruid dat hen zou beschermen. Zeus beval Eos, evenals haar broers en zussen Selene (maan) en Helios (zon) niet te schijnen, en oogstte de hele plant voor zichzelf, waardoor hij Gaia de kans ontnam om de reuzen onverwoestbaar te maken.
In de Griekse mythologie was Hemera (Oudgrieks: Ἡμέρα [hɛːméra] "Dag") de personificatie van de dag en een van de Griekse oergoden. Zij is de godin van de dag en, volgens Hesiodus, de dochter van Erebus en Nyx (de godin van de nacht). Volgens de mythe zou Hemera Tartaros (de onderwereld) verlaten wanneer Nyx (de nacht) binnenkwam en vice versa. Zo verklaarden de Grieken de natuurlijke wisseling tussen dag en nacht. De Godin van de Dag werd geassocieerd met Eos, de Godin van de Dageraad. In sommige werken worden zij als één en dezelfde godin voorgesteld.
De slangengodin uit de Minoïsche beschaving wordt in verband gebracht met een zonnegodin.
De etymologie van de naam Helena wordt in verband gebracht met een hypothetische Proto-Indo-Europese zonnegodin, waarbij ze opmerkten dat de naam verband houdt met het woord voor 'zon' in verschillende Indo-Europese culturen. In het bijzonder kan haar huwelijksmythe verband houden met een breder Indo-Europees "huwelijksdrama" van de zonnegodin, en ze is verwant aan de goddelijke tweeling, net zoals veel van deze godinnen.
De zonnegod Apollo zou, net als de god van de wind Zephyros, verliefd zijn geweest op Hyakinthos.

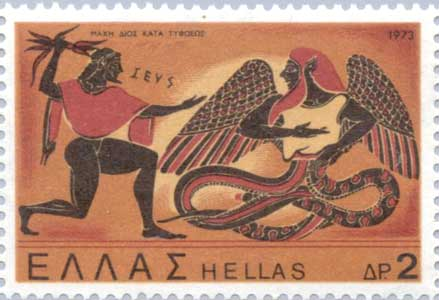
Zeus vecht met Typhon, postzegel met een afbeelding gevonden op Oud-Grieks aardewerk
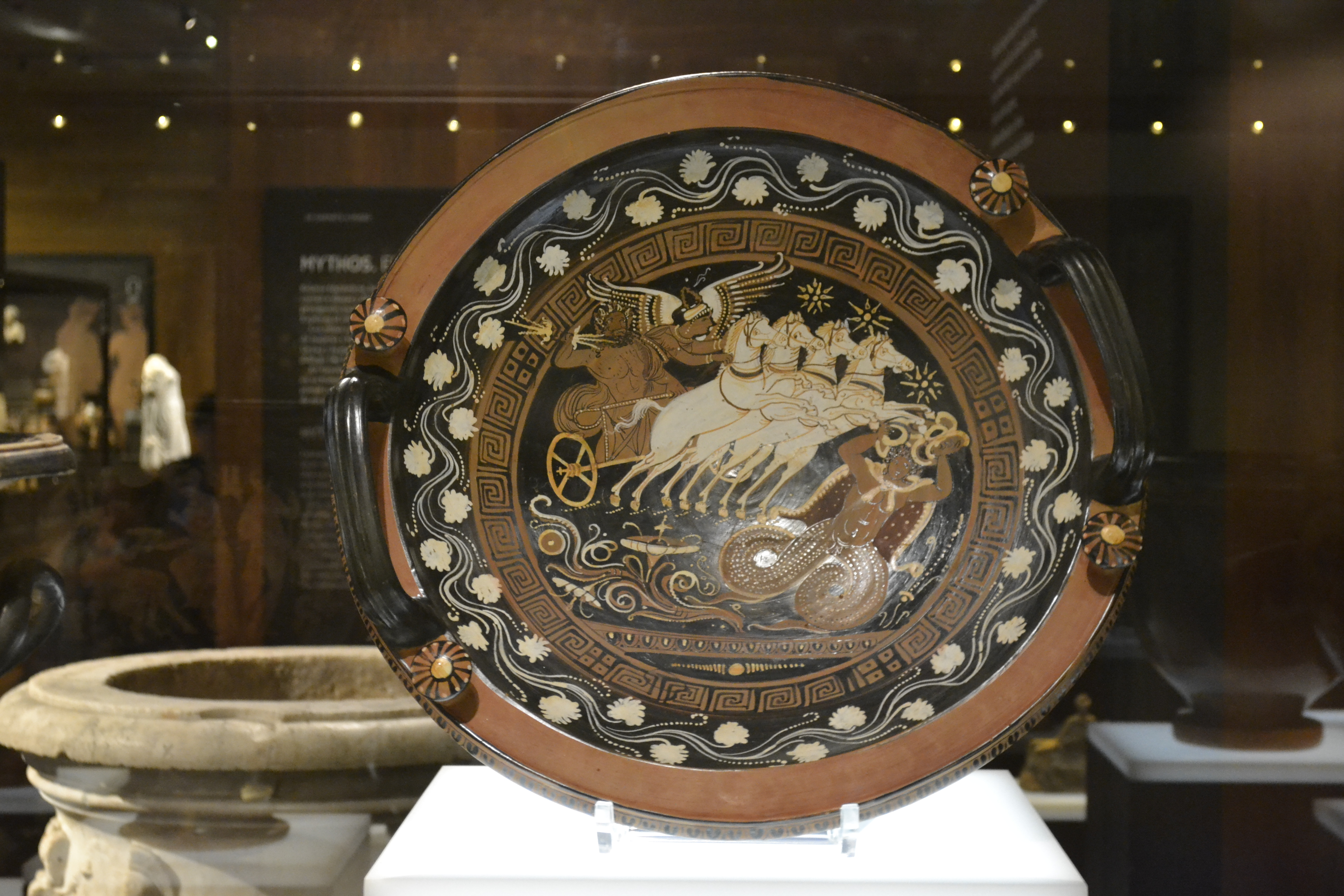
Zeus (op zijn wagen) vecht met de reus Typhon, 360-340 v.Chr, Museo Arqueológico Nacional de España
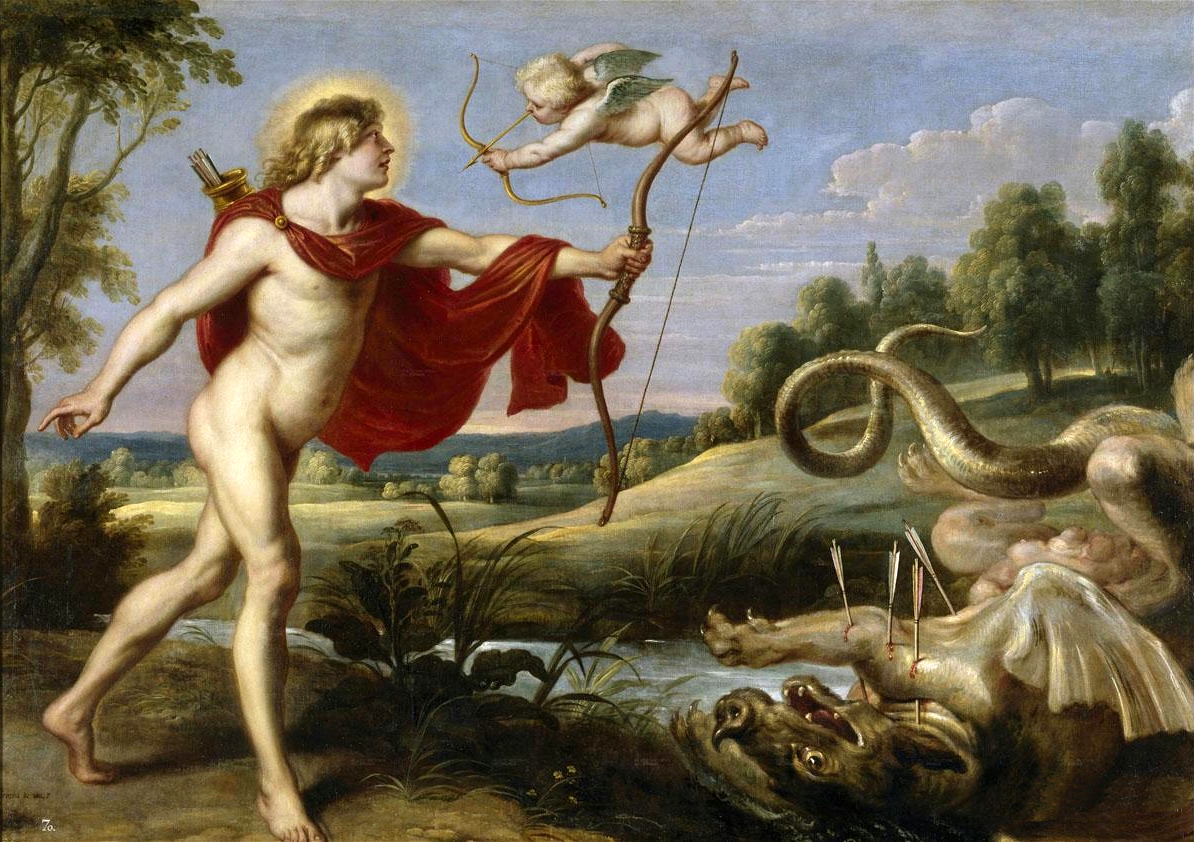
Apollo (met aureool) en Python, Peter Paul Rubens en Cornelis de Vos, 1636-1638, Museo Nacional del Prado
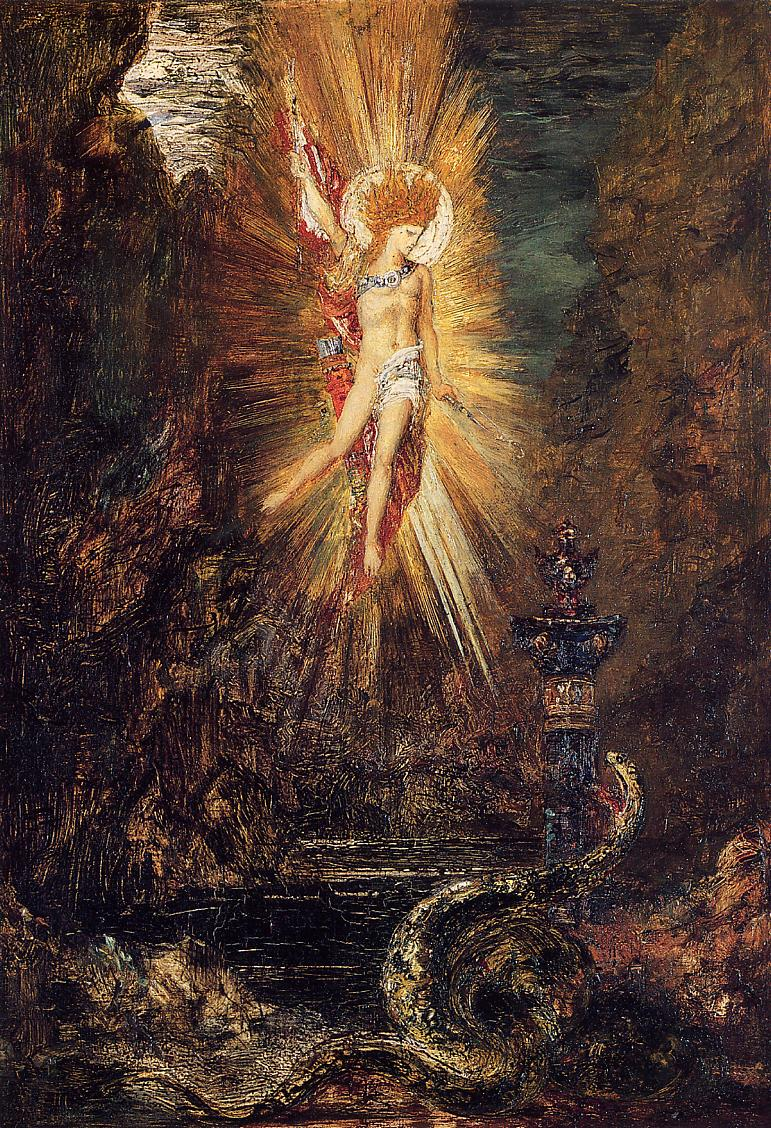
Apollo en Python, Gustave Moreau, 1885, National Gallery of Canada
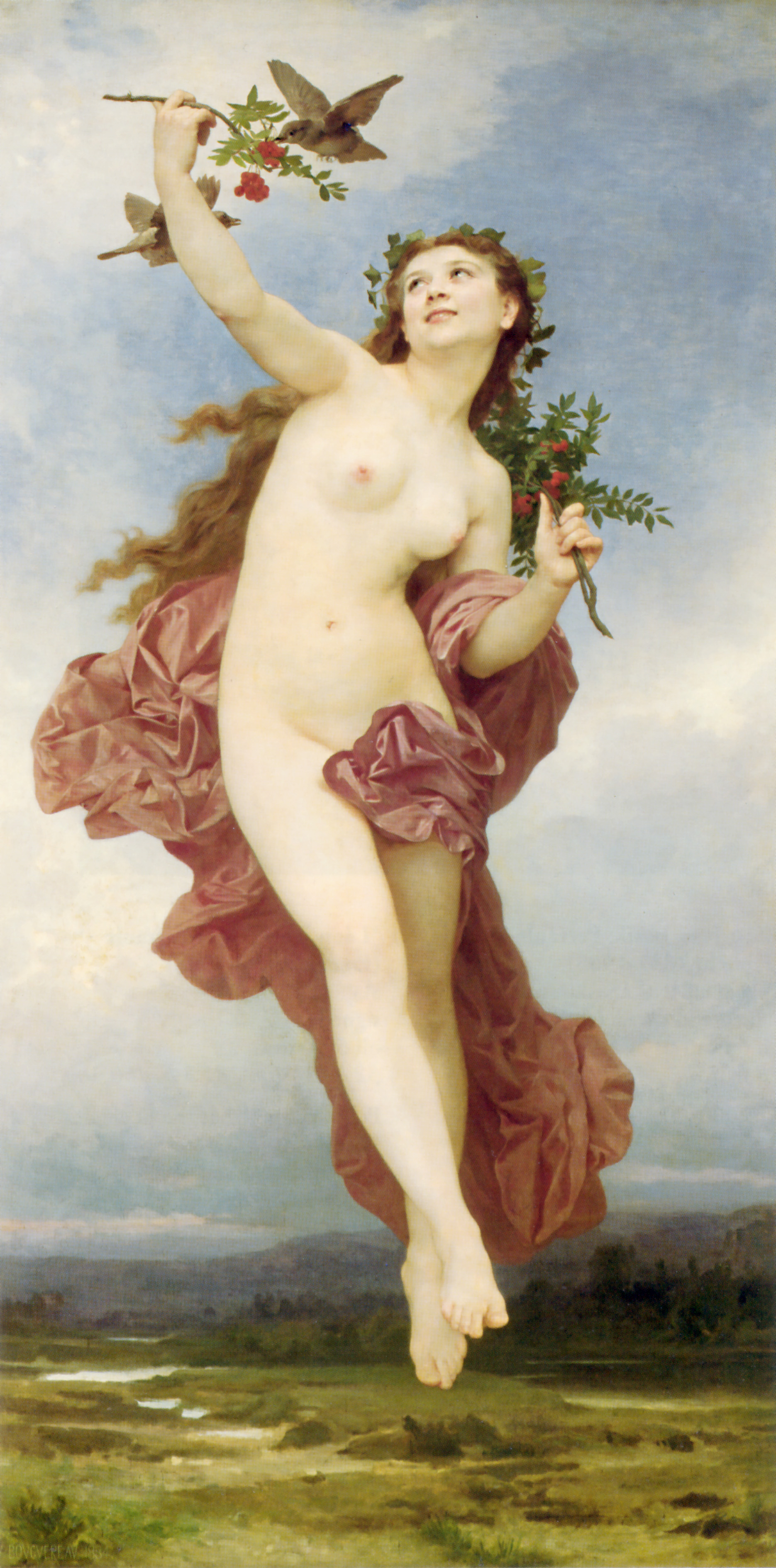
Hemera, William Bouguereau, 1884
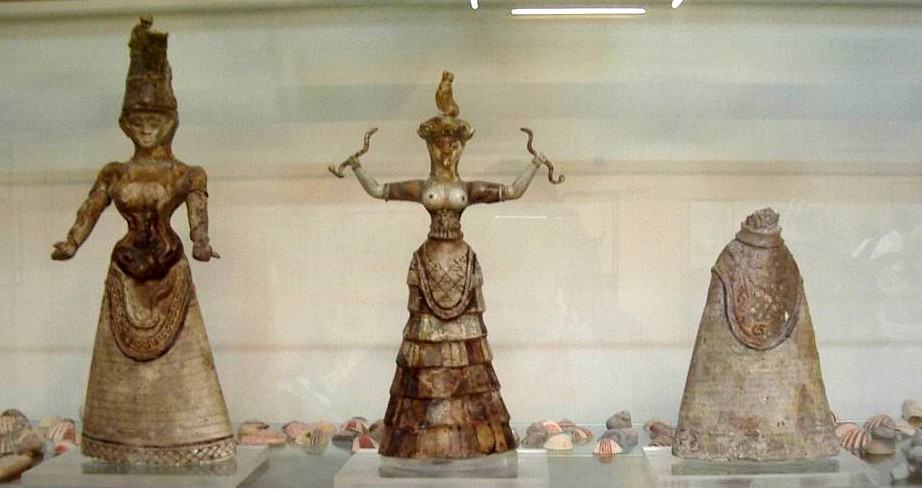
Slangengodinnen in het Archeologisch Museum Iraklion, ca. 1600 v.Chr.
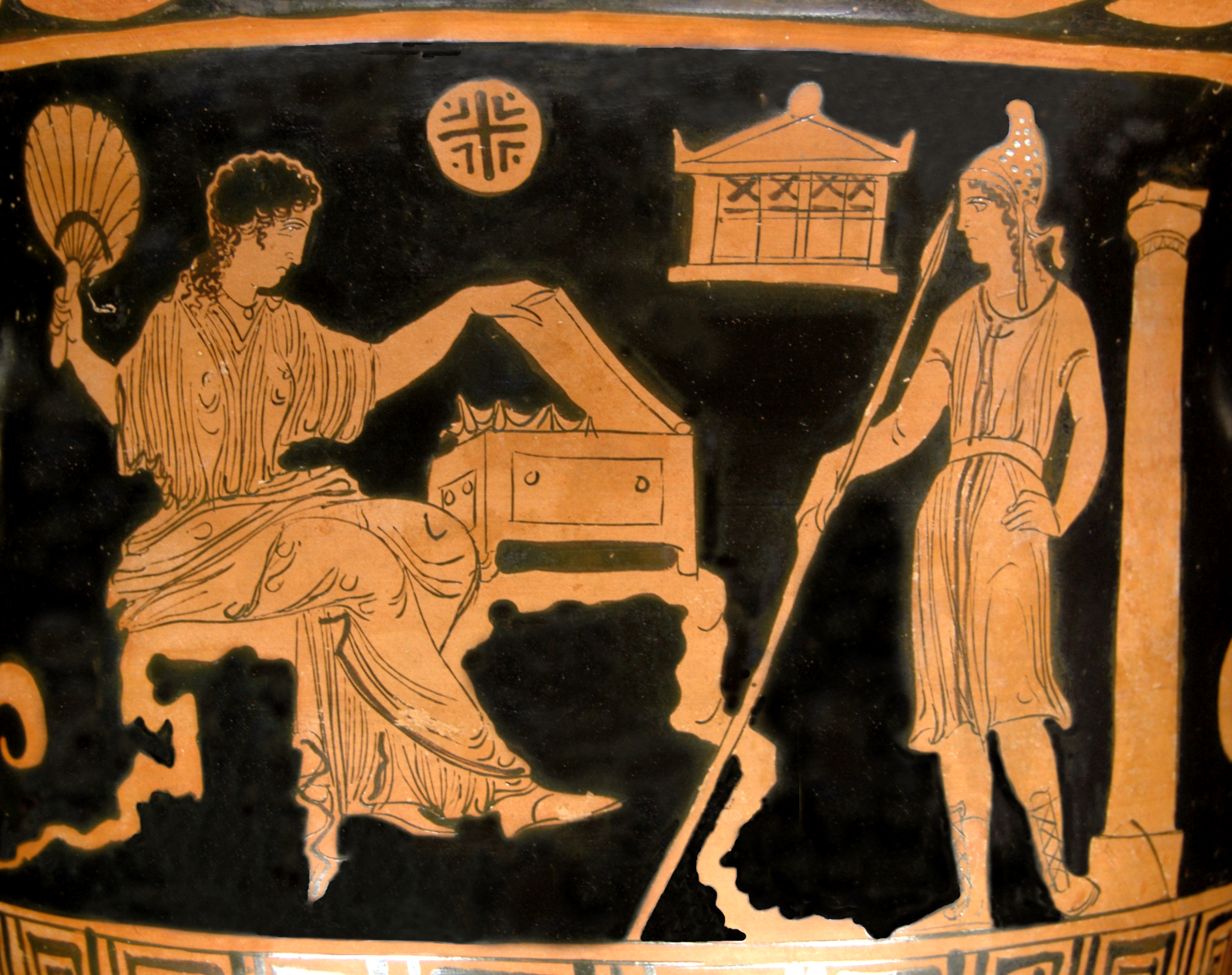
Helena en Paris, 380–370 v.Chr., Louvre

#### Romeinse Rijk

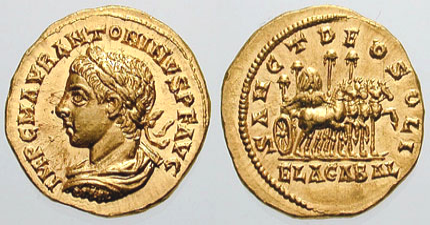
Een Romeinse aureus met een beeltenis van Elagabalus. Op de andere zijde staat Sanct Deo Soli Elagabal (Voor de heilige zonnegod Elagabal). De aureus toont een vierspan die een gouden wagen voortrekt met daarop de heilige steen uit de tempel van Emesa.

In het Romeinse Rijk werden elementen uit de Romeinse mythologie ontleend uit de Griekse mythologie. Het andere deel, meestal ouder, was wellicht geïnspireerd door de Etrusken of andere Italische volkeren.
De zogenaamde mysteriecultussen ontwikkelden zich aanzienlijk in het Romeinse Rijk in verschillende perioden, maar vooral aan het begin van de christelijke jaartelling. Mithras is aanvankelijk een Indo-Iraanse godheid, zoon van Anahita. Zijn cultus maakt een belangrijke ontwikkeling door in het rijk voordat hij werd verboden door de Romeinse keizer Theodosius.
In 326 v.Chr. werd Nearchos benoemd tot admiraal van de vloot die Alexander de Grote had laten bouwen aan de Hydaspes. Dit betrof een reis over de Indus naar de Perzische Golf, die hij in detail beschreef (en die door Arrianus uitgebreid als bron gebruikt werd voor zijn Indica). Tijdens de reis bezocht Nearchos als eerste Griek Bahrein, door de Grieken Tylos genoemd. Dit verblijf betekende het begin van de Hellenistische tijd in Bahrein, wat leidde tot de aanbidding van Zeus (als de Arabische zonnegod Sjamasj) en het gebruik van de Griekse taal door de hogere maatschappelijke klassen.
Hadrianus liet aldus de Historia Augustade Colossus van Nero door de architect Decrianus verwijderen van de plaats waar hij de Tempel van Venus en Roma liet bouwen, en wijdde het aan Sol (de Zonnegod) wijdde, nadat hij Nero's gezicht verwoestte.
Een aanwijzing naar de verering van Augustus als zonnegod, bijvoorbeeld voorgesteld in de astraalsymboliek van de Divus-Iulius-cultus sinds het verschijnen van de sidus Iulium en in de daarop terug te voeren nimbus (cf. ook Octavianus in Vergilius, Aeneïs 8675 ff.), in het solarium Augusti evenals verder in de algemene identificatie met de god Sol, die later als Sol Invictus nauw met de Romeinse keizers was verbonden en wiens feestdag op 25 december was (ook de beelden van de Divus-Iulius-cultus met de inscriptie Deo Invicto, die in de Sol-Invictus-cultus als Deo Soli Invicto Imperatori werd overgenomen).

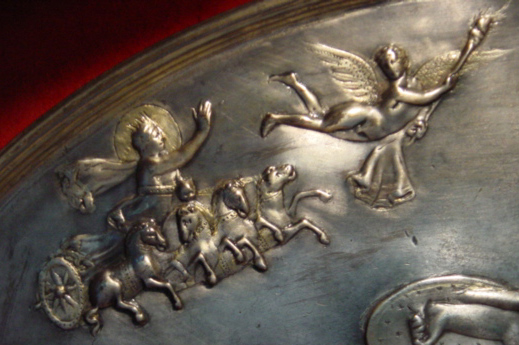
Apollo (met aureool) als zonnegod in zijn zonnewagen

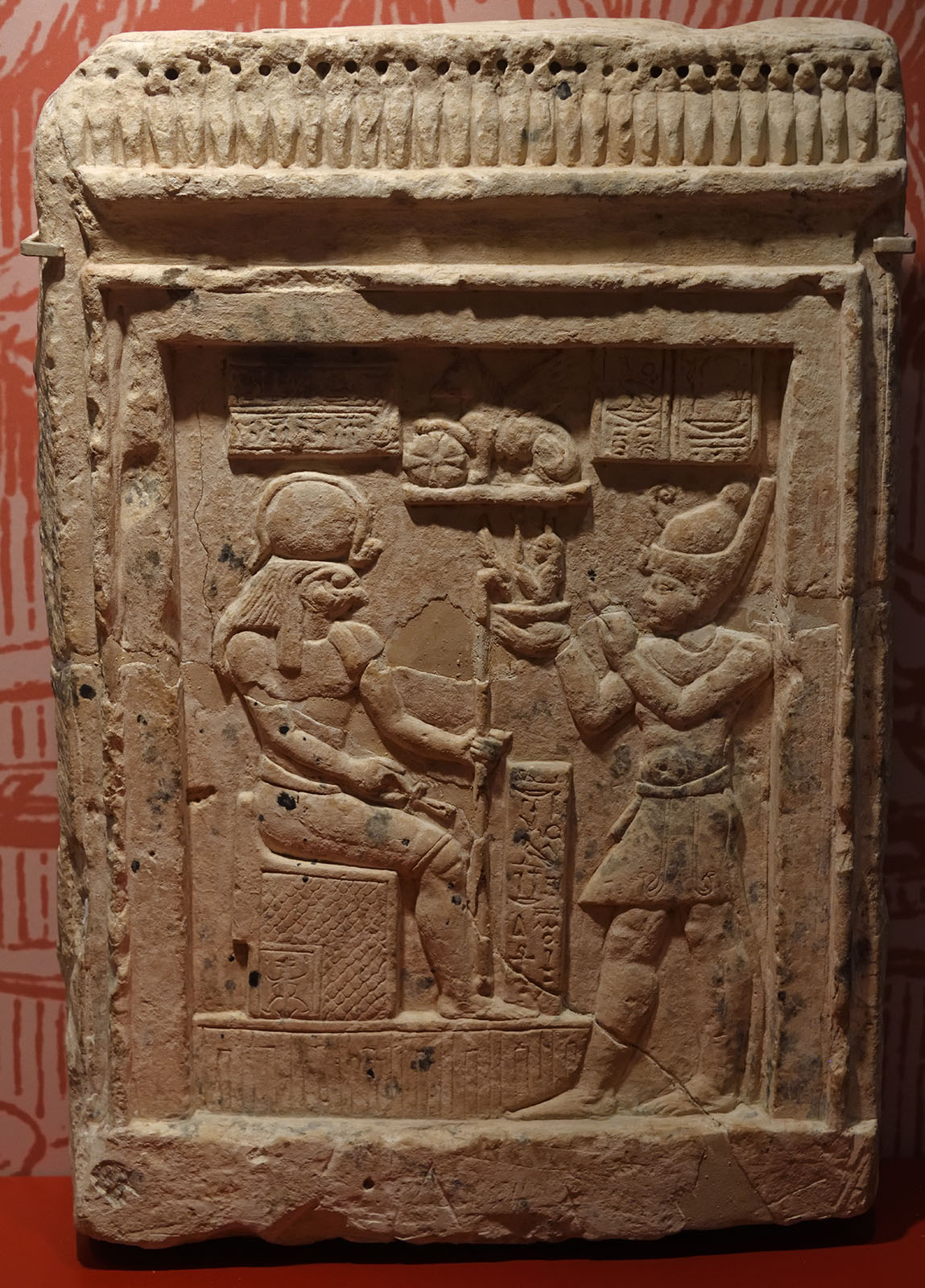
In Egypte nemen de Romeinse keizers de controle op de tempels over als manier om greep te krijgen op het bestuur van de provincie. In de rol van Egyptische koning vereren ze Egyptische goden. Hier zien we keizer Domitianus als traditionele farao staande in de schijndeur van een tempel. Hij geeft een beeldje van Maät, godin van de rechtvaardigheid aan de zonnegod Re-Horakhti. Een Griekse griffioen daarboven staat voor de wraakgodin Nemesis, met haar rad van fortuin. Religieuze symbolen uit drie culturen komen samen in één beeld. Kalksteen, Egypte, ca. 83-96, Allard Pierson Museum

De Boog van Constantijn was bekroond met een (nu verloren gegaan) bronzen vierspan met Constantijn in de wagen als evenbeeld van de Zonnegod. Op de munten, die Constantijn de Grote tijdens zijn quinquennalia aan zijn soldaten uitdeelde, stond de naakte zonnegod met een stralenkrans rond zijn hoofd en een wereldbol in de hand. Op een in 313 geslagen gouden munt staat Constantijn, vergezeld door de zonnegod Apollo. Constantijns familie was afkomstig uit Illyricum, waar al sinds de vijfde eeuw v. Chr. het symbool voor de 'cultus van de zon' een vier-, zes-, acht- of zestienpuntige ster was. Een variant hierop was een zespuntige ster met een verlengde 'schacht', waaraan een maansikkel was vastgemaakt, wat identiek is aan het 'Christogram'. Mogelijk plaatste Constantijn, met het aanbrengen van dit symbool op de schilden, zijn leger onder de bescherming van de door hem vereerde zonnegod. Christus en Apollo waren gemakkelijk gelijk te stellen: beide waren zonen van een allerhoogste god en beiden waren een 'licht der wereld'. Christus enerzijds en zon, maan en planeten anderzijds hadden dezelfde middelaarspositie tussen het aardse en transcendente.
Cassius Dio, Damascius en Plinius de Oudere zijn beschrijvingen te vinden van het Ploutonion, een 'poort naar de onderwereld' die in de oudheid een bekende attractie was van Hiërapolis. De Galli, gecastreerde priesters van Cybele, liepen ongehinderd rond in de verboden zone terwijl de offerdieren bezweken aan de giftige dampen die uit de grot kwamen. Bezoekers konden vogels en andere dieren kopen om zelf in de helledampen te offeren. Het heiligdom communiceerde met de Apollotempel, waar orakels werden gegeven.

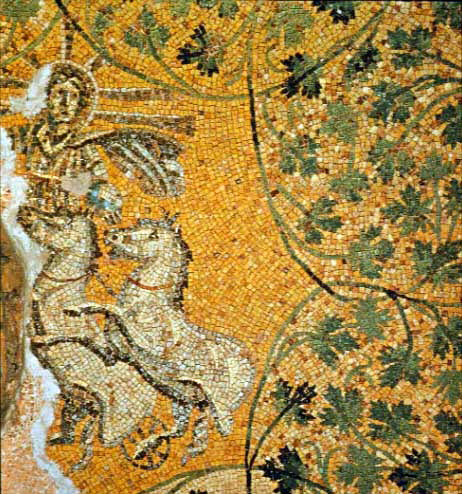
Elementen uit het vroeg-christelijk en heidens geloof komen samen op dit mozaïek uit de derde eeuw; Christus (met aureool) als zonnegod Helios of Sol Invictus op zijn wagen, Grotte Vaticane, Vaticaanstad

De keus van 25 december op de Koptische kalender voor de viering van de geboorte van Christus was voorgesteld door Hippolytus van Rome (170–236), maar werd blijkbaar pas geaccepteerd in 336 dan wel 364. De keus zou helpen om de populaire heidense vieringen rond de winter zonnewende (Romeinse Saturnaliën of Brumalia) te vervangen door een groot christelijk feest (Kerstmis). In 274 stelde keizer Aurelianus een feestdag in op 25 december (het "Feest van de geboorte van de Sol Invictus of Onveroverde Zon") voor de geboorte van Mithras. Mithras was de Perzische zonnegod wiens cultus destijds erg populair was onder de Romeinse militairen.
Herakles moest de kudde van Geryones naar Mykene brengen. Hij leende een boot van Helios, de zonnegod, en voer daarmee naar het eiland van Geryones. Hij doodde de bewaker van de kudde, de tweehoofdige hond Orthos - broer van Kerberos - en begon de runderen in de richting van het strand te drijven. Toen Geryones dit merkte, kwam hij dreigend op hem af.
Apollo werd in Gallië geïdentificeerd met de god Belenos uit de Keltische mythologie en heette aldus Apollo Belenus, een zonne- en helende god, die ook buiten Gallië, met name in Noord-Italië en Illyricum werd vereerd.
Een oorspronkelijke Keltische helende god werd als Apollo Grannus over een groot deel van het rijk vereerd als helende en zonnegod. Ook een andere Keltische genezende god werd vereerd onder de naam Apollo Moritasgus, zoals we kunnen opmaken uit een dedicatie uit Alesia, samen met zijn metgezellin Damona. Apollo had als Apollo Vindonnus (helder licht), een Keltische helende en zonnegod, een tempel in Essarois waar men vooral naartoe ging om genezen te worden van oogziektes.
In Gallië werd hij ook nog als Apollo Virotutis (weldoener van de mensheid) vereerd.
Ambrosius Theodosius Macrobius schreef de Saturnalia (naar Saturnaliën). Boek I handelt over religieuze anekdoten te Rome, onder meer over de Sol Invictus, de allesoverstijgende en overheersende zonnegod, tot wie alle andere goden te herleiden zijn. In dit boek wordt Neto als zonnegod aangeduid, hij speelt een rol op het Iberisch Schiereiland bij de Keltiberiërs en de Iberiërs.

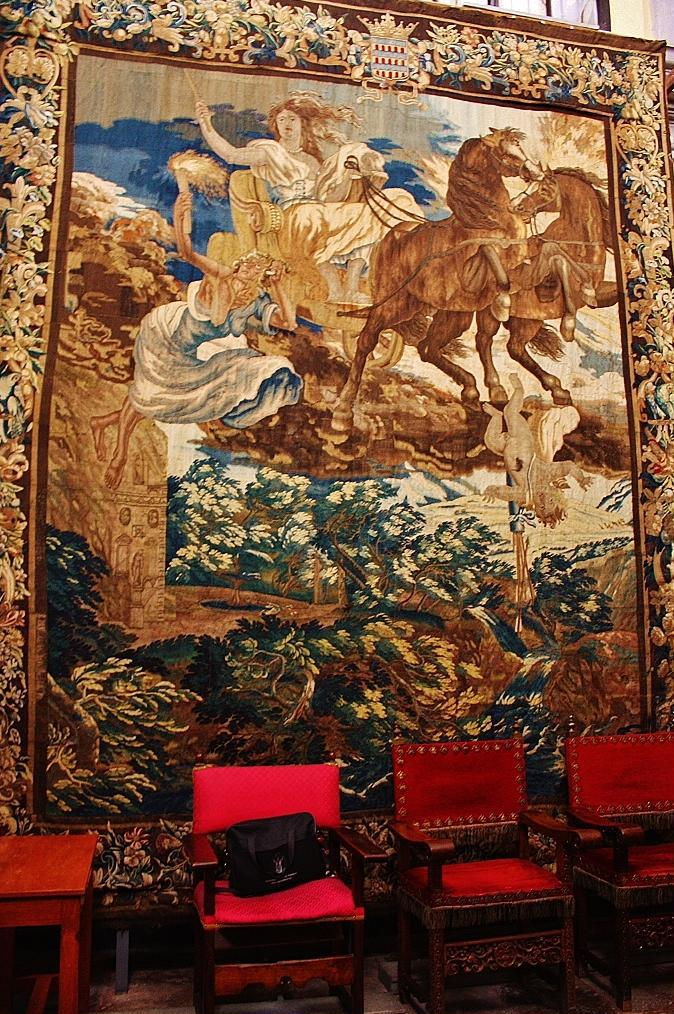
Aurora, afgebeeld op een tapijt in de kathedraal van Puebla, Mexico

In de Romeinse mythologie vernieuwt Aurora zichzelf elke ochtend en vliegt ze door de lucht om de komst van de zon aan te kondigen. Aurora is de Romeinse godin voor de dageraad. In het Romeinse pantheon was Aurora een dochter van de zonnegod Sol. Haar cultus was nauw verbonden met die van Mater Matuta (letterlijk: moeder van de ochtendstond). Mater Matula was in de Romeinse mythologie de godin van het voorjaar, van de geboorte en van de groei.

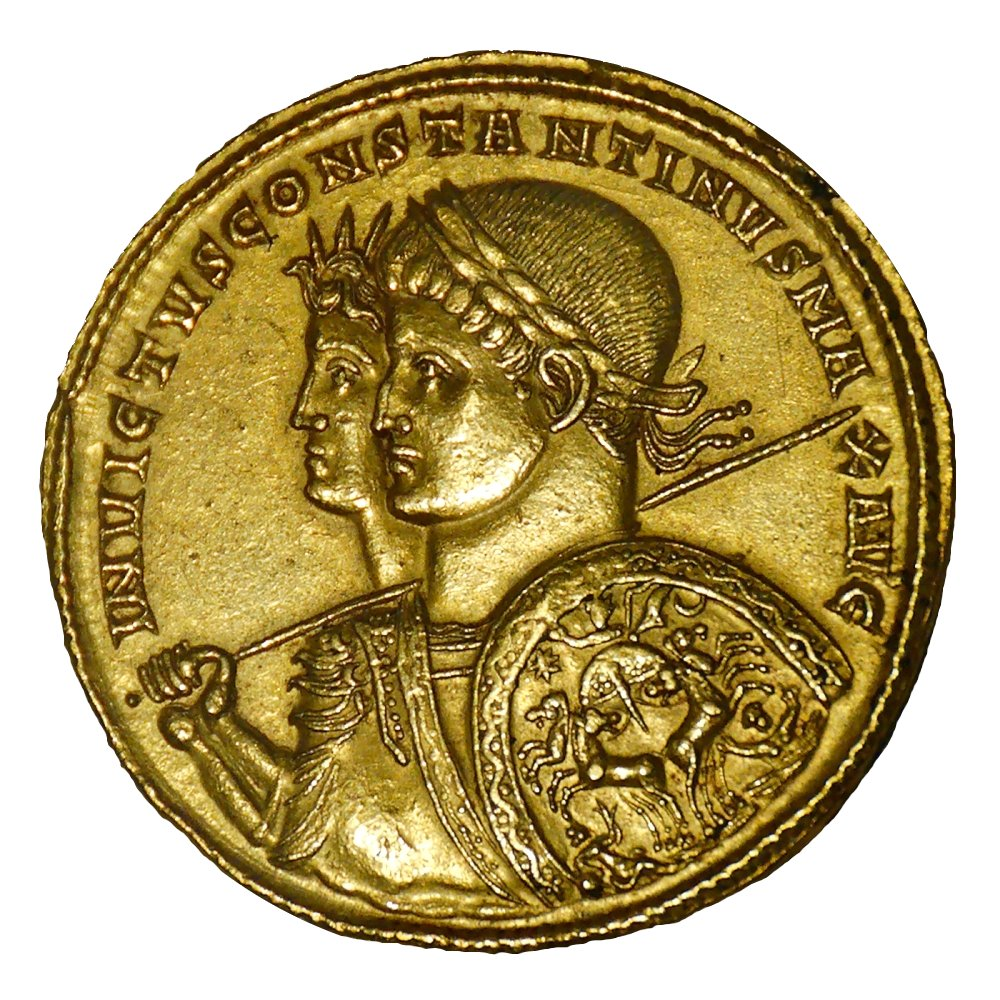
Een gouden medaillon met Constantijn de Grote en Sol Invictus en profil afgebeeld en de legende INVICTVS CONSTANTINVS MAX AVG geslagen in Ticinum in 313 (Cabinet des médailles de la Bibliothèque nationale de France)
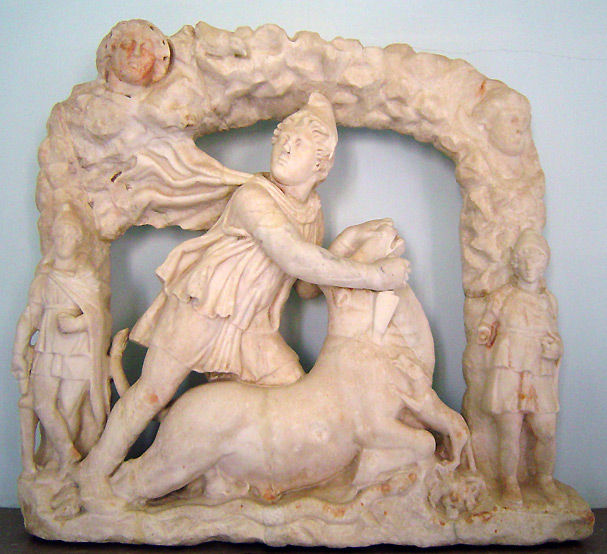
Romeinse sculptuur (3e eeuw n.Chr.) van Mithras die een heilige os slacht (taurobolium). In elk mithraeum (Mithraïstische tempel) nam deze afbeelding een centrale plaats in
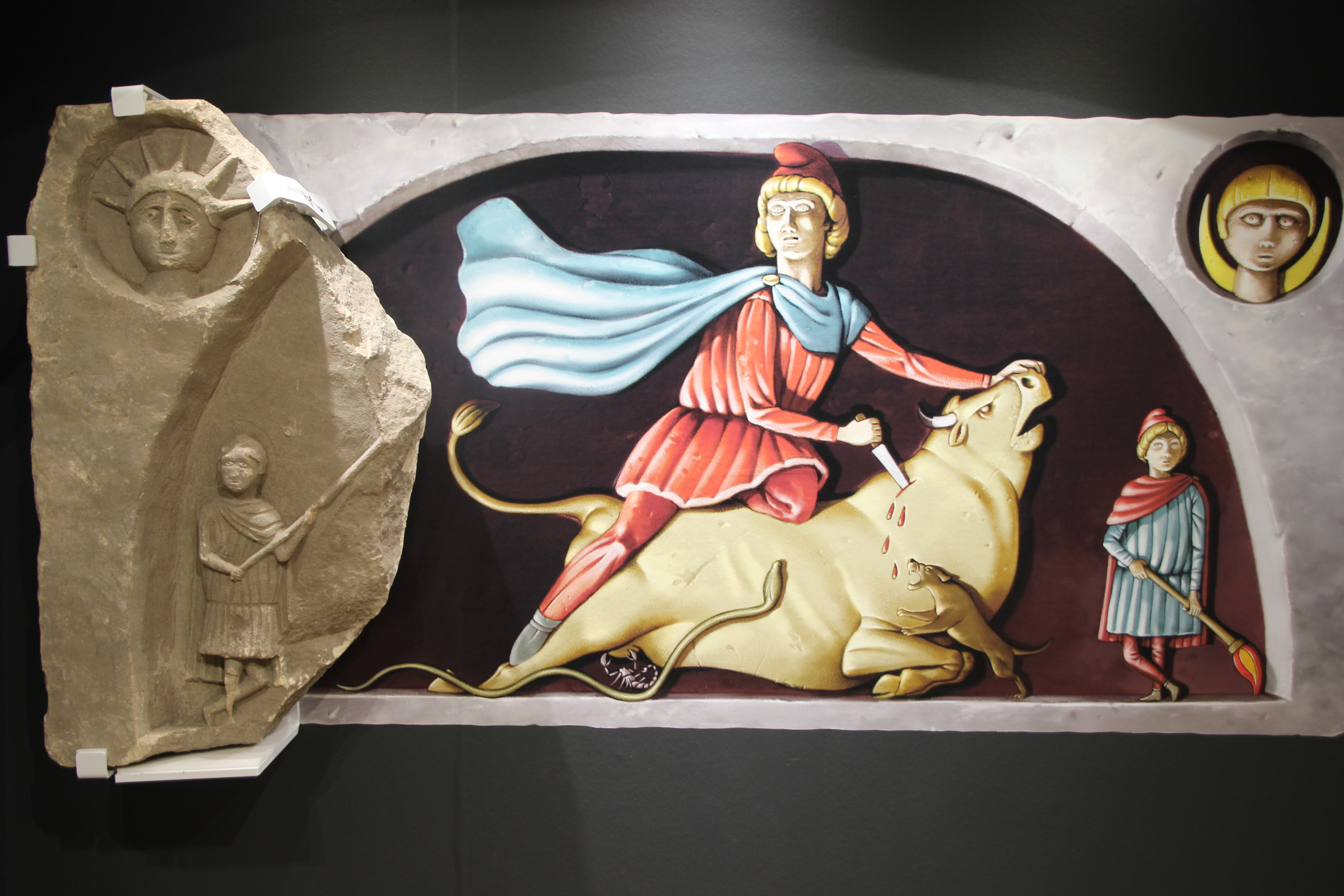
Relief van Mithras van Jort, Frankrijk
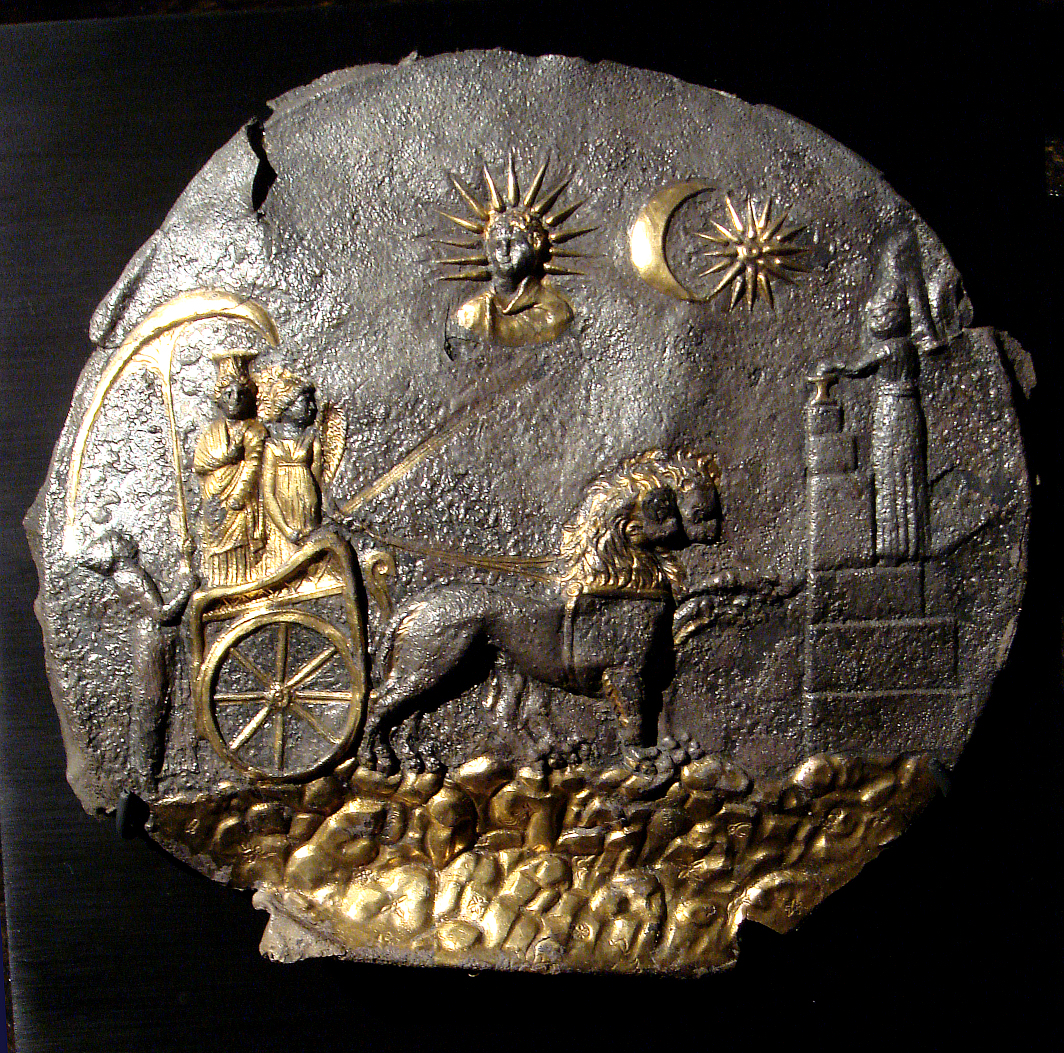
Een hybride van Griekse mythologie en het Hellenisme in Azië. Cybele, Nikè en de buste van Helios, gevonden in Ai-Khanoum, Musée Guimet
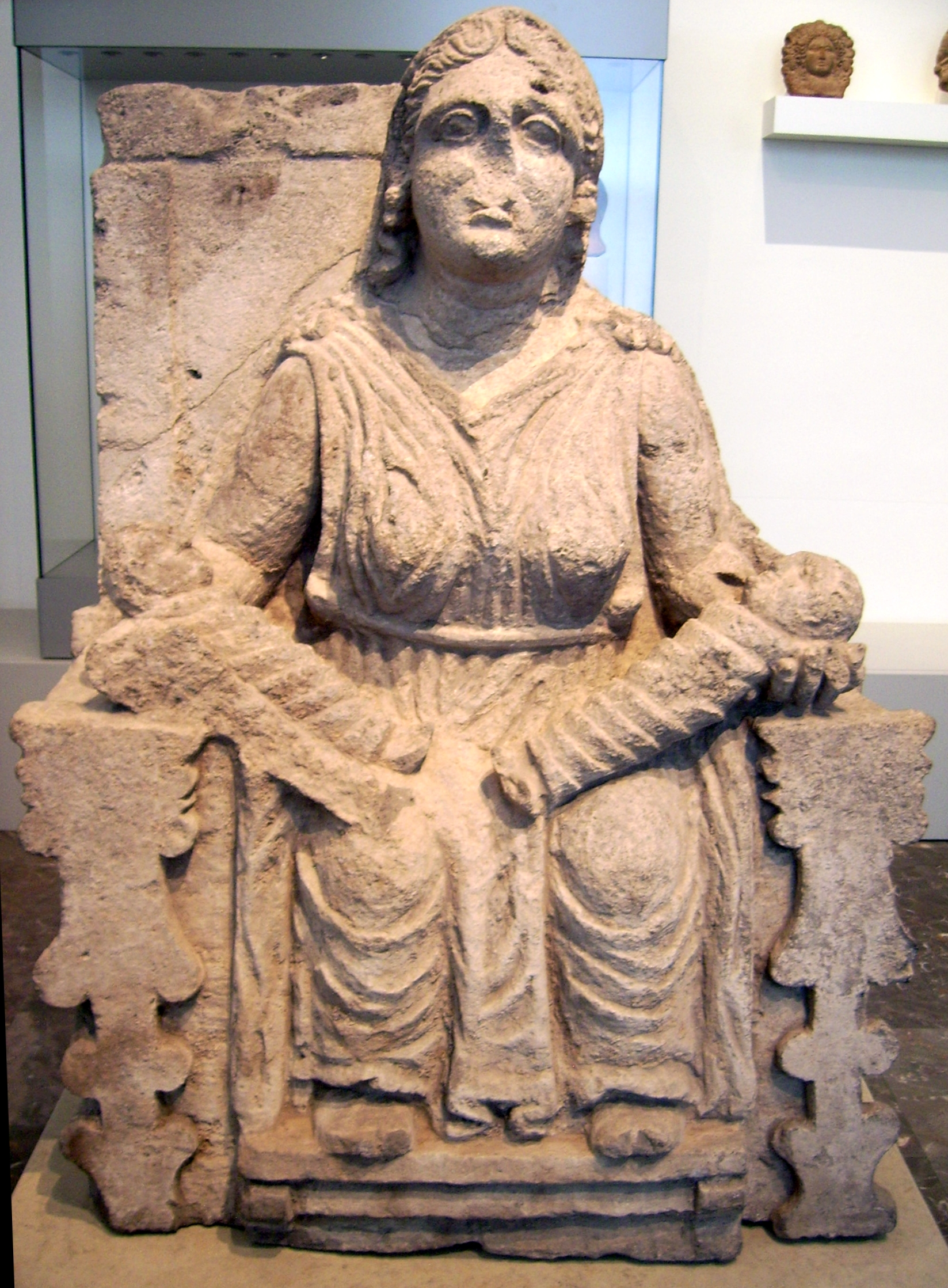
Mater Matuta in het Altes Museum te Berlijn

#### Noordse en Germaanse mythologie

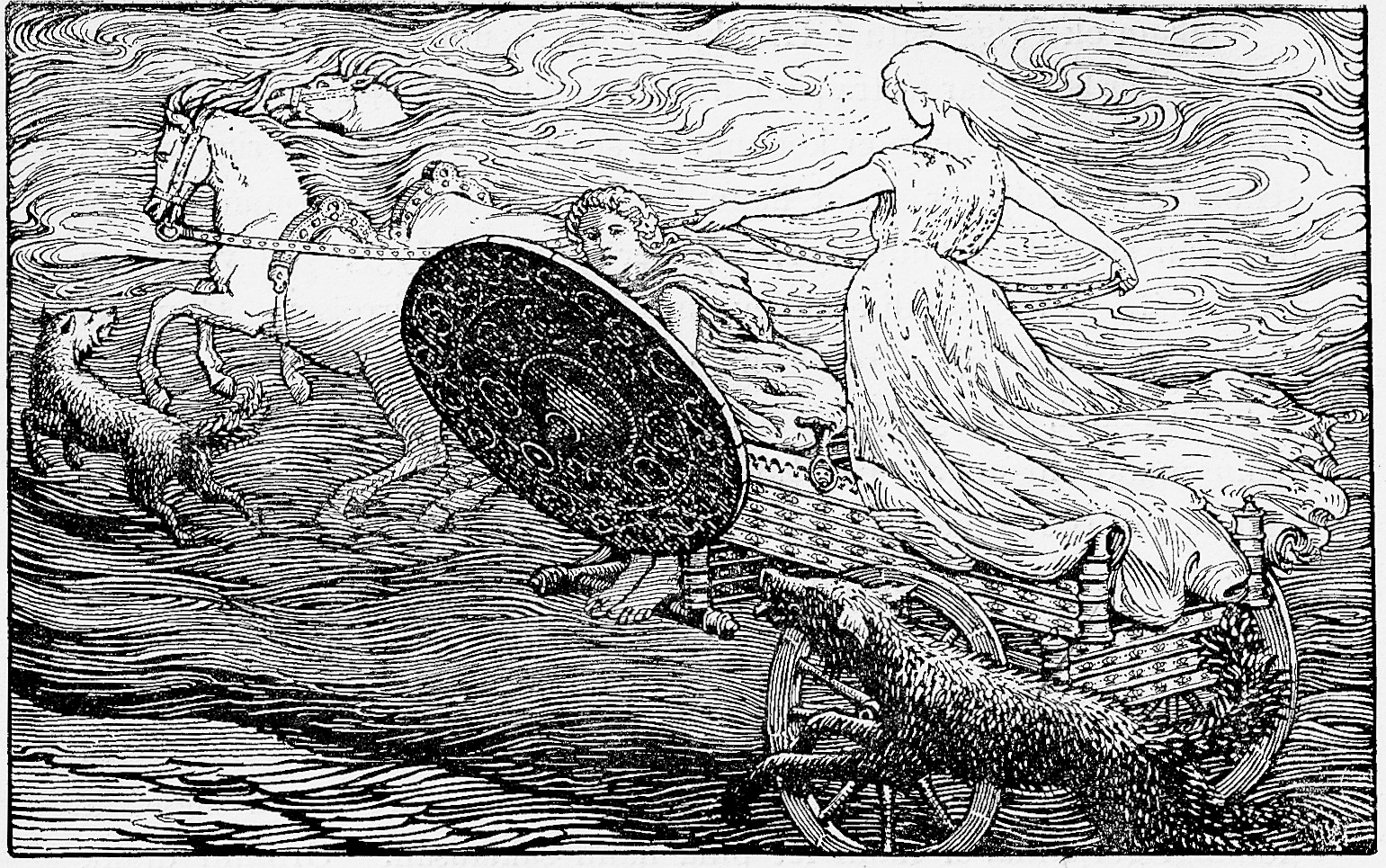
De zonnewagen wordt achtervolgd door wolven, The Elder or Poetic Edda; commonly known as Sæmund's Edda, W.G. Collingwood, 1908

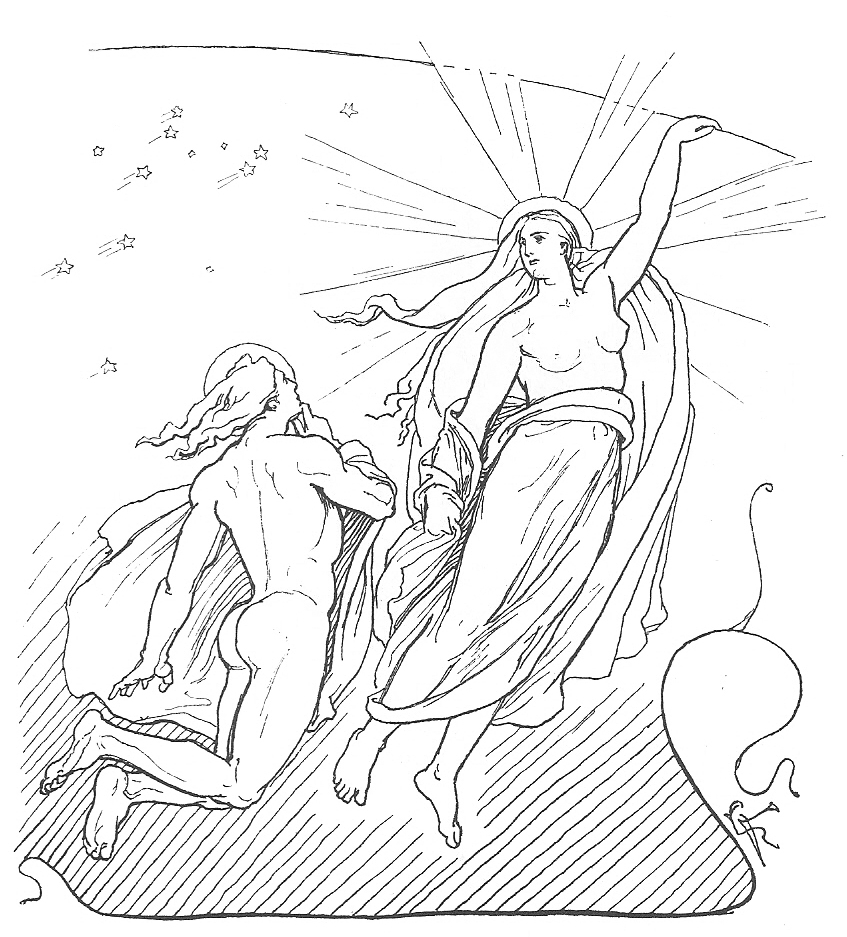
Máni en Sól, Lorenz Frølich, 1895

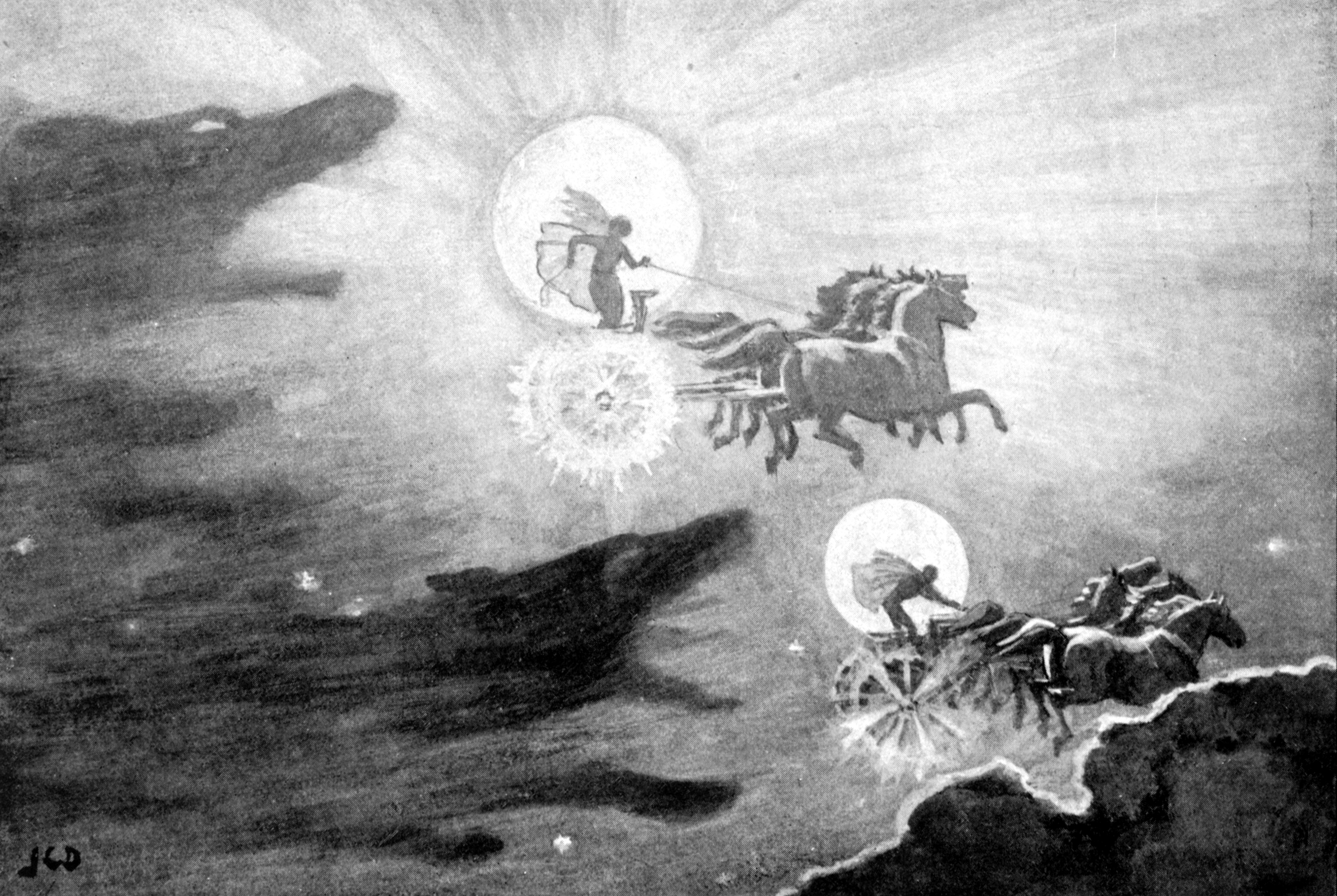
De wolven achtervolgen de zonnegod Sól en maangod Máni op zonnewagens met zonnekruis als wielen, John Charles Dollman, 1909

Rudolf Simek stelt dat archeologische vondsten uit de Noordse bronstijd, zoals rotstekeningen en de zonnestrijdwagen van Trundholm (gevonden in Denemarken) ruimschoots aantonen dat de zon werd beschouwd als een leven gevend hemellichaam voor de Scandinaviërs uit de bronstijd, en dat de zon waarschijnlijk altijd een mate van verering genoot.
Sól is de zonnegodin uit de Noordse mythologie, ze wordt tot de Asinnen gerekend. Ze werd achtervolgd door wolven, net zoals haar zus Máni.
In de Germaanse mythologie werd in de Merseburger toverspreuken Sunna (Oudhoogduits voor "zon") vermeld, daarnaast is ze ook bekend als Sunne. Haar Angelsaksische naam is Sigel. In de Oudhoogduitse Merseburger toverspreuken wordt Sinhtgund de zus van Sól genoemd.
In Alvíssmál worden Sól en Sunna genoemd:
Sol heitir meþ monnom, / enn svnna meþ goþom …
'Sol' zeggen de mensen / en 'Sunna' de goden
Sowulo (sōwilō; ᛊ) wat "zon" betekent, is de gereconstrueerde Oergermaanse taalnaam van de s-rune. De rune verschijnt als Oudnoords en Oudijslands (Sól) en als Oud-Engels (Sigel).
| Rune | Vertaling |
| --- | --- |
| Oudnoords Sól er landa ljóme; lúti ek helgum dóme.                                                                      | Zon is het licht van de wereld;; Ik buig voor het goddelijke besluit.                                                                                  |
| Oudijslands {Sól er skýja skjöldr ok skínandi röðull ok ísa aldrtregi. rota siklingr.                                   | De zon is het schild van de wolken en de stralende straal en vernietiger van ijs.                                                                      |
| Oudengels Sigel semannum symble biþ on hihte, ðonne hi hine feriaþ ofer fisces beþ, oþ hi brimhengest bringeþ to lande. | De zon is altijd een vreugde in de hoop van zeevarenden wanneer ze wegreizen over het bad van de vissen, totdat de diepere diepte hen aan land brengt. |

In de Noordse en Germaanse mythologie dacht men dat tijdens een zonsverduistering de zonnegodin Sól of Sunna bijna werd opgegeten door de wolf Sköll die haar wilde verslinden. Er wordt voorspeld dat Sól zal worden gedood door de monsterlijke wolf tijdens de gebeurtenissen van Ragnarök, hoewel ze van tevoren een dochter zal hebben gebaard die de koers van haar moeder door de hemel voortzet. In de Noorse mythologie is Glenr ( Oudnoors "opening in de wolken") de echtgenoot van de godin Sól, die de paarden van de zon door de lucht drijft.

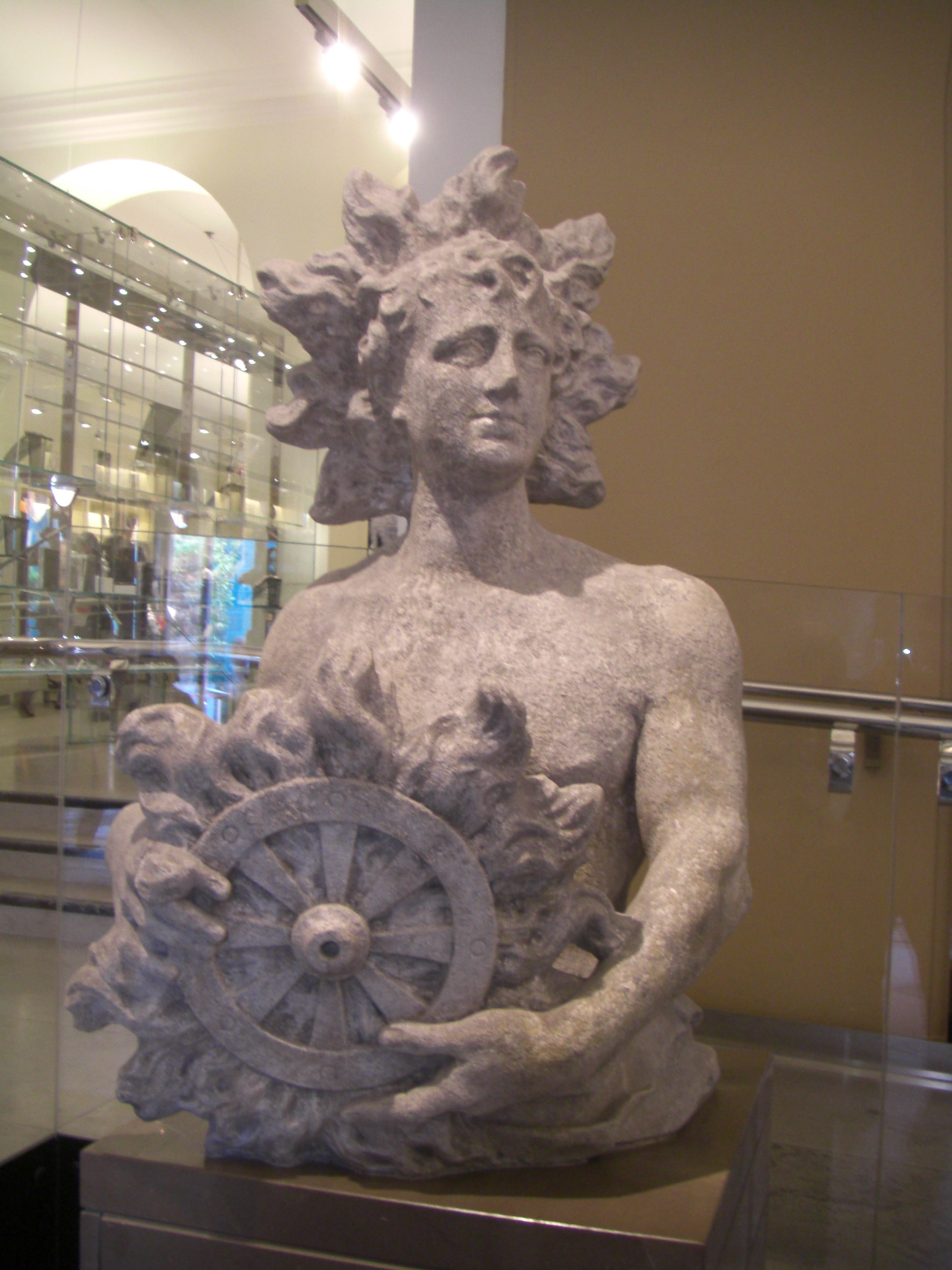
Standbeeld van Sunna met zonnerad, Victoria and Albert Museum

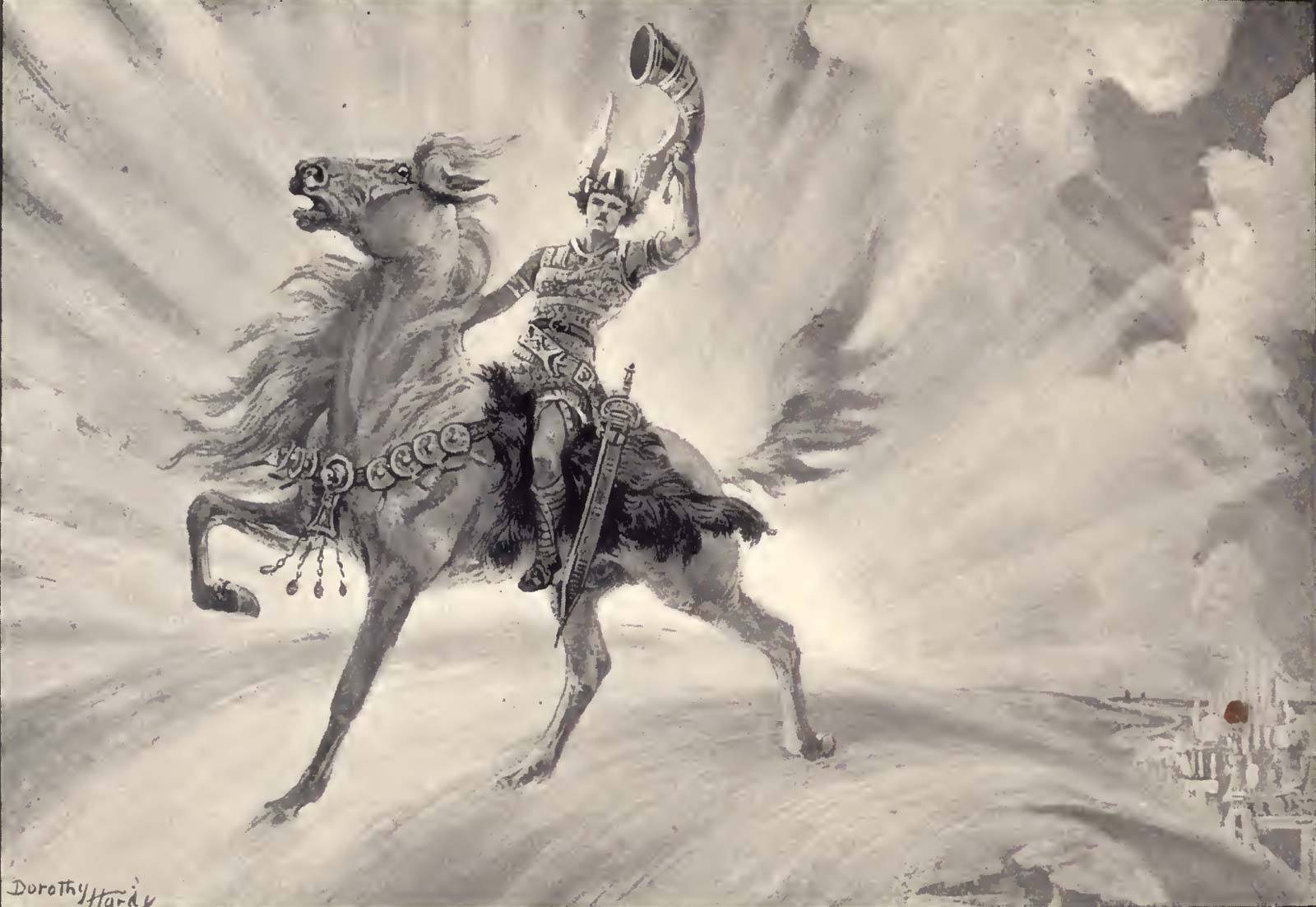
Heimdall op Gulltoppr, 1908

Álfröðull (Oudnoors: "elf-schijf", "elf-glorie", "elf-staal van licht" of "elf-hemel") is een veel voorkomende aanduiding in de Noorse mythologie. Het is dubbelzinnig en verwijst zowel naar de zonnewagen van de zonnegodin Sól (er wordt bijvoorbeeld gezegd dat Alfröðull schittert in Skírnismál) als naar de berijder (Sól). Álfröðull wordt voortgetrokken door twee paarden, Árvakr en Alsviðr. De wagen wordt achtervolgd door de wolf Sköll. Swalin is het schild dat tussen de zon en de aarde staat.
In het gedicht Alvíssmál vraagt Thor de dwerg Alvíss hoe de zon wordt genoemd in elk van de werelden. Alvíss antwoordt dat het door de mensheid 'zon' wordt genoemd, 'de meest zuidelijke' door de goden, Dvalins speelgoed' door de dwergen, 'altijd gloeiende' door de Jötun, 'het mooi-wiel' door de elven en ' "geheel doorzichtig" is hij voor de zonen van de Æsir".
In Skáldskaparmál wordt Sól voor het eerst gepresenteerd in hoofdstuk 93, waar de kennings "dochter van Mundilfæri", "zus van Máni", "vrouw van Glen", "vuur van hemel en lucht" voor haar worden gegeven. In hoofdstuk 56 worden aanvullende namen voor Sól gegeven.
Álfröðull komt voor als kenning voor de zon in skaldisch vers; de simplex röðull wordt met dezelfde betekenis gebruikt en Alaric Hall suggereert daarom in zijn boek over de elfen dat de keuze voor álfröðull afhing van alliteratie, maar dat het bestaan van de kenning suggereert dat de concepten van de zon en de elfen "semantisch congruent" waren. Hij beschouwt de álfr (elf) in "álfröðull" mogelijk als een heiti (synoniem in de Oudnoorse poëzie) voor Freyr.
Ook Heimdal wordt gezien als een zonnegod. Hij wordt in verband gebracht met Yggdrasil, de wereldboom en een interpretatie van zijn naam is De ene die schijnt over de wereld. Heimdall is ook bekend als Gullintani ("goud tand"), en zijn paard wordt Gulltoppr genoemd, "het paard met de gouden manen".

#### Keltische mythologie

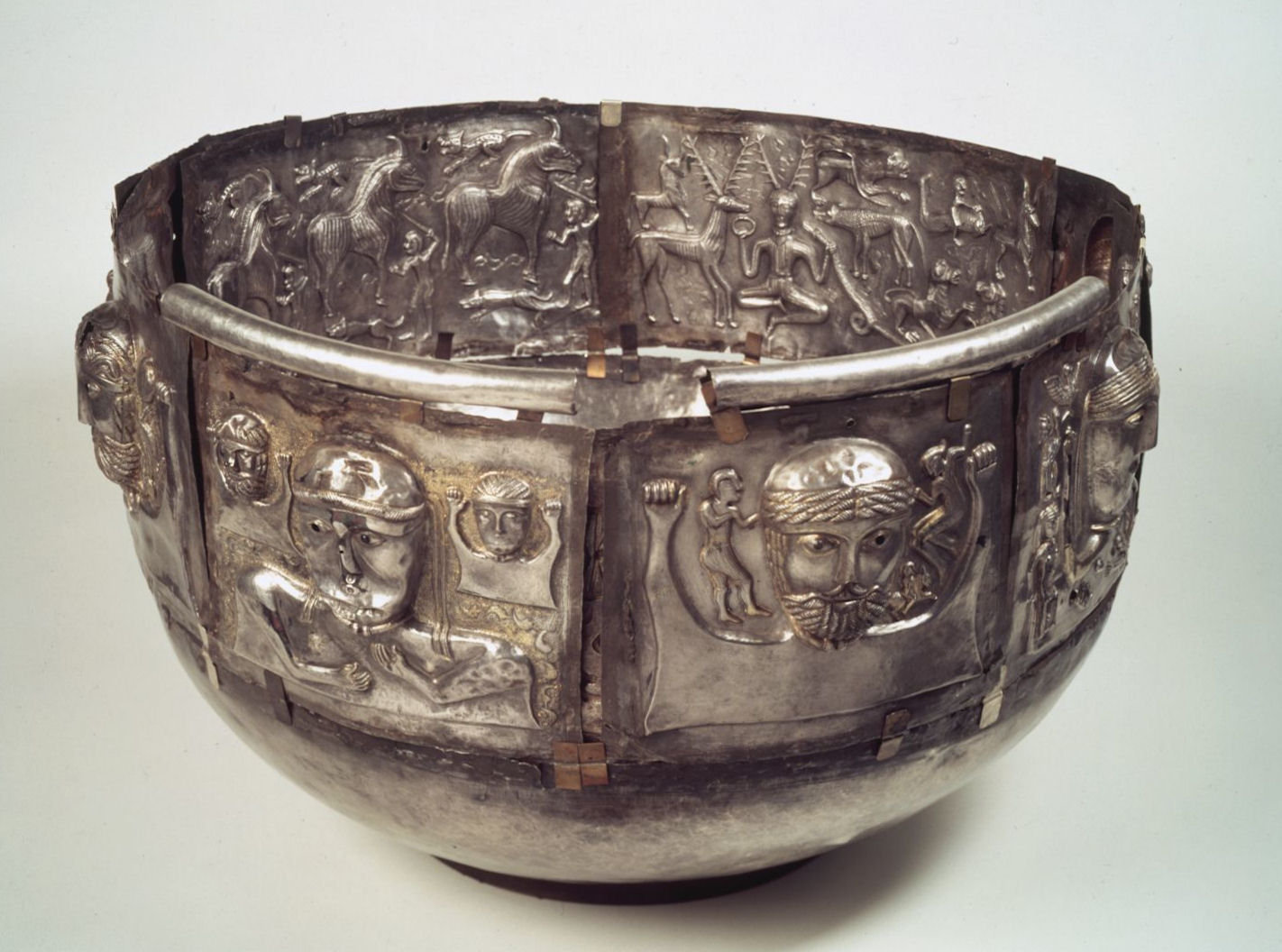
Belenos wordt geassocieerd met een slang met een ramskop (in de hand van Cernunnos) op Ketel van Gundestrup

Belenos is een zonnegod uit de Keltische mythologie. Hij werd op 1 mei geëerd, de oude Kelten hielden dan het feest van Beltane. Ze maakten dan grote vreugdevuren, om de warmte van de zon te bevorderen. Hij ontving ook votiefgaven. Zijn symbool was het paard en wiel, en hij zou met zijn strijdwagen door de zon rijden. Het geloof in Belenos was erg wijd verspreid, van hedendaags Engeland tot Zuid-Gallië en Noord-Italië. Belenos was het Keltische evenbeeld van Apollo
Grannos (gelatiniseerd als Grannus) is in de Gallisch-Keltische mythologie een zonnegod vergelijkbaar met Belenos, van wie hij misschien slechts een bijnaam of een voorstelling is. De cultus lijkt te zijn begonnen onder de Liguriërs, vervolgens onder de Leuques in Grand (wat naar de godheid is vernoemd), en vervolgens verspreid over Gallië. Er wordt soms een relatie gelegd met de Ierse Mac Greine, hij heeft de bijnaam "zoon van de zon". De zonnegod Grannos wordt onder de Petrocorii in verband gebracht met de godin Vesunna. Vesunna werd zowel in Gallië als in Duitsland aanbeden. Vesona werd naar deze godheid vernoemd. De Tour de Vésone is het overblijfsel van een Gallo-Romeinse tempel gewijd aan Vesunna. Deze Keltische godin moet niet worden verward met de oude Italo-Etruskische godheid Vesuna.

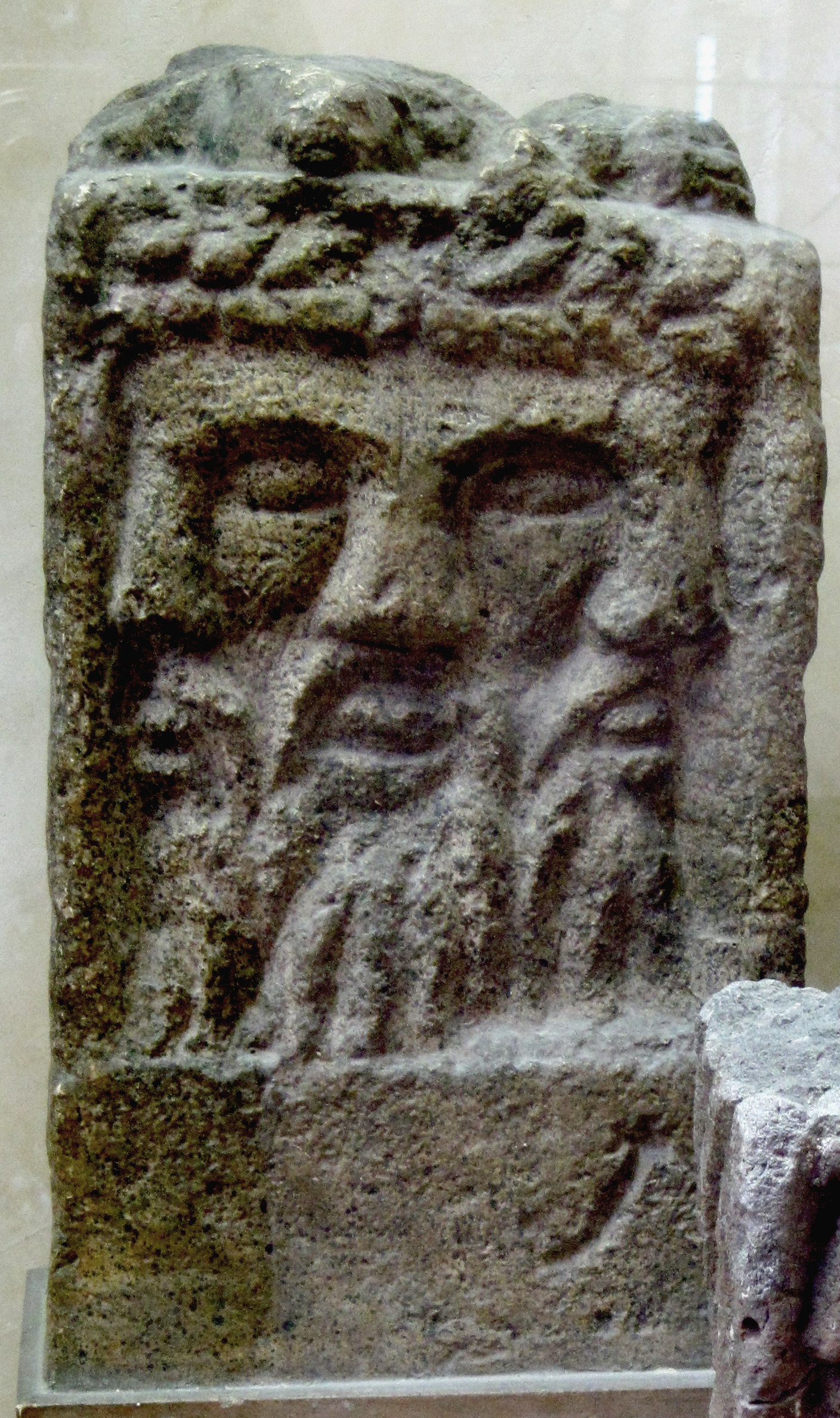
Een altaar met een god met drie gezichten, geïdentificeerd als Lugh/Lugus, Musée Saint-Remi

Lugh ("de stralende" of "de krijger") is de zonnegod uit de Iers-Keltische mythologie wordt vereerd met het heidense Lúghnásádh feest. Dit wordt gevierd wanneer de eerste oogst binnen wordt gehaald, in de eerste week van augustus. De naam Lugdunum (letterlijk "heldere heuvel" of heuvel van Lugh) voor verschillende Romeinse steden, was afgeleid van de naam van deze godheid.

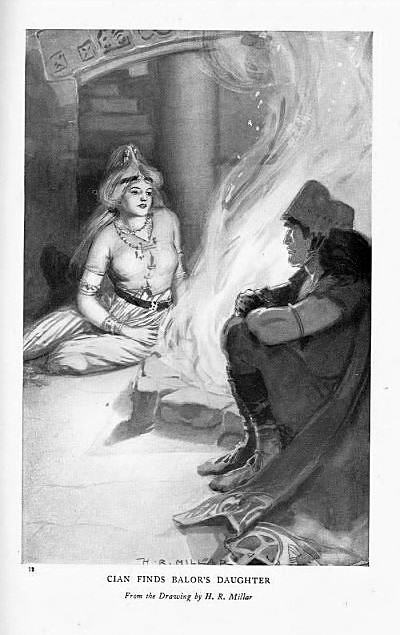
Cian ontmoet de dochter van Balor, H.R. Millar, The Mythology of the British Islands, 1905

Een Keltisch sprookje uit Ierland vertelt hoe Lugh geboren werd. Zijn vader Cian was in opdracht van Goibniu op zoek naar het halster van de Koe van Overvloed (Glas Gaibhnenn) en ontmoette Ethniu, de dochter van Balor. Ze worden verliefd en krijgen een zoon. Als Cian met het halster teruggaat naar Ierland, blijft hun zoon Lugh achter bij Manannán mac Lir in Tír na nÓg. Lugh is meester van alle kunsten en stamt, via zijn moeder, af van de Fomóiri.
Het uiterlijk van Lugh wordt meerdere keren met de zon vergeleken:
...they were not long there when they saw an army and a goodly host coming towards them from the East, and in the vanguard there was one young man high in authority over all; and like to the setting sun was the radiance of his face and forehead, and they were unable to gaze upon his countenance on account of its splendour. And this is who it was - Lugh Lamhfhada Loinnbheimionach...from the Land of Promise...and when the Cathbarr (Manannan's helmet) was let off of him the appearance of his face and forehead was as brilliant as the sun on a dry summer's day."
Lugh had magische voorwerpen, zoals Lúin of Celtchar (een speer die niet verslagen kon worden) en een hersensteen (gemaakt van de hersenen van verslagen vijanden). Lught zou ook Fragarach, het zwaard van Nuada Airgetlám (de eerste koning van de Tuatha Dé Danann hebben gekregen. Hij had een paard genaamd Aenbharr, dat zowel over land als over zee kon rijden, en een boot (Sguaba Tuinne). Lugh komt overeen met de pan-Keltische god Lugus, en zijn Welshe tegenhanger is Lleu Llaw Gyffes. Hij is ook gelijkgesteld met Mercurius, evenals met Apollo. Er zijn theorieën dat St. Mologa de rol van Lugh overnam in de christelijke tijd.

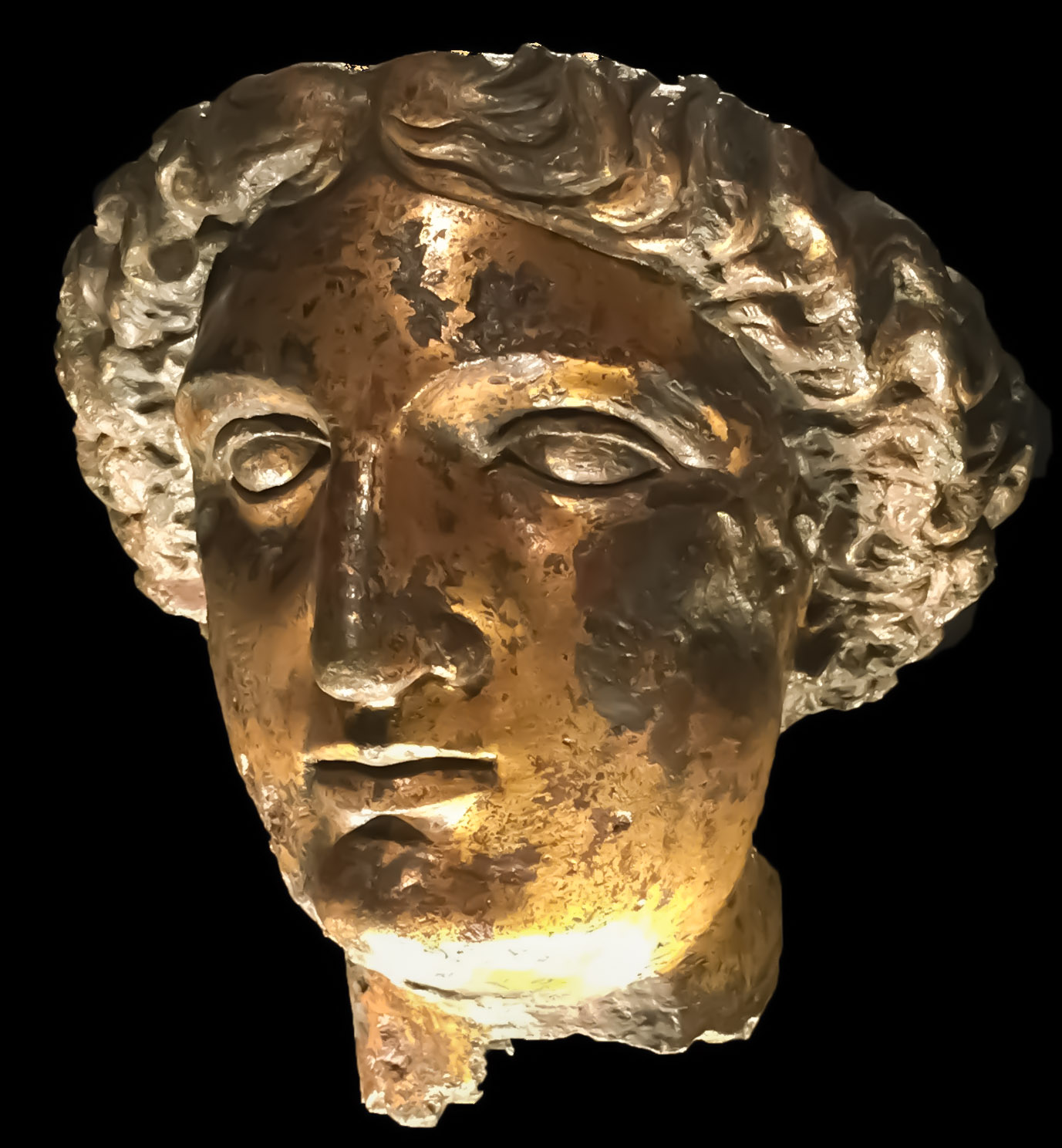
Verguld bronzen hoofd van het cultusbeeld van Sulis Minerva uit de tempel in Bath, gevonden in Stall Street in 1727 en nu tentoongesteld in de Romeinse Baden (Aquae Sulis) in Bath

Sulis is de Britse godin wiens naam verwant is aan het gewone Proto-Indo-Europese woord voor "Zon" en dus verwant is aan Helios, Sól, Sol en Surya en met zonnebeelden wordt afgebeeld. Op basis van de etymologie van haar naam, evenals verschillende andere kenmerken, zoals de associatie met zicht, burgerrecht en scheldwoorden met betrekking tot licht, werd Sulis geïnterpreteerd als een zonnegod, althans in de pre-Romeinse tijd. Ze wordt in verband gebracht met geneeskrachtige en thermale bronnen. Ze werd door de Romeins-Britten aanbeden als Sulis Minerva, wiens votiefobjecten en loden tabletten met inscriptie suggereren dat ze zowel werd gezien als een voedende, leven gevende moedergodin als als een godin die de vervloekingen op de tabletten liet uitkomen.
Grian is een voorchristelijke godin verbonden aan County Limerick en Cnoc Greine of Cnoc Áine ("heuvel van de zon"), zeven mile vanaf Knockainy; haar naam betekent "zon".
Áine (Ierse uitspraak: aːnʲə) is een Ierse godin van de zomer, rijkdom en soevereiniteit. Ze wordt geassocieerd met midzomer en de zon en wordt soms voorgesteld door een rode merrie. Ze is de dochter van Egobail, de zus van Aillen en/of Fennen, en wordt door meerdere Ierse families geclaimd als een voorouder. Als godin van liefde en vruchtbaarheid heeft ze het bevel over gewassen en dieren en wordt ze ook geassocieerd met landbouw. Áine wordt sterk geassocieerd met County Limerick. De heuvel van Knockainey (Iers: Cnoc Áine) is naar haar vernoem en was de plaats van riten ter ere van haar, waarbij vuur en de zegen van het land betrokken waren. Ze wordt ook geassocieerd met sites zoals Toberanna (Iers: Tobar Áine), County Tyrone; Dunany (Iers: Dun Áine), County Louth; Lissan (Iers: Lios Áine), County Londonderry; en Cnoc Áine nabij Teelin, County Donegal.
Aynia, naar verluidt de machtigste fee in Ulster, is mogelijk een variant van dezelfde figuur. Grian wordt verondersteld ofwel de zus van Áine te zijn, een andere manifestatie van Áine, of mogelijk 'Macha in vermomming'. Vanwege Áine's connectie met midzomerrituelen, is het mogelijk dat Áine en Grian een tweegodin, seizoensfunctie delen (zoals te zien is in de Gaelic mythen van de Cailleach en Brigid) met de twee zussen die de 'twee zonnen' van het jaar vertegenwoordigen: Áine vertegenwoordigt de lichte helft van het jaar en de heldere zomerzon (ghrian mhór) en Grian de donkere helft van het jaar en de bleke winterzon (ghrian bheag).
Macha is de 'zon van het vrouwvolk' en wordt af en toe als synoniem voor Grian beschouwd.
Alaunus was de Gallische god van de zon, genezing en profetie.

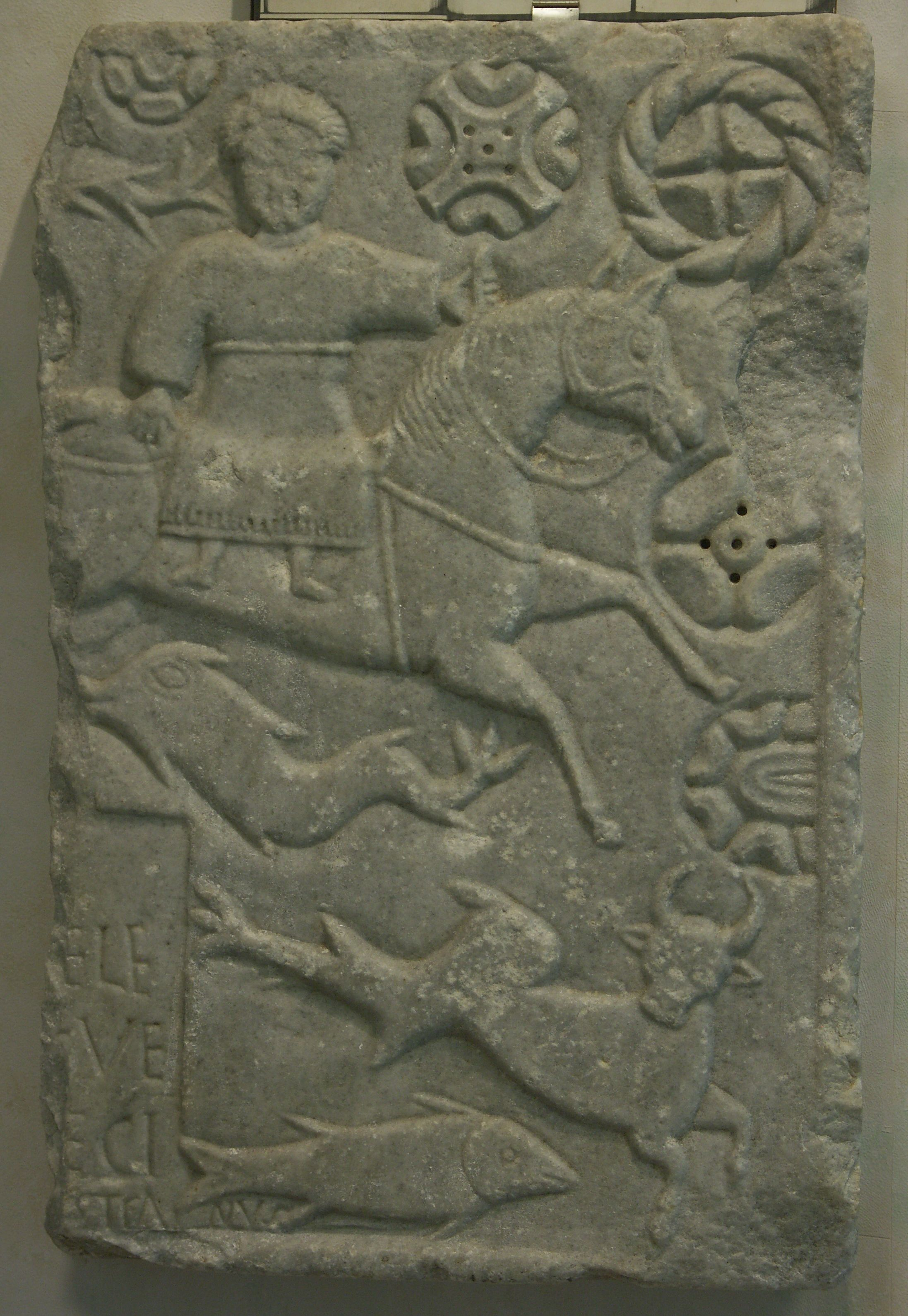
Epona op een paard op een bas relief uit Saint-Béat, helemaal bovenaan zijn rozetten te zien die de zon symboliseren

Étaín (oude Ierse uitspraak: eːdainʲ) wordt afwisselend gespeld als Edain, Aideen, Etaoin, Éadaoin, Aedín of Adaon. Ze wordt beschreven in Tochmarc Étaíne, wat Het nastreven van Étaín/Éadaoin betekent, een vroege tekst uit de Lebor Gabála Érenn. Ze is geïdentificeerd als een zonnegodin. Ze is soms bekend onder de bijnaam Echraide ("ruiter"), wat verbanden suggereert met paardegoden en figuren zoals de Welsh Rhiannon en de Gallische Epona.
Grannus (ook Granus, Mogounus en Amarcolitanu) was een Keltische godheid uit de klassieke oudheid. Op basis van de etymologie van zijn naam kan Grannus in verband zijn gebracht met kuuroorden, thermale bronnen en de zon. Hij zou borstelig haar, baard en/of wenkbrauwen hebben of een verband hebben met het concept van glanzend. Hij werd regelmatig met Apollo geïdentificeerd als Apollo Grannus. Volgens Lucius Cassius Dio zocht de Romeinse keizer Caracalla (188 - 217 n.Chr.) tevergeefs hulp bij Apollo Grannus - evenals Aesculapius en Serapis - tijdens een periode van lichamelijke en geestelijke ziekte, tijdens een bezoek aan het heiligdom van de god en het brengen van vele votiefoffers. Dio beweert dat de goden weigerden hem te genezen omdat ze wisten dat Caracalla's bedoelingen slecht waren. Caracalla's bezoek aan het heiligdom van 'de Keltische genezende god Grannus' (Aquae Granni; nu Aken, Duitsland) was tijdens de oorlog met Duitsland in 213.
Olwen is een vrouwenfiguur die vaak werd geconstrueerd als oorspronkelijk de zonnegodin uit Wales. Ze de dochter van de reus Ysbaddaden en neef van Goreu. Zij is de heldin van het verhaal Culhwch en Olwen in de Mabinogion. Haar vader is gedoemd te sterven als ze ooit trouwt, dus wanneer Culhwch (soms gespeld als Kilhwch) voor haar komt, krijgt hij een reeks immens moeilijke taken die hij moet voltooien voordat hij haar hand kan winnen. Met de hulp van zijn neef koning Arthur slaagt Culhwch er in en sterft de reus, waardoor Olwen met haar minnaar kan trouwen.
Connla wordt meegenomen naar Moy Mell, de Vlakte van het Genot waar Bóadag koning is, door een meisje van het Heuvelvolk (een elf). Ze varen samen op een curragh (Noi Glano of Loing Glano; een glanzend, glijdend, kristallen bootje) naar de ondergaande zon.
Crom Cruach wordt afgebeeld als een gouden figuur omringd door twaalf stenen of bronzen figuren. Dit is door sommigen geïnterpreteerd als de zon die wordt omringd door de tekens van de dierenriem, wat een functie als zonnegod suggereert. Het afgodsbeeld werd door Sint Patrick vernietigd.

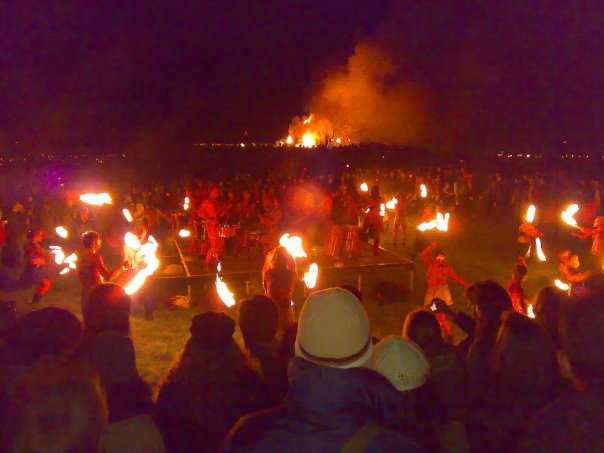
Festival voor Beltane, 2008
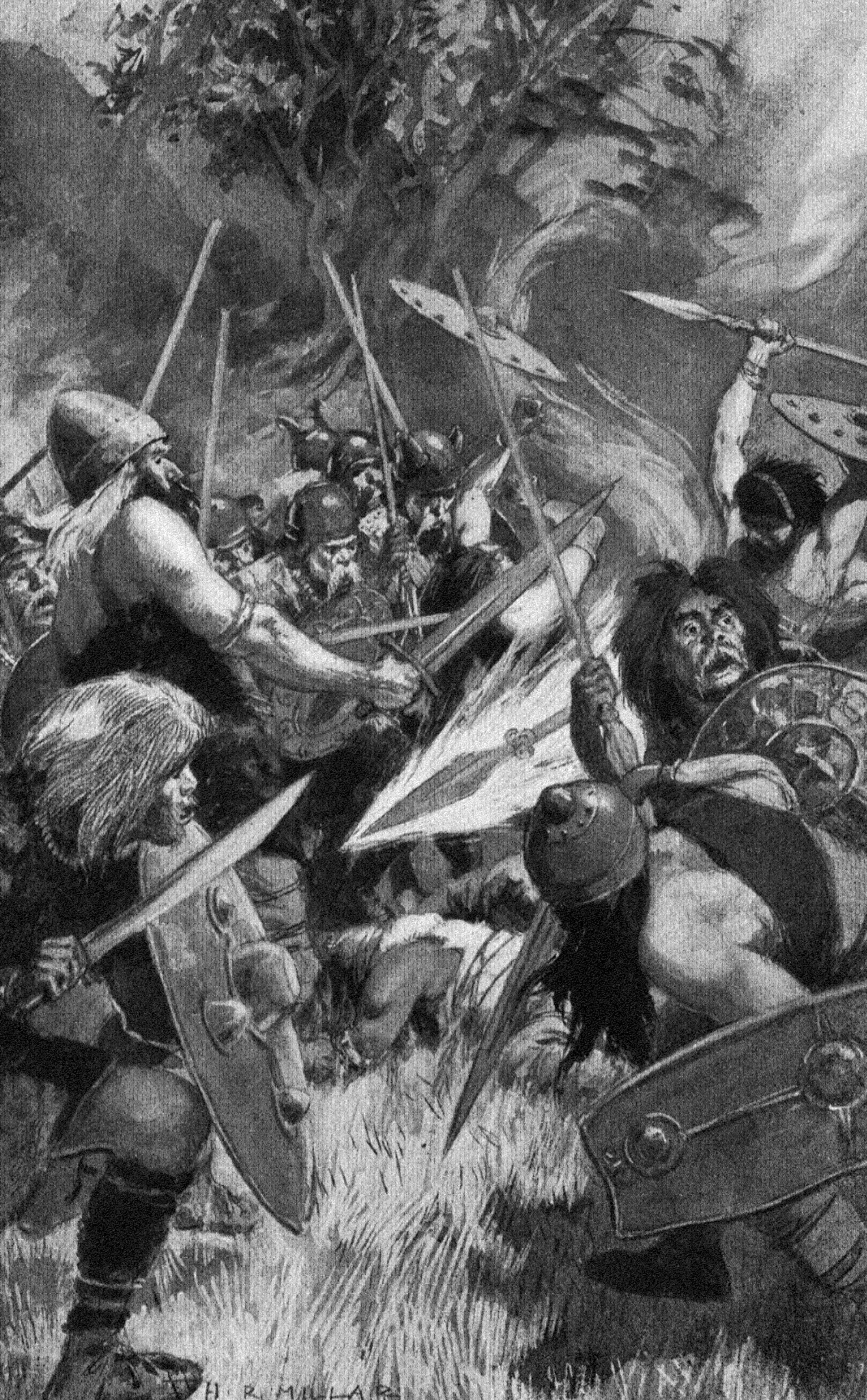
De magische speer van Lugh, H.R. Millar, 1905
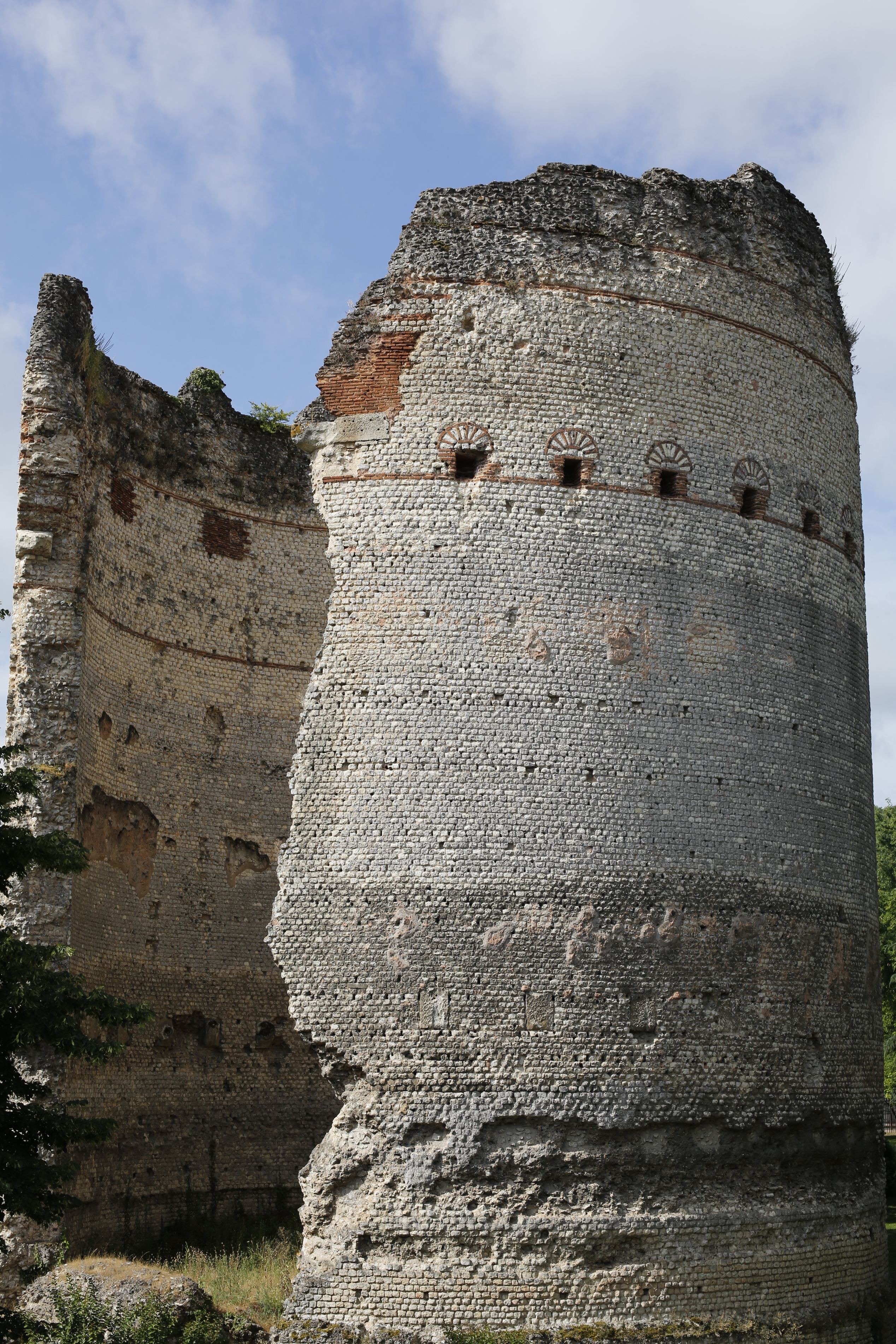
De toren van Vésone is het enige overblijfsel van de tempel gewijd aan de godin Vesunna
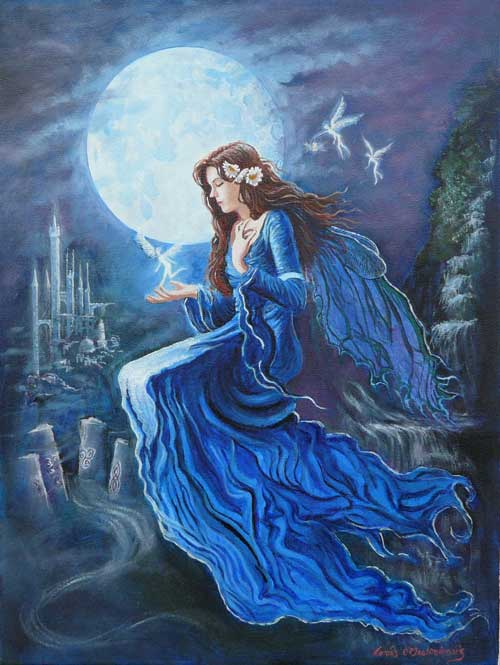
Aynia, koningin van de feeën
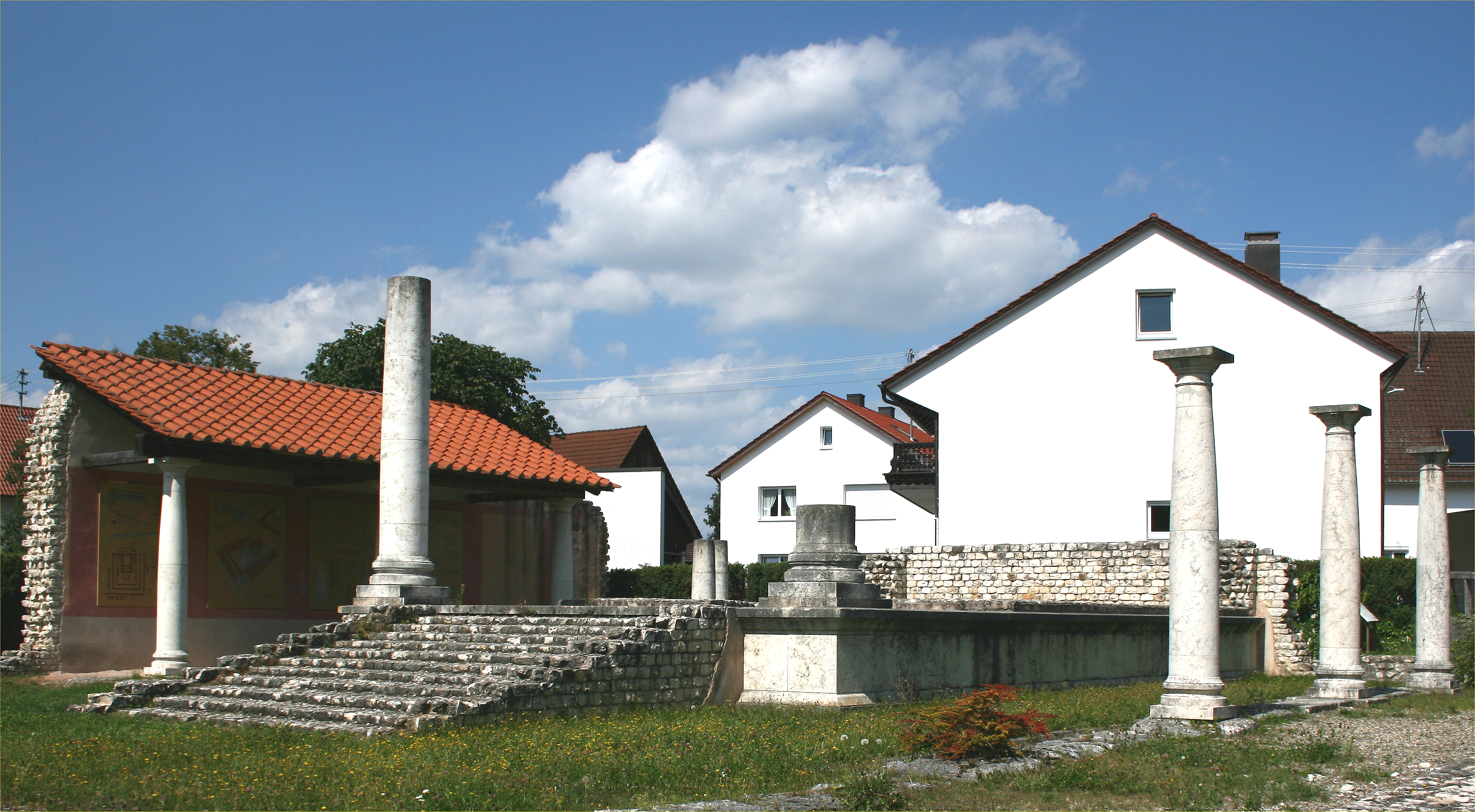
Een gedeeltelijk gereconstrueerde tempel voor Apollo-Grannus in Lauingen
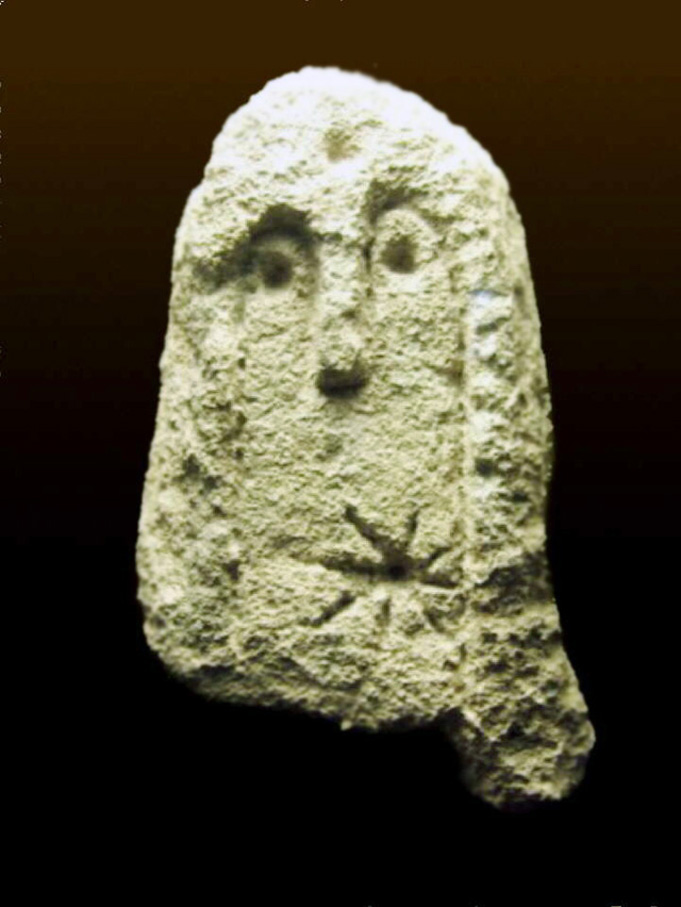
Een representatie van de zon op een antropomorfe stele gedateerd tussen de kopertijd en de vroege bronstijd, Rocher des Doms, Avignon
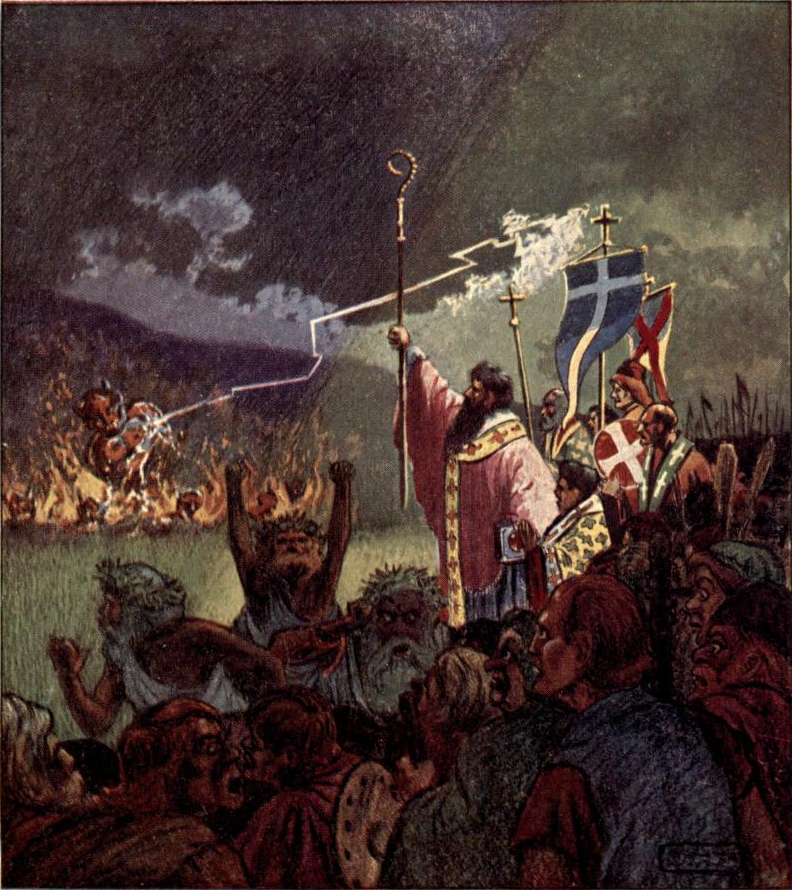
Sint Patrick vernietigt het beeld van Crom Cruach

#### Slavische mythologie

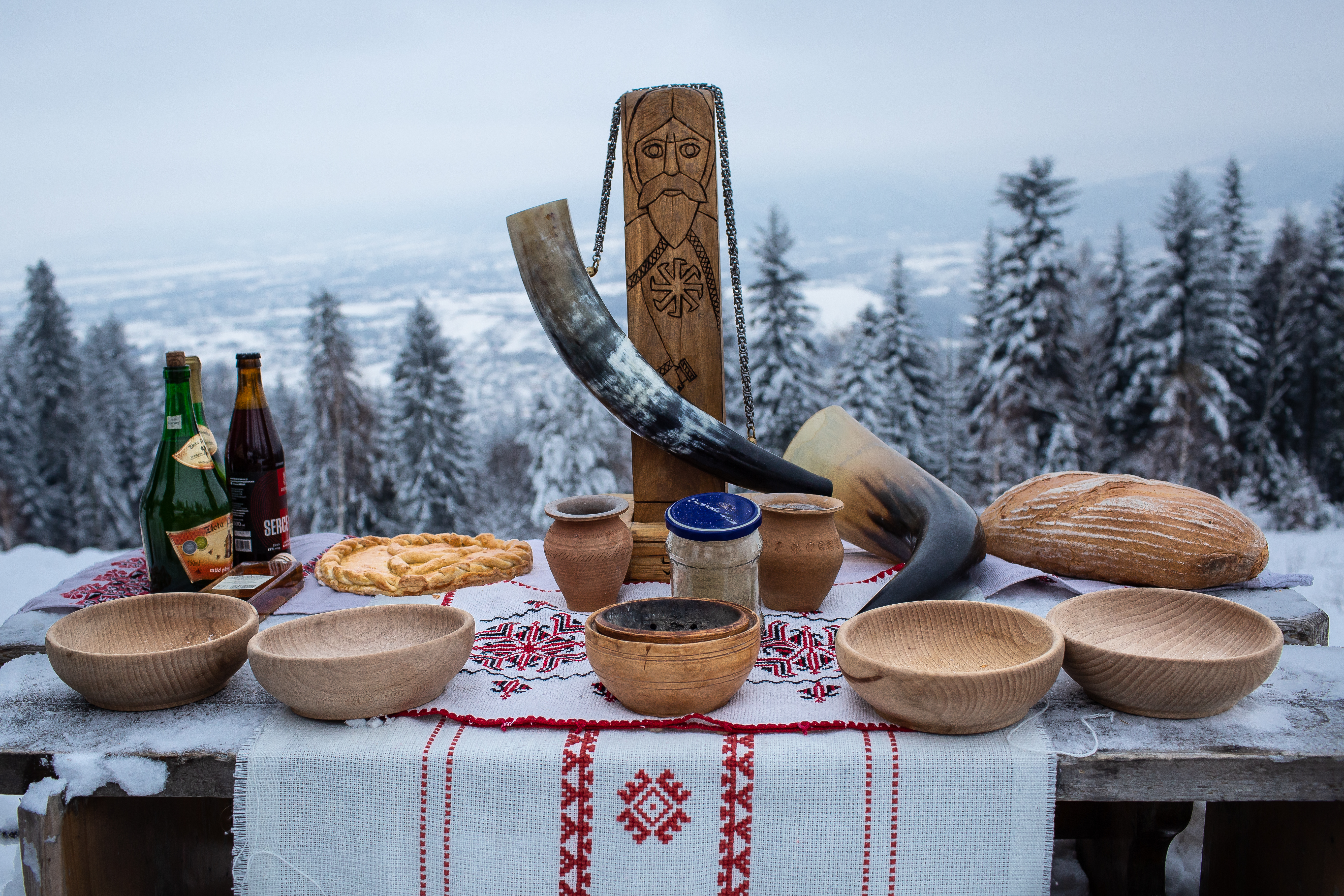
Een modern paganistisch altaar met een afbeelding van Dažbog

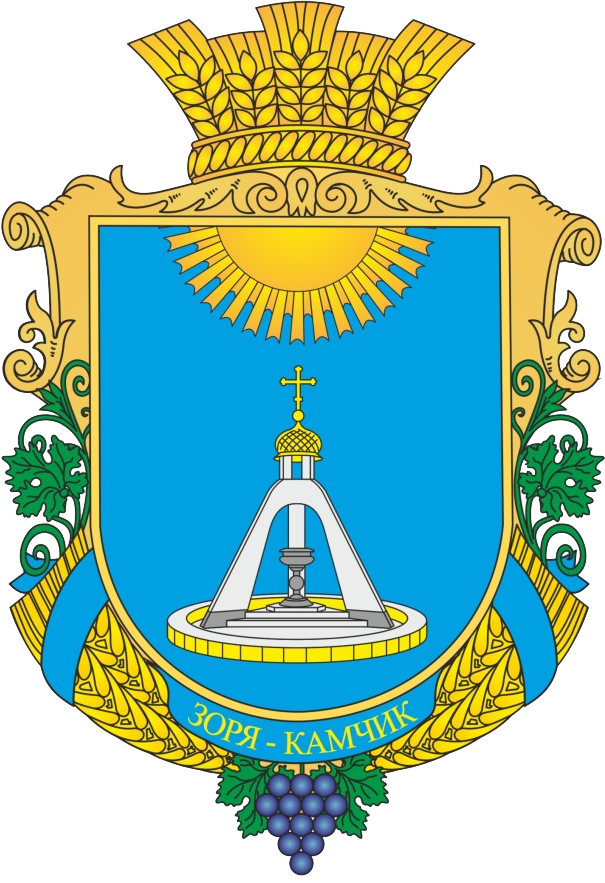
Wapen van het dorp Zorya, Oblast Odessa

Dažbog is de zonnegod uit de Slavische mythologie. Hij is een van de beroemdste goden van het Slavische pantheon. een culturele held. Hij is een van de vele authentieke Slavische goden, genoemd in een aantal middeleeuwse manuscripten, en een van de weinige Slavische goden waarvoor in alle Slavische volkeren bewijzen van aanbidding te vinden zijn.
De meest interessante passage over Dažbog komt uit de Hypatiaanse Codex, een 15e-eeuwse compilatie van verschillende veel oudere documenten uit het Ipatjev-klooster in Rusland. De volledige passage, gereconstrueerd uit verschillende manuscripten, vertaalt zich als volgt:
(Toen) begon zijn regering Feosta (Hephaistos), die de Egyptenaren Svarog noemden… tijdens zijn heerschappij vielen uit de hemel de tanden van de smid en werden de wapens voor de eerste keer gesmeed; daarvoor vochten (mensen) met knuppels en stenen. Feosta gebood de vrouwen ook dat ze maar één man mochten hebben...en daarom noemden Egyptenaren hem Svarog ... Na hem regeerde zijn zoon, zijn naam was de Zon, en ze noemden hem Dažbog ... Zonne tsaar, zoon van Svarog, dat is Dažbog.
Zorya (ook wel Zora, Zaria, Zarya, Zory, Zore, Zorza in het Pools, Zara-Zaranica, Zvezda, Zwezda, Danica, "Ster") is een figuur in de Slavische mythologie die verband houdt met de dageraad en zonnecycli. Sommige mythen verpersoonlijken een paar zussen Zorya Utrennyaya (ochtendster) en Zorya Vechernyaya (avondster) in dienst van de zonnegod Dažbog, die afhankelijk van de hervertelling hun vader kan zijn. In de ochtend opent Zorya elke dag de poorten naar het paleis van Dažbog voor het vertrek van de zon, terwijl in de avond Zorya de paleispoorten bij terugkeer sluit.
Zorya Utrennyaya is een beschermvrouwe van paarden, bescherming, exorcisme en de planeet Venus, en Slaven baden elke ochtend tot haar als de zon opkwam. Ze was getrouwd met Perun en woonde in Buyan. Zorya Vechernyaya wordt geassocieerd met de planeet Mercurius. Sommige mythen beschrijven zowel haar als haar zus Zorya Utrennyaya als de vrouwen van de maangod Myesyats en de moeders van de sterren, terwijl andere verslagen Zorya als maagdelijke godinnen beschouwen.

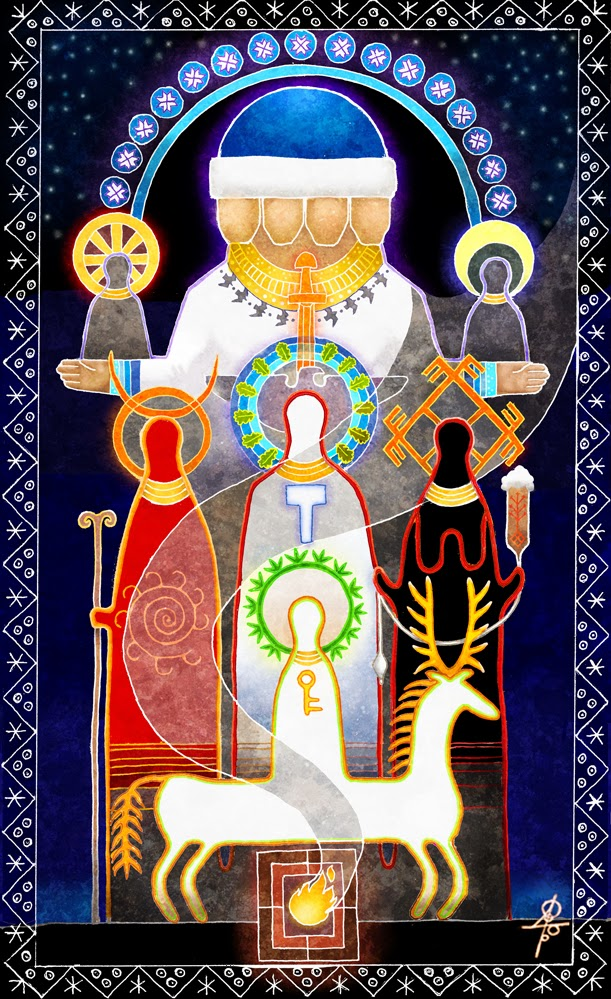
De zeven goden uit de Slavische mythologie
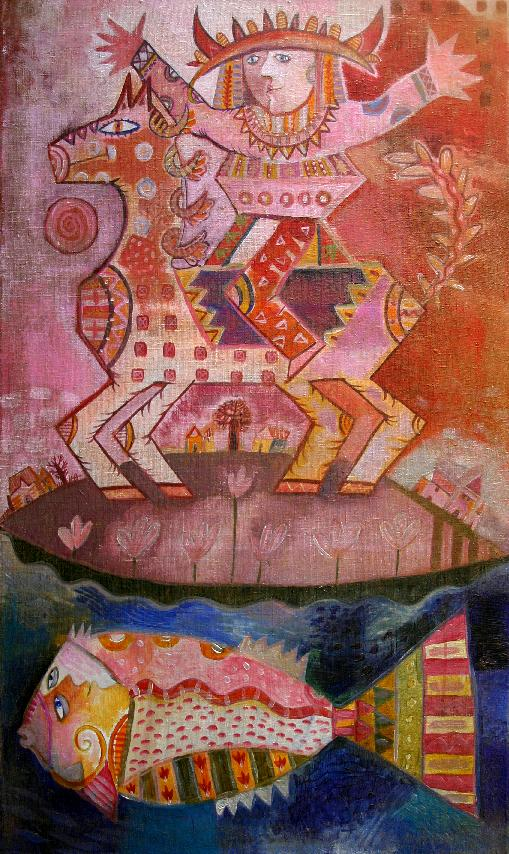
Dažbog
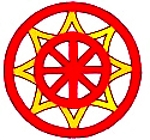
Symbool voor Dažbog
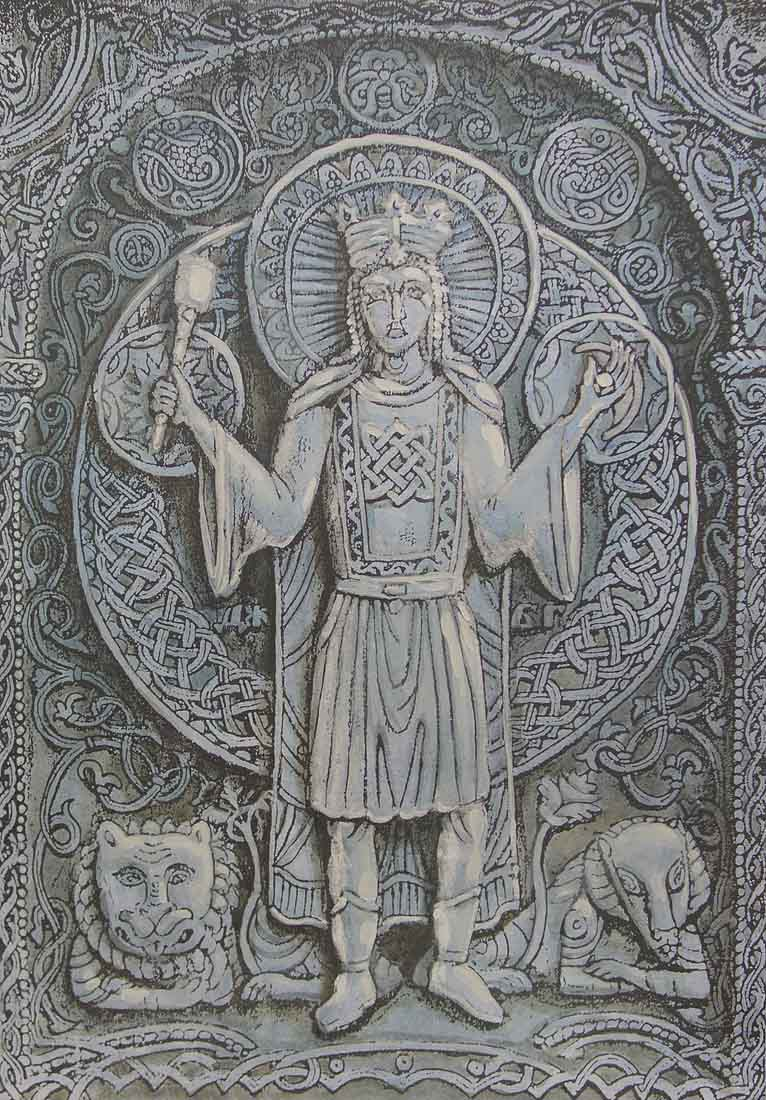
Dažbog
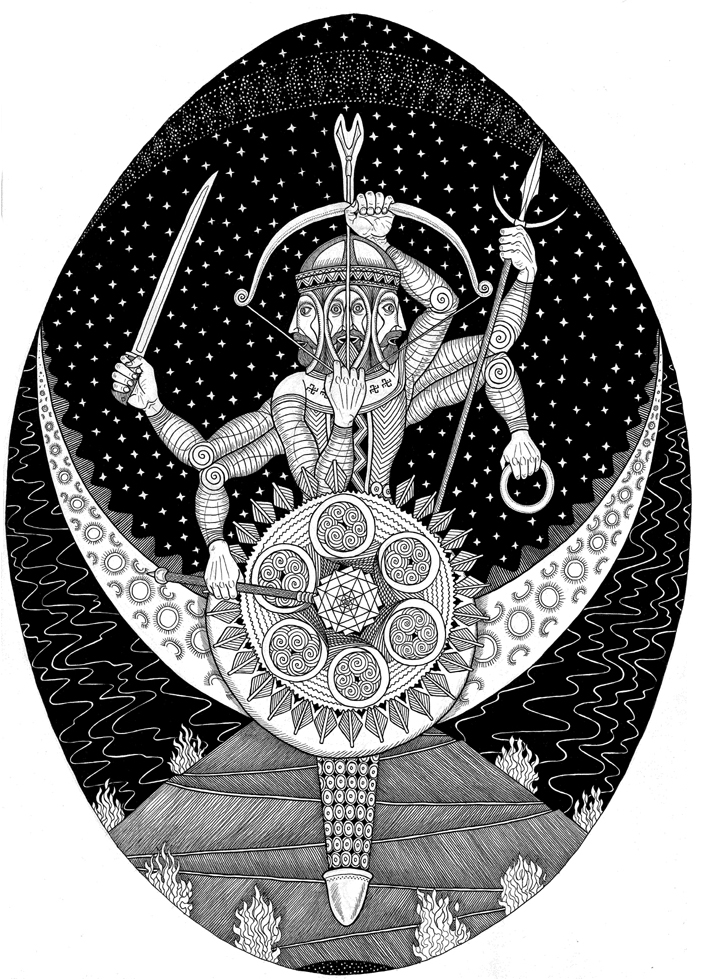
Dažbog, de zoon van Svarog, de smid-god en de heer van de hemel

#### Sami

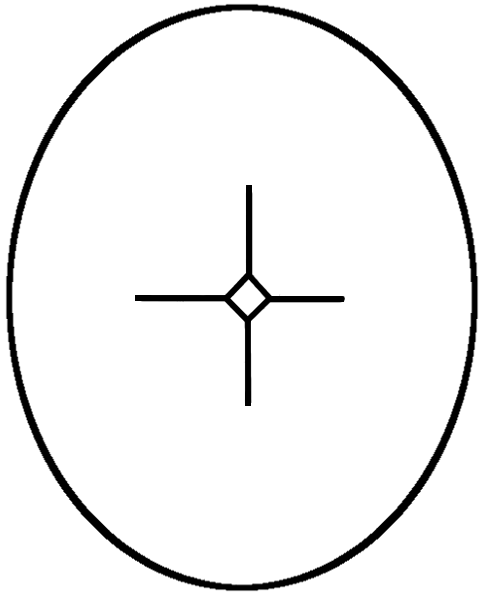
Symbool van de Sami voor de zonnegodin Beaivi

Beaivi (ook wel Beiwe, Bievve, Beivve of Biejje) is de zonnegodin bij de Sami. De zon heeft dezelfde naam. Meestal wordt de godheid als vrouw gezien, maar soms ook als man. In Lapland, ten noorden van de poolcirkel, waar de zon in de winter niet eens de horizon bereikt, werd de zon alom vereerd en speelde ze een grote rol in de cultische samenhang.

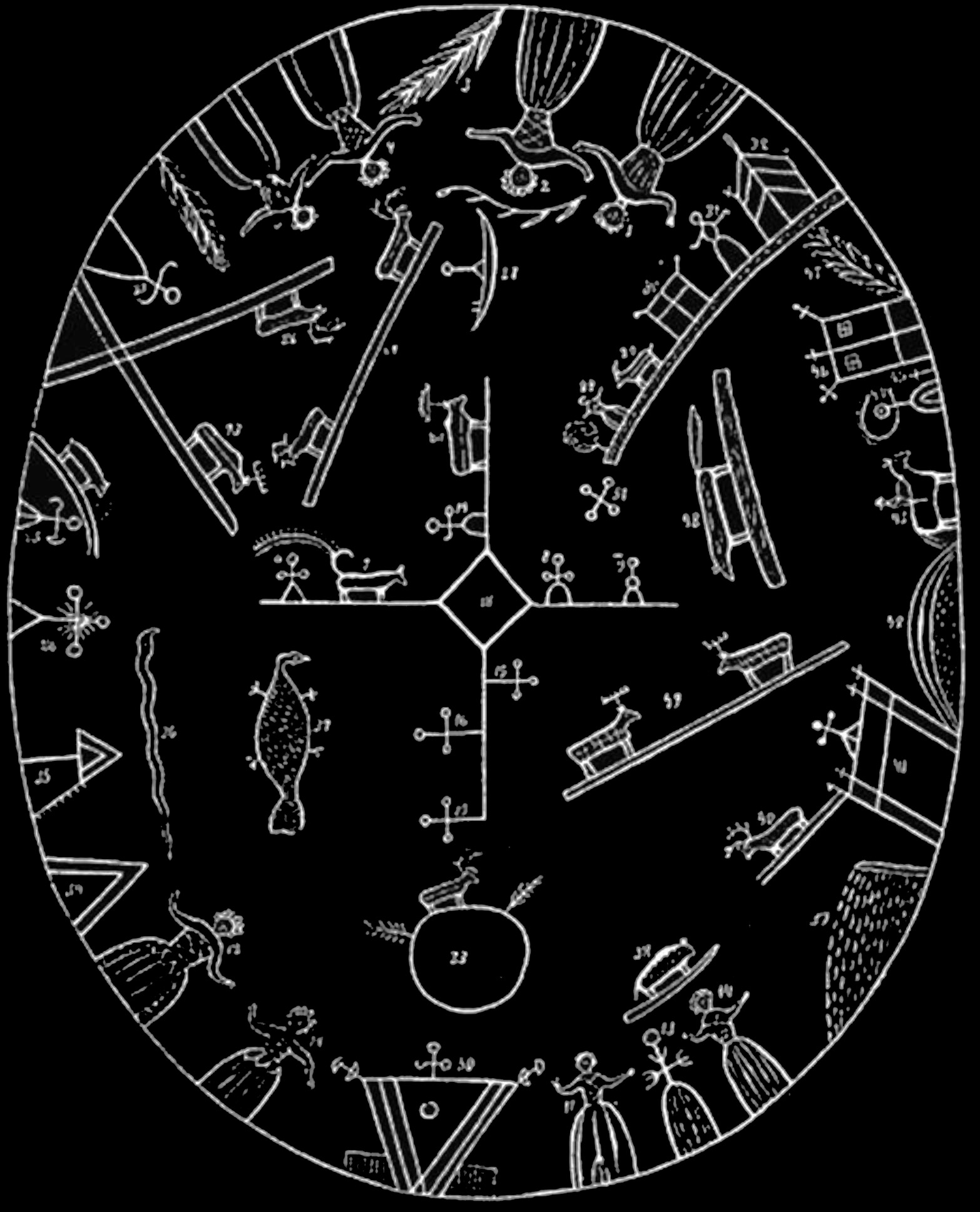
Heksentrommel van een Sami-sjamaan, afgebeeld door Jens Andreas Friis in zijn boek Lappisk mythologi, eventyr og folkesagn, 1871

Beaivi is de godin van de zon, de lente en gezond verstand, geassocieerd met de vruchtbaarheid van planten en dieren, met name rendieren. Ze liet de planten groeien zodat de rendieren het goed hadden en zich voortplantten. Ze bracht de mensen welvaart.
Tijdens de winterzonnewende werden een of meer witte vrouwelijke dieren, meestal rendieren, geofferd ter ere van Beaivi, om ervoor te zorgen dat ze terugkeerde naar de wereld en een einde maakte aan de lange winter. Het vlees van de geofferde dieren werd op stokken geregen, die vervolgens in ringen werden gebogen en met heldere linten vastgebonden. Dit wordt het Festival van Beaivi genoemd.
In de tijd van het jaar dat de zon terugkeerde, werd boter (die smelt in de zon) op de deurposten gesmeerd, als een offer aan Beivve, zodat ze tijdens haar herstel kracht kon winnen en hoger en hoger de lucht in kon gaan. Tijdens de zomerzonnewende maakten mensen zonnekringen van bladeren en spelden ze ter ere van haar vast. Bij deze gelegenheden aten ze ook boter als sacrale maaltijd.
In de tijd van het jaar dat Beivve terugkeerde, werd er gebeden voor de mensen die geestesziek waren. De Sami geloofden dat waanzin (in de vorm van psychosen en depressies) werd uitgelokt door het gebrek aan zonneschijn en licht tijdens de lange, donkere winter.
In de Sami-mythe reist ze met haar dochter, Beaivi-nieida, door de lucht in een ruimte bedekt met rendierbeenderen of geweien, en brengt ze de lente met zich mee.
Verhalen over de kinderen van de zon zijn bekend uit alle Sámi-gebieden. In een joik wordt verteld dat het Sami-volk afstamt van de zoon van de zon. De zoon van de zon ging op reis naar het land van de reuzen en trouwde met de dochter van de reus. Hun zoon, Gállábártni, vond ski's uit en begon het menselijk ras. De dochter van de zon, aan de andere kant, is een zeer centrale culturele heldin geweest die is begonnen met het jagen op herten en het houden van rendieren.
Beaivi wordt ook afgebeeld op heksentrommels. Een heksentrommel is de trommel van een sjamaan die wordt gebruikt om een trance te creëren

#### Finse mythologie
Päivätär is de godin van de Zon in de Finse mythologie. Ze bezit het zilver van de zon, spint zilveren garens en weeft er kleding van. In Kalevala vragen jonge meisjes Päivätär om hen een paar van haar zilveren sieraden en kleding te geven. Ze wordt omschreven als een grote schoonheid.
Professor Anna-Leena Siikala denkt dat Päivätär een godin was die heerste over leven en licht. Tijdens de christelijke periode werd ze vervangen door de Maagd Maria.

#### Baltische mythologie

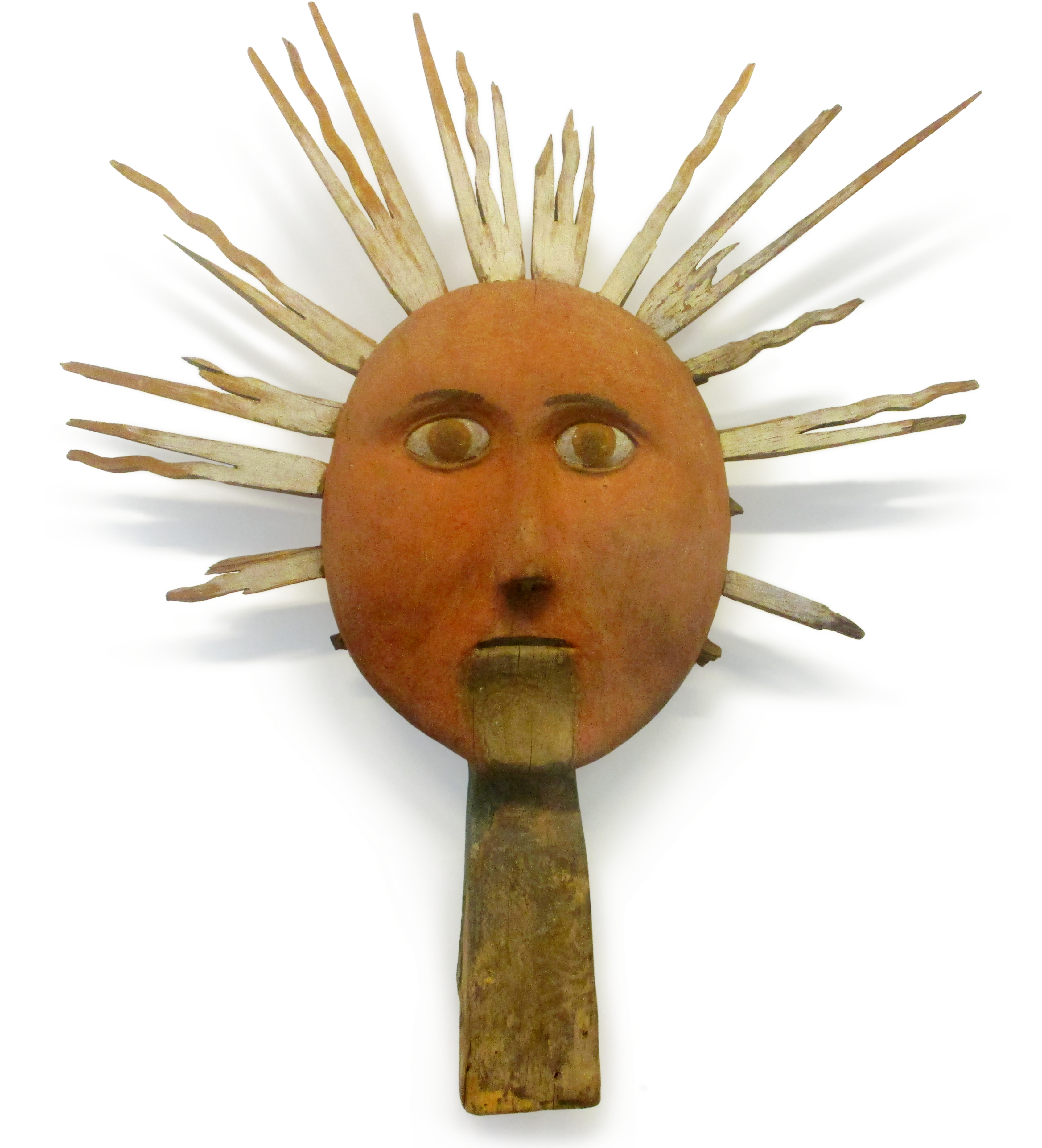
Idool van Saulé

Saulė (Litouws: Saulė, Lets: Saule) is een zonnegodin in de gemeenschappelijke Baltische zonnegod in de Litouwse en Letse mythologieën (Baltische mythologie). Het zelfstandig naamwoord Saulė / Saule in de Litouwse en Letse taal is ook de conventionele naam voor de zon en is afkomstig van de Proto-Baltische naam Sauliā.
Saulė is een van de machtigste goden, de godin van het leven en de vruchtbaarheid, warmte en gezondheid. Ze is beschermvrouwe van de ongelukkigen, vooral van wezen. De Litouwse en Letse woorden voor "de wereld" (pasaulis en pasaule) worden vertaald als "[een plaats] onder de zon". Saulė wordt genoemd in een van de vroegste geschreven bronnen over de Litouwse mythologie. Volgens de Slavische vertaling van de chronieken van John Malalas (1261), maakte een zwakke smid genaamd Teliavelis de zon en gooide die in de lucht. Missionaris Hiëronymus van Praag (ca. 1369–1440) probeerde drie jaar Litouwen te kerstenen en vertelde later een mythe over de ontvoerde Saulė. Ze werd vastgehouden in een toren door een machtige koning en gered door de dierenriem met behulp van een gigantische voorhamer. Hiëronymus zwoer dat hij persoonlijk getuige was van de hamer, vereerd door de lokale bevolking.

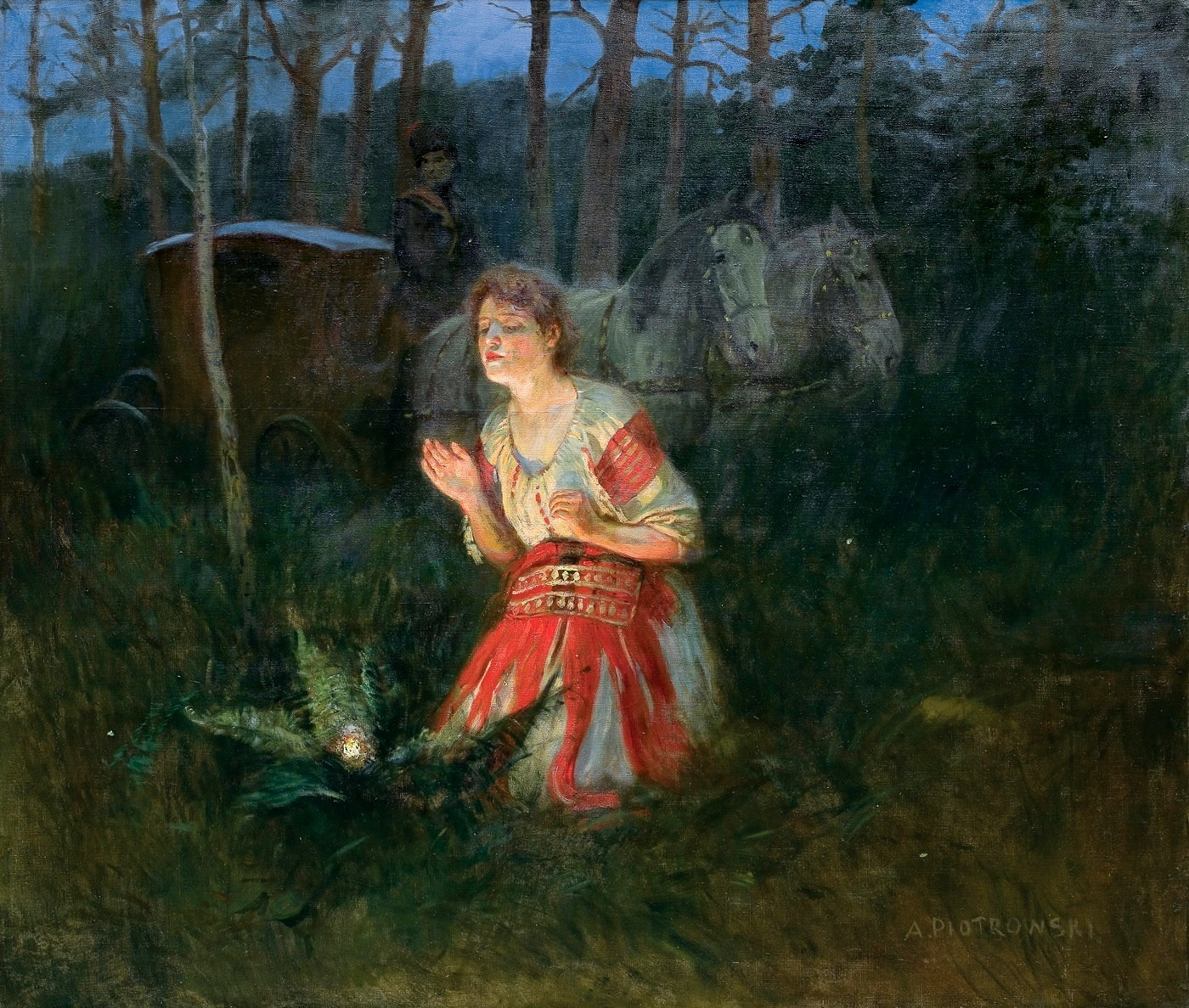
De magische Fernybloem wordt gevonden, Anton Piotrowski, 1910

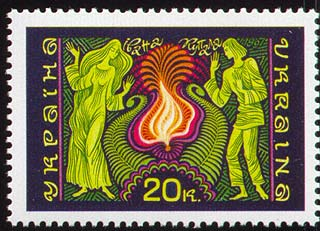
De Fernybloem op een postzegel, 1997

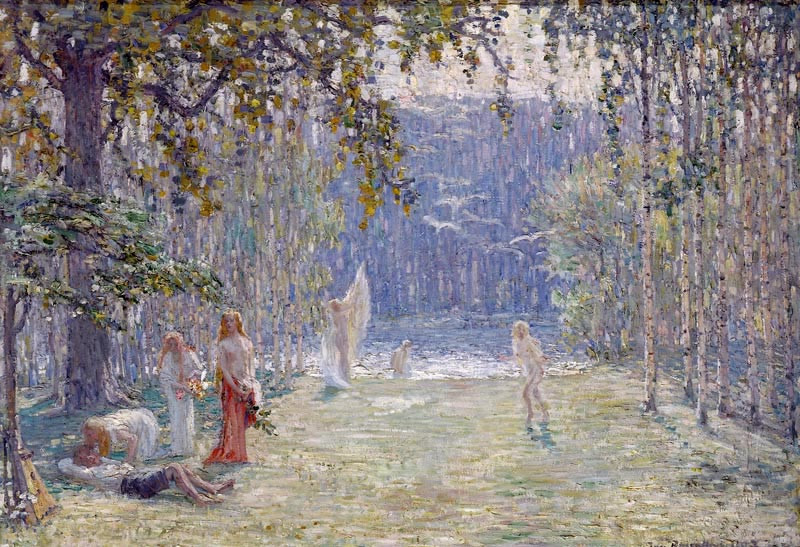
Saules meitas; dochters van de zon, Janis Rozentāls, 1912

Saulė's feest werd gevierd tijdens de zomerzonnewende. Het Litouwse Rasos (door het christendom veranderd in Sint Jansfeest) en het Letse Līgo (veranderd in Jāņi) omvatten het maken van kransen, het zoeken naar de magische Fernybloem, het branden van vreugdevuren, rond dansen en springen over het vuur, en het begroeten van de zon wanneer deze opkomt de volgende ochtend rond 4 uur. Het is de meest vreugdevolle traditionele feestdag. De winterzonnewende wordt gevierd als de terugkeer van Saulė. Het christendom nam de Litouwse Kūčios en de Letse Ziemassvētki op in Kerstmis. Andere vieringen vonden plaats rond de equinoxen.
Saulė en Mėnuo/Mēness (de maan) waren echtgenote en echtgenoot. Mėnuo werd verliefd op Aušrinė (de morgenster of Venus). Voor zijn ontrouw strafte Perkūnas (de dondergod) Mėnuo. Er zijn verschillende verslagen over de straf. Volgens één versie werd Mėnuo in twee stukken gesneden, maar hij leerde niet van zijn fouten en daarom wordt de straf elke maand herhaald. Een andere versie beweert dat Mėnuo en Saulė gescheiden waren, maar beiden wilden hun dochter Žemyna (aarde) zien. Dat is de reden waarom de zon overdag schijnt, terwijl de maan 's nachts bezoekt. Een derde versie beweert dat het gezicht van Mėnuo werd misvormd door ofwel Dievas (de oppergod) of Saulė.
In andere mythen wordt Aušrinė afgebeeld als een dochter en dienaar van Saulė. Aušrinė steekt het vuur aan voor Saulė en maakt haar klaar voor nog een dagtocht door de lucht. Vakarinė (de avondster) maakt 's avonds het bed voor Saulė op. In de Litouwse mythologie was Saulė moeder van andere planeten: Indraja (Jupiter), Sėlija (Saturnus), Žiezdrė (Mars) en Vaivora (Mercurius).
De Balten kenden een godin van de dageraad, in het Litouws Ausrine en in het Lets Auseklis geheten, verwante namen. Ausrine begon de dag door een vuur aan te leggen voor de zon. Ausrine/Auseklis wilde volgens de overlevering weleens moeite hebben om het 'bed uit te komen'. Daar werden in Letse volksliederen verklaringen voor gegeven. Zo zou ze gevangen zitten in een gouden kamer, of fluwelen schorten aan het maken zijn in Duitsland.
In Letse volksliederen en gedichten, vooral in de Dainas, wordt Auseklis ook wel de "babyjongen" genoemd, wat betekent dat hij als de jongste in de familie van goden kan worden beschouwd. Terwijl de andere goden hun werk doen, gaat hij spelen en maakt hij plezier met zijn bruid Saules meita, de dochter van de zon. Hij draagt gouden kleren en bezit een paard dat de zonnegodin Saule hem heeft gegeven, als haar boodschapper verschijnt hij af en toe. In de badruimte gooit hij samen met de Dieva dēli, de zonen van de hemelgod Dievs, het water op bij hemelse bruiloften. Auseklis is ondergeschikt aan de maangod Mēness.

Ster van Auseklis; gelukssymbool of afweer van het boze
In Litouwen zijn verschillende kapelzuilen en monumenten versierd met het oersymbool van de zon; het zonnekruis

#### Lusitani

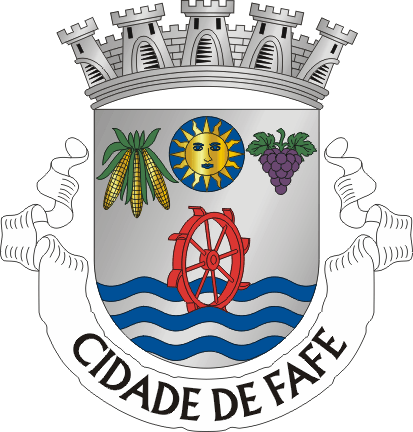
Wapen van Fafe met zonnesymbool

Bij de Lusitani (een Indo-Europees volk dat in het westen van het Iberisch schiereiland woonde vóór de verovering door de Romeinse Republiek) waren verschillende zonnegoden.
Endovelicus is de bekendste van de pre-Romeinen Lusitaanse en Keltiberische goden uit de ijzertijd. Hij was oorspronkelijk een chtonische god van gezondheid, profetie en de aarde, geassocieerd met vegetatie en het hiernamaals. Later werd hij aanvaard door de Romeinen zelf, die hem assimileerden met Asclepius of Serapis en hem een relatief populaire god maakten.
Endovelicus heeft een tempel in São Miguel da Mota in Alentejo, Portugal, en er zijn talloze inscripties en ex votos aan hem gewijd in het Museu Etnológico de Lisboa (het Etnologisch Museum van Lissabon). Een mogelijke toponiemen is Andévalo in Spanje. De cultus van Endovelicus heerste tot de 5e eeuw, toen het christendom zich in de regio verspreidde.
Neto was zowel een zonnegod als oorlogsgod.
Er was ook een zonnegodin (Senhora do Sol; Vrouwe van de Zon) wiens cultus die van de Maagd Maria (Nossa Senhora de Antime) is geworden. In de gemeente Fafe is er een festival ter ere van deze godheid op de tweede zondag van juli. Alves da Venda vermeldt in zijn analyse van de "Comuna de Montelongo e as suas gentes" dat de plaats Triz in Antime een "fonetische variant van Tereis kan zijn, die een variant was van Tera, de eponymische matriarch van een van de Hárpias-clans". Hij neemt aan dat Triz of Tereis de naam was van de Vrouwe van de Zon die in Antime werd vereerd". De metamorfose van de heidense zonnecultus tot de christelijke cultus van Nossa Senhora de Antime zou definitief hebben plaatsgevonden in de middeleeuwen met de stichting van het klooster van Santa Maria de Antime, gedocumenteerd in 1120.

#### Baskische mythologie
Eki (ook Ekhi, Eguzki, Iuski, Iguzki, Iduzki of Eguzku) is de naam van de zon in de Baskische taal. In de Baskische mythologie wordt Eki of Eguzki (zonnestralen) gezien als de dochter van Moeder Aarde, naar wie ze dagelijks terugkeert.
Ze werd beschouwd als de beschermer van de mensheid en de vijand van alle boze geesten. De oude Basken noemden haar "grootmoeder"; en hield riten ter ere van haar bij zonsondergang. Ze geloofden dat Ekhi, toen de zon onderging, naar Itxasgorrieta ("de roodachtige zeeën") reisde, onder de aarde naar de baarmoeder van Amalur oftewel Lurbira, haar moeder.

#### Etruskische mythologie

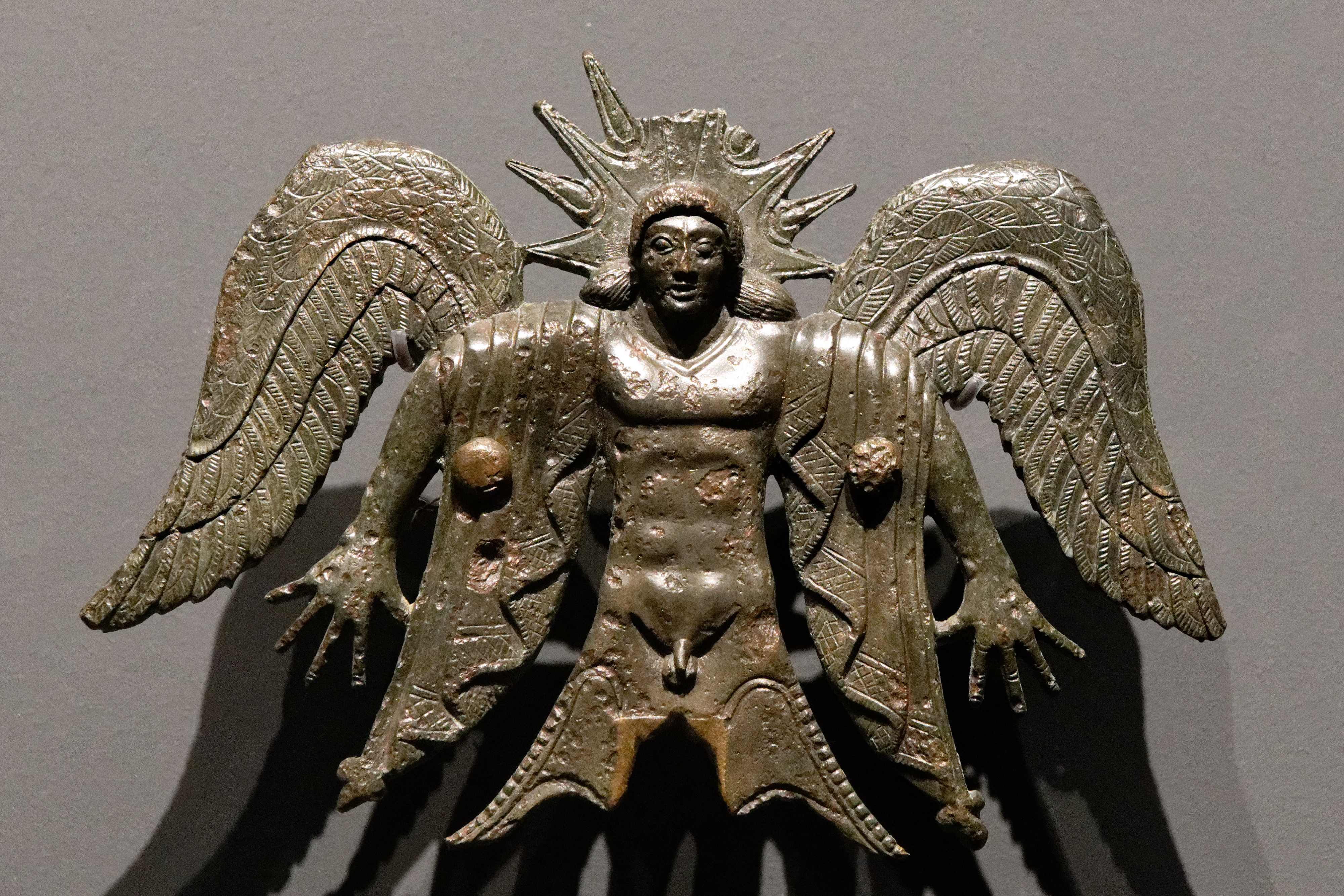
Usil, 500-475 v.Chr., Hermitage

De Etruskische mythologie lijkt veel op Romeinse mythologie en in sommige opzichten ook op Griekse mythologie door veelvuldig (handels-)contact tussen deze volkeren, die alle drie rond het Middellandse Zeegebied leefden. Usil is de Etruskische god van de zon. Deze naam komt voor op het Levermodel van Piacenza, naast Tiur (de maan). Een andere iconische afbeelding toont Usil die uit de zee oprijst, met een vuurbal in beide uitgestrekte handen, op een gegraveerde Etruskische bronzen spiegel in laat-archaïsche stijl. Op Etruskische spiegels in klassieke stijl verschijnt Usil met een aureool.
Usil is gesynchroniseerd met de Romeinse Sol en Griekse Helios. Hoewel Usil in sommige kunstwerken als mannelijk wordt afgebeeld, zijn er ook vrouwelijke afbeelding. Er is er een mogelijke vergelijking met een andere inheemse Etruskische godin, Catha die vaak wordt geïnterpreteerd als een zonnekarakter.
In kunstwerken wordt Usil getoond in nauwe samenwerking met Thesan, de godin van de dageraad, iets dat bijna nooit werd gezien bij Helios en Eos. Thesan komt overeen met de Romeinse Aurora en de Griekse Eos. De naam betekent ook "zonsopgang" en "ochtend" in de Etruskische taal. De naam is, net als Tinia en Turan, een echte Etruskische naam in tegenstelling tot andere zoals Uni (Juno), Menrva (Minerva) en Nethuns (Neptunus), die door de Etrusken werden overgenomen uit de oude Italiaanse of Romeinse cultus. Thesan schijnt daarom een oorspronkelijk Etruskische godheid te zijn geweest, die de Etrusken pas later in verband brachten met de mythe van de Griekse Eos. In de rituele kalender van Liber Linteus ontving ze, samen met de zonnegod Usil, offers.

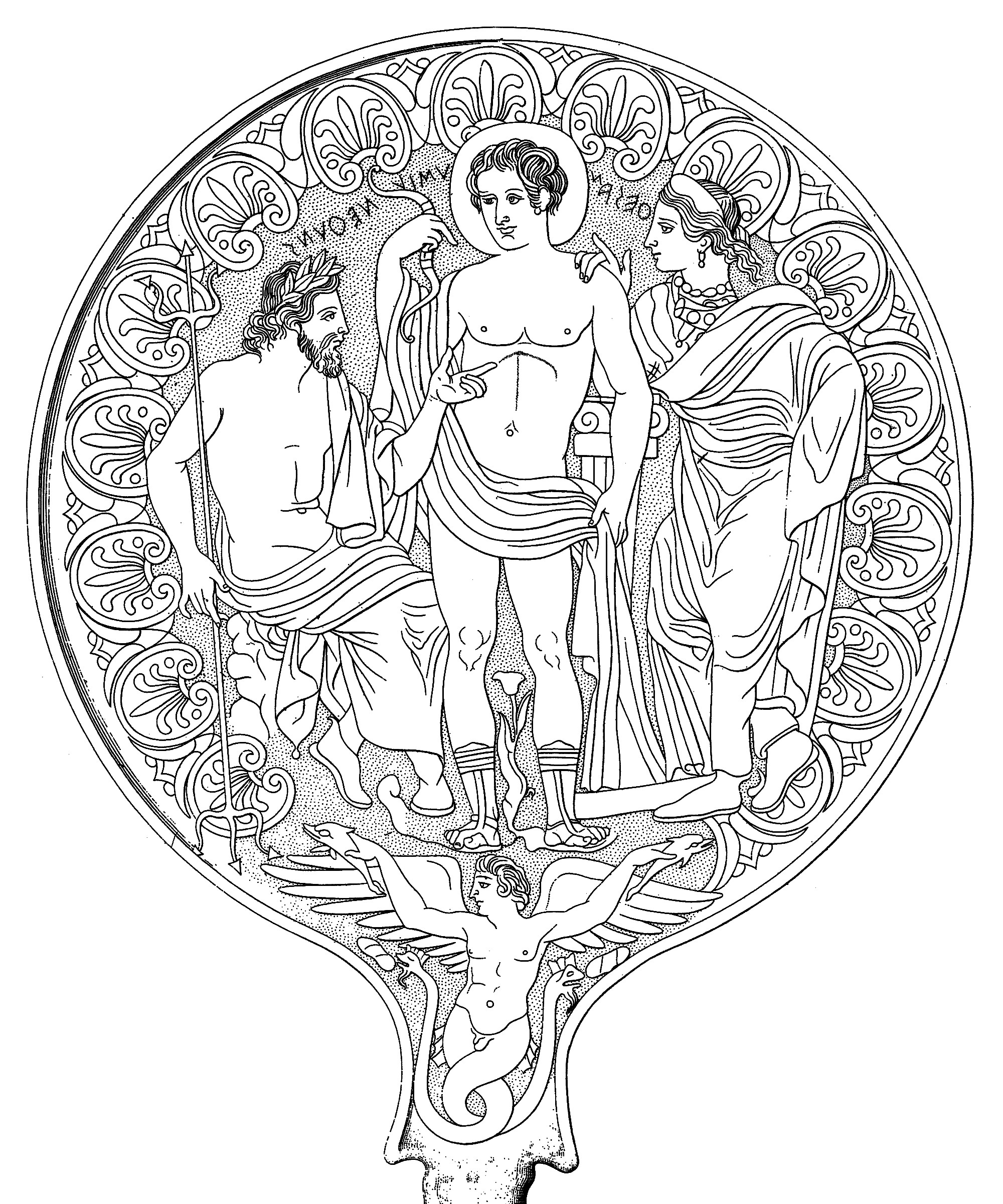
De watergod Nethuns, de zonnegod Usil en Thesan op een spiegel, 350 v.Chr., Vaticaans museum
Een spiegel met een afbeelding van Usil, hij rijst op uit de golven en jongleert met vuurballen, ca. 500 v.Chr.
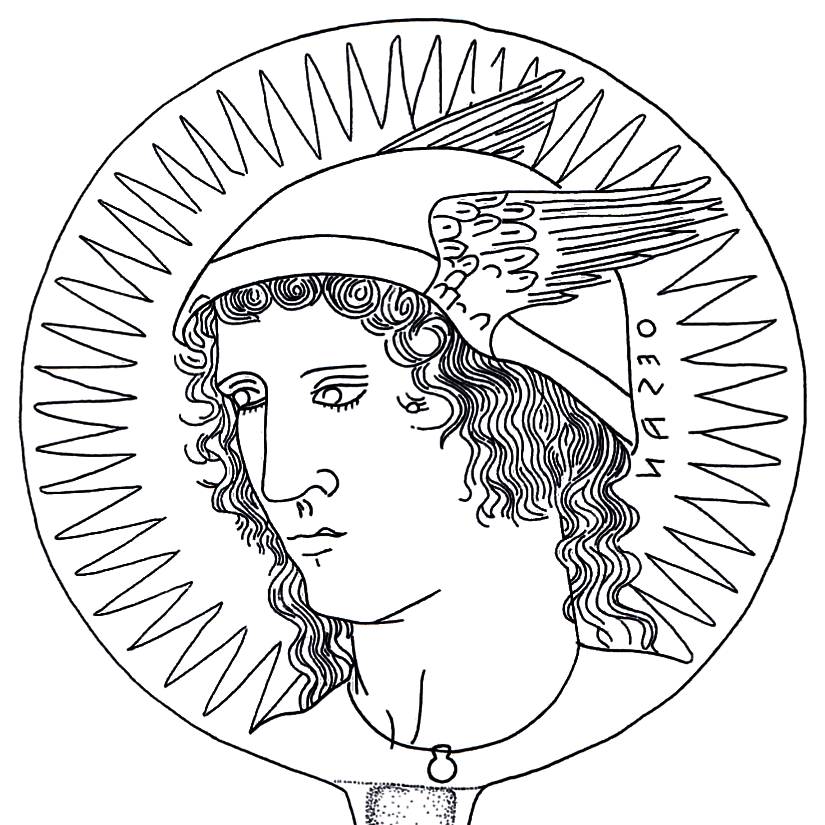
Thesan op een Etruskische spiegel, 4e eeuw v.Chr.
Thesan kijkt met de paarden naar het oordeel van Paris, 4e eeuw v.Chr.

### Azië

#### Anatolië

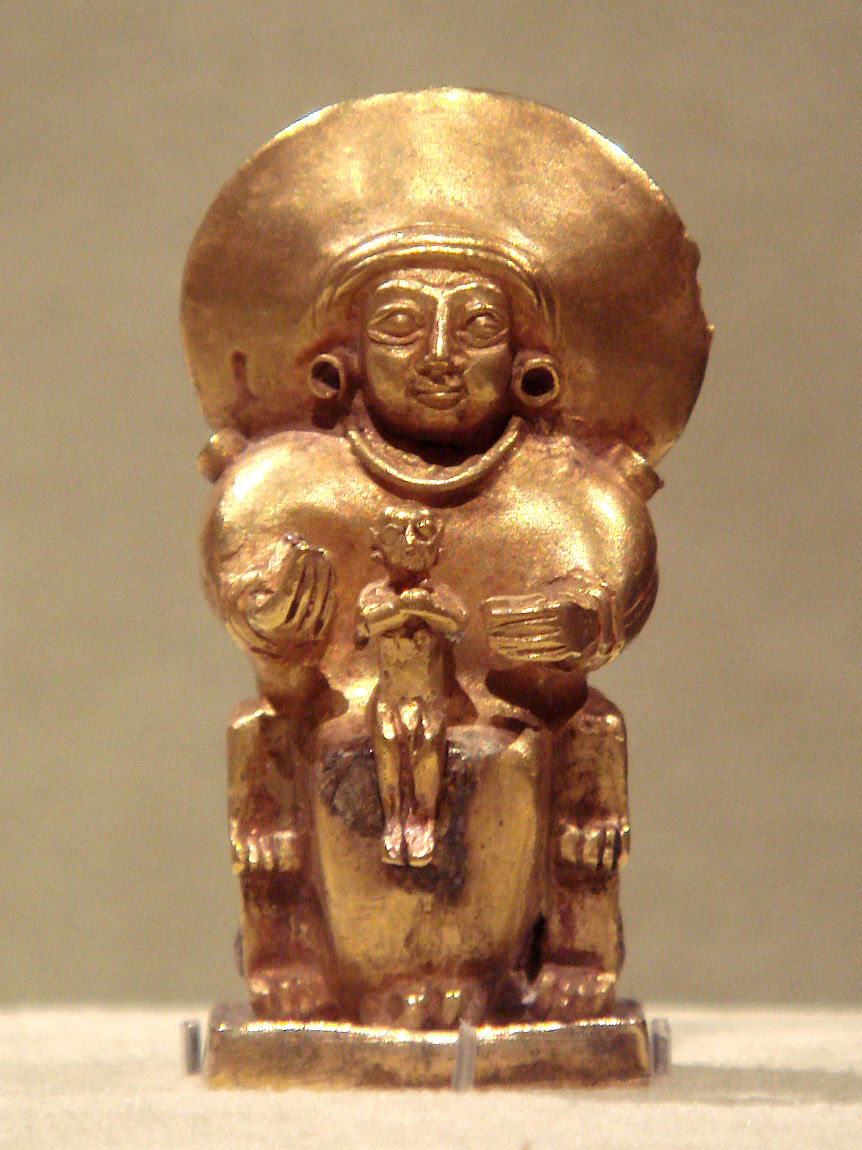
Arinna, 15e-13e eeuw v.Chr., Anatolië

De rituelen van de Hattiërs werden door de Hettieten overgenomen. Die zetten de Hattische verhalen op schrift (spijkerschrift) en vertaalden ze in hun eigen taal om ze te kunnen verstaan.
Wurushemu was in de Hattische mythologie de zonnegodin van Klein-Azië. Zij werd door de latere Hettitische mythologie, die zich geheel op die van de Hattiërs entte, overgenomen. Maar haar status daar verschoof naar die van godin van de onderwereld. Haar gemaal, de Zonnegod, is Eshtan. Eshtan werd opgevolgd door de latere Simige. Dit was een oude zonnegod in de Hurritische mythologie, die eveneens door de Hettieten is overgenomen en die de taken van Eshtan overnam.

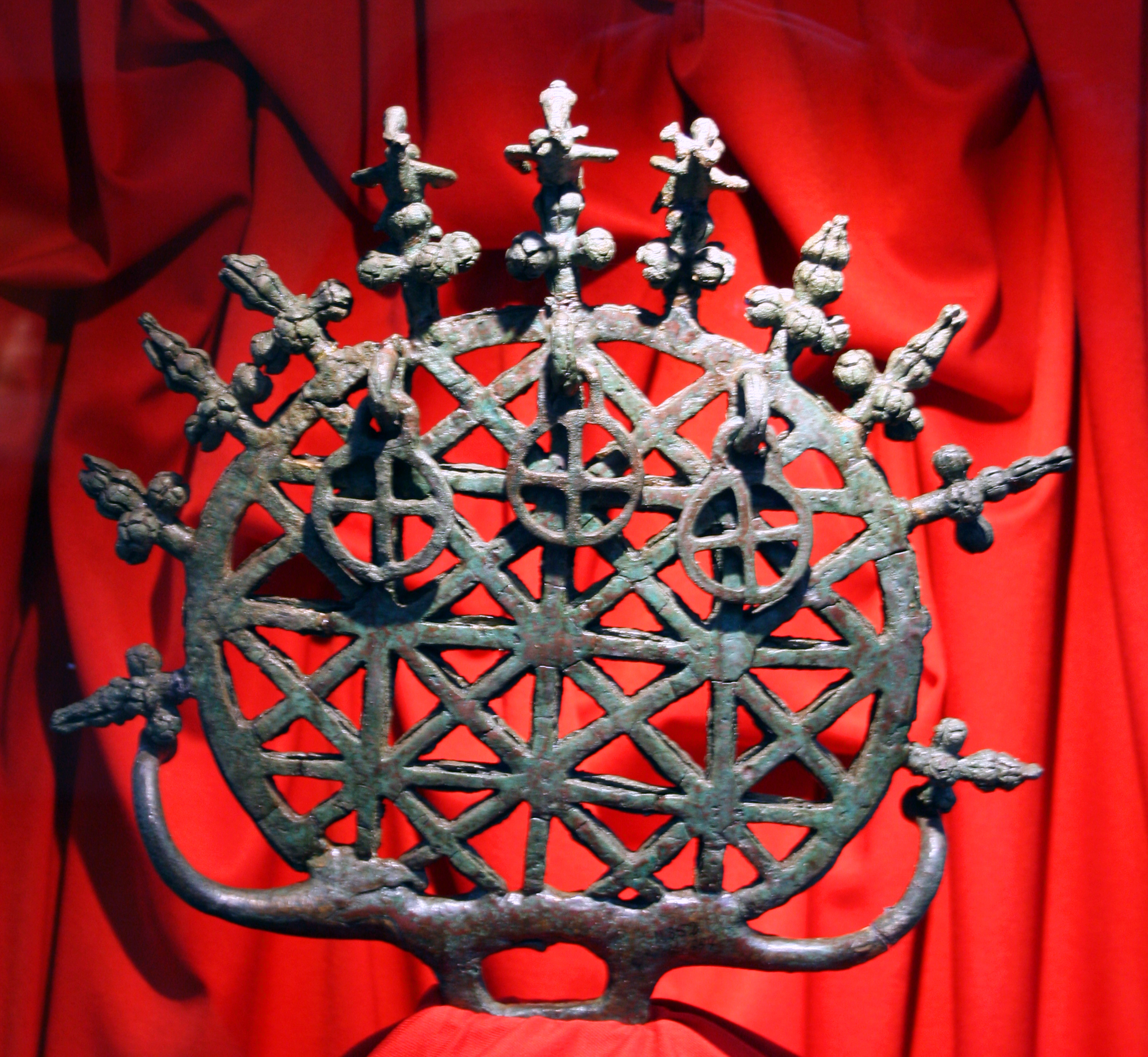
Een van de 13 zonneschijven uit de vroege bronstijd die in de tombes van Alancahöyük in Turkije, een cultusplaats voor Zippalanda of Arinna, zijn gevonden. Aangenomen wordt dat ze een rituele betekenis hadden, maar de reden waarom ze in de tombes zijn geplaatst is niet duidelijk.

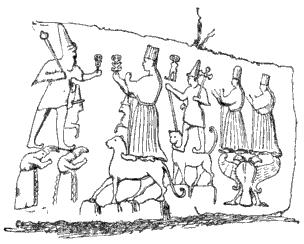
Centraal reliëf bij Yazılıkaya; gebeeldhouwd onder koning Tudhaliya IV (1240-1215 v.C). Van links naar rechts: de stormgod van de Hurrieten Teshub op twee berggoden, de Hurriteische zonnegodin Hebat op een katachtige, hun zoon Sharruma op een katachtige, twee vrouwelijke godinnen op een tweekoppige adelaar

Uit de oorspronkelijke Hattische mythologie zijn godinnennamen overgeleverd als Hepat en de grote zonnegodin van Arinna, afgeleid van de oudere Wurushemu. Later is zij gelijkgesteld met de god Wantsh. Zij wordt beschreven als degene "die de macht heeft over koningschap in de hemel en op aarde".
Hettietische teksten beschrijven een ritueel dat de koningin volvoert, staande voor acht beelden van de Zonnegodin, die elk de naam dragen van een vorige hogepriesteres-koningin. In diverse teksten werd de godin eenvoudig als "de Troon" aangeduid. Dit is een titel die overeenkomt met vroege verwijzingen naar Isis in het Oude Egypte.
Hoewel Hepat eigenlijk geen zonnegodin is, is ze in de loop van de traditie gelijkgesteld met de zonnegodin van Arinna. Het voornaamste heiligdom waar Hepat vereerd werd, was het rotsheiligdom Yazılıkaya in Anatolië.
De Hettitische zonnegod van de hemel (nepišaš Ištanu) was de op een na meest aanbeden zonnegod van de Hettieten, na de zonnegodin van Arinna. Hij werd geïdentificeerd met de Hurritische zonnegod Šimige.
De zonnegodin van de aarde (Hettitische: taknaš dUTU, Luwian: tiyamaššiš Tiwaz) was de Hettitische godin van de onderwereld. Haar Hurritische equivalent was Allani en haar Soemerische/Akkadische equivalent was Ereshkigal, die beide al vroeg een duidelijke invloed hadden op de Hettitische godin. In de Neo-Hettitische periode raakte de Hattiaanse onderwereldgod Lelwani ook met haar gesynchroniseerd.
Een vroege Akkadische inscriptie uit de annalen van de koningen van het Assyrische Rijk noemt Nuha met het epitheton "de verheven zon".
Na hun overlijden werden Hettitische koningen op de eerste dag na hun dood gecremeerd. Er is een vrij complete beschrijving van het Hettitische Koninklijk Doodsritueel (de šalliš waštaiš) bewaard gebleven waaruit blijkt dat op de derde dag van de ceremonie de Oude Vrouw de weegschaal nam en alle goud, zilver en edelstenen van de vorst of vorstin in de ene pan maar (waardeloze) kleispecie in de andere pan deed. Aan het eind van het ritueel smijt zij de weegschaal aan stukken en houdt de stukken omhoog naar de zonnegod als offer.
Zie ook zonnegod in de Hettitische mythologie

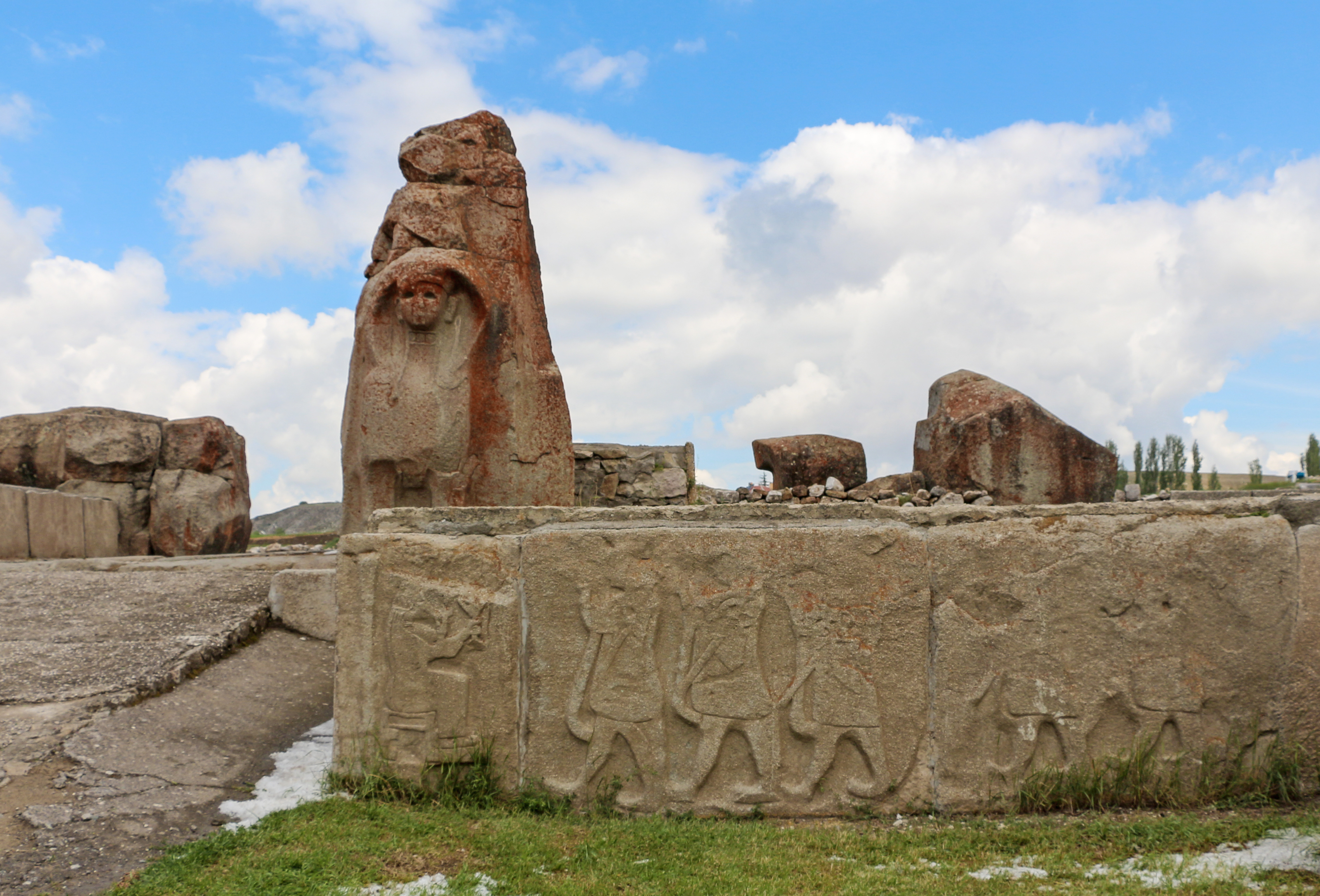
Bas-reliëf waar Arinna is vertegenwoordigd in Alacahöyük
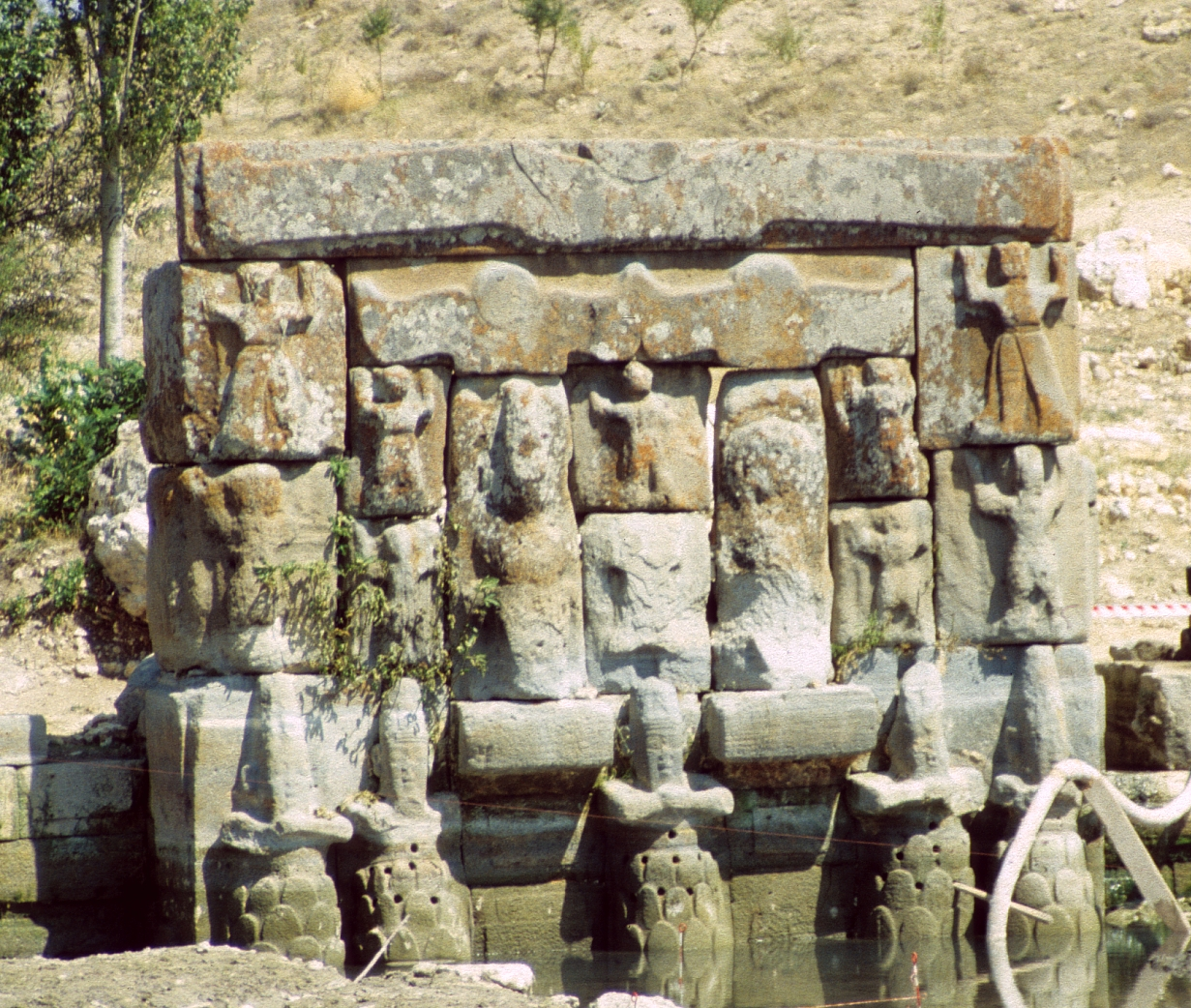
De middelste figuren op de façade van Eflatun Pınar worden geïdentificeerd met de stormgod van de Hettieten en de Hattische zonnegodin Arinna
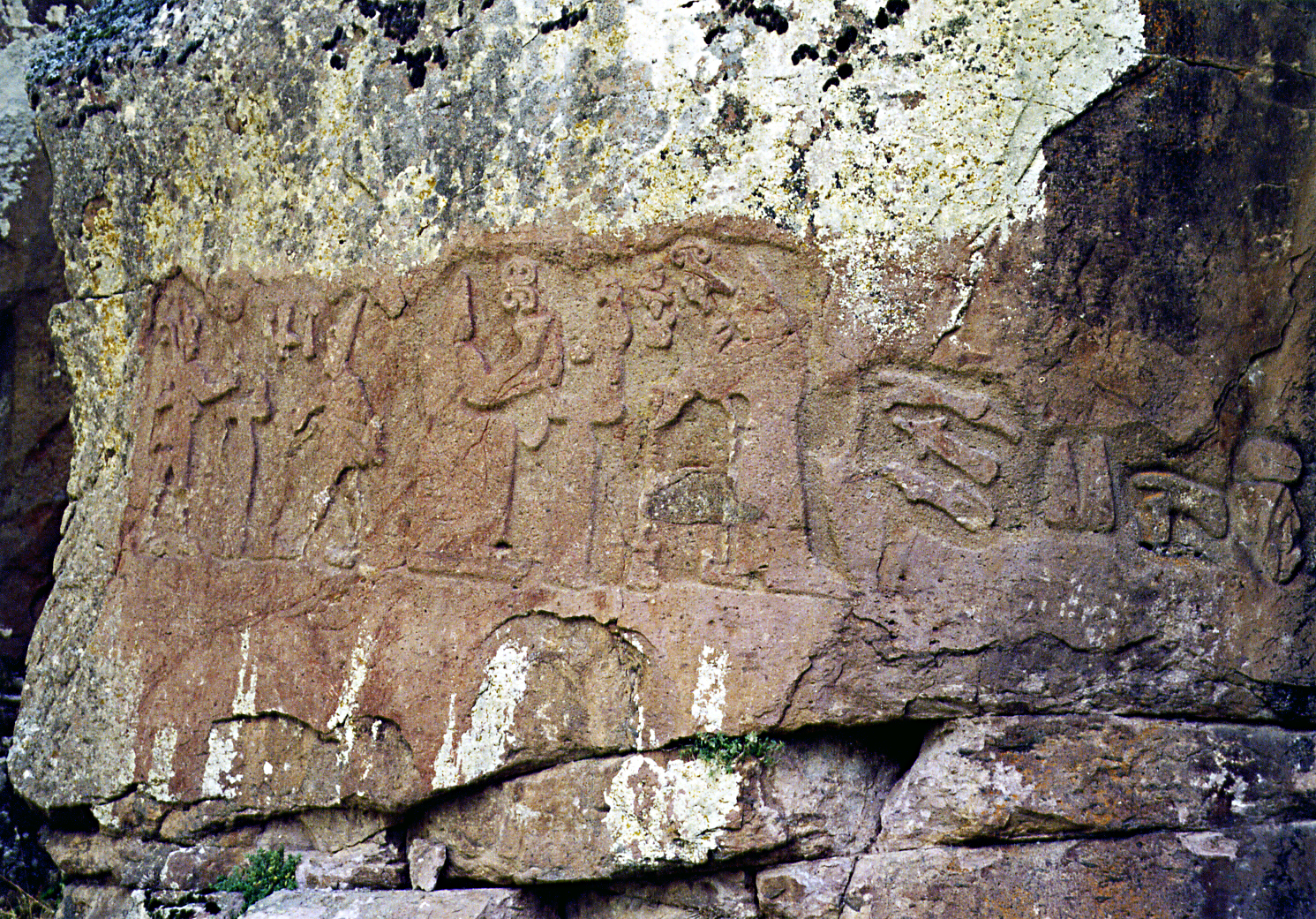
Opperpriesteres-koningin Puduhepa (midden) met Zonnegodin
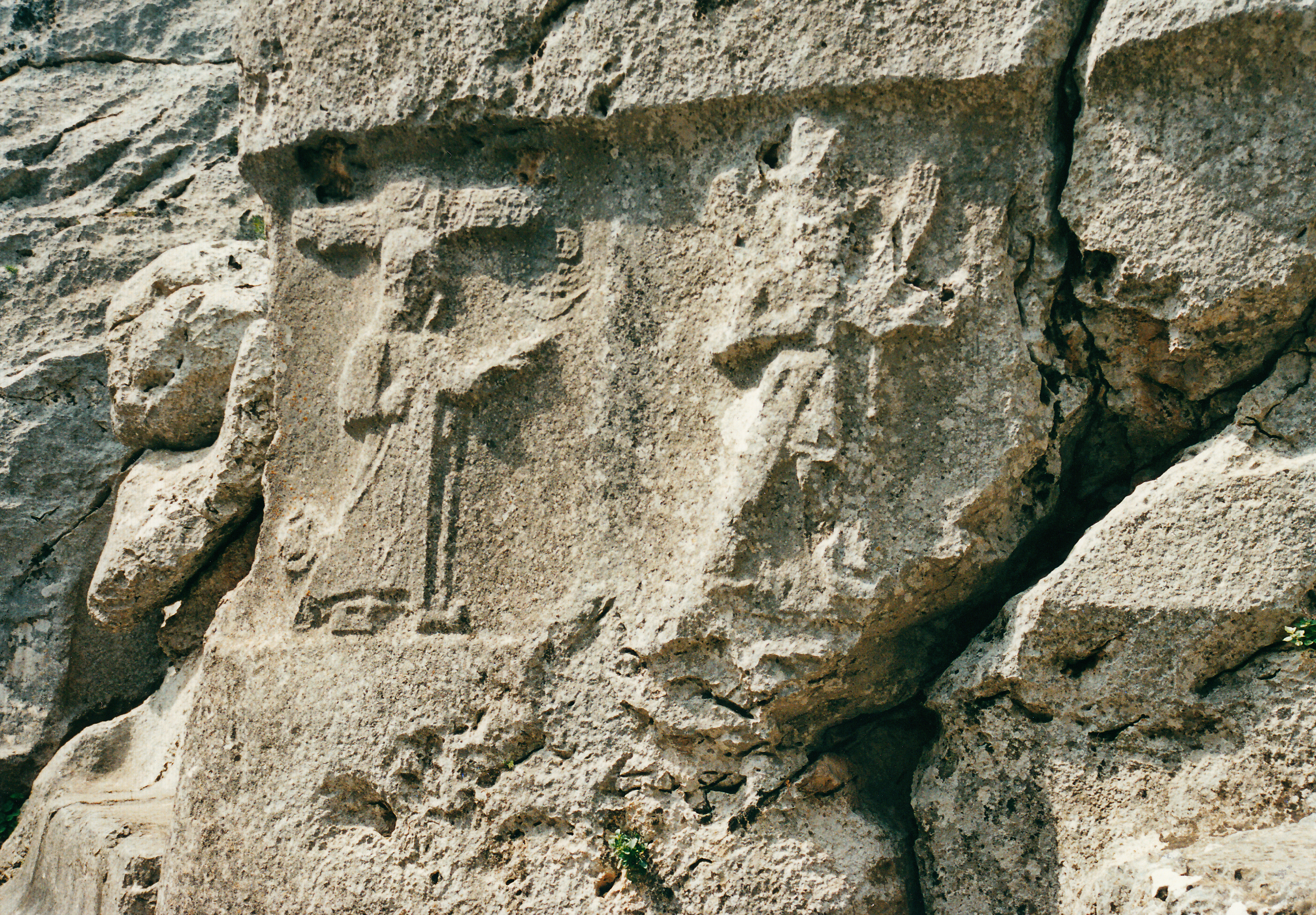
Afbeelding van de Zonnegod van de Hemel in het Hettitische klifheiligdom van Yazılıkaya

#### Mesopotamië

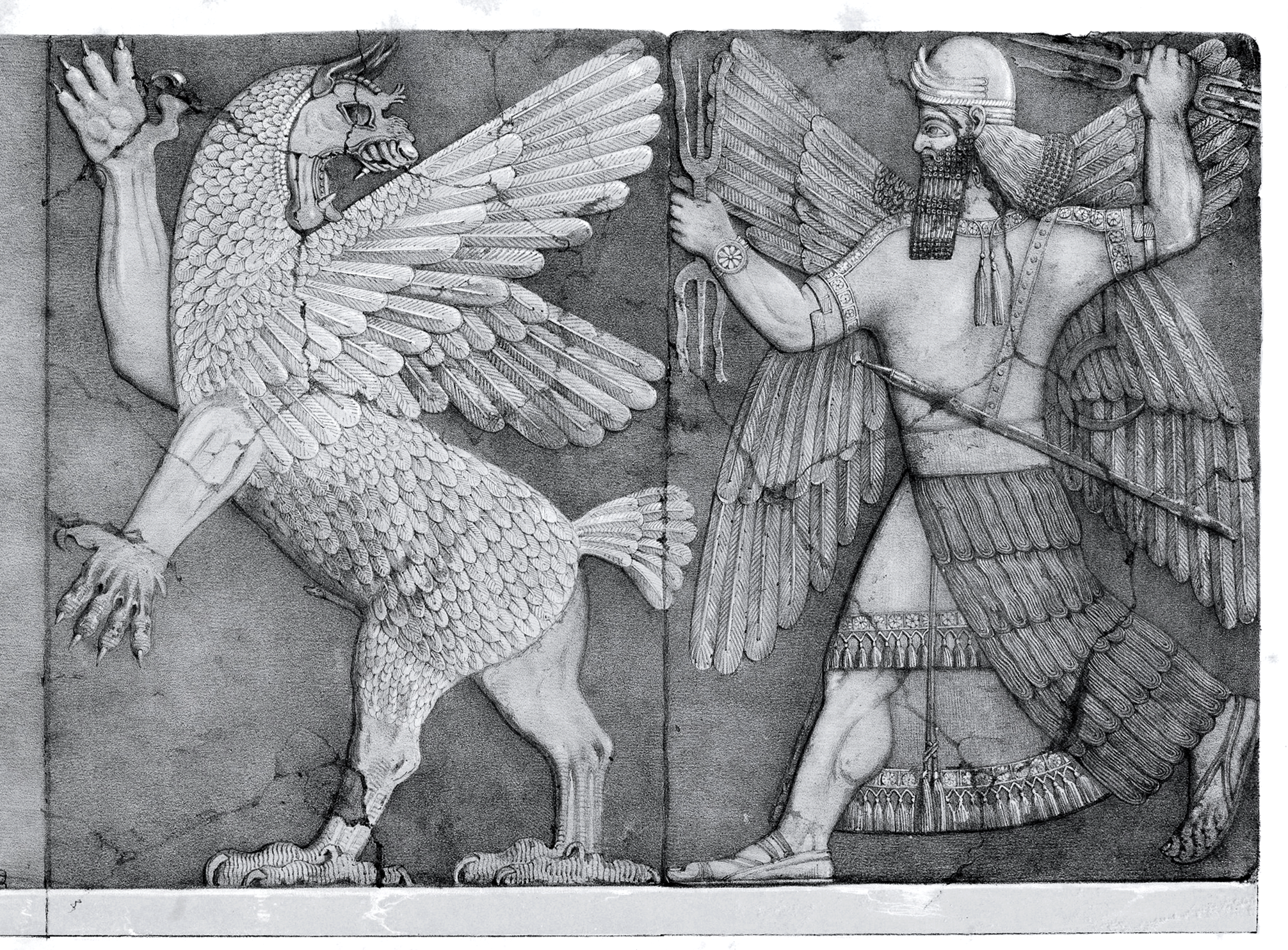
Marduk vecht met Tiamat, afbeelding van het relief uit het paleis van Sennacherib

Sjamasj,(Šamaš, Akkadisch voor "zon") was de zonnegod in Babylonië en Assyrië; zijn Soemerische tegenhanger was Utu (Soemerische mythologie).
Een van de oudste literaire werken die melding maken van de libanonceder is het Gilgamesj-epos, dat waarschijnlijk rond 2100 v.Chr. werd geschreven. In het verhaal gaan Gilgamesj en Enkidoe op avontuur in het Cederwoud; het rijk van de goden volgens de Mesopotamische mythologie. Met de hulp van de zonnegod Sjamasj doodt het tweetal de reus Humbaba, de beschermer van het woud. Vervolgens hakken Gilgamesj en Enkidoe de ceders in het woud om en bouwen zij een vlot dat hen naar Uruk voert.
Er waren tempels voor Sjamasj, bijvoorbeeld in Nineve
De bewoners van Mari aanbaden een groot aantal Sumerische goden en godinnen. Aan Dagan, de god van de stormen, was een hele tempel gewijd. Ook Ishtar, de godin van de vruchtbaarheid, en Shamashj, de zonnegod hadden er hun eigen tempel.
Hatra, ook wel bekend als de stad van de zonnegod, werd rond 150 voor Christus gebouwd. Hatra bevat de tempel van Shamash, de geest van de zon, en het heiligdom van de godin Shahiro, de morgenster. De invloed van Hatra strekte zich uit tot naburige Arabische stammen, en het was ongetwijfeld ook een belangrijk karavaan-centrum. De cultuur was een mengeling van Mesopotamische, Syrische, Grieks-Romeinse en Iraanse tradities, vooral zichtbaar op religieus, architectonisch en artistiek gebied. Een inscriptie gedateerd 134 vermeldt de heer die toen de stad regeerde, Nashryahb, en zijn oudste zoon, Nasrû, die lijkt te zijn geassocieerd met de uitoefening van macht. Verschillende tempels dateren uit zijn bewind. Op de inscripties presenteerde Nasru zichzelf ook als 'hogepriester van de zonnegod' (afkalā rabbā d-šamš ), wat aangeeft dat zijn functie ook een religieus aspect had.
Utu of Oetoe was in de Mesopotamische mythologie de god van de Zon en Gerechtigheid.
De meeste spijkerschriftteksten uit de periode 2400- 1500 v.Chr. zijn in het Akkadisch of Sumerisch, maar er zijn er ook een paar in het Elamitisch. In een Oud-Elamitische tekst wordt een zonnegod genoemd: De koning heeft de zonnegod Nahiti lief en aan de god Inšušinak is hij onderdanig...
Tiamat was als godin reusachtig groot, vruchtbaar en heftig van aard. Ze werd voorgesteld als een draak of zeeslang met twee vertakte geweien. De zonnegod Marduk was haar tegenstrever. Marduk ging op weg in zijn wagen. De elf bondgenoten (igigi) van Tiamat sloegen ervan op de vlucht. Tiamat lag hem op te wachten, maar de zonnegod ving haar in een net van licht. Hij slingerde een orkaan tussen haar waterkaken en schoot pijlen dwars door haar heen. Daarna sneed hij ze als een platvis in twee. Haar gespikkelde bovenhelft spande hij uit als firmament, de onderste helft werd de wereld met alle zeeën en oceanen. Zoals de god van het Oude Testament begon Marduk daarna de natuur te vormen en te ordenen zoals wij die kennen. Daarbij schiep hij ook het mensdom.
Malakbel (Arabisch: ملاك بل) was een zonnegod die werd aanbeden in de oude Syrische stad Palmyra, hij wordt vaak geassocieerd en aanbeden met de maangod Aglibol als een groep van een drie-eenheid waarbij ook de hemelgod Baalshamin betrokken was. Verschillende inscripties uit de 2e eeuw vermelden dat Malakbel in 'de heilige tuin' (gnt' 'ilym) werd aanbeden. Het heiligdom had twee altaren en een heilige cipres. De vroegst bekende vermelding van Malakbel was een inscriptie die dateert uit 17 voor Christus.
Šerida is de Sumerische godin van het licht, ze is getrouwd met de god van de zon.

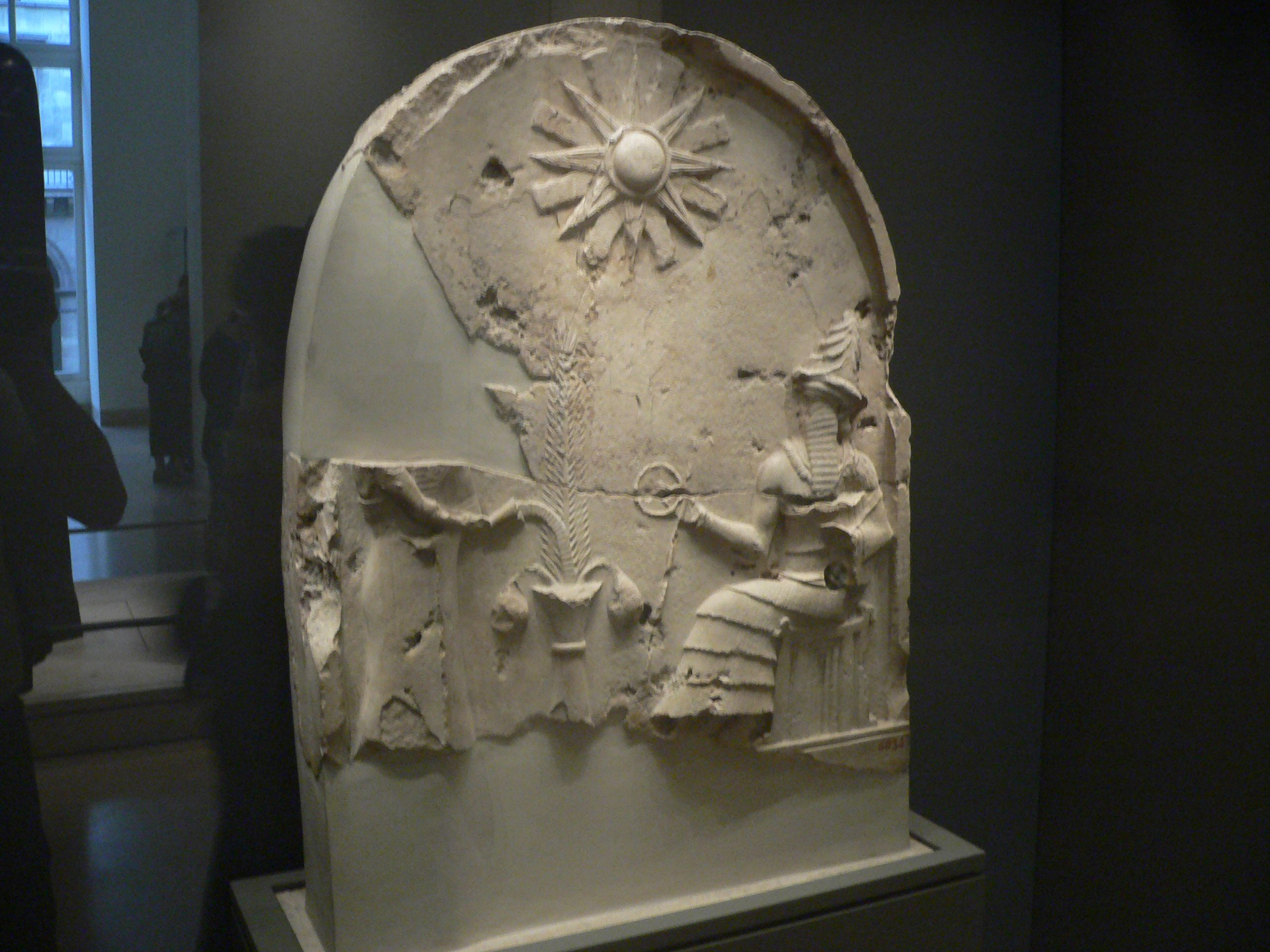
Sjamasj, eind 3e millennium v.Chr., Louvre
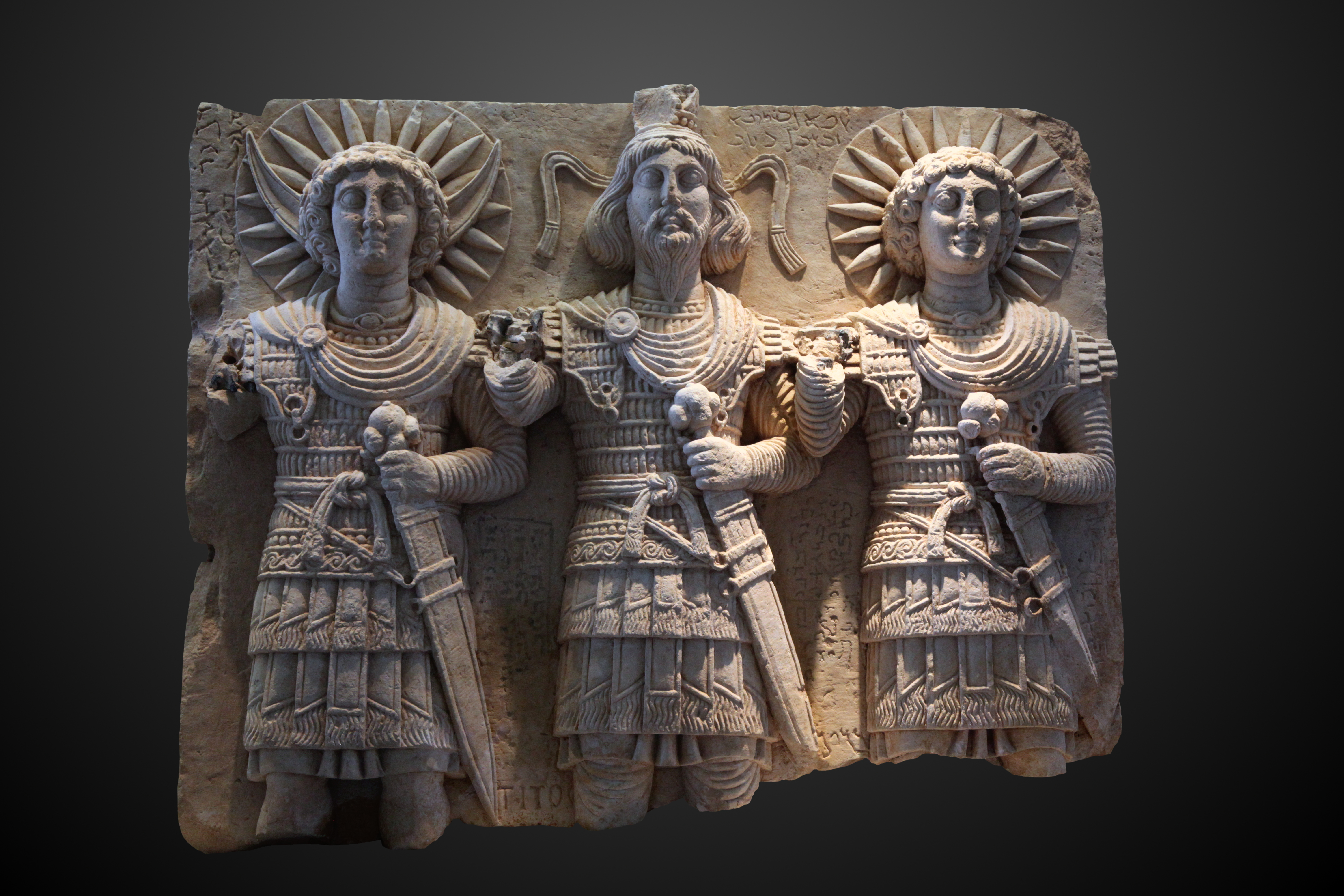
Maangod Aglibol, Baalshamin en zonnegod Malakbel (Yarhibol), reliëf in de Wadi Miyah op de route naar Palmyra, Syrië
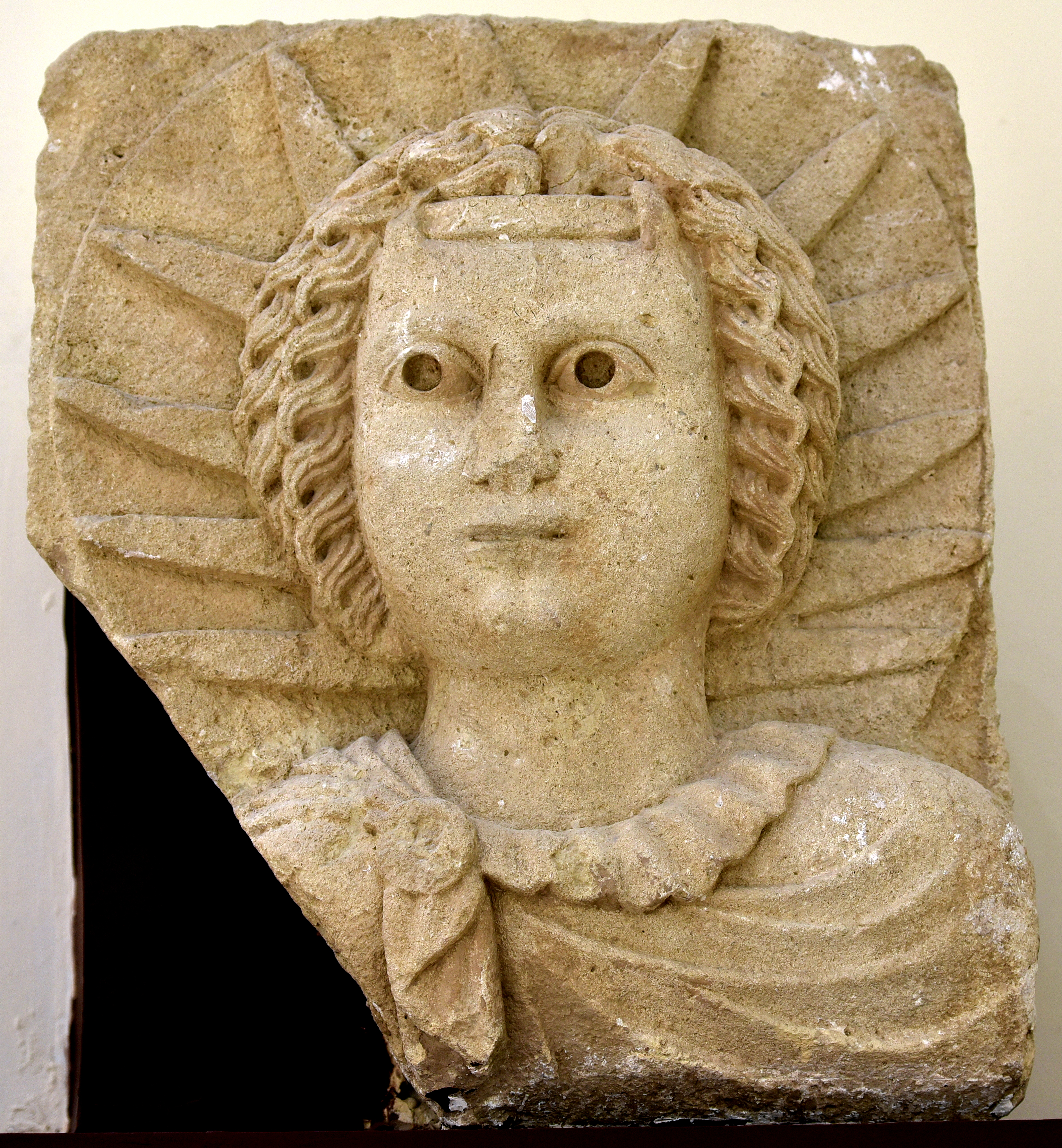
Albasten plaat met een mannelijke figuur en gezicht uit Hatra. Achter zijn hoofd verschijnt een grote schijf met stralende stralen. De figuur is Shamash, de god van goddelijke gerechtigheid, en de zon, 2e-3e eeuw, Irak-museum Bagdad

#### Arabische mythologie
Voorafgaand aan de islam concentreerde de religie op het Arabische schiereiland zich op lokale goden, waarbij elke stam en koninkrijk zijn eigen beschermende goden had. Er waren echter ook goden die alle Arabieren gemeen hadden, en de drie-eenheid van goden die de zon, de maan en de planeet Venus vertegenwoordigden, schijnt overal in Arabië te zijn aanbeden, hoewel hun namen, geslacht en aanbidding tussen regio's verschilden.
Shams, ook wel Shamsum of Dhat-Ba 'dhanum genoemd, is een zonnegodin uit de Arabische mythologie. Ze was de beschermgodin van het Himyar koninkrijk. Haar naam betekende stralend, zon of schitterend. Ze was het Zuid-Arabische equivalent van de Noord-Arabische zonnegodin Nuha. Als Nuha werd Shams ook aanbeden in een drie-eenheid naast de mannelijke goden van de maan en Venus. Bij de Sabeeërs werd de zonnegodin Shams aanbeden met de god van de planeet Venus, Athtar en Almaqah, de god van de maan. In Hadramaut werd Shams aanbeden met Athtar en de maangod Syn. Shams werd beschreven als de echtgenoot van Athtar. Ze kreeg votiefoffers in de vorm van paarden.
In Mesopotamië werd Athtar geïdentificeerd met de godin Ishtar en Shams met de zonnegod Shamash.

#### Kanaän
In de Kanaänitische mythologie was Shapash (ook wel Shapsh, Shapshu of soms Shemesh) de godin van de zon, ze was de dochter van El en Asherah. Ze staat bekend als "fakkel van de goden" en wordt beschouwd als een belangrijke godheid in het Kanaänitische pantheon. De Kanaänitische mythologie is voortgekomen uit een religieus systeem dat dateert uit het neolithicum en was in gebruik was bij de archaïsche autochtone bevolking. Er was een sterke overeenkomst met de Anatolische mythologie en beide waren sterk beïnvloed door de oeroude Mesopotamische mythologie.
In de Tenach is het aanbidden van Shemesh verboden en wordt gestraft met steniging. Het aanbidden van Shemesh omvatte naar verluidt het buigen naar het oosten, in de richting van de zon, evenals rituelen die verband hielden met paarden en wagens die met haar werden geassocieerd. Koning Josia zou de zonaanbidding hebben afgeschaft.

#### Boeddhisme

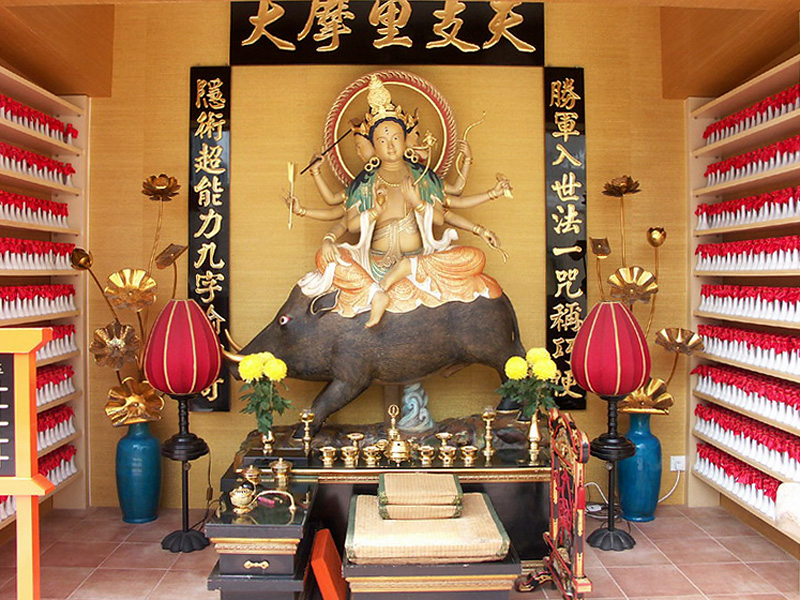
Mārīcī met acht armen en vier gezichten rijdend op een zwijn - Hongfashan-tempel, Hong Kong

Mārīcī (Sanskriet : मारीची, letterlijk "Lichtstraal"), is zowel een deva als een bodhisattva die met licht en de zon wordt geassocieerd. De oorsprong van Mārīcī is onduidelijk; ze lijkt echter een samensmelting te zijn van Indische, Iraanse en niet- Indo-Iraanse antecedenten. Er wordt ook gedacht dat ze afkomstig is van de Vedische godin van de dageraad Ushas.
In China wordt Mārīcī aanbeden als zowel een boeddhistische als een taoïstische godheid. In Japan werd Mārīcī door Samurai aangeroepen bij zonsopgang om de overwinning te behalen.

#### Fenicië
El Gebal is de zonnegod uit de Fenicische mythologie. De tempel van Elagabal in Rome werd gebouwd in opdracht van keizer Elagabalus. Deze Romeinse keizer (Marcus Aurelius Antoninus, rond 203-4 - 11 maart 222) was algemeen bekend bij zijn bijnaam Elagabalus of Heliogabalus.
De uit Syrië afkomstige keizer was een priester van de zonnegod El Gebal. Nadat hij op jonge leeftijd in Rome aan de macht was gekomen, probeerde hij zijn zonnegod onder de Latijnse naam Deus Sol Invictus tot Romeins oppergod te promoveren. Ter ere van El Gebal liet Heliogabalus daarom een grote tempel bouwen op de Palatijn, die in 221 werd ingewijd. De Zwarte Steen uit Emesa werd naar de tempel van Elagabal in Rome gebracht, de steen is verloren gegaan.

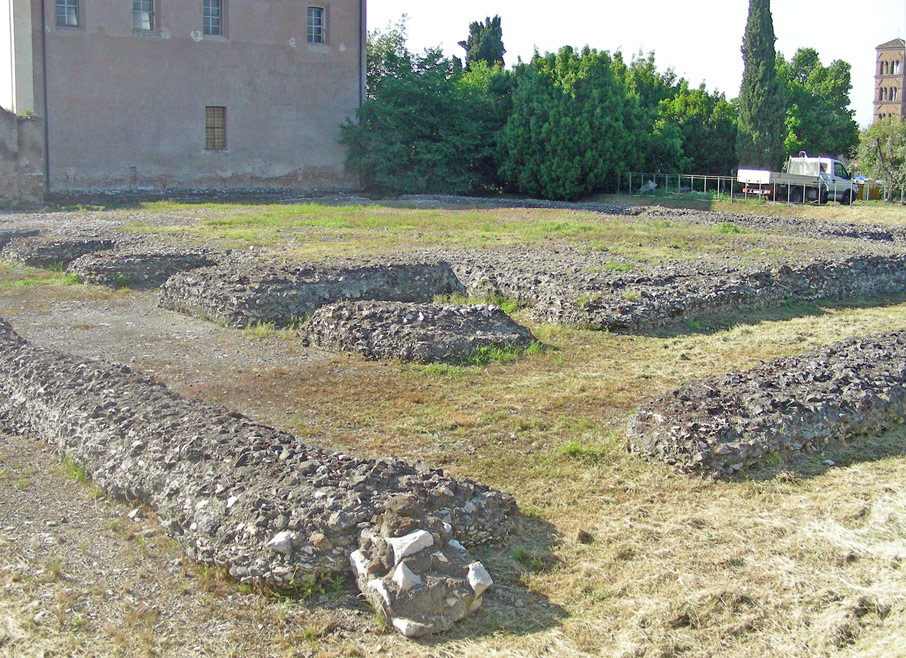
Palatijn, overblijfselen van de tempel van Elagabalus
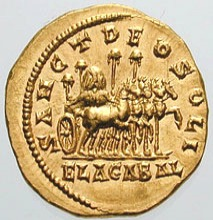
Elagabalus Aureus Sol Invictus op een munt uit 218

#### Japanse mythologie

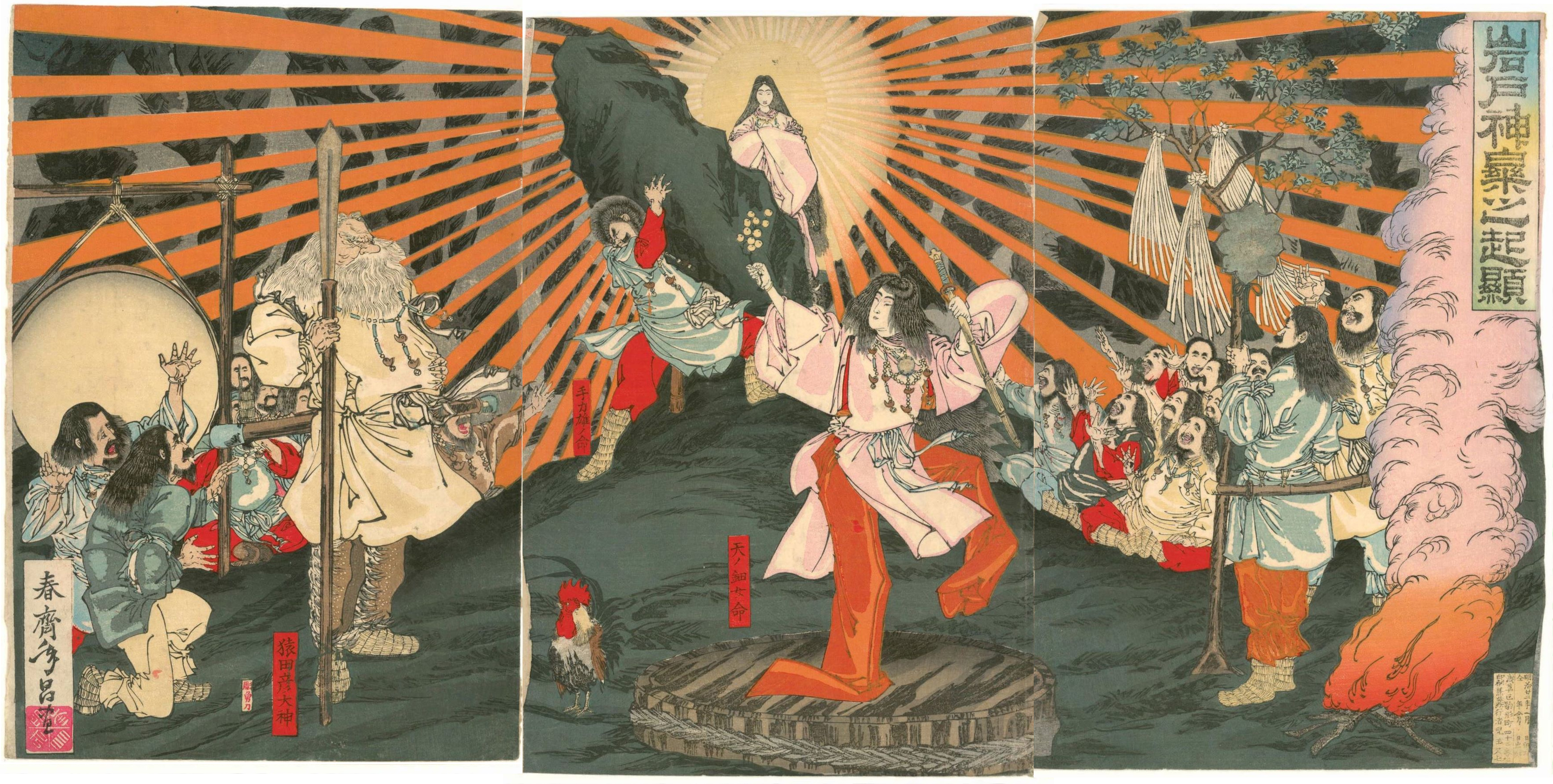
Amaterasu uit de verschijnt uit de grot, 1889

Amaterasu is de zonnegodin uit de Japanse mythologie. Haar volledige naam is Amaterasu-ō-mi-kami (天照大神), dit betekent glorieuze godin die in de hemelen schijnt of doorluchtige die de hemelen doet schijnen.

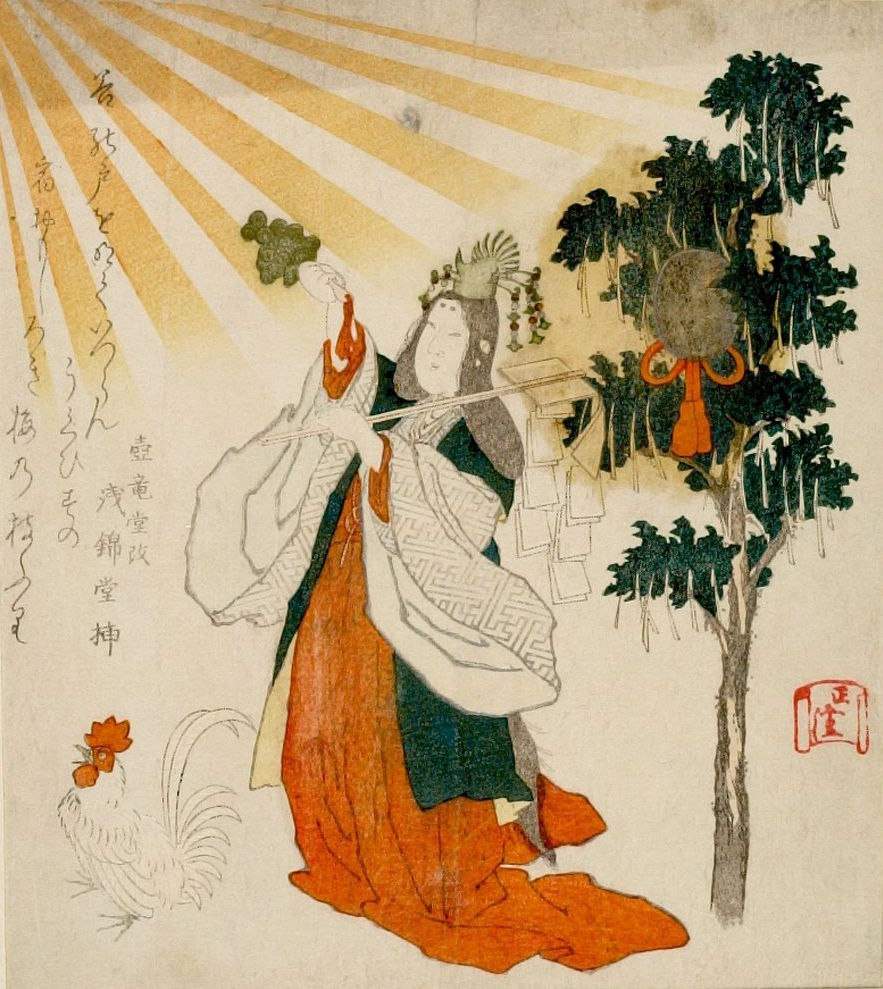
Uzume met haan en spiegel, Edoperiode, Harvard Art Museums

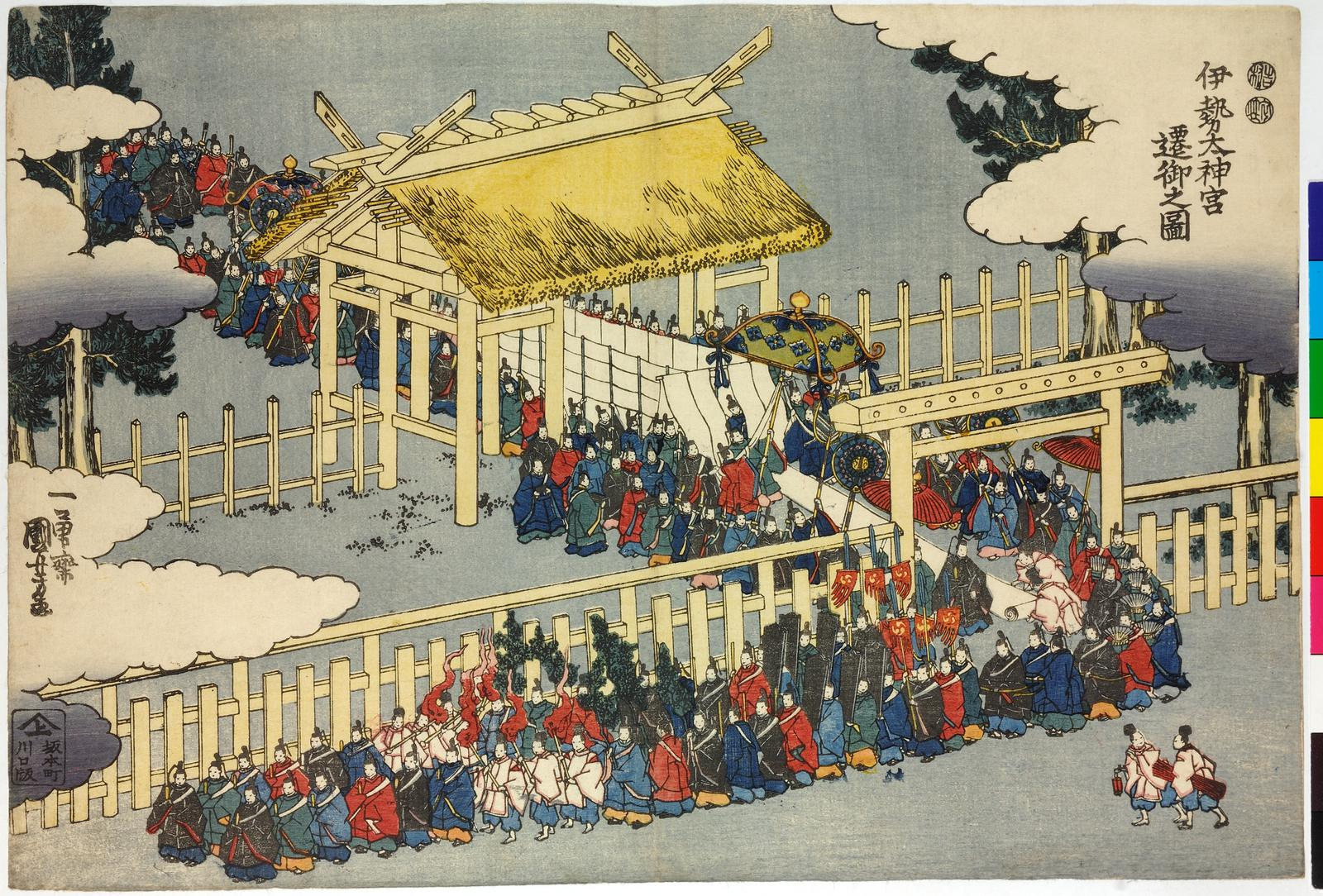
Ceremonie tijdens de wederopbouw van het Grote Heiligdom van Ise, processie van heiligdompriesters met fakkels, 1847-1852

In een mythe had ze zich in woede teruggetrokken in een grot. Om haar weer naar buiten te krijgen voerde Ame-no-Uzume-no-Mikoto (ook wel Uzume genoemd) de godin van de dageraad en de lach – voor de andere goden die buiten de grot wachtten – een erotische dans uit waarbij zij haar rok uittrok (anasyrma). Op het tumult en gelach kwam Amaterasu uit nieuwsgierigheid weer naar buiten. Amaterasu zag zichzelf dansen in de spiegel. De god van de Sluwheid zou de list bedacht hebben en Soesano, de broer van Ameterasu, werd verslagen. De erotische dans van Amaterasu is waarschijnlijk een restant van oude vruchtbaarheidsriten. Ze weeft het weefsel van het heelal en staat in verband met de onderwereld en midwinter.
Amaterasu is de heerser van de hemelse kami (takama no hara). De meerderheid van de ujigami dateren uit de Yayoiperiode. Goddelijke voorouders gaven clans een sociaal hogere positie. Toen de Yamato-clan aan invloed bleef winnen in de derde en vierde eeuw kreeg de zonnegodin Amaterasu, de goddelijke voorouder van de Yamato-clan, een belangrijkere plaats in de Japanse maatschappij. Vandaag de dag is zij nog steeds de belangrijkste ujigami in het Shintoïsme. Ninigi zou de kleinzoon van Amaterasu zijn geweest, volgens de verhalen stamt Jimmu van hem af.
De Ise Jingu is een complex van Shintoschrijnen. Het is een van de heiligste en belangrijkste plekken binnen het Shintoïsme. Toegang tot de locatie is sterk aan banden gelegd; bezoekers mogen doorgaans niet meer zien dan de daken van de centrale gebouwen. De gebouwen zelf staan verborgen achter houten schuttingen. De hogepriesters en -priesteressen van de Ise Jingū moeten traditiegetrouw afkomstig zijn uit de Japanse keizerlijke familie. De binnenste schrijn, Naikū, ligt in de plaats Ujitachi, ten zuiden van Centraal-Ise en is gewijd aan de godin Amaterasu-ōmikami. De andere schrijn, Gekū, ligt ongeveer zes kilometer van Naikū en is gewijd aan Toyouke no ōmikami, de godheid van landbouw en industrie.
Volgens Michael Witzel is Uzume het nauwst verwant aan de Vedische godin Ushas, een afstammeling van de Proto-Indo-Europese godin Hausos. Beide godinnen hebben veel overeenkomsten, zoals de grot (Vala/Iwato) en het blootleggen van borsten als teken van vriendschap. Witzel stelde voor dat de Japanse en Vedische religies veel nauwer verwant zijn in vergelijking met andere mythologieën onder wat hij de Laurasiaanse mythologie noemt, en dat de twee mythen teruggaan tot de Indo-Iraanse periode, rond 2000 v.Chr. Dit zou Uzume analoog maken aan de Griekse godin Eos en de Romeinse godin Aurora.

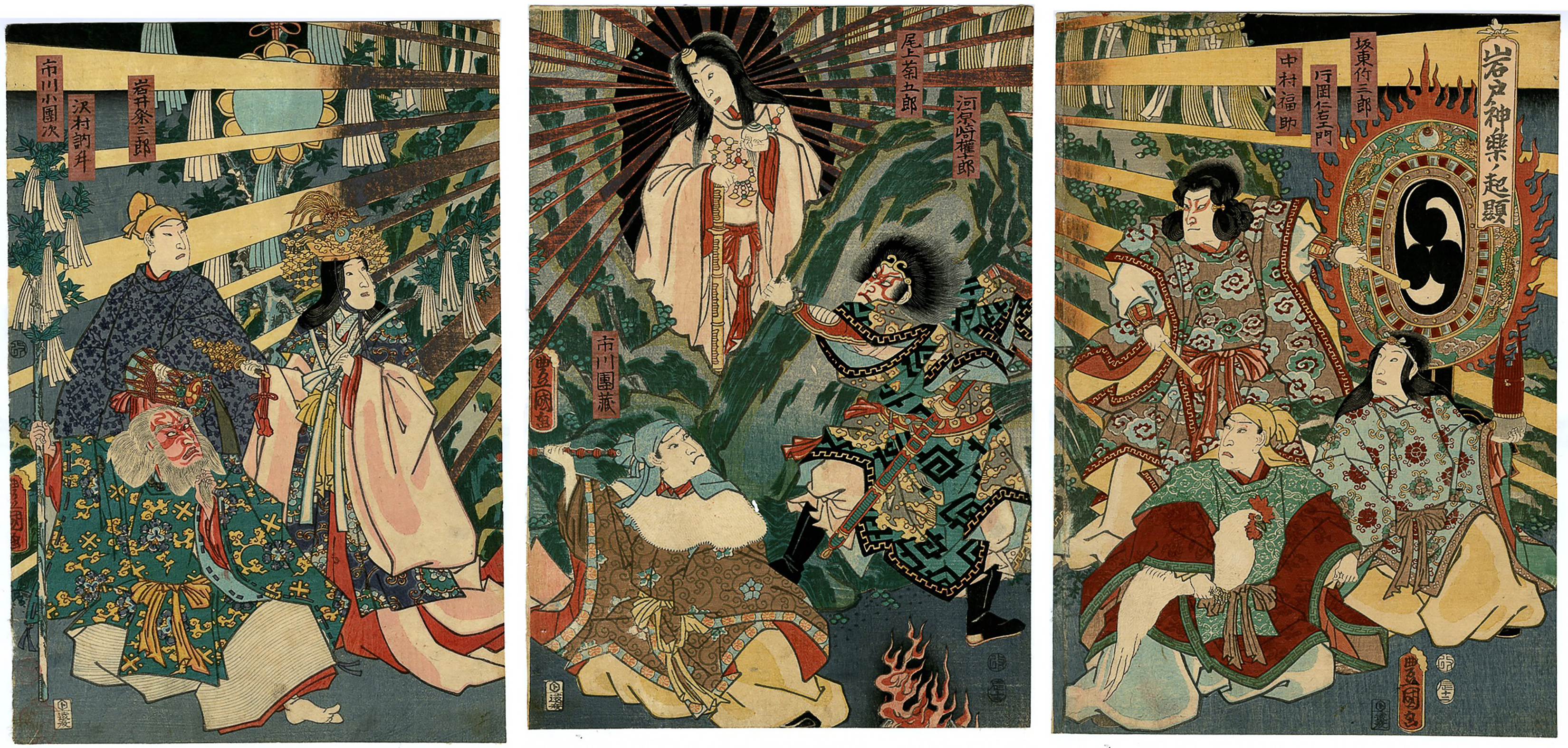
Amaterasu verschijnt uit de grot, 1856
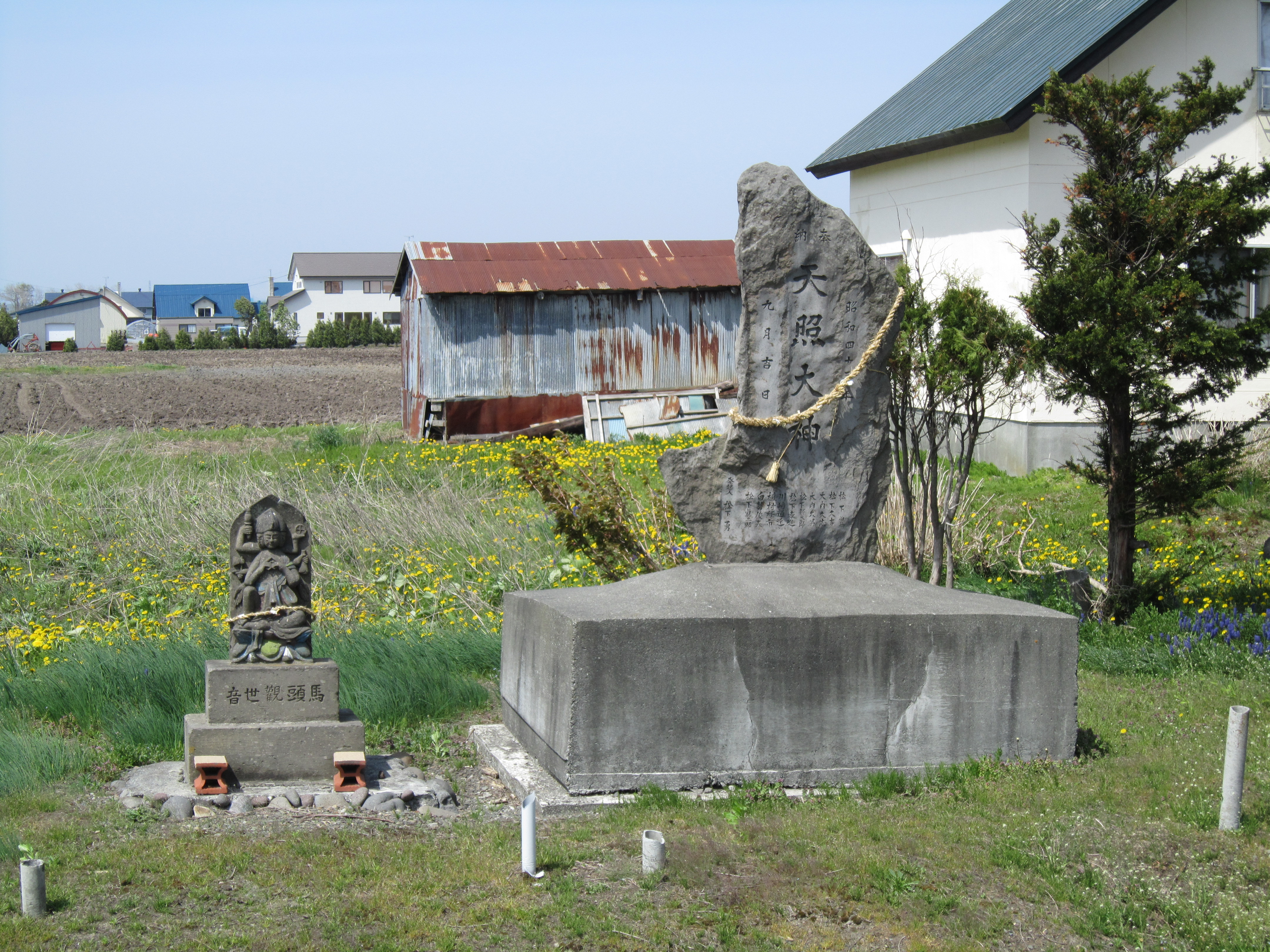
Monument voor Amaterasu in Hokkaido (Japan)
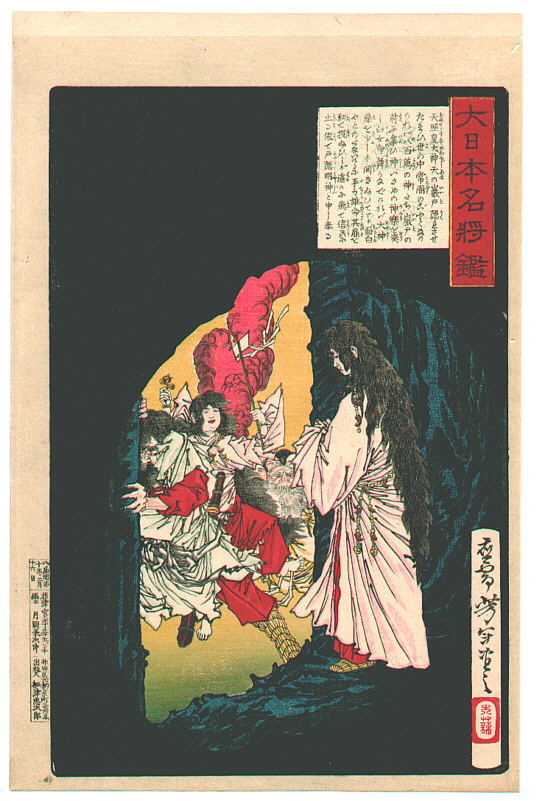
Amaterasu verschijnt uit de grot, 1882
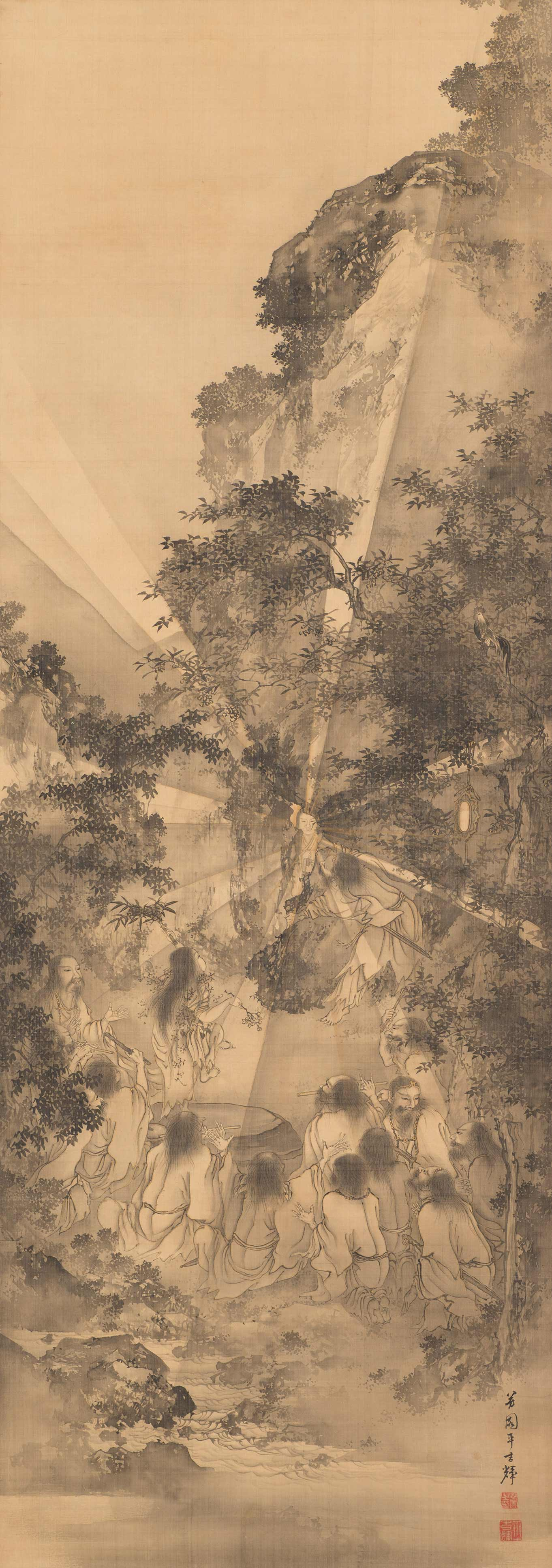
Amaterasu uit de Meijiperiode
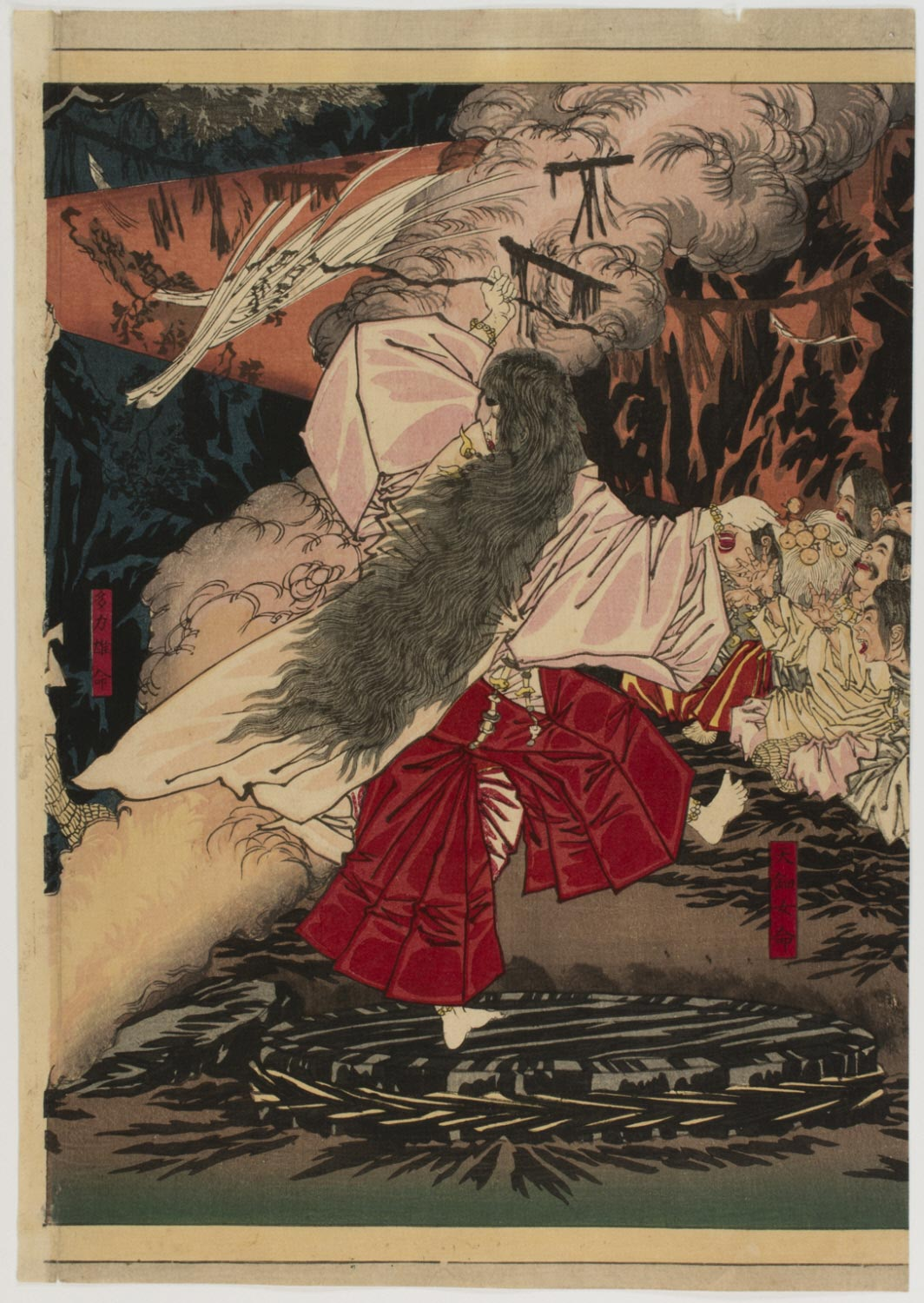
Ame-no-Uzume no Mikoto danst om Amaterasu uit haar grot te lokken
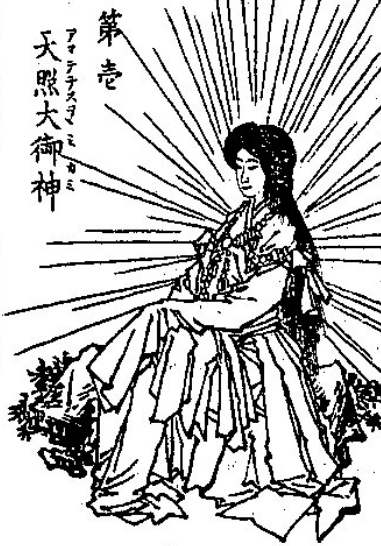

#### Aino
Bij de Aino is Tokapcup-kamuy (Ainu :トカㇷ ゚チュㇷ ゚カムイ, dagverlichtende god) de zonnegodin. Haar man is de maangod Kunnecup-kamuy.

#### Armeense mythologie
Areg (Arev) of Ar is de god van de zon in de Armeense mythologie, vergelijkbaar met Mesopotamische Utu. Waarschijnlijk ook bekend als, of ontwikkeld tot, Ara. Hij is de zonnegod met zijn mensen als 'kinderen van de zon'. Het pantheon van het voorchristelijke Armenië veranderde door de eeuwen heen. De Armeense mythologie is ontstaan uit oude Indo-Europese tradities, in het bijzonder Proto-Armeens, en daarna geleidelijk opgenomen Anatolische, Hurro - Urartiaanse, Mesopotamische, Iraanse en Griekse geloofsovertuigingen en goden.

#### Hindoeïseme
In de Veda's is Surya de zonnegod, hij is een Aditya. Van hem wordt gezegd dat hij door de hemel rijdt in zijn triomfwagen, ingespannen door zeven paarden of een paard met zeven koppen, die de zeven kleuren van de regenboog of de zeven chakra's vertegenwoordigen. Hij zit de zondag voor. De swastika wordt gebruikt als symbool voor Surya, de zonnegod in het hindoeïsme.

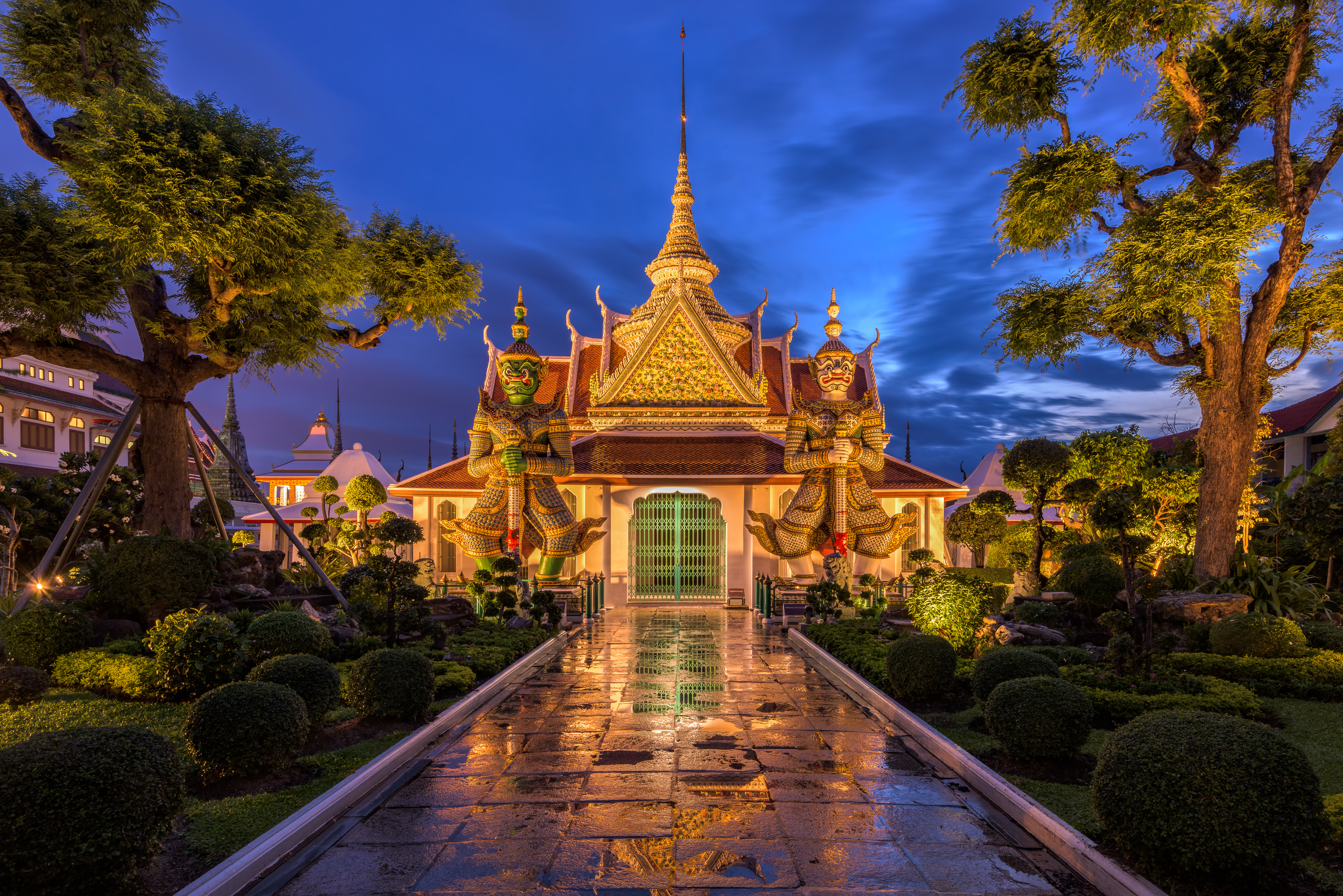
De twee reuzen Thotsakan and Sahatsadecha bewaken de oostelijke poort van Wat Arun, een tempel voor Aruna in Bangkok

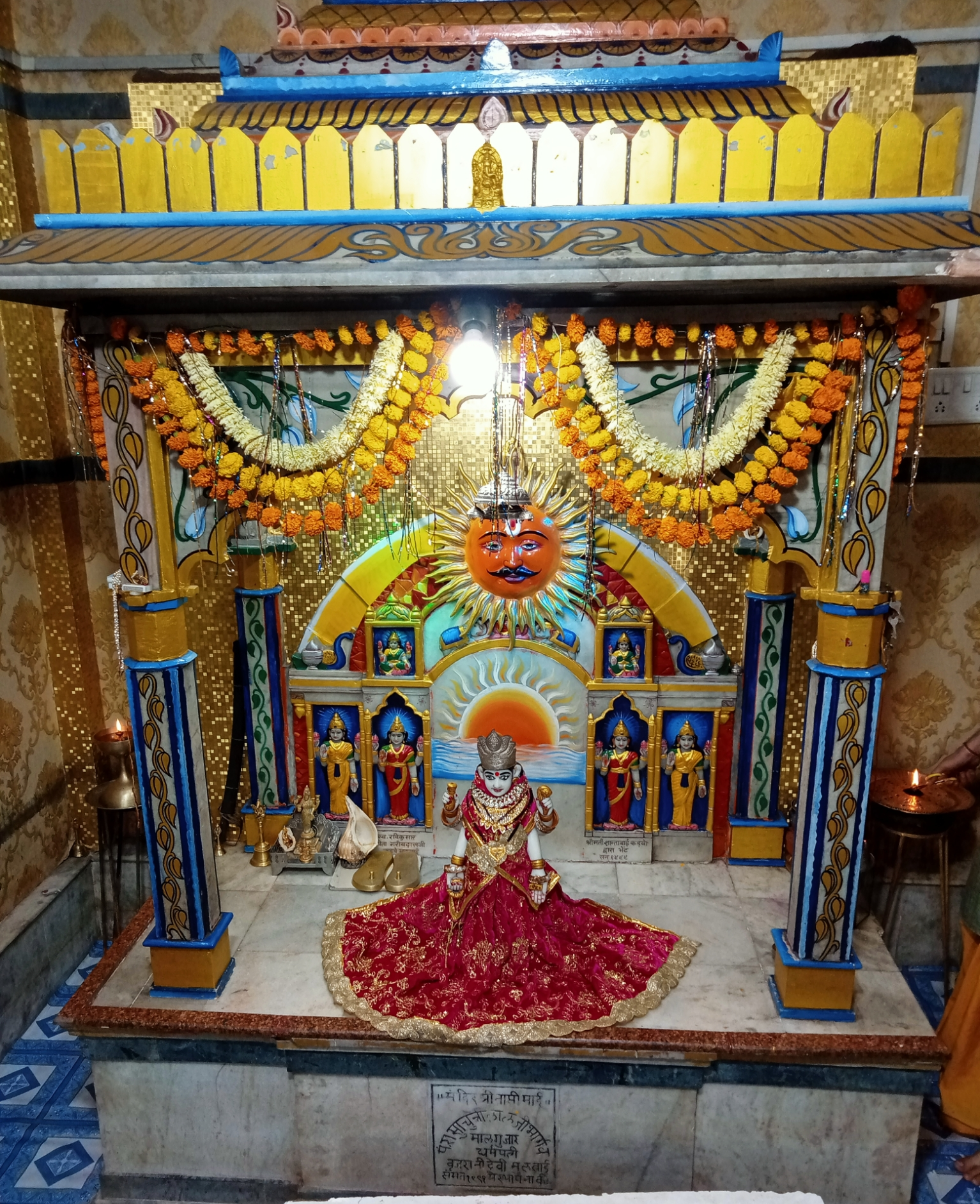
Tempel voor Tapati

Aruna ment de wagen van Surya en wordt afgebeeld al zittend zonder benen. Aruna is de god van de dageraad. In een verhaal wordt verteld waarom hij geen benen heeft. Garuda, die geassocieerd wordt met de zon, kan in verband gebracht worden met de dood (de vogels als dragers van de ziel).
Bij de shakta's wordt Shakti vereerd om Shiva te kunnen bereiken. Die wordt gezien als de onpersoonlijke, absolute God. Shaivieten en vaishnavieten beschouwen Surya (de zonnegod) vaak als een aspect van Shiva resp. Vishnoe. Zo wordt de zon bij de vaishnavieten Surya Narayana genoemd. In de shaiva-theologie wordt de zon beschouwd als een van de acht vormen van Shiva, de Astamurti. Ganesh en Skanda zijn voor hen aspecten van Shiva en Shakti. Volgens het smartisme vereren de meeste hindoes Ishvara in de vorm van Vishnu of Shiva.
Sūrya namaskāra of Surya Namaskar betekent zonnegroet.
In de Mahabharata wordt verteld hoe de zonnegod aan de mensen leert hoe men zich tegen de zonnestralen kan beschermen.
Saora betekent "iemand die de zonnegod vereert". Toen het een echte cultus werd, ging men de zonnegod zien als de Vader (voortbrenger) van het universum. Saora yoga is onderdeel van tantra.
Krishna is een zonnegod, heeft kudden koeien en stieren, die in de mythologie met de zon (Hari) zijn verbonden. Helena Blavatsky zette in Van de grotten en jungles van Hindoestan uiteen waarom ze ervan overtuigd was dat Krishna overeenkomt met Apollo.
De asvins zijn de zonen van de wolken- of dageraadgodin Saranyu (Sangna), Twastri's dochter, en de zonnegod Vivasvan (Surya). Ze rijden op een gouden wagen met drie wielen, getrokken door (gevleugelde) paarden, vogels, buffels of een ezel. De wagen is door de drie Ribhu's gemaakt. Ze worden door de dageraadgodin Ushas gewekt en volgen haar in hun wagen. Ze reizen in een dag over de wereld
Tapati (Sanskriet: तपती, tapatī) is een godin die in het hindoeïsme voorkomt. Ze staat ook bekend als de godin van de rivier Tapati en de moedergodin van het Zuiden (thuis van de zon) waar ze warmte naar de aarde brengt. Volgens bepaalde hindoeteksten was Tapati een dochter van Surya (de zonnegod) door Chhaya, een van de vrouwen van Surya. Tapati's naam betekent letterlijk de "opwarming", "de hete", "brandende". Tapati wordt oorspronkelijk twee dozijn keer genoemd in de Mahabharata, als een vrouw van Samvarana met een zoon genaamd Kuru (de stichter van de Kurudynastie). Het verhaal van beide karakters is ook gevonden in andere hindoeteksten zoals Bhagavata Purana en Purana's. Volgens deze teksten lag het huis van Tapati aan de oevers van de rivier de Tapati. Aangezien de rivier Tapati waarschijnlijk naar Tapati is vernoemd, aanbidden mensen haar zowel in de vorm van een godin als in die van een belangrijke rivier met vele bewonderenswaardige kwaliteiten, opgesomd in hindoeteksten.
In Mahabharata vroeg Arjun Gandharva naar de oorsprong van de naam Tapatya, dus de Gandharva zei dat de zon een prachtige dochter had genaamd Tapati, hij was bang haar uit te huwelijken. Een vroege Kaurava-koning Samvarana aanbidt de zon en werd gekozen als haar echtgenoot. Op een dag zag deze koning haar en werd verliefd en stelde een huwelijk voor, maar ze verwees hem naar haar vader voor zijn goedkeuring. Daarna begon de koning de zon te aanbidden en nam de hulp van de wijze Vasistha en stuurde hem naar de zon. Vasistha verzocht de zon om het huwelijk van Samvarana en Tapati goed te keuren en de zon stemde ermee in.
Savitr is god van de zon bij zonsopgang en zonsondergang. Hij wordt soms geassocieerd met (en soms juist onderscheiden van Surya, "de zon"). Savitr verdween als een onafhankelijke godheid uit het hindoeïstische pantheon na het einde van de Vedische periode, maar wordt nog steeds aanbeden in het moderne hindoeïsme en wordt Sāvitrī genoemd.
De zon voor zonsopgang wordt Savitr genoemd en na zonsopgang tot zonsondergang wordt het Sūrya genoemd.
Savitr wordt vereerd in de Rig-Veda, het oudste onderdeel van de Vedische geschriften. Hij is voor het eerst opgenomen in boek drie van de Rigveda; (RV 3.62.10) later de Gayatri-mantra genoemd. Verder wordt hij zeer gedetailleerd beschreven in Hymn 25 van de Rigveda, ook wel de Hymn of Savitr genoemd. In deze hymne wordt Savitr gepersonifieerd en voorgesteld als beschermgod. Hij wordt gevierd in elf hele hymnen van de Rigveda en in delen van vele andere teksten, waarbij zijn naam in totaal ongeveer 170 keer wordt genoemd. Net als Surya wordt Savitr gesmeekt om slechte nachtmerries te verwijderen en de mens zondeloos te maken. Savitr verdrijft tovenaars en vijandigheid. Hij leeft vaste wetten na. De wateren en de wind zijn onderworpen aan zijn verordening. Hij leidt de wateren en door zijn voortstuwing stromen ze breed.
Aryaman (Sanskriet: अर्यमन्‌) is een van de vroege Vedische hindoegoden. Zijn naam betekent "levenspartner", "goede vriend", "partner", "speelkameraad" of "metgezel". Hij is de derde zoon van Aditi, de moeder van Adityas en wordt afgeschilderd als de zonneschijf van het midden van de ochtend. Hij is de godheid van de gebruiken, en heerst over de gebruiken die de verschillende Vedische stammen en volkeren beheersen. In de Rigveda wordt Aryaman beschreven als de beschermer van merries, en de Melkweg (aryamṇáḥ pánthāḥ) zou zijn pad zijn.
Dhisana is een van de godinnen van de welvaart in het hindoeïsme. Ze werd ook genoemd als de godin van vuur, zon, maan en sterren.
Een Indiaas sprookje vertelt hoe een kluizenaar de zonnegod vraagt met een meisje te trouwen.

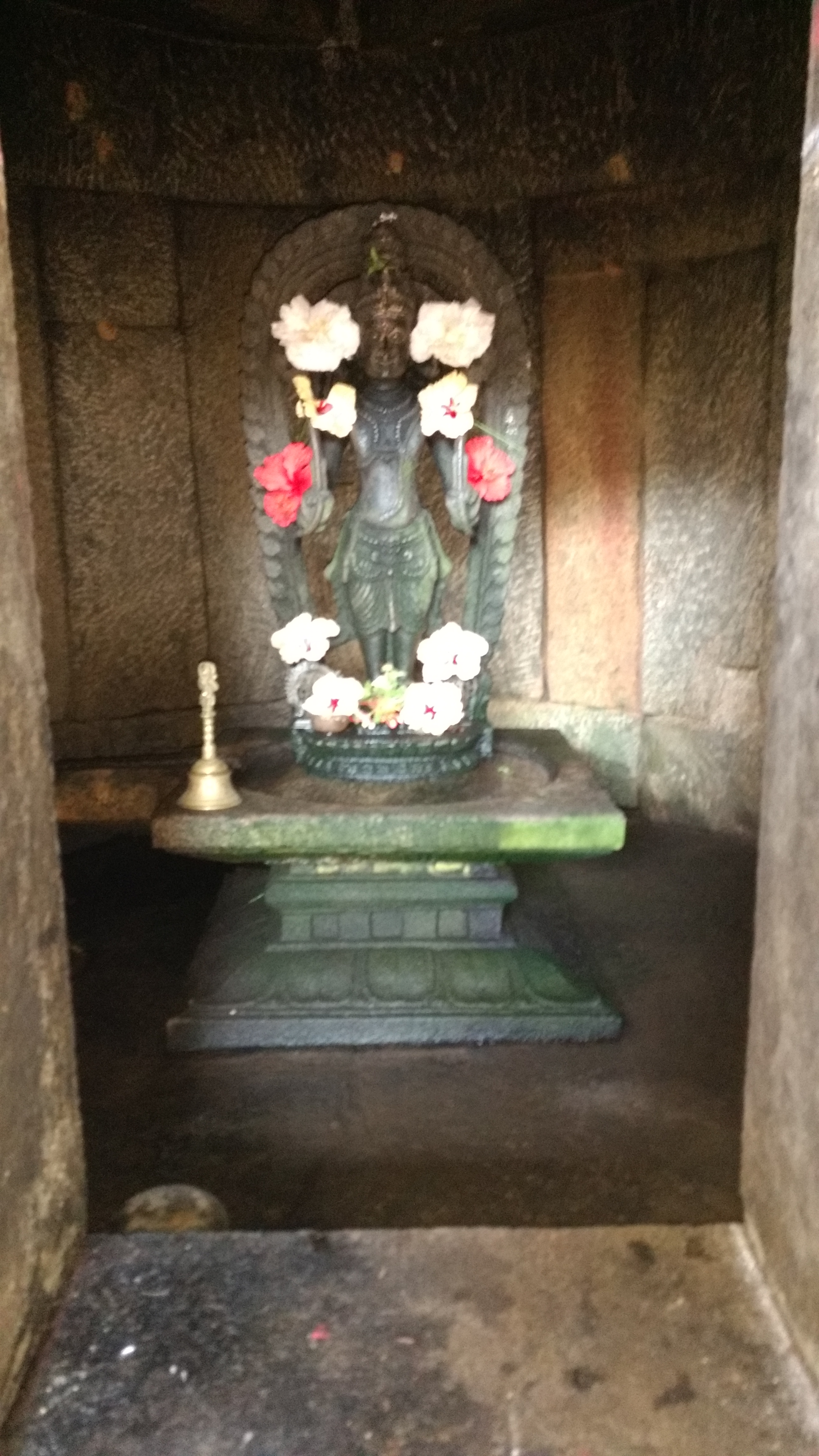
Idool voor Surya Narayana, 16e eeuw
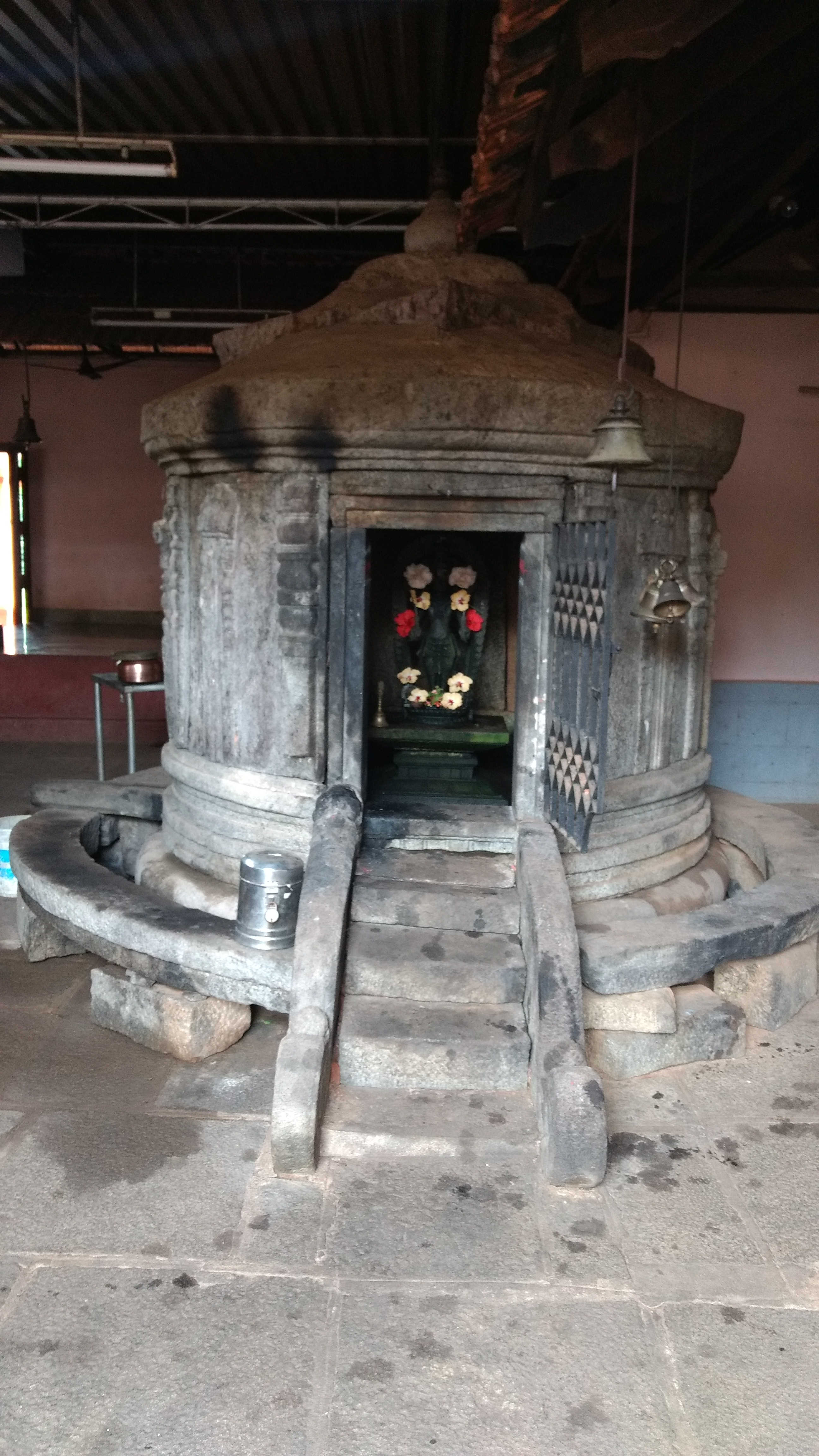
Cirkelvormig heiligdom van de zonnegod Surya Narayana
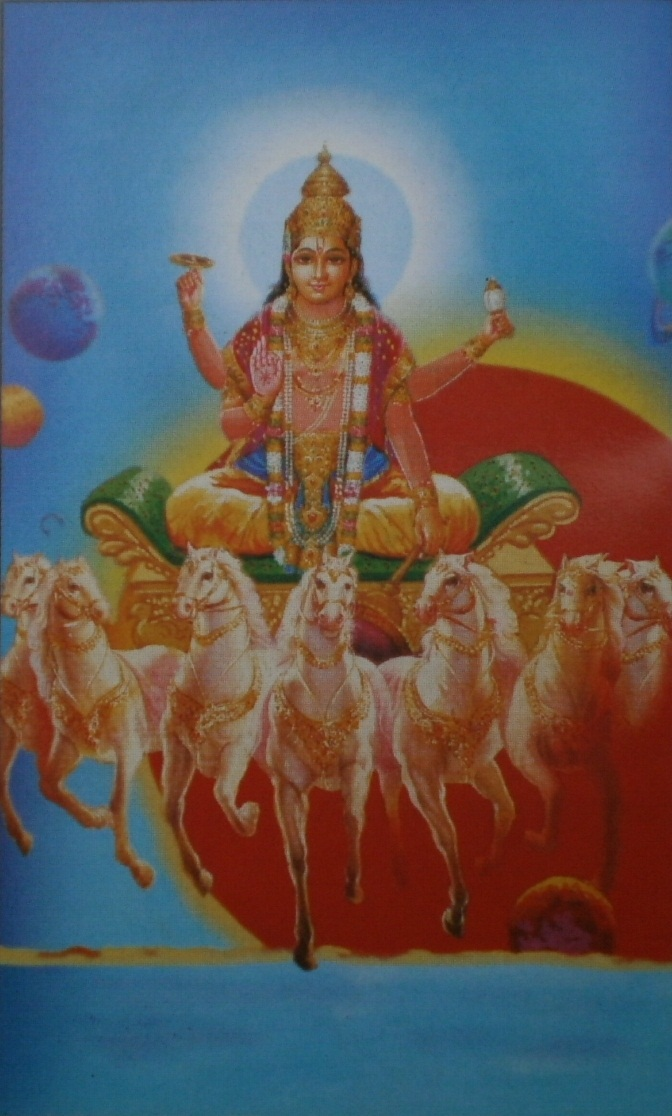
Surya rijdt op zijn wagen getrokken door zeven paarden
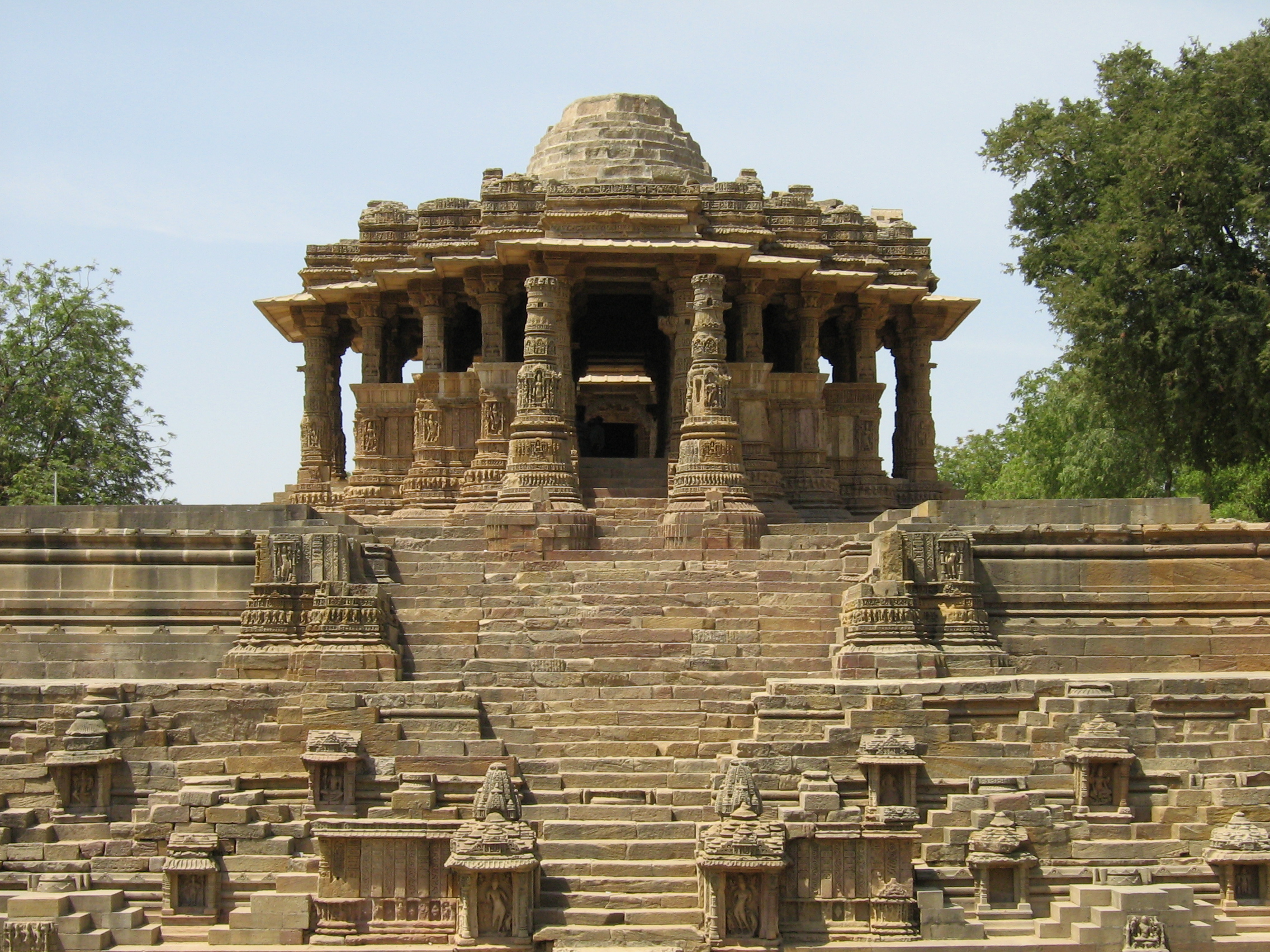
Zonnetempel voor Surya uit de 11e eeuw, Gujarat

#### Zorotraïsme
In een heilige Perzische tekst, de Avesta, verschijnt aan "het einde der tijden" een messias die het kwade overwint. Hij zal een zalf van stierenvet en hamoa maken en daarmee onsterfelijkheid bewerken. Op de altaren van Mithras in het aan hem gewijde Taurobolium wordt deze zonnegod afgebeeld terwijl hij zich met stierenbloed wast.

#### Taoïsme
Taiyangxingjun is de zonnegod in het Taoïsme.

#### Filipijnse mythologie

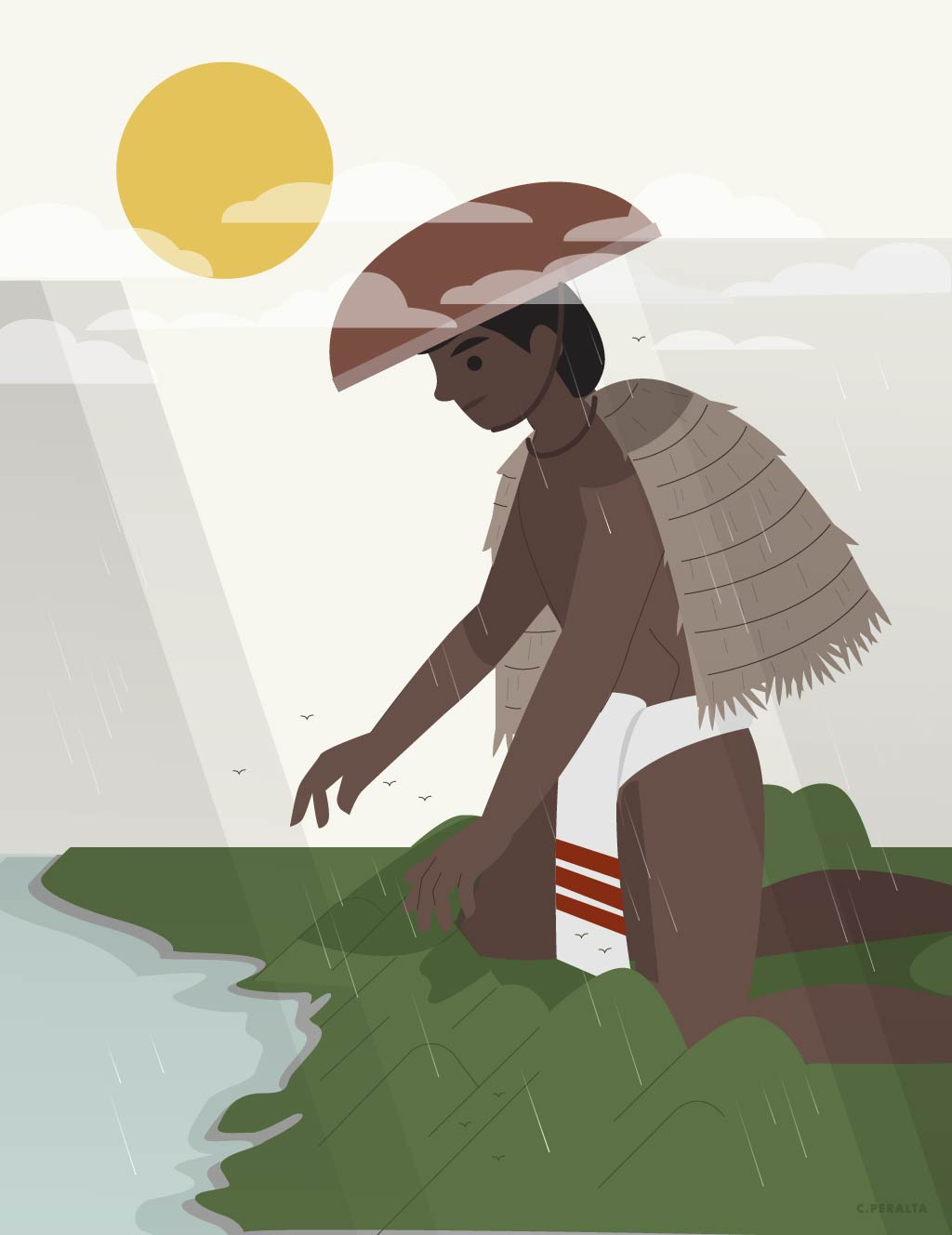
De scheppingsreus Angalo plaatste de zon

Elke etnische groep in de Filipijnen heeft zijn eigen mythes en goden.
Bij de Ilocano was Angalo een reus, met zijn acties vormde hij de heuvels en bergen van Luzon. Hij vormde de oceanen en plaatste de hemel, de zon, de maan en de sterren. Apo Init is de Ilocano-godheid van de zon. Amman is de Ilocano-god van de zon; de zon is zijn oog.
Volgens de Ibaloi was het eerste dat bestond de luchtwereld en de onderwereld; de volkeren van beide kanten vochten en op een dag raakte een man uit de onderwereld de zonnegod met een pijl; de zonnegod duwde daarna de hemelwereld omhoog en duwde de onderwereld naar beneden, en schiep toen de aarde.
De pre-koloniale Visayas werden beïnvloed door hindoe-boeddhisten en animisme. De zon en de maan creëerden de sterren. De zon verbrandde de sterren en dit maakte de maan van streek. Ze begonnen te vechten, maar de maan rende weg. Dit geeft een etiologische verklaring waarom de zon en de maan elkaar lijken te 'achtervolgen'.
Pre-koloniaals Mindanao (rond 900 n.Chr.) werd beïnvloed door hindoe-boeddhistische, Indonesische en Maleisische overtuigingen en cultuur. De zon en de maan waren getrouwd, maar op een dag werd de zon boos op de maan en begon haar achterna te zitten. Dit geeft een etiologische verklaring waarom de zon en de maan elkaar "achtervolgen". Het eerste kind van de zon en de maan werd door de zon in stukken gehakt omdat hij boos op hem was. De zon verspreidde hem toen over de lucht. Dit is de etiologische verklaring waarom er sterren zijn. Een andere zoon van de zon en de maan was een gigantische krab die bliksem veroorzaakte als hij met zijn ogen knipperde. Hij leeft in een gat in de bodem van de oceaan en is verantwoordelijk voor eb en vloed.

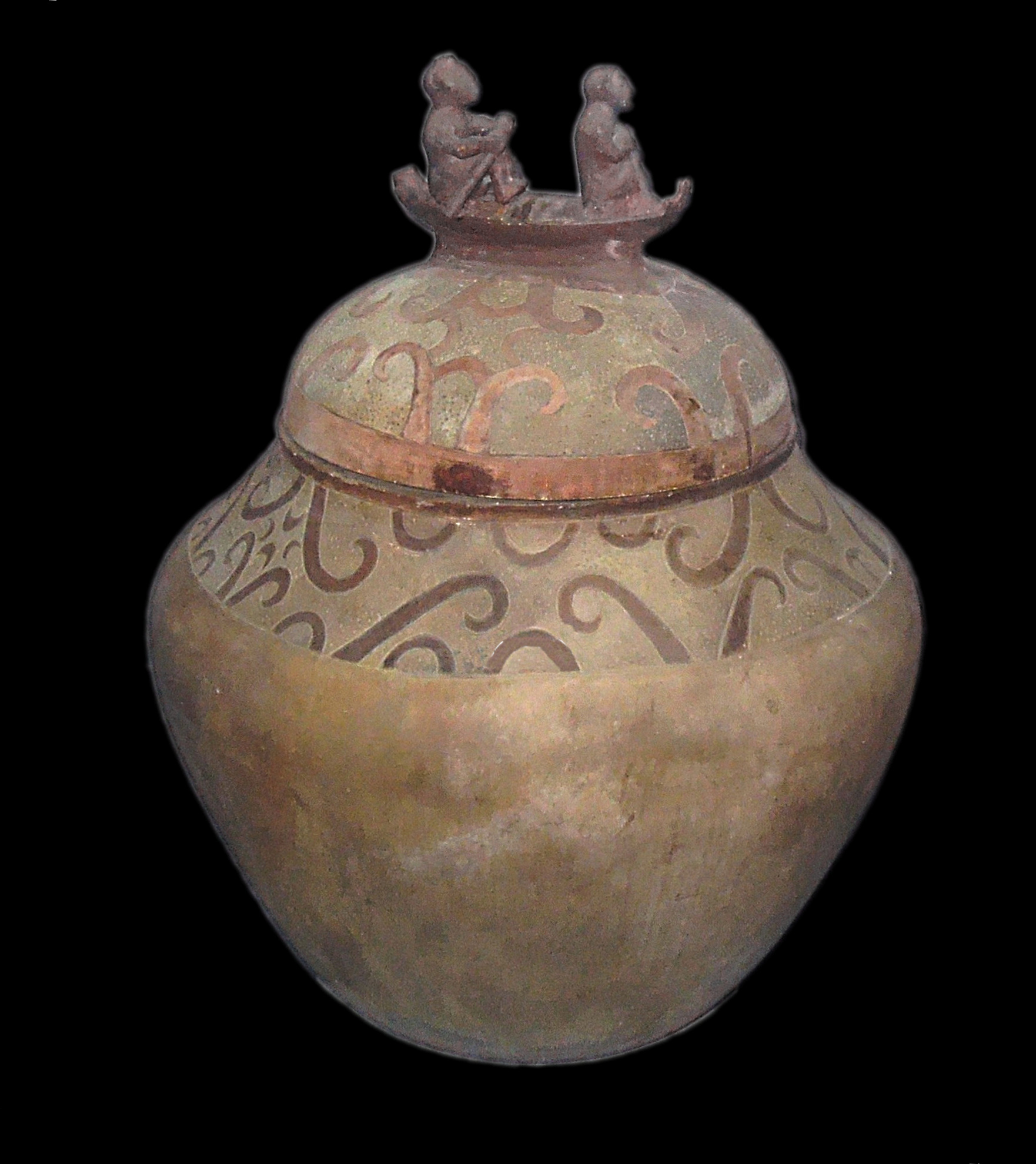
Urn uit het neolithicum van de Itneg. De voorste figuur is de overleden man. De achterste figuur houdt een stuurpeddel vast die de boot en de ziel van de man naar het hiernamaals leidt, Tabon-grotten, Palawan

Init-init is de Itneg-god van de zon is getrouwd met de sterfelijke Aponibolinayen; overdag verlaat Init-Init zijn huis om licht op de wereld te laten schijnen.
Chal-chal is de Bontok-god van de zon wiens zoon het hoofd werd afgesneden door Kabigat.
Mapatar is de Ifugao-zonnegod van de hemel die verantwoordelijk is voor het daglicht.
Elag is de Bugkalot-godheid van de zon, hij wordt aanbeden met de maan en de sterren. Elag heeft een prachtig huis in het luchtrijk genaamd Gacay. Hij trekt zich 's nachts terug in zijn huis en is schenker van licht en groei.
Agueo is de sombere en zwijgzame Pangasinense zonnegod die gehoorzaam is aan zijn vader, Ama. Agueo woont in een paleis van licht.
Algao is de Aeta-zonnegod die vocht tegen de reuzenschildpad Bacobaco.
Mangetchay (ook wel Mangatia genoemd) is de oppergod van de Kapampangan die leven op aarde schiep ter nagedachtenis aan zijn overleden dochter. Mangetchay leeft in de zon.

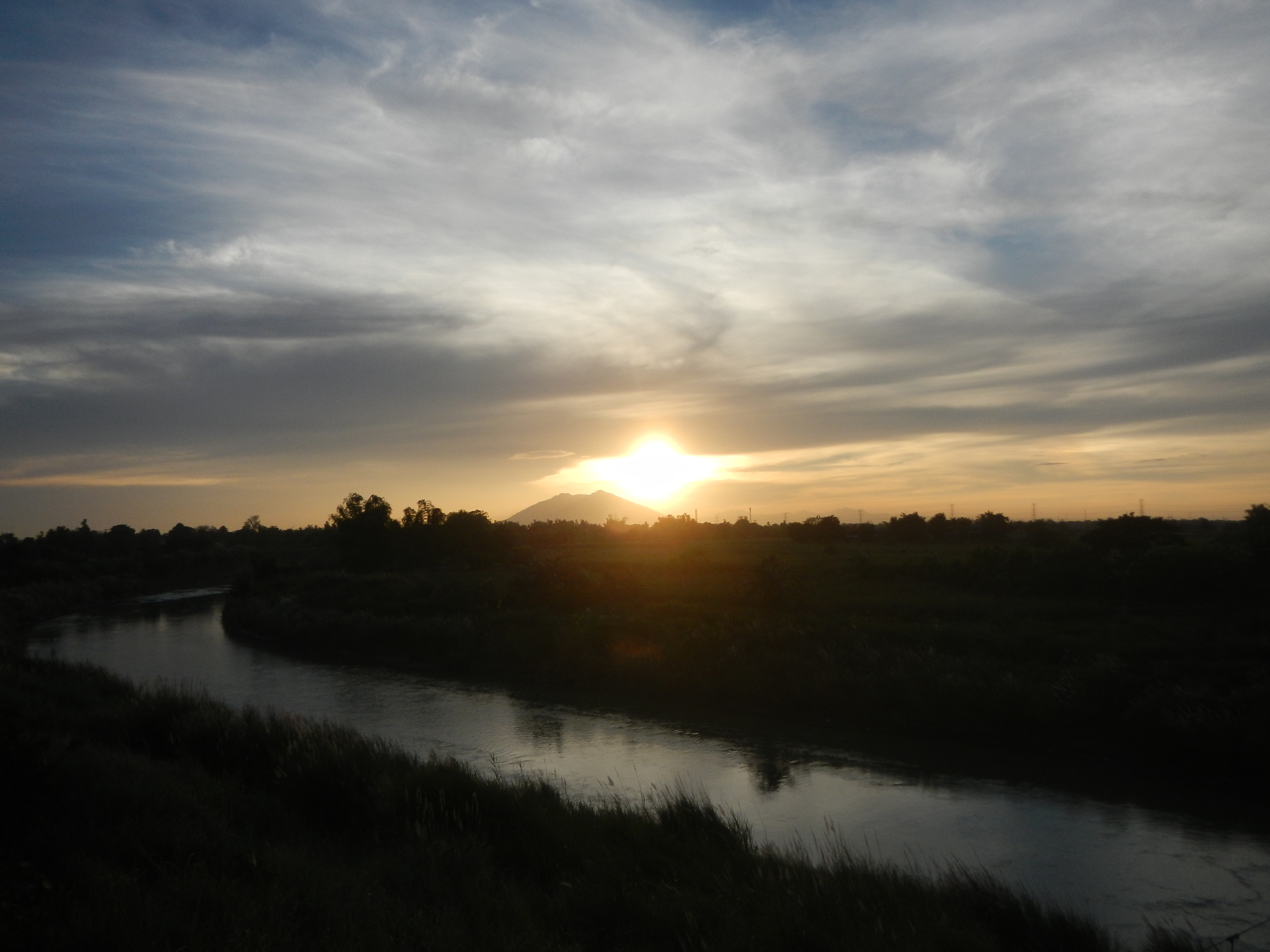
Zonsopkomst boven Mount Arayat

Aring Sinukûan is de Kapampangan-zonnegod van oorlog en dood. Aring Sinukûan leerde de vroege bewoners de industrie van metallurgie, houtkap, rijstcultuur en zelfs oorlog voeren. Aring Sinukûanwoont in Mount Arayat.
Apolaki (ApoLaki, señor Lakj) is de Tagalog-god van de zon en krijgers; Apolaki is de heerser van de wereld overdag.
Adlao is bij de Bicolano de zoon van Dagat en Paros. Hij sloot zich aan bij Daga's rebellie en stierf; zijn lichaam werd de zon.
Bij de Bicolano werd de zonnegod verliefd op een sterveling, Rosa. De naamloze zonnegod weigerde de wereld te verlichten totdat zijn vader instemde met hun huwelijk. Later bezocht hij Rosa, maar vergat zijn krachten over het vuur te verwijderen. Zo verbrandde hij per ongeluk Rosa's hele dorp totdat er niets dan hete bronnen overbleven.
Sanghid is bij de Waray een reus die met bovennatuurlijke snelheid stof weefde op een gouden weefgetouw; hij heeft de kracht om de zon terug te bewegen.
Liadlao is de gouden Bisaya-zoon van Lidagat en Lihangin; gedood door Kaptans woede tijdens de grote opstand; zijn lichaam werd de zon.
Adlaw is de Bisaya zonnegod die wordt aanbeden door de goeden.
Launsina is de Capiznon-godin van de zon, maan, sterren en zeeën, en de meest geliefde omdat mensen vergeving van haar zoeken.
Magrakad is de Tagbanwa-god die precies op het middaguur aan de andere kant van de zon wordt gevonden. Magrakad geeft de warmte die het leven in stand houdt en, wanneer de mensen ziek zijn, de ziekte wegvoert.
Tumangkuyun wast de stammen van de twee heilige kardinaalbomen in Sidpan en Babatan en houdt ze schoon door het bloed te gebruiken van degenen die zijn omgekomen bij epidemieën; het bloed dat hij gebruikt veroorzaakt de kleuren van de zonsopgang en zonsondergang.
Libtakan is de Manobo-god van zonsopgang, zonsondergang en goed weer.
Bij de Bagobo bestaan naamloze goden wiens vuur rook creëren, die de witte wolken maakt. De zon maakt gele wolken die de kleuren van de regenboog maken.
Kadaw La Sambad is een van de twee oppergoden van T'boli. Kadaw La Sambad is getrouwd met Bulon La Mogoaw en hij leeft in de zevende laag van het universum.
Lageay Lengkuos is de grootste van de Teduray-helden en een sjamaan (beliyan). Hij keerde de richtingen om (oost werd west) en hij keerde het pad van de zon om, hij maakte het water land en land werd water.
Sualla leefde in de lucht, terwijl zijn zus Sinonggol in Bonggo woonde (het land van de doden). Sualla bezocht het paleis van de zon en raakte een van de acht oerhouten khnenentaos (standbeelden) aan, waardoor de eerste Teduray ontstond. Uit de rib van de man schiep Sualla de eerste vrouw. Toen de man en vrouw een kind kregen, genaamd Mentalalan, werd het ziek en zocht de man Sualla's hulp. Sualla gaf de man een speciaal medicijn, maar voordat de man het medicijn aan zijn zoon bezorgde, veranderde een demon die door Singgol was gestuurd het medicijn, wat leidde tot de dood van Mentalalan.
Bij de Maranao werd de zonnegod in een antropomorfe vorm afgebeeld als een vlammende jongeman; engelen dienen als zijn wagenmenners.

#### China

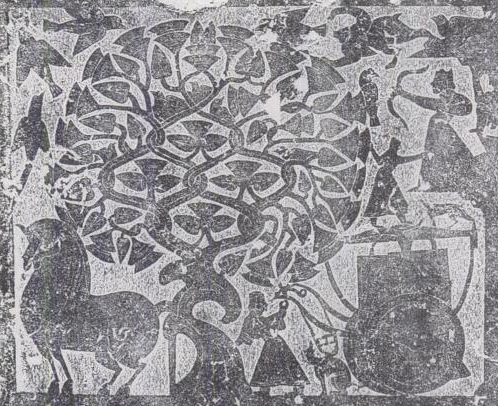
Xihe staat in de buurt van de Fusang-boom en begint de zonnewagen aan een drakenpaard te koppelen en boogschutter Houyi mikt op de zonnekraaien, 2e eeuw

Xihe is de zonnegodin uit de Chinese mythologie. In sommige verhalen was zij de moeder van de tien zonnen en de echtgenote van Dijun (帝俊), de god van het oosten en de vader van de tien zonnen. In andere verhalen bestuurde zij de wagen waarmee elke dag een van de tien zonnen van oost naar west door de hemel werd gereden.
Zhulong was een reuzengrote rode zonnedraak en god in Chinese mythologie. Het had een menselijk gezicht en een slangenlichaam. De dag en nacht werden gecreëerd door zijn ogen te openen en te sluiten en hij creëerde seizoenwinden door te ademen.
Dǒumǔ (Chinees:斗母; 'Moeder van de grote wagen') is een zonnegodin die soms wordt samengevoegd met Marici.
Yu Yi is de god die de zon door de lucht draagt.
Xu Kai is de god van de zonnester.

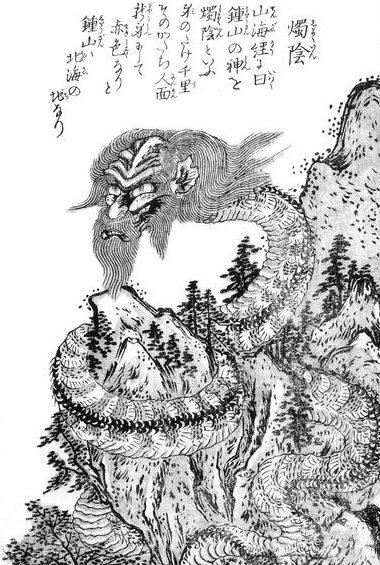
Zhulong op een afbeelding uit 1780
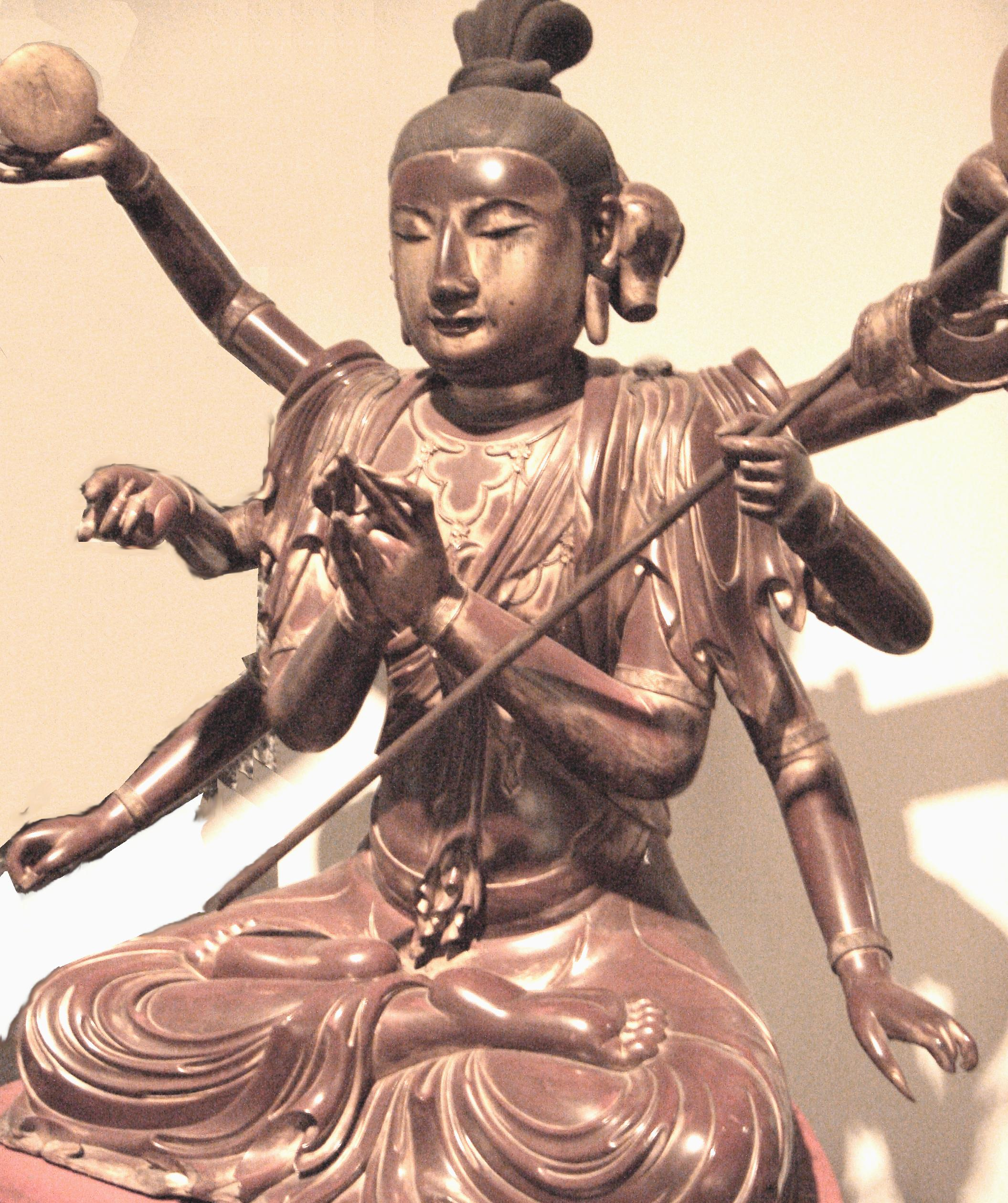
Een standbeeld van Dǒumǔ uit de Song-dynastie

#### Elamitisch
Nahundi of Nahhundi (in het Akkadisch, Nahhunte) was de oude Elamitische god van de zon en van de wet. Hij werd gelijkgesteld met de Mesopotamische zonnegod Utu/Sjamasj.

#### Zunbil
De Zunbil-dynastie en de onderdanen van Zabulistan in Afghanistan aanbaden de zon, die ze Zun noemden. Ze geloofden dat de zon de god van gerechtigheid was, de kracht van het goede in de wereld en, bijgevolg, het wezen dat de duisternis verdreef en de mens toestond nog een dag te leven.

#### Turkije
Gün Ana betekent "Zonnemoeder" in het Turks en vele andere Turkse talen. Gün Ana is een van de machtigste godheden, de godin van leven en vruchtbaarheid, warmte en gezondheid. Ze is beschermvrouwe van de ongelukkigen, vooral van wezen. Ze woont op de zevende verdieping van de hemel. Gök Tanrı schiep de aarde met zonnestralen, dus Gun Ana nam deel aan de schepping van de aarde. Zonnestralen worden ook beschouwd als "snaren" tussen de zon en de geesten van planten, dieren en mensen. Turken die Gun Ana aanbidden, keren zich tijdens het bidden naar de zonsopgang. Ze is afgebeeld met een stralende gele huid. Het feest voor Gün Ana wordt op 21 juni gevierd tijdens de zomerzonnewende.
Koyash (Turks: Kuyaş) is de god van de zon in de Turkse mythologie. Koyash wordt vaak afgebeeld als een vurige vogel of een gevleugeld paard. Deze afbeeldingen werden in de oudheid vaak gebruikt om dingen te sieren, zoals keramische potten en oorbellen. De zonnegod Koyash kan van zijn handen "zonnestrengen" maken die zijn slachtoffers kunnen verstrikken en verbranden. Voor de Altai- mensen vertegenwoordigde de zon licht, warmte en groei. Dit maakte de zonnegod erg belangrijk, aangezien de zon werd gezien als de heerser van alles wat hij creëerde. Het Turkse volk en de Mongolen eerden de kracht en vitale kracht van de zonnegod. Naar verluidt verwelkomden de Hunnen, die 's morgens hun dorpen verlieten, de rijzende zon en bogen voor hem. Het Turkse volk associeerde het pad van de zon aan de hemel met de vlucht van een vuurvogel of een gevleugeld paard. Vliegende (gevleugelde) paarden als symbolen van de zon werden veel gebruikt in de kosmologische mythen van Turkse volkeren. En andere dieren (rammen, herten, stieren) waren ook verbonden met de zon.

#### Tochaars
In het Tochaars was kaum näkte de zonnegod of zonnegodin.

#### Scythen

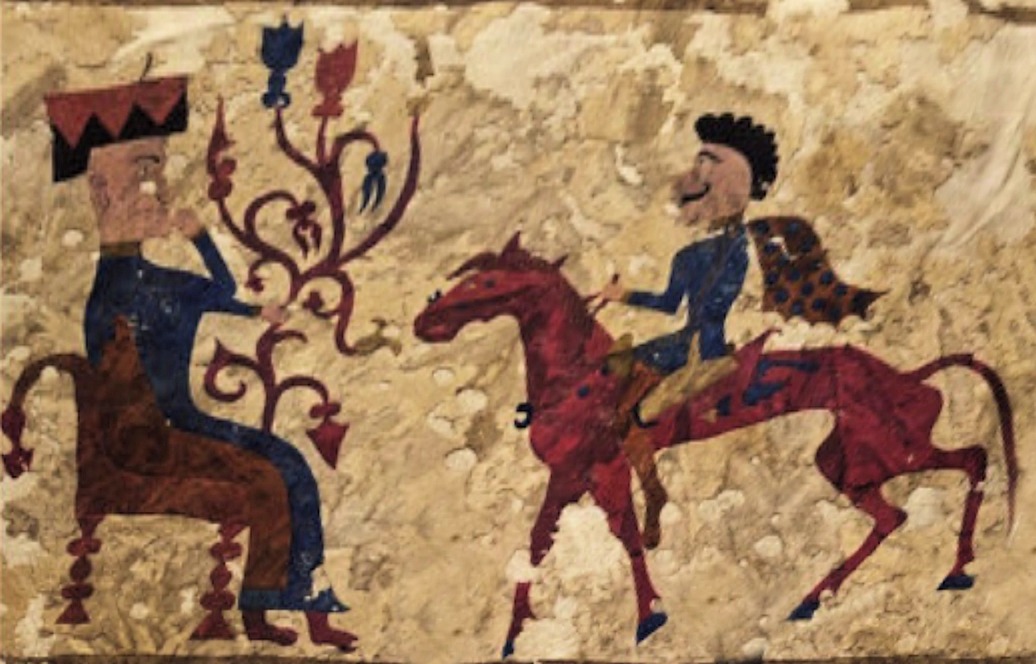
Tabiti met een Skythische ruiter, 1e eeuw

Bij de Scythen was Tabiti (Ταβιτί)d de zonnegod. Het wordt verondersteld een gehelleniseerde versie te zijn van een naam die lijkt op Hindu Tapati en het verwante werkwoord tapayati ("brandwonden"/"is heet"), evenals het Avestisch tapaiti, het Latijnse tepeo en verschillende andere Indisch-Europese termen voor hitte.

### Oceanië
- Bila is de kannibaal zonnegodin van de Adnyamathanha. Ze is de personificatie van de zon onder het Adnyamathanha- volk en zou haar slachtoffers roosteren boven een vuur, de oorsprong van zonlicht.
- Gnowee is de zonnegodin die dagelijks naar haar verloren zoon zoekt; het licht van haar fakkel is de zon. Ze was ooit een vrouw die op aarde leefde in een tijd dat het eeuwig donker was, en mensen konden zich alleen verplaatsen met behulp van schorsfakkels. Op een dag liet ze haar zoontje slapen terwijl ze op zoek was naar yams. Voedsel was schaars en Gnowee dwaalde zo ver dat ze het einde van de aarde bereikte, eronderdoor liep en aan de andere kant tevoorschijn kwam. Omdat ze niet wist waar ze was, kon ze haar zoontje nergens vinden, dus klom ze de lucht in met haar grote schorsfakkel om een beter zicht te krijgen. Ze dwaalt tot op de dag van vandaag door de lucht en verlicht de hele wereld met haar fakkel terwijl ze blijft zoeken naar haar verloren zoon.
- Wala is een zonnegodin. Haar zus Bara vergezelde haar elke dag, maar Wala besefte dat ze de aarde te heet had gemaakt en dwong haar te stoppen. Ze reisde naar de zuidelijke bergen en bracht de zon terug. Ze bewaarde het toen in een zak totdat de maan verdween.
- Wuriupranili is de zonnegodin wiens draadvormige fakkel de zon is. Als ze elke ochtend in het oosten wakker wordt, steekt ze een klein vuur aan, dat de mensheid ziet als de eerste gloed van de dageraad. Vervolgens versiert ze haar gezicht en lichaam met rode oker. Als de nacht valt, keert ze via een tunnel terug naar haar oostelijke ochtendkamp.
- Yhi is bij Aborigines de godin van de zon, het licht en de schepping. Ze leefde in de Droomtijd en sliep tot een fluitje haar wakker maakte. Toen ze haar ogen opendeed, viel er licht op de aarde. Yhi is vernoemd naar deze zonnegodin.
- In de Maori-mythologie is Tama-nui-te-rā de zonnegod, het woord betekent "grote zoon van de Zon". De held Māui vond dat de dagen te kort waren en ving Tama-nui-te-rā met een strik, en sloeg hem, om hem langzamer door de lucht te laten reizen.
- Atanua (of Atanea) in de Polynesische mythologie (specifiek: de Marquesas-eilanden) is de godin van de dageraad en echtgenote van Atea. Ook Atarapa ("aanbreken van de dag") is de godin van de dageraad. Er zijn veel godinnen en veel woorden voor de opeenvolgende stadia van de dageraad. En Atarapa is het eerste geschapen wezen.

### Amerika

#### Olmeken
De Olmeken waren een Meso-Amerikaans volk dat tijdens de formatieve periode in het zuiden van Mexico leefde. Ze vormden een basis en stuwkracht voor andere precolumbiaanse culturen in Meso-Amerika, zoals de Zapoteken, Maya's en Azteken, en staan daarom bekend als het 'Moedervolk'. De Olmeken praktiseerden een sjamanistische cultus. De oorsprong er van moet in een ver verleden liggen. Het nahualisme stamt uit de vroegste fase van de Olmeekse geschiedenis. Het nahualisme ging ervan uit dat de priester-sjamaan zich kon transformeren tot dierlijke wezens, met name de jaguar. De jaguar vertegenwoordigde het nachtelijke aspect van de zonnegod en was de bewaker van het binnenste der aarde en de grotten. De grotten werden gezien als toegangspoorten van de Onderwereld.

#### Zapoteken

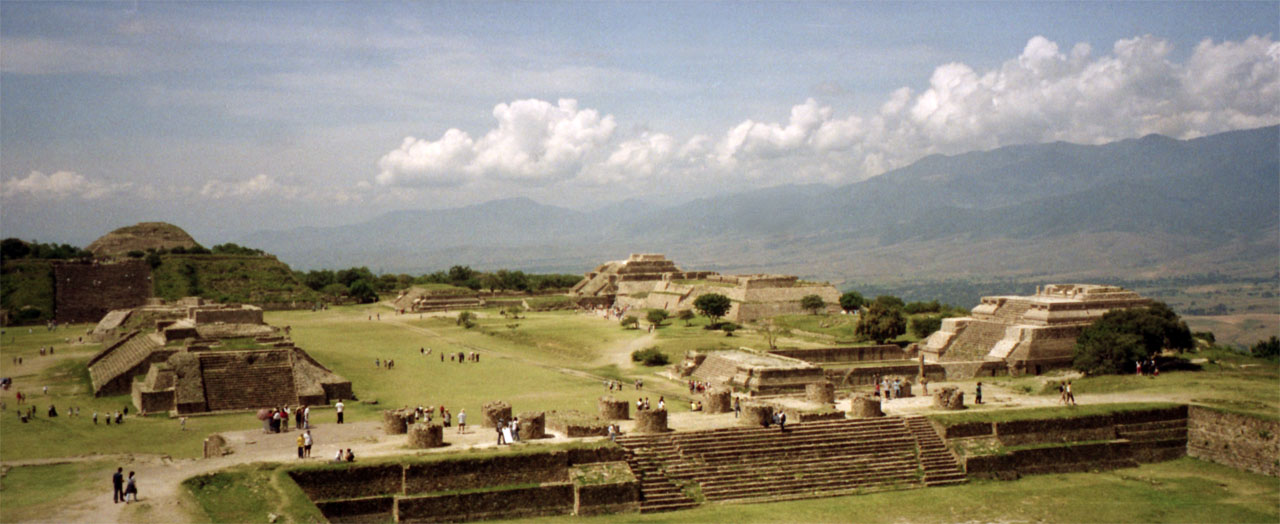
Monte Albán

Monte Albán was de hoofdstad van de cultuur van de Zapoteken. Monte Albán is de naam die de Spanjaarden gaven aan de geïsoleerde, steile berg waarop de stad stond. Hoe hij origineel heette is niet bekend, maar uit gliefen bij door archeologische opgravingen gevonden gebouwen is afgeleid dat de stad waarschijnlijk Danipaguache, "Heilige Berg", heette. De Azteken noemden Monte Albán Ocelotepec, "Heuvel van de Jaguar".
Gebouw P, gelegen in een van de zijruimtes van de Grote Plaza in Monte Albán, is een kelderverdieping voor een tempel. Een uniek element dat in dit gebouw te vinden is, is een smalle schoorsteenvormige lichtkamer op de trap, die zou zijn gebruikt om de doorgang van de zon door het zenit vast te leggen. Dit fenomeen was significant voor de Zapotec-kalender en komt twee keer per jaar voor. Stela 18, die met 5,80 meter de hoogste in Monte Albán en ook een van de oudste stelas is, wordt Nahuitji Copijcha, wat "zon boven of in het midden" betekent, genoemd. Zijn schaduw groeit jaarlijks maximaal naar het noorden tijdens de winterzonnewende en neemt af naar het zuiden tijdens de zomerzonnewende, waardoor een eenheid en een systeem voor het meten van tijd en ruimte ontstaat om architectuur en de kalender te ordenen.

#### Azteken

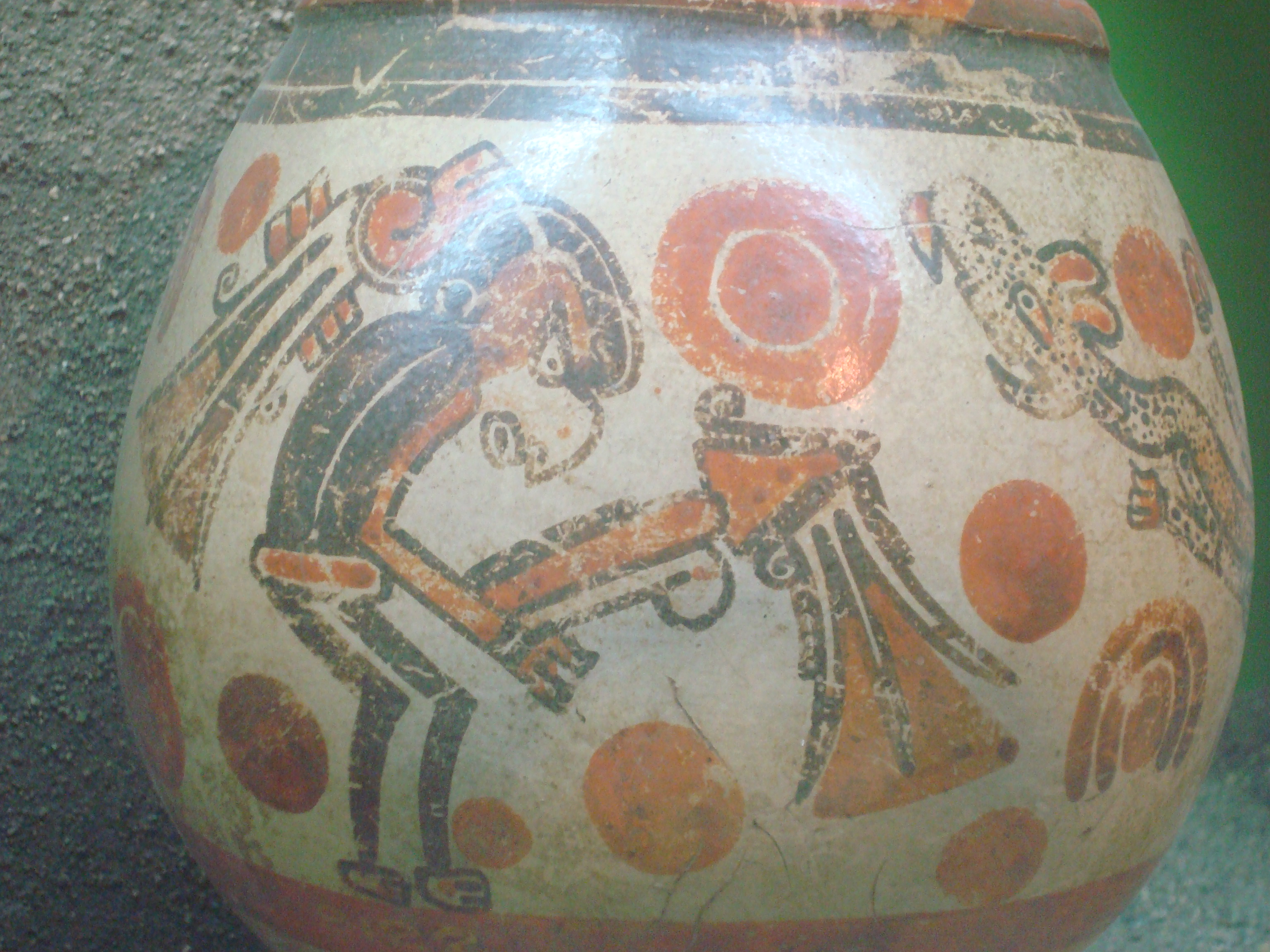
Detail van een precolumbiaans Nicoyaans aardewerk, met Meso-Amerikaanse details, die de heilige oorlog tussen licht en duisternis voorstellen, in de vorm van respectievelijk de god Mixcoatl (links) en Tezcatlipoca in de vorm van een jaguar (Tepeyollotl), Noordelijke Stille Oceaan van Costa Rica (Guanacaste), 800-1300

In de Azteekse mythologie is sprake van vijf scheppingen. In elke schepping diende een god als de zon: Quetzalcoatl, Tezcatlipoca, Tlaloc en Ehecatl. In de vijfde schepping is Tonatiuh getransformeerd in de zon. In de Azteekse kalender is Tonatiuh de heer van de dertien dagen (Trecena) van 1 Dood tot 13 Vuursteen.

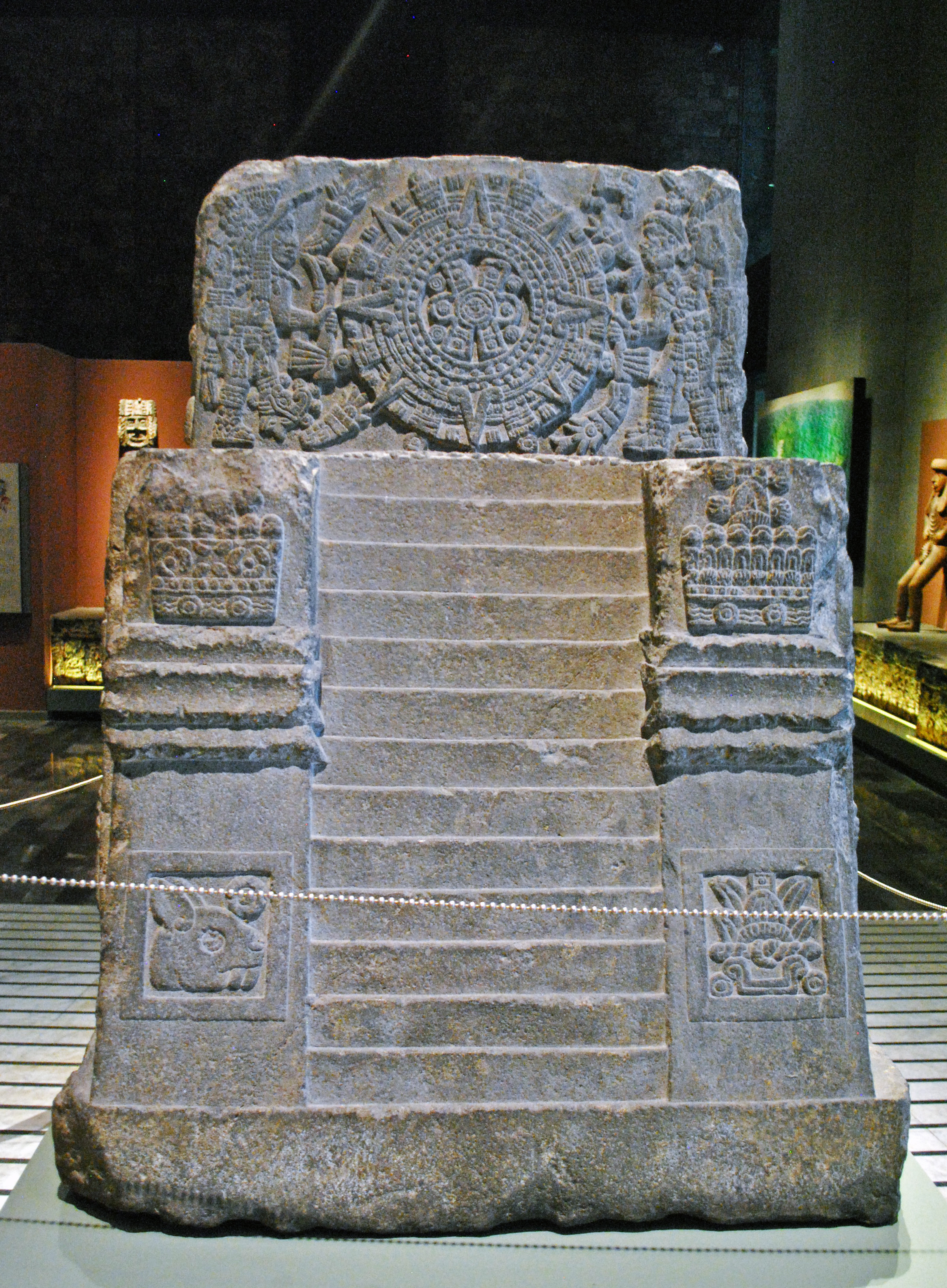
In het midden van de monoliet van de heilige oorlog staat de in de zonneschijf calendrische teken nahui ollin (vier bewegingen), symbool van de Vijf Zonnen, Nationaal Museum voor Antropologie

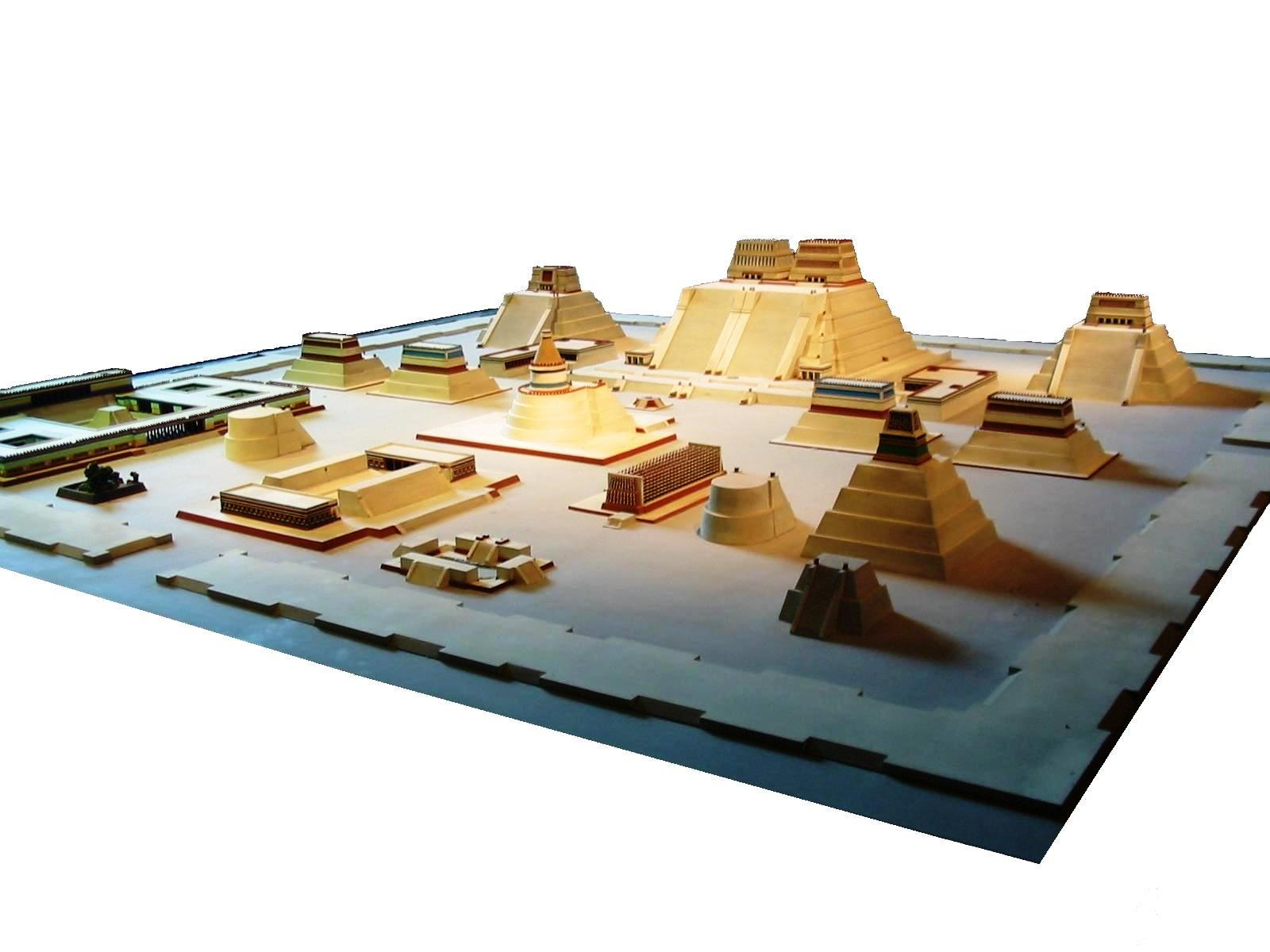
Model van het ceremoniële centrum van Tenochtitlan, met midden achterin de Templo Mayor met de heiligdommen van Huitzilopochtli (zonnegod) en Tlaloc (regengod). Links er van een 'onbekende tempel', rechts de Tempel van Tezcatlipoca. Voor de Templo Mayor de Tempel van Quetzalcóatl (gevederde slang) en dáárvoor het Balspeelveld. Rechts op de voorgrond de Tempel van Xipe Totec, 'onze gevilde heer'. Geheel links het Woonverblijf van de priesters.

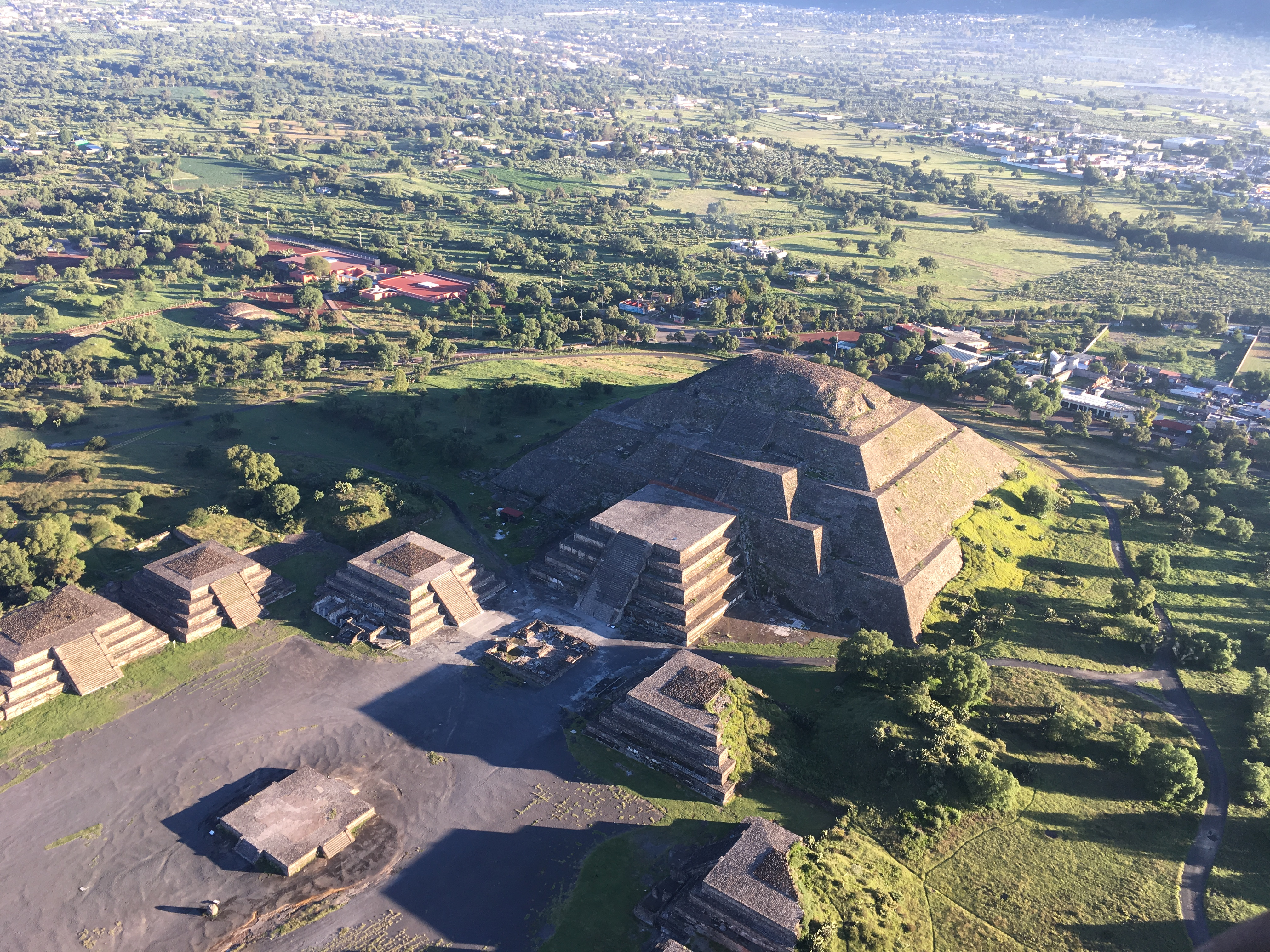
Piramide van de zon in Tenochtitlán

Omdat de Azteken verschillende tradities overnamen en combineerden met hun eigen tradities hadden zij verschillende mythische creaties. Een ervan, de Vijf Zonnen, omschrijft de vier grote tijdperken die voorafgingen aan het huidige tijdperk; elk tijdperk eindigde in een catastrofe. Ons tijdperk Nahui-Ollin, het vijfde tijdperk of vijfde creatie, ontsnapte aan vernietiging dankzij de zelfopoffering (hij offerde zichzelf op in het vuur) van de god Nanahuatl (ook wel Nanauatzin wat "vol met pijnlijke plekken" betekent), de kleinste en een van de bescheidener goden. De goden beslisten dat de vijfde en mogelijke laatste zon zijn leven moest opofferen in het vuur. Twee goden werden er gekozen: Tecciztecatl en Nanauatl. Tecciztecat is bang en springt niet, Nanauatl doet dit wel. Hij werd hiermee de zonnegod Tonatiuh die getransformeerd werd in de zon. Dan springt Tecciztecat toch; in het begin gebeurt er niets maar na een tijdje verschijnen er twee zonnen aan de hemel. Een van de goden, boos door het gebrek aan moed bij Tecciztecatl, pakt een konijn en gooit dit in Tecciztecatls gezicht, en deze verliest daarmee zijn schittering. En zo wordt Tecciztecatl de maan, die op de dag van vandaag nog een afdruk van een konijn heeft. Deze mythe wordt geassocieerd met de oude stad Teotihuacán, die al verlaten en verwoest was voordat de Azteken arriveerde. De Azteken uit Mexico golden en gelden bij velen als de mensenofferaars bij uitstek. Zij offerden in Tenochtitlán mensen aan allerlei goden, waarvan de zonnegod er één was. Volgens een andere Azteekse legende waren de Piramide van de zon en Piramide van de Maan de aarden heuvels, waarop de goden Tecciztecatl en Nanahuatzin boete deden, voordat ze zich in de vlammen offerden.
Het symbool van Quetzalcoatl kwam het eerst in Teotihuacan voor, waarna de cultus van de Gevederde Slang zich naar nieuwe centra verspreidde in Centraal-Mexico als Xochicalco, Cacaxtla, Cholula, Chichén Itzá en El Tajín. Het mythisch wezen was ook bij de Maya's bekend en werd in het Yucateeks Kukulkan, in het K'iche' Gukumatz genoemd. Ook de Zapoteken vereerden hem.
Quetzalcoatl wordt gezien als de Morgenster. Omdat de zon opkwam wanneer Venus vervaagde, werden de twee als rivalen gezien. Als 'god van de kou' had de Morgenster de Eerste Zon aangevallen en als 'heer van de dageraad' was hij de vijand van de regen en bracht hij droogte.
Tezcatlipoca werd naar het schijnt al vereerd door de Olmeken en werd algemeen populair vanaf de tiende eeuw. Hij vertegenwoordigde de 'duistere zon', op zijn nachtelijke reis door de Onderwereld, terwijl Xipe-Totec verbonden was met de 'zon van de bovenwereld'. Aan het einde van de Vijfde Zon zal Tezcatlipoca de zon stelen, wat het 'einde' betekent van de wereld, de goden en de mensheid. De Azteken eerden Tezcatlipoca ieder jaar in mei met het Toxcatl festival, hierbij werd onder andere een jonge man geofferd die zich een jaar lang als Tezcatlipoca had voorgedaan. Bij de Azteken had de god Tezcatlipoca de jaguar als nahual.
Huitzilopochtli was een Azteekse oorlogs- en zonnegod, en de beschermer van de stad Tenochtitlan. De piramide van de zon is het grootste bouwwerk in de ruïnestad en het op een na grootste bouwwerk van het precolumbiaanse Meso-Amerika. De piramide van de zon is door de Azteken zo genoemd, wat de oorspronkelijke functie was, is niet bekend. De piramide is in twee fasen gebouwd. De eerste fase was rond het jaar 100. Hierbij werd al het grootste deel van de piramide gebouwd. In de tweede fase, in de derde eeuw, werd een tempel met een altaar op het platform op de top geplaatst.
Teoyaomicqui was een zonnegod en de god van het "Zesde uur van de Dag" uit de Azteekse mythologie.
Piltzintecuhtli was een god van de rijzende zon, genezing en visioenen, geassocieerd met Tōnatiuh. De naam betekent "de jonge prins". Het kan een andere naam zijn geweest voor Tōnatiuh, maar hij wordt ook genoemd als een mogelijk uniek individu, de echtgenoot van Xōchiquetzal.
Pedro de Alvarado werd door de Azteken Tonatiuh, de zonnegod, genoemd.

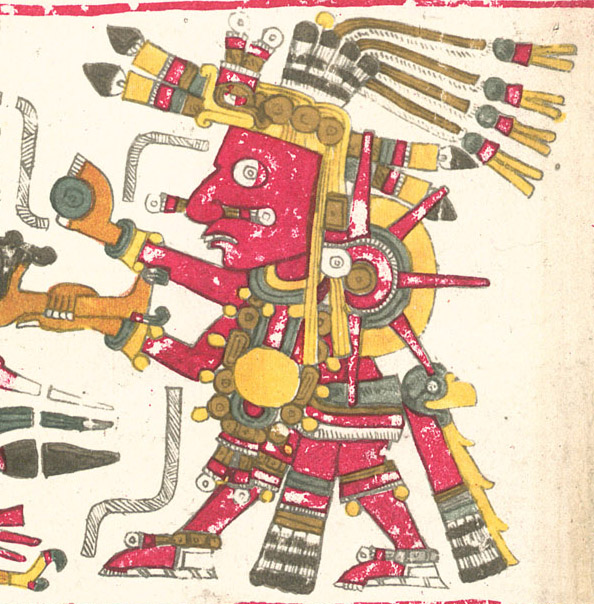
Een tekening van Tonatiuh ("Beweging van de Zon") in de Codex Borgia
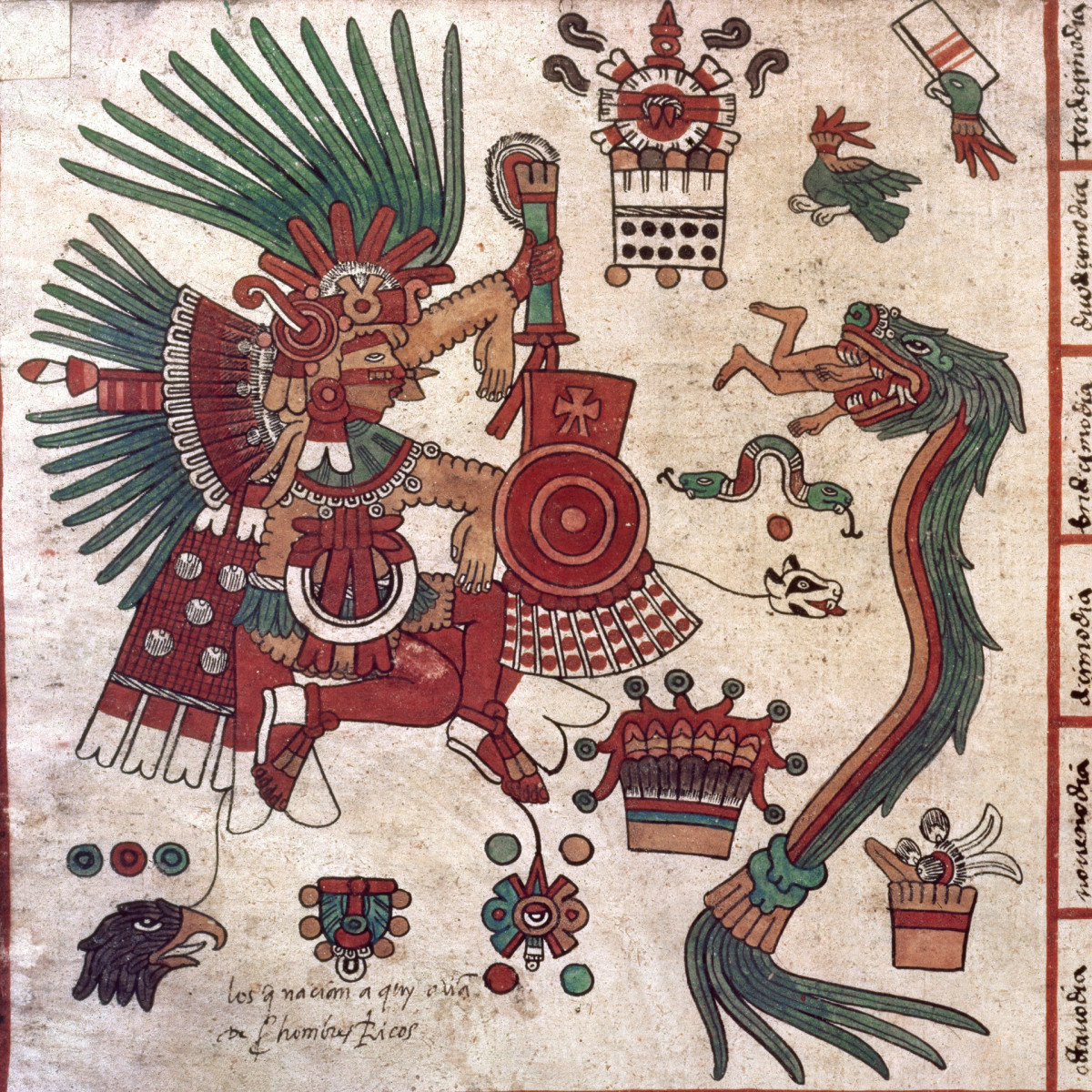
Quetzalcoatl
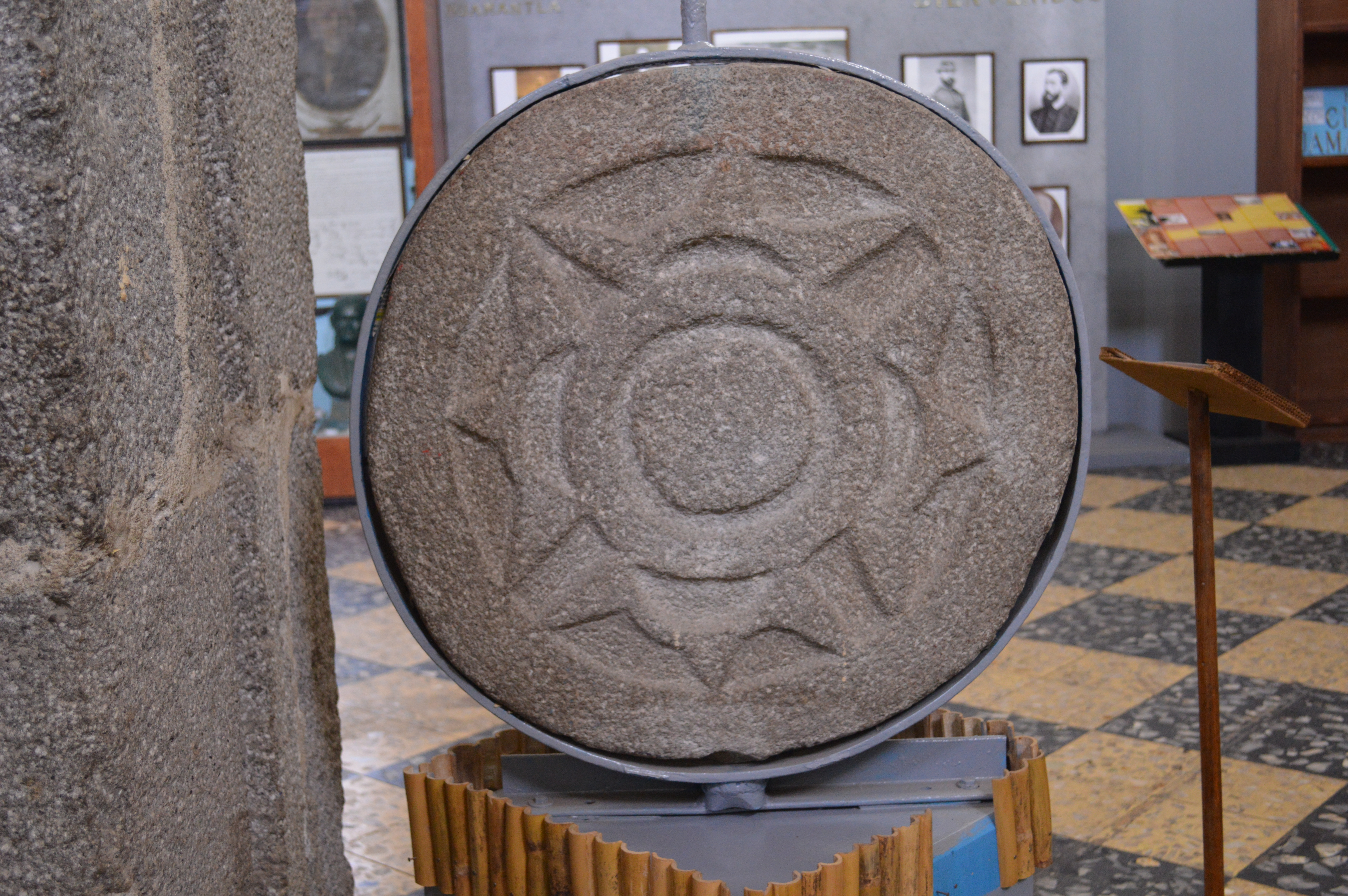
Steen van Tlaloc, gevonden ten oosten van Huamantla, museum van Huamantla, Tlaxcala, Mexico
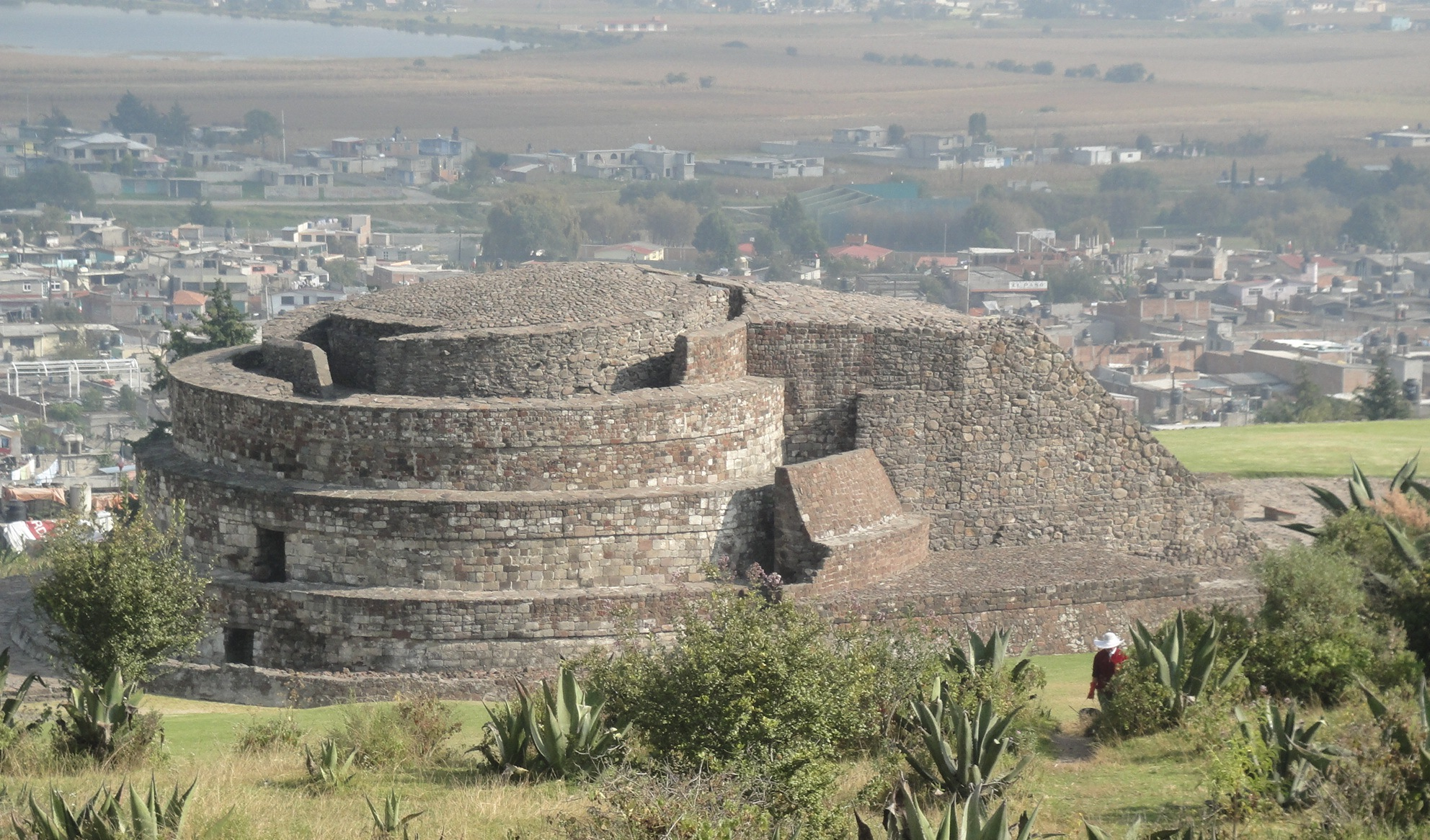
Tempel voor Ehecatl, Calixtlahuaca
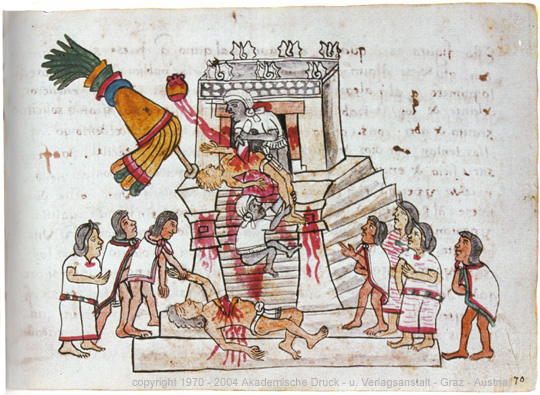
Mensenoffer van de Azteken voor Huitzilopochtli, Codex Magliabechiano, 16e eeuw

#### Muisca
Sué (ook wel Xué, Sua, Zuhe of Suhé) is de zonnegod van de Muisca in Colombia. Sué werd aanbeden in de Tempel van de Zon in Sugamuxi, tegenwoordig bekend als Sogamoso, Stad van de Zon. Andere tempels die aan Sué werden toegeschreven, bevonden zich in Bacatá en Guatavita. De oorspronkelijke Zonnetempel in Sogamoso is verwoest door fakkelvuren van de Spaanse veroveraars.
Priesters stonden in hoog aanzien in de Muisca-gemeenschap. Zij werden daartoe van kinds af aan opgeleid. Zij onderhielden de tempels en begeleidden religieuze ceremonies. Ze begroeven de doden, de leiders werden eerst gemummificeerd. Offergaven werden via de priesters aan de goden aangeboden. Het aanbidden van de zon en de maan stond centraal in de religie van de Muiscas. De priesters voedden moxa's op, kinderen die op 15-jarige leeftijd werden geofferd aan de Zonnegod. Priesters voorspelden aan de hand van de sterren, maan en wolken het weer en berekenden de tijdstippen waarop gezaaid, bemest en gesnoeid moest worden. Nabij Villa de Leyva zijn nog 25 grote cilindrische kolommen te vinden die in oost-westrichting zijn geplaatst. Deze kolommen werden gebruikt bij astronomische observaties en religieuze ceremonies, en waarschijnlijk fungeerden ze als een grote zonnewijzer. Deze plek, die door de Spaanse koloniserende macht "de kleine hel" genoemd werd, bestaat uit rijen opgerichte menhirs die tijdens de zonnewendes van juni en december een lijnrechte schaduw werpen. El Infiernito, net buiten Villa de Leyva, is een van de weinige tastbare overblijfselen van de astronomische kennis van de Muisca.

De zonnewendes en equinoxen (in juni verrijst Sué boven Monserrate, in december boven Cerro de Guadalupe, tijdens de equinoxen van maart en september vanuit de vallei tussen deze twee punten

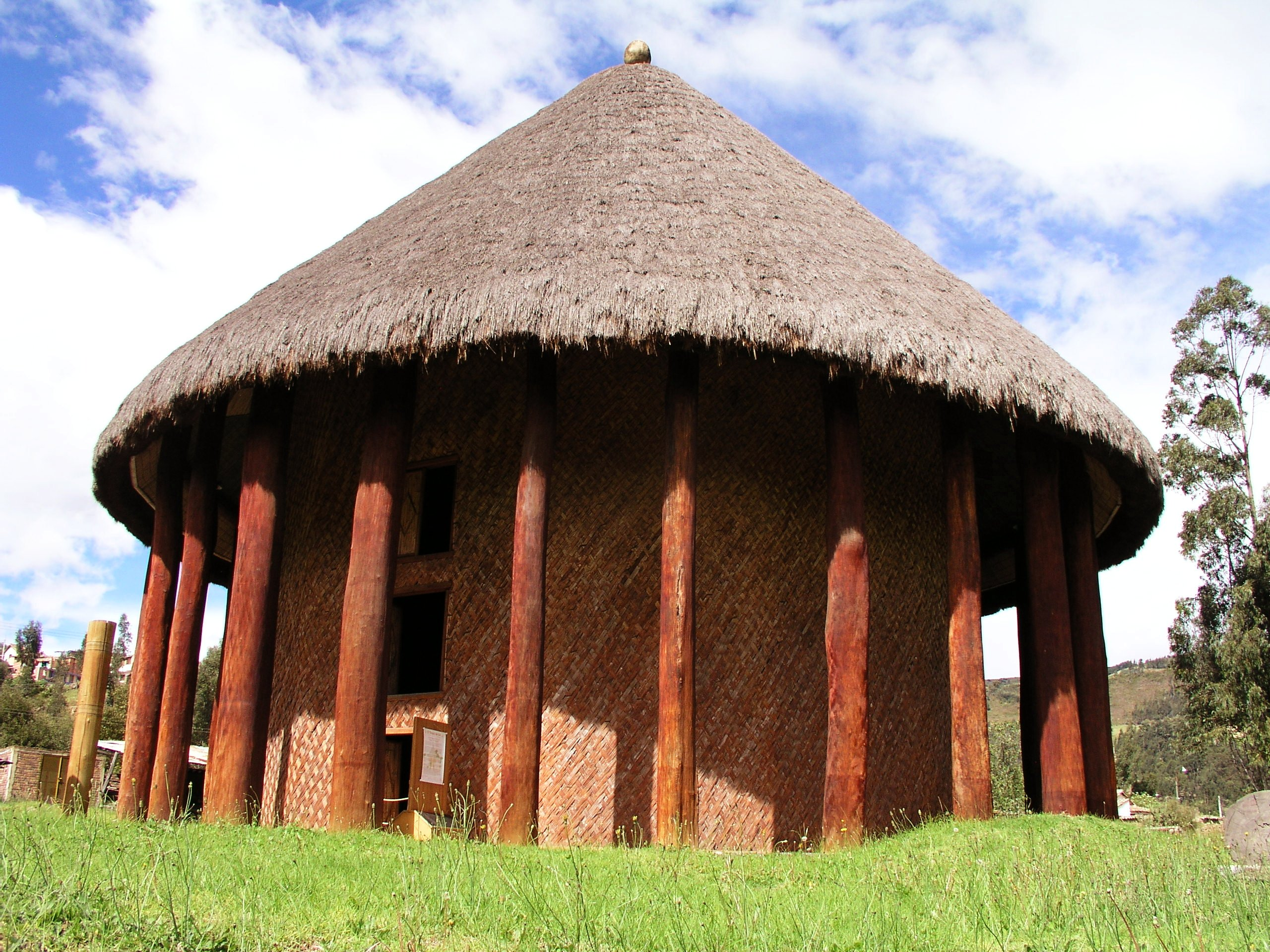
Reconstructie van een Zonnetempel van de Muisca in het Archeologische Museum van Sogamoso

De eerste mens die volgens de Muisa de aarde bewoonde was een vrouw. Volgens de legende kwam deze vrouw, Bachué, uit het meer van Iguaque, waarboven de zonnewende plaatsvindt.
Op de datum van de zomerzonnewende gingen de Muisca-edelen in processie naar de tempels waar ze offers brachten om zegeningen van de jaarlijkse oogsten te vragen. De dag werd gevierd met grootse feesten door de mensen die hun lichaam schilderden en dronken werden van chicha. Ze waren ook dol op hun eigen schaduwen omdat ze geloofden dat Sué hen hun eigen persoonlijke god gaf die ze de hele dag bij zich droegen.

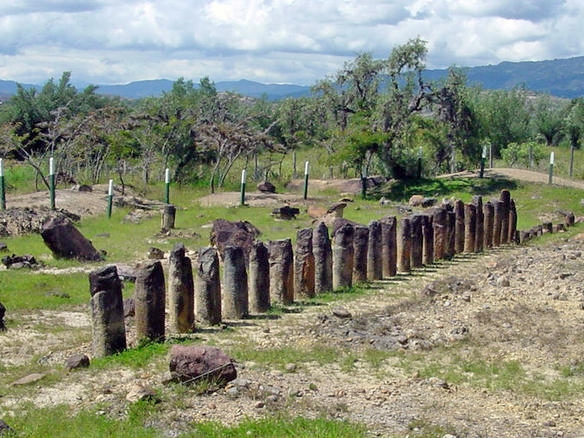
Kolommen bij Villa de Leyva
Vlag van Sogamoso, de stad van de zon
Wapen van Sogamoso, de stad van de zon

#### Maya's

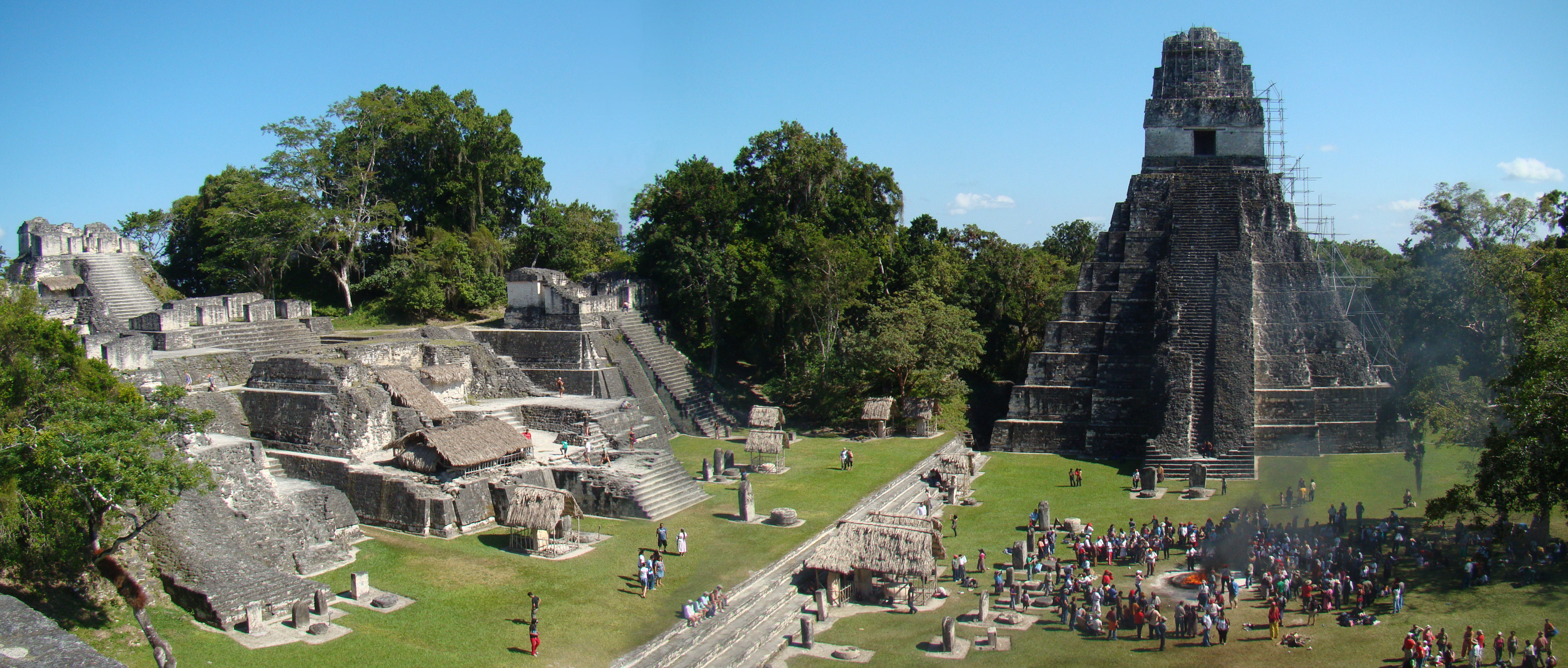
Het hoofdplein van Tikal tijdens de vieringen van de winterzonnewende

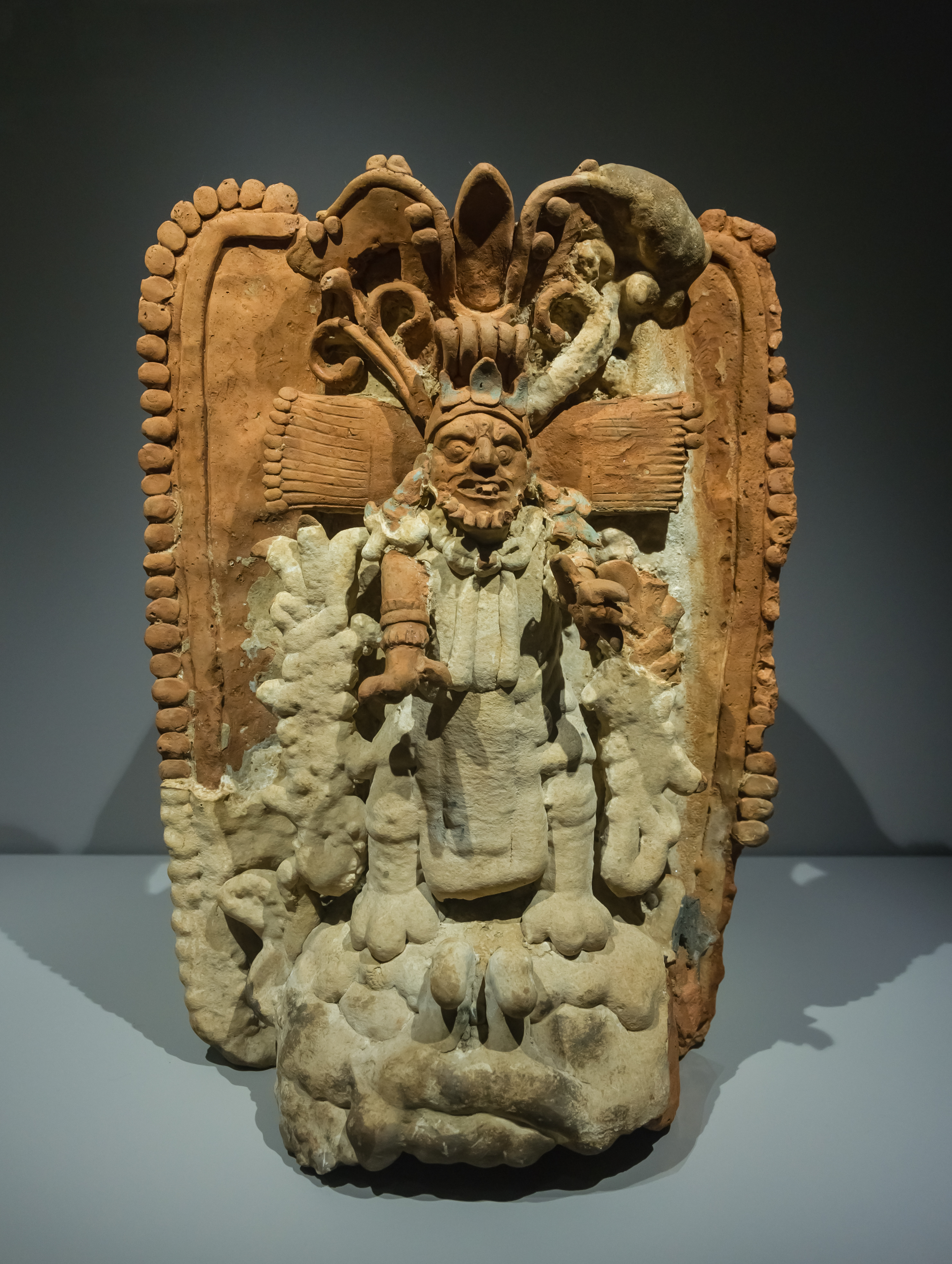
Wierookvathouder met afbeelding van een jaguar-voorouder. Het is de god Gill, de jaguarzon van de onderwereld, 600 - 900, Musée du quai Branly

De huidige Mayareligie heeft weliswaar tal van rooms-katholieke elementen in zich opgenomen, maar is toch nog duidelijk de voortzetting van de oude inheemse veelgodendienst (Mayamythologie). Eigenschappen van godheden overlappen elkaar soms; veel goden hadden zowel negatieve als positieve aspecten, en ook destructieve goden hadden hun cultus. Tot de voornaamste goden behoort de zonnegod Kinich Ahau. Izamal was gewijd aan de scheppende god Itzamna en aan de zonnegod Kinich Ahau. De recente Mayamythologie houdt zich voornamelijk bezig met de kinderjaren van Zon en de conflicten die leidden tot zijn daadwerkelijke transformatie van de zon. Hoewel specifieke beelden worden gebruikt voor het pad van de zon (bijvoorbeeld de zon die door de onderwereld wordt gedragen op de schouders van zijn heer), zijn er nauwelijks geschiedenissen over de volwassen zonnegod, behalve de zuidelijke Lacandons. Volgens hen zal Kinich Ahau, de oudere broer van de oppergod, een einde maken aan deze wereld door uit de lucht neer te dalen en zijn jaguars de mensheid laten verslinden. Er is ook weinig bekend over specifieke zonnerituelen, hoewel Kinich Ahau regelmatig voorkomt in de Dresden Codex, die grotendeels betrekking heeft op rituele zaken.
Een andere zonnegod is Kinich Kakmo. In het pantheon van de Mayabeschaving verwijst deze godheid naar een aspect van de zonnegod. De naam valt als volgt in Maya uiteen: Kin, wat zon betekent; Ich, wat gezicht betekent; Kaak, vuur; Moo, ara. Dat wil zeggen, een vuurara met een zonnekant. In de Dresden Codex verschijnt Kinich Kakmó met het hoofd van een ara en een menselijk lichaam, met een brandende fakkel in elke hand. In de Dresden Codex wordt de fakkel geïnterpreteerd als een symbool van droogte of verzengende hitte.
Hunahpu en Ixbalanqué zijn de heldentweeling uit de Mayamythologie die voorkomen in het eerste deel van de Popol Vuh. De tweeling wordt vaak afgeschilderd als complementaire krachten. De complementaire paren van leven en dood, lucht en aarde, dag en nacht, zon en maan, en nog veel meer, zijn gebruikt om de tweeling te vertegenwoordigen. De tweeling zal de heren van Xibalba overwinnen en daarna veranderen in zon en maan. Het hoofd van Hunahpú wordt gebruikt als een variant van het teken voor de 20e dag in de dagtelling of tzolkin.
De Verloren Wereld-Piramide is het grootste bouwwerk in het Mundo Perdido-complex in Tikal. Het was versierd met stuccomaskers van de zonnegod en dateert uit de laat-preklassieke periode. Deze piramide maakt deel uit van een gesloten complex van bouwwerken dat intact bleef en niet werd beïnvloed door latere bouwactiviteiten in Tikal. Tegen het einde van de laat-preklassiek periode was deze piramide een van de grootste bouwwerken in de Mayaregio. Het bereikte zijn definitieve vorm tijdens het bewind van Chak Tok Ich'aak in de vierde eeuw na Christus, in de vroegklassieke periode, en was meer dan 30 meter hoog met trappen aan alle vier zijden en een platte bovenkant waarop mogelijk een van vergankelijke materialen gemaakte bovenbouw heeft gestaan. De positie van een groep tempels aan de oostkant van dit complex voldoet aan de kenmerkende lay-out van zogeheten E-Groepen, waarvan wordt aangenomen dat ze als zonne-observatoria dienstdeden.
De Maya's deden bijzonder nauwkeurige astronomische waarnemingen en hadden een nauwkeurige en ingewikkelde kalender. Hun tabellen voor de bewegingen van de maan en de planeten zijn even goed of zelfs beter dan die van andere beschavingen die de hemel met het blote oog bestudeerden. De berekening van het zonnejaar is zelfs iets nauwkeuriger dan de waarde die als basis voor de gregoriaanse kalender gebruikt is.

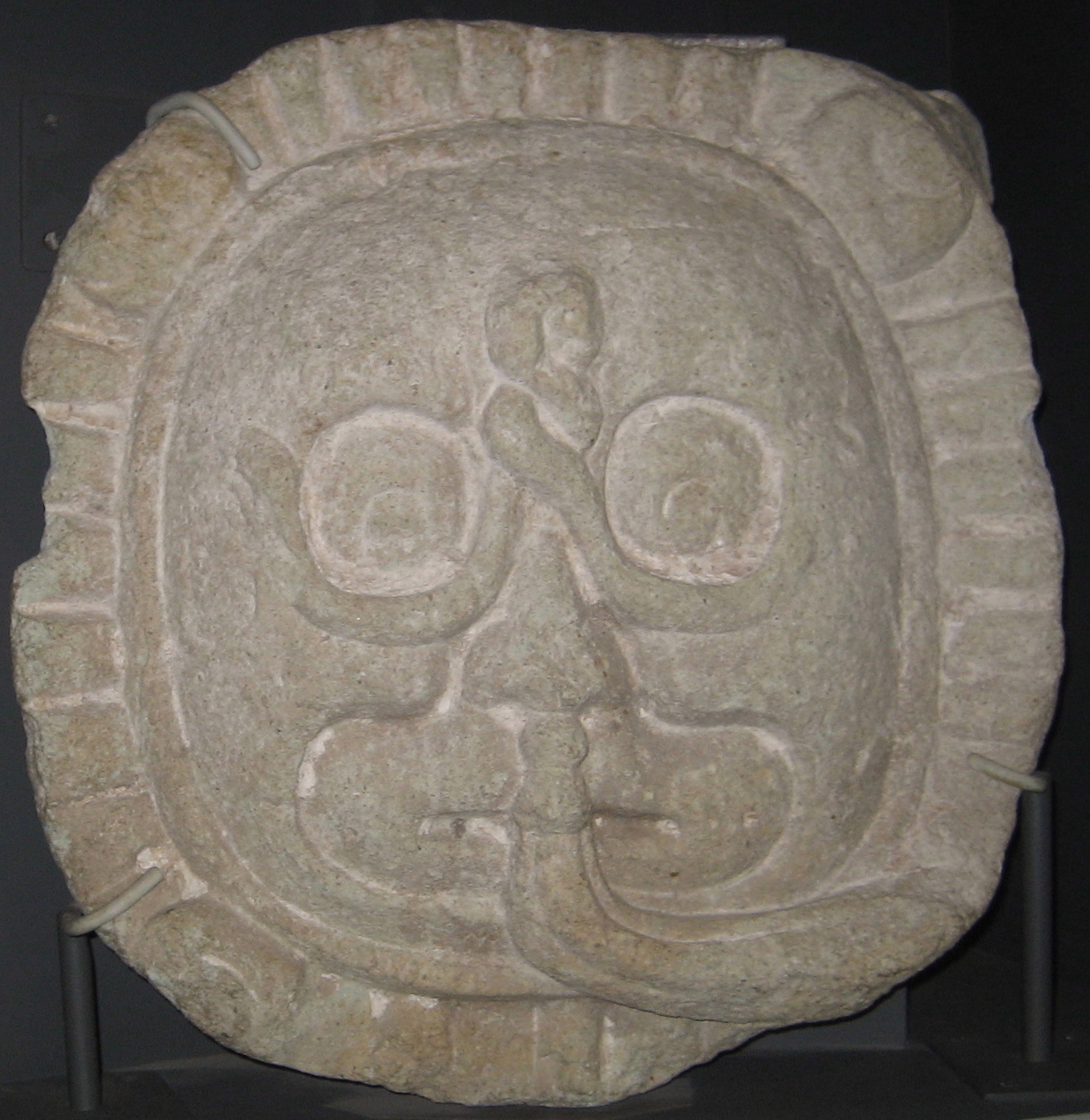
Zonneschijf / schild in de vorm van het hoofd van de zonnegod uit de Mayamythologie
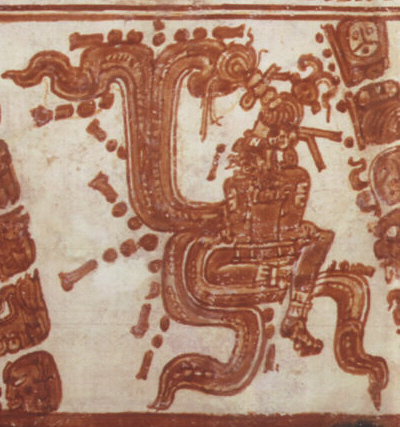
Kinich Ahau uit de Mayamythologie
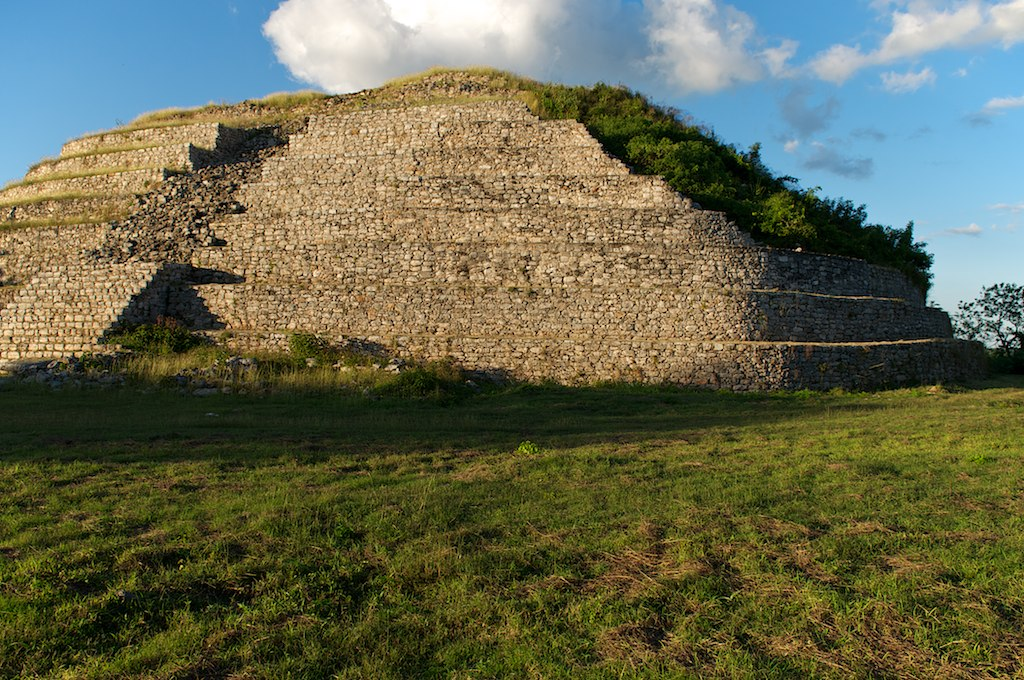
Piramide van Kinich Kakmo in Izamal
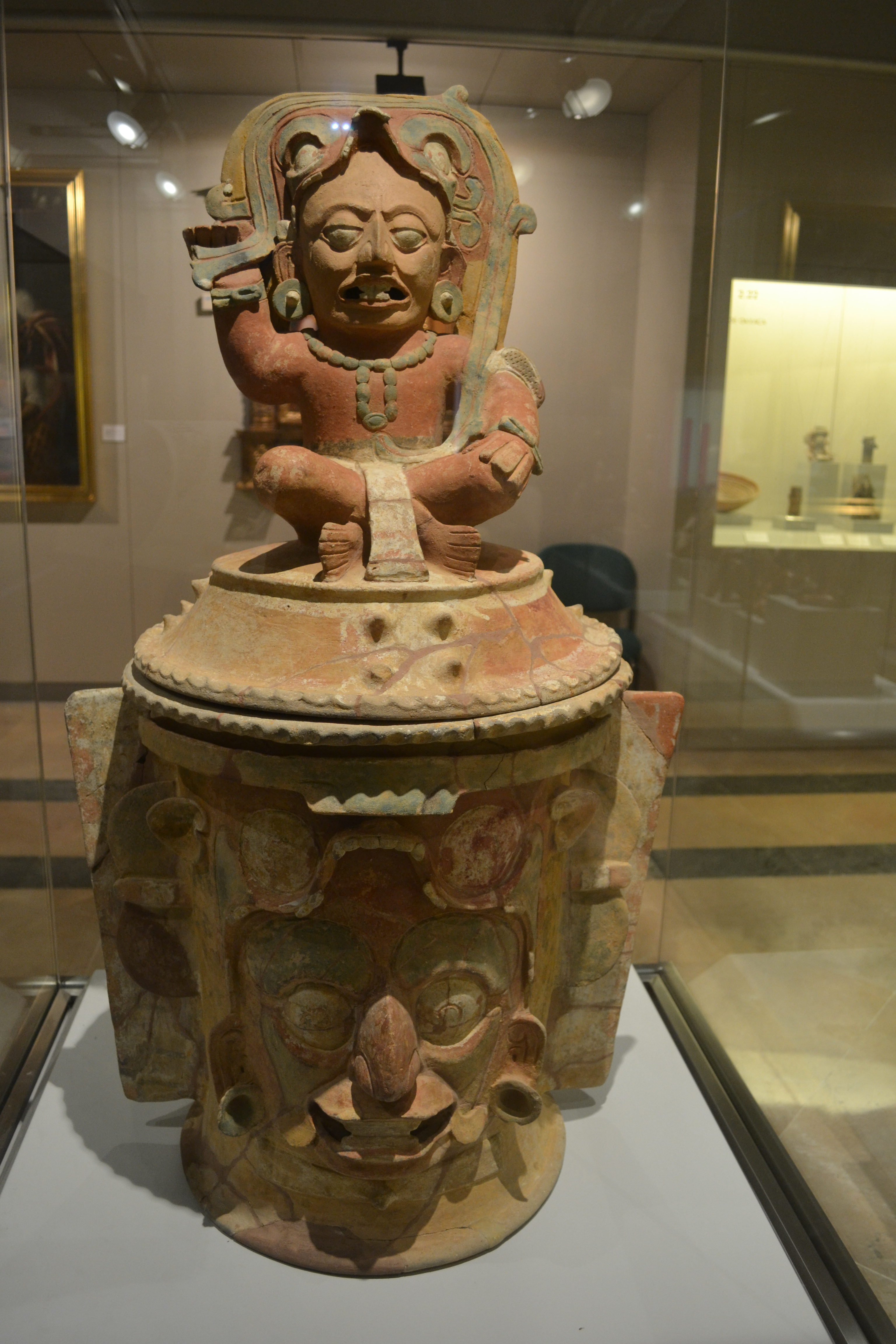
Urn die de zonnegod Kinich Ahau voorstelt, en met een afbeelding van de overledene in het deksel, 600-900
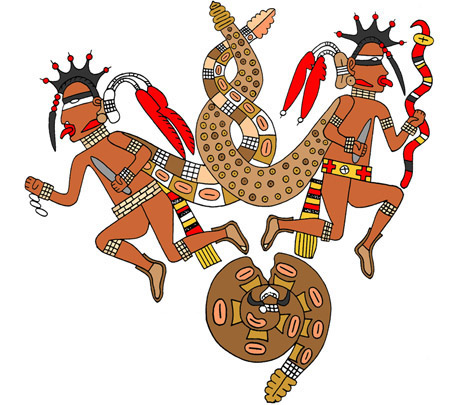
Hannaphu en zijn tweelingbroer Ixbalanqué komen tevoorschijn uit de gehoornd serpent, Mississippi cultuur

#### Inca's

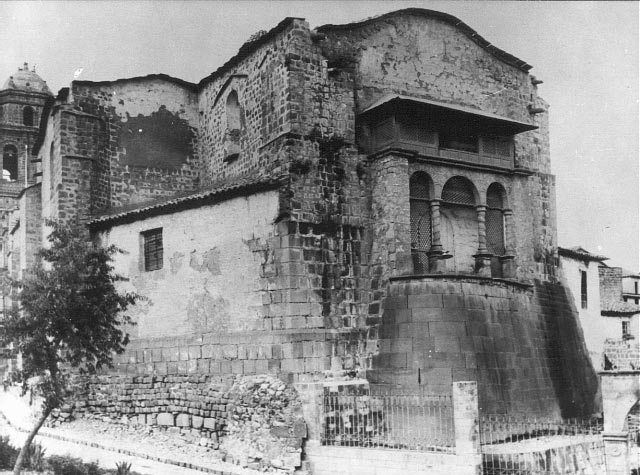
Templo del Sol (zonnetempel, quechua: Inti Kancha), tegenwoordig bekend als Coricancha, Cuzco, foto uit de jaren vijftig

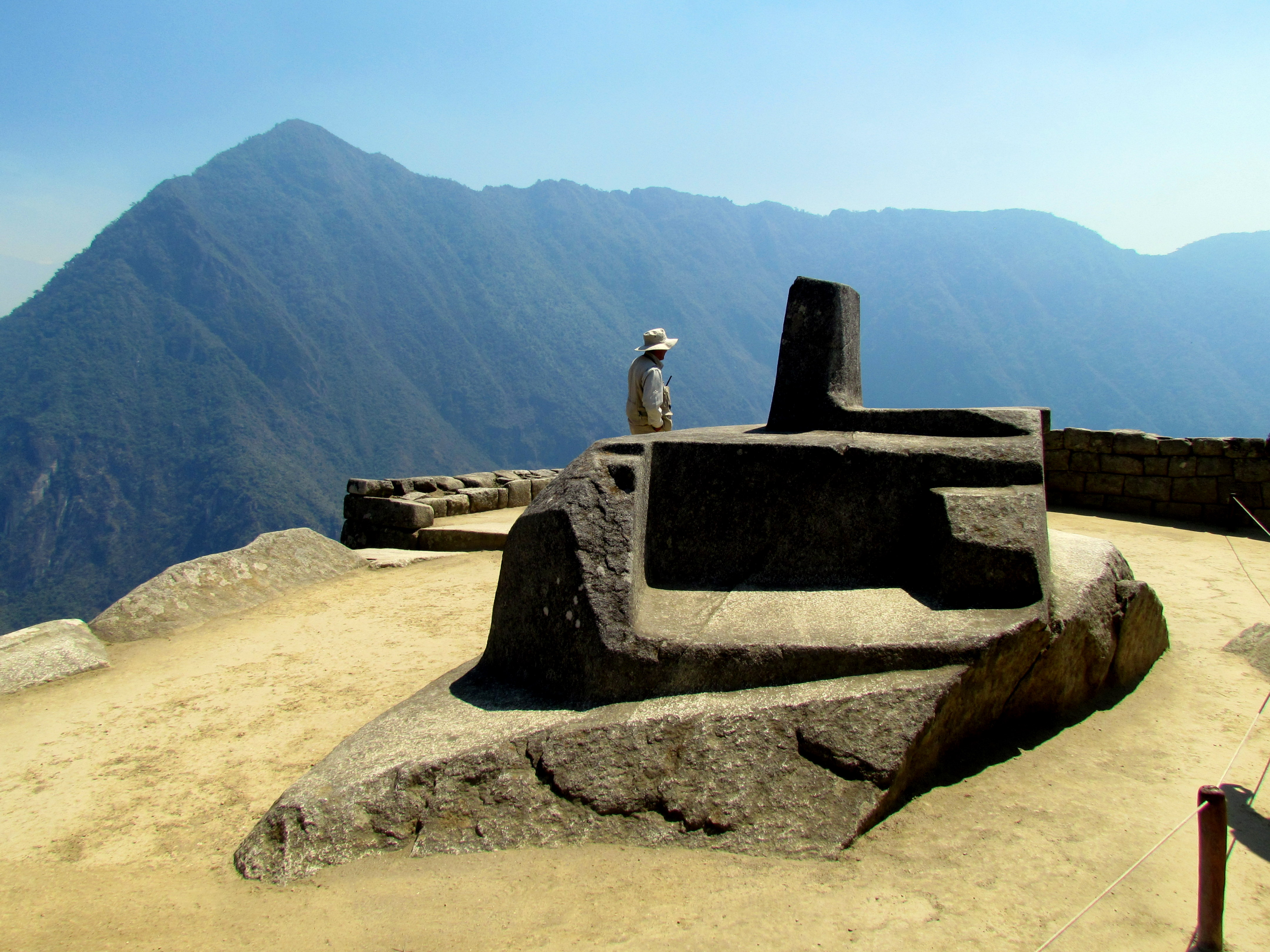
Van de Intihuatana ("Zonneknevel") in Machu Picchu wordt aangenomen dat hij door de Inca's bedoeld was als een astronomisch uurwerk, maar sommigen dichten het bouwwerk ook wel een astrologische rol toe

Inti uit de Incamythologie werd gezien als de belangrijkste god. De Inca keizers beweerden directe afstammelingen van hem te zijn; Sapa Inca. De Sapa Inca werd vereerd door het volk als bovennatuurlijke zoon van de zon.
Volgens de Inca's werd de zonnegod op Isla del Sol geboren. Een mythe verhaalt over Manco Capac en zijn broer Pachacamac, zonen van de zonnegod Inti. Manco Capac werd zelf aanbeden als een vuur- en zonnegod, en werd samen met zijn broer door zijn vader naar de aarde gestuurd. Zij verschenen uit de grot van Pacaritambo met een gouden staf genaamd tapac-yauri. Hun opdracht was om een zonnetempel te bouwen op de plaats waar de staf in de aarde zou zinken, ter ere van hun vader, de zonnegod Inti. Om naar Cuzco te komen, waar de tempel gebouwd zou worden, reisden ze door ondergrondse gangen. Tijdens deze reis werd een van Manco's broers, en mogelijk een zuster, in steen veranderd (huaca).
De Inca's namen een aantal goden van de door hen overwonnen volkeren over, waaronder Pachacamac (zoon van de zon) en zijn broer Viracocha (Con-Tici). De 'Pachacamac-cultus' werd in hun 'zonnecultus' opgenomen.. Manco Cápac was de zoon van de zonnegod Inti en de maangodin Mama Quilla en broer van Pachacamac. Zelf werd Manco Cápac vereerd als vuur- en zonnegod. De zonnegod stuurde Manco Cápac en z'n familie boven de aarde en ze kwamen uit de grot van Pacaritambo tevoorschijn, met de gouden staf tapac-yauri. Manco Cápac kreeg de opdracht een zonnetempel te bouwen op de plek waar de staf in de grond zonk. Ze reisden via grotten naar Cusco en bouwden Coricancha ter ere van hun vader Inti.
Sommige Incatempels stonden in nauwe betrekking met de verering van de zonnegod. De Spanjaarden noemden ze dan ook Templo del Sol (zonnetempel). In de tempels bevonden zich schijven van bladgoud die de zon moesten voorstellen en lieten zien hoe belangrijk de macht van de zonnegod was.
Het hoogtepunt van het jaar is het jaarlijkse feest van Inti Raymi, het zonnewendefeest dat op 24 juni wordt gevierd. De plaatselijke bevolking trekt dan in kleurrijke vermommingen naar Sacsayhuamán waar men danst en waar jongens de meisjes het hof maken, daarmee een traditie van de Inca’s volgend. Vele huwelijken in Cuzco vonden aldus hun wortels in Sacsayhuamán.
De Incazon staat zowel op de vlag van Argentinië en het wapen van Argentinië als op de vlag van Uruguay en het wapen van Uruguay. Het symbool is een weergave van de Inca-zonnegod Inti.
Een mythe van de inca's vertelt over een kudde lama's, die gehouden werden om te offeren aan de zon, en de verliefdheid tussen een van de zonnedochters en de herder. Ze worden in stenen verandert na hun vlucht uit het zonnepaleis. Nog heden zijn de twee stenen beelden tussen Calca en Uayllampa te zien; het gebergte werd (daarna) Pitusiray genoemd en heet nu nog zo.

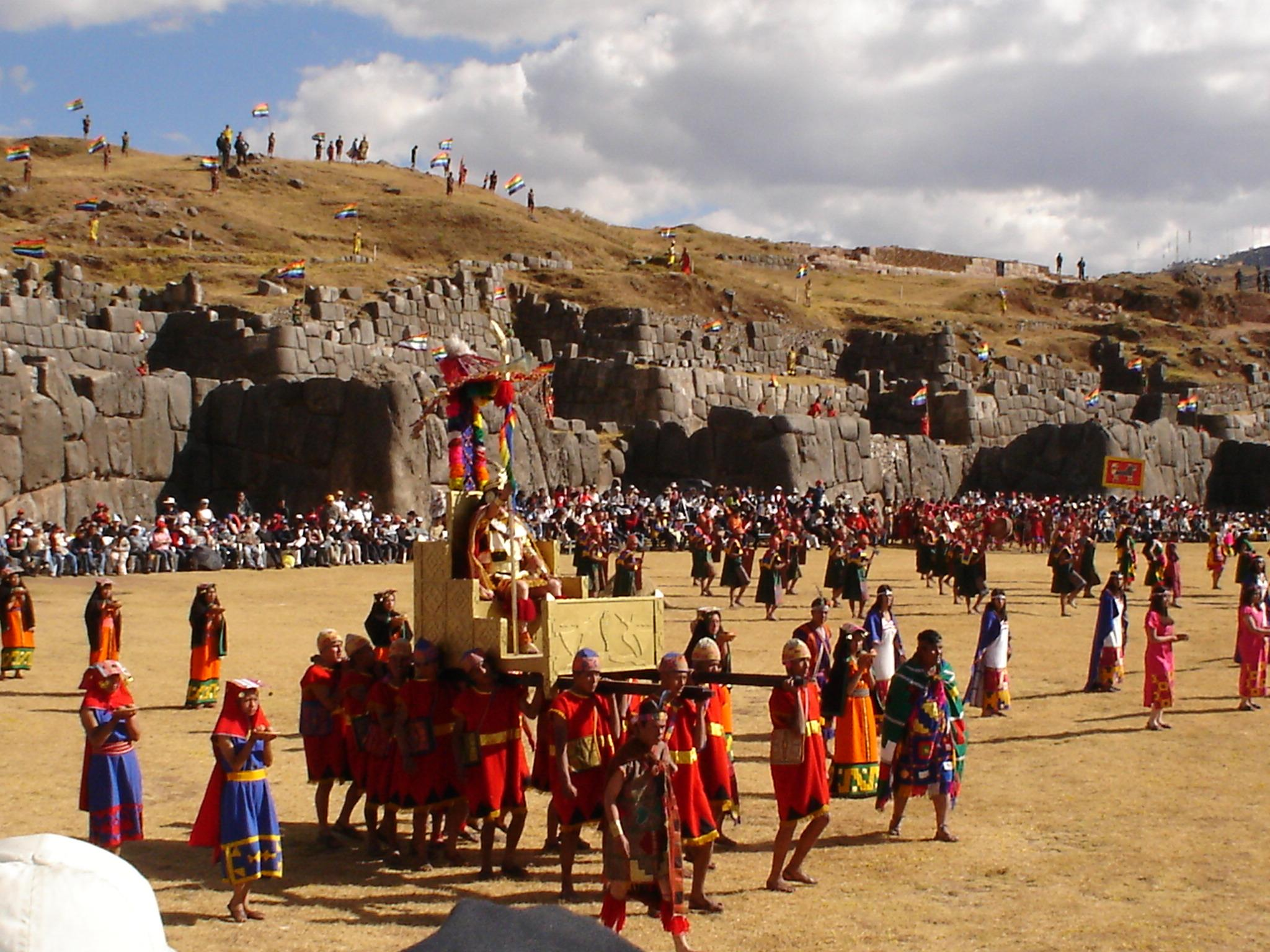
Inti Raymi (festival van de zon), Sacsayhuamán
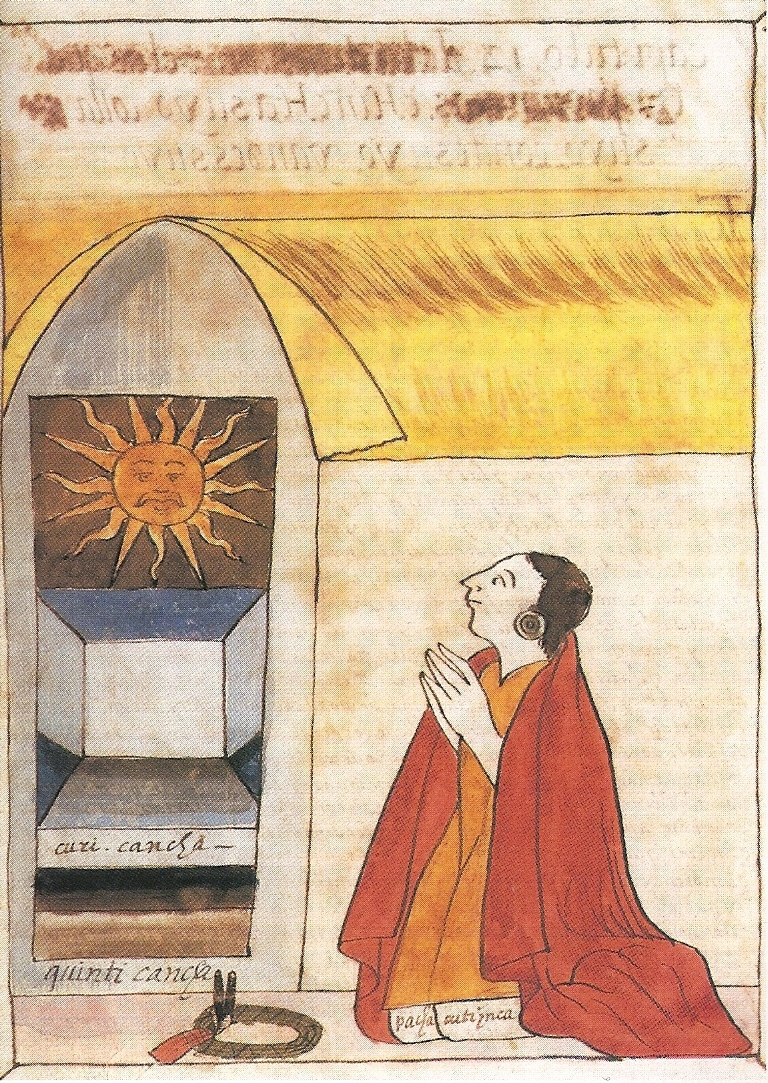
Illustratie uit de kroniek van Martín de Murúa die Pachacuti in de Coricancha laat zien., 17e eeuw
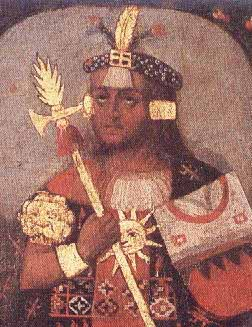
Pachacuti op een afbeelding uit de 16e eeuw
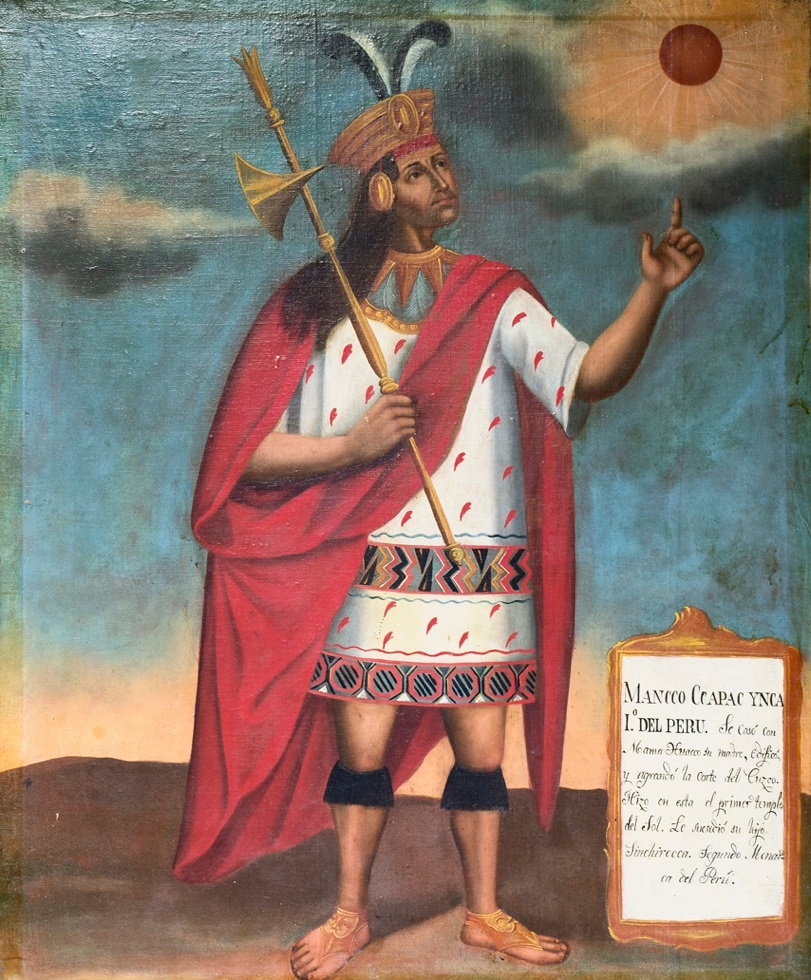
Manco Capac, 18e eeuw
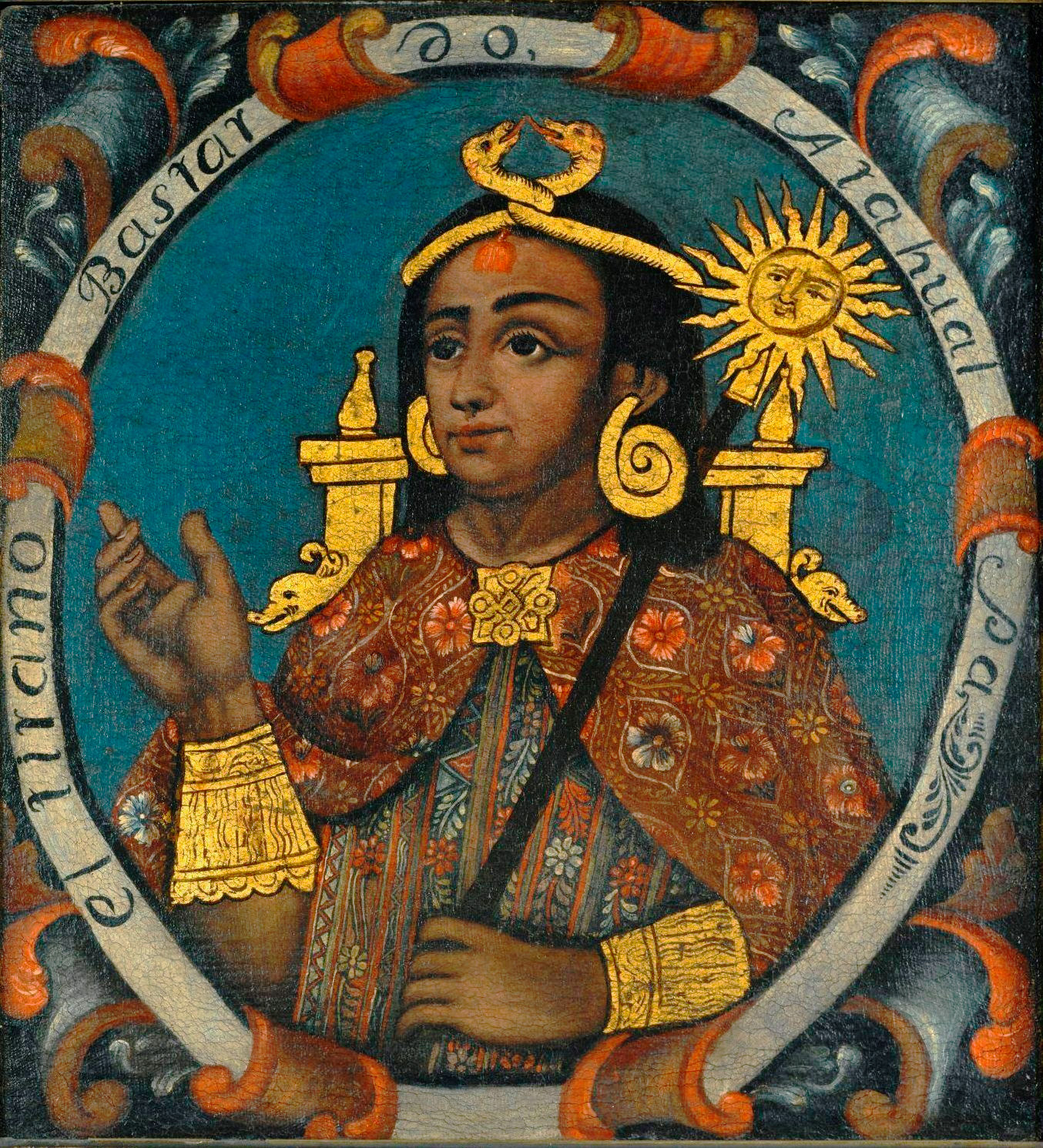
Atahualpa, 1750-1800, Brooklyn Museum
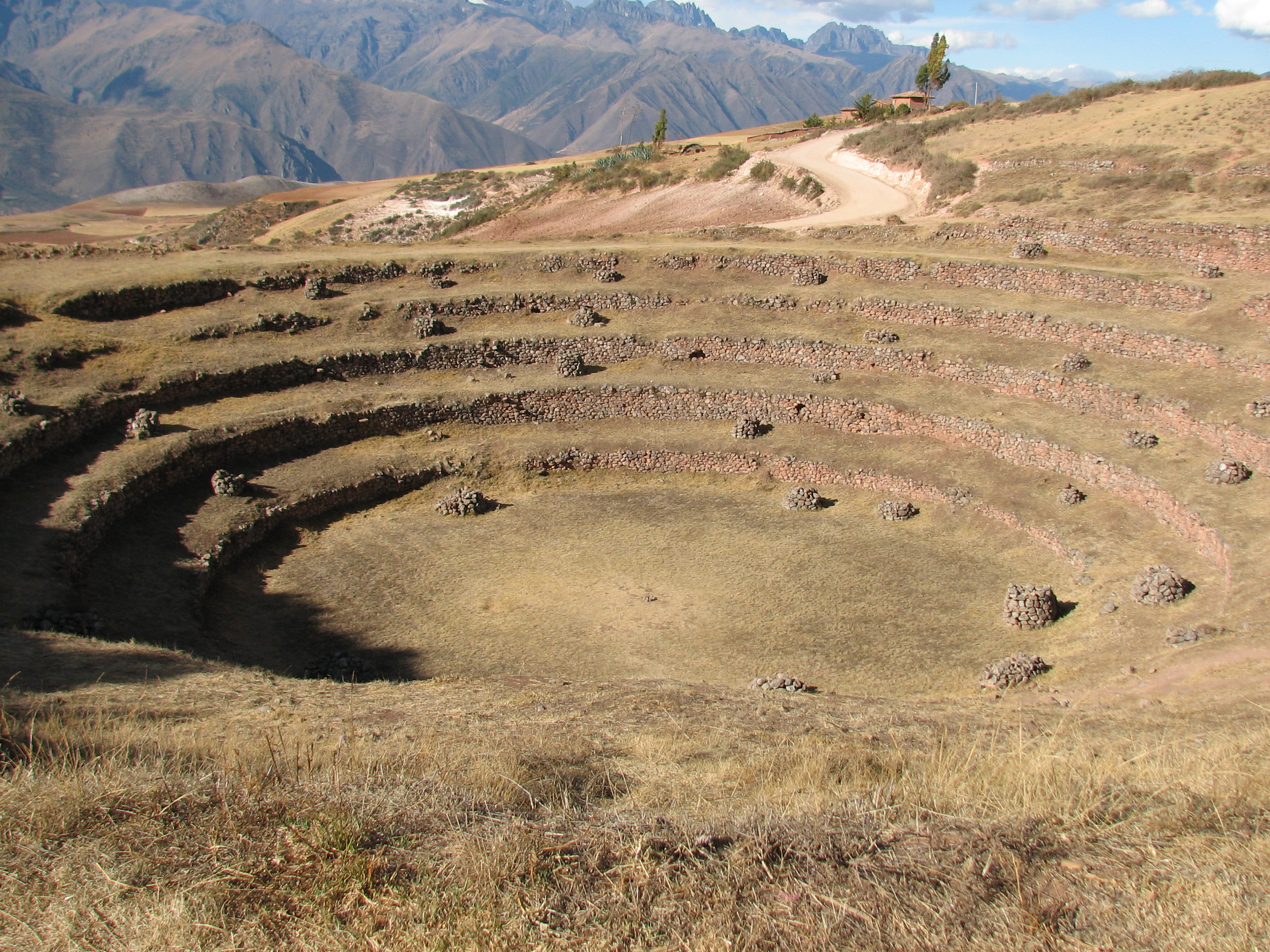
Pitusiray, gezien vanaf de archeologische site Moray (de berg te zien boven het huis)

#### Overig

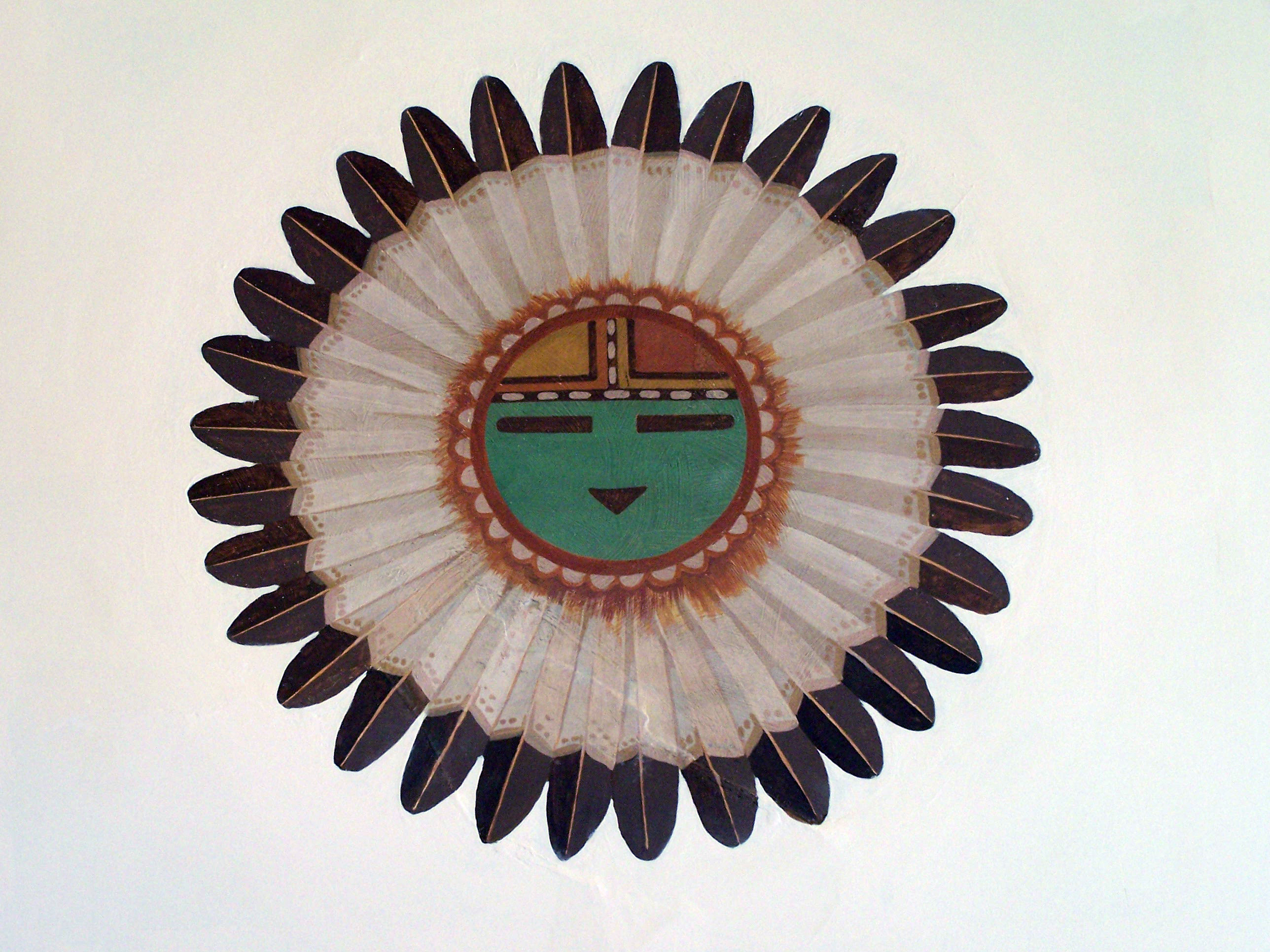
Tawa, de zonnegeest en schepper in de Hopimythologie

- In de Braziliaanse mythologie is Guaraci de god van de zon (Guarani mythologie van het Guaraní (volk)). Meri is een volksheld van de Bororo en de god van de zon.
- Jóhonaaʼéí is de zonnegod van de Navajo, bekend als 'De Ene Die De Dag Beheerst'.
- Kisosen (Zon Brenger), de zonnegod van Abenaki, een adelaar wiens vleugels open gingen om de dag te creëren en gesloten om de nacht te veroorzaken.
- Napioa, de Blackfoot godheid van de zon.
- Wi is de god van de zon van de Lakota. Hij wordt in verband gebracht met de Amerikaanse bizon.
- Tawa is een geslacht van theropode dinosauriërs dat tijdens het late Trias leefde in het gebied van het huidige New Mexico, geslachtsnaam verwijst naar de zonnegod van de Pueblocultuur (de schepper van de Hopi).
- Akycha is de zonnegod in de Inuitmythologie in Alaska.
- Malina is een zonnegod in de Inuitmythologie. Ze komt het meest voor in de legendes van Groenland, dat haar nauw verband met de maangod Anningan (ook wel Igaluk), haar broer. Malina is voortdurend op de vlucht voor Anningan als gevolg van de strijd tussen de twee (legendes verschillen over de oorzaak). Hun constante achtervolging is de traditionele verklaring voor de beweging van de zon en de maan door de lucht.
- De zonnedans is een ceremonie die wordt beoefend door sommige Inheemse Amerikanen in de Verenigde Staten en Canada, voornamelijk die van de Prairie-indianen. Individuen brengen persoonlijke offers namens de gemeenschap. De hoogste graad van mannelijkheid was te bereiken door zich toe te wijden aan de zon. Tijdens de zonnedans die eens per jaar werd gehouden en waarvoor verscheidene dorpsgemeenschappen bijeenkwamen, liet een krijger zich een scherpe houten pen onder de rugspier door steken, die verbonden was aan een zware bizonschedel. Vervolgens moest hij deze urenlang in het rond dansend achter zich aan slepen. Of, de zwaarste beproeving: hij liet zich met een pen onder beide borstspieren ophijsen in een hoge paal en bleef zo hangen tot de zon onderging.
- Een Indiaans verhaal vertelt hoe een konijn een reus wilde vangen met een magisch net, maar hij bleek de zon gevangen te hebben en kreeg hierdoor een bruine kleur.[47]

## Zie ook

Leeuw en zon, typisch symbool voor de zon in Iran